# Список будівель парламентів країн світу
Нижче наведено список будівель, в яких розташовуються національні законодавчі органи країн світу.

## Європа

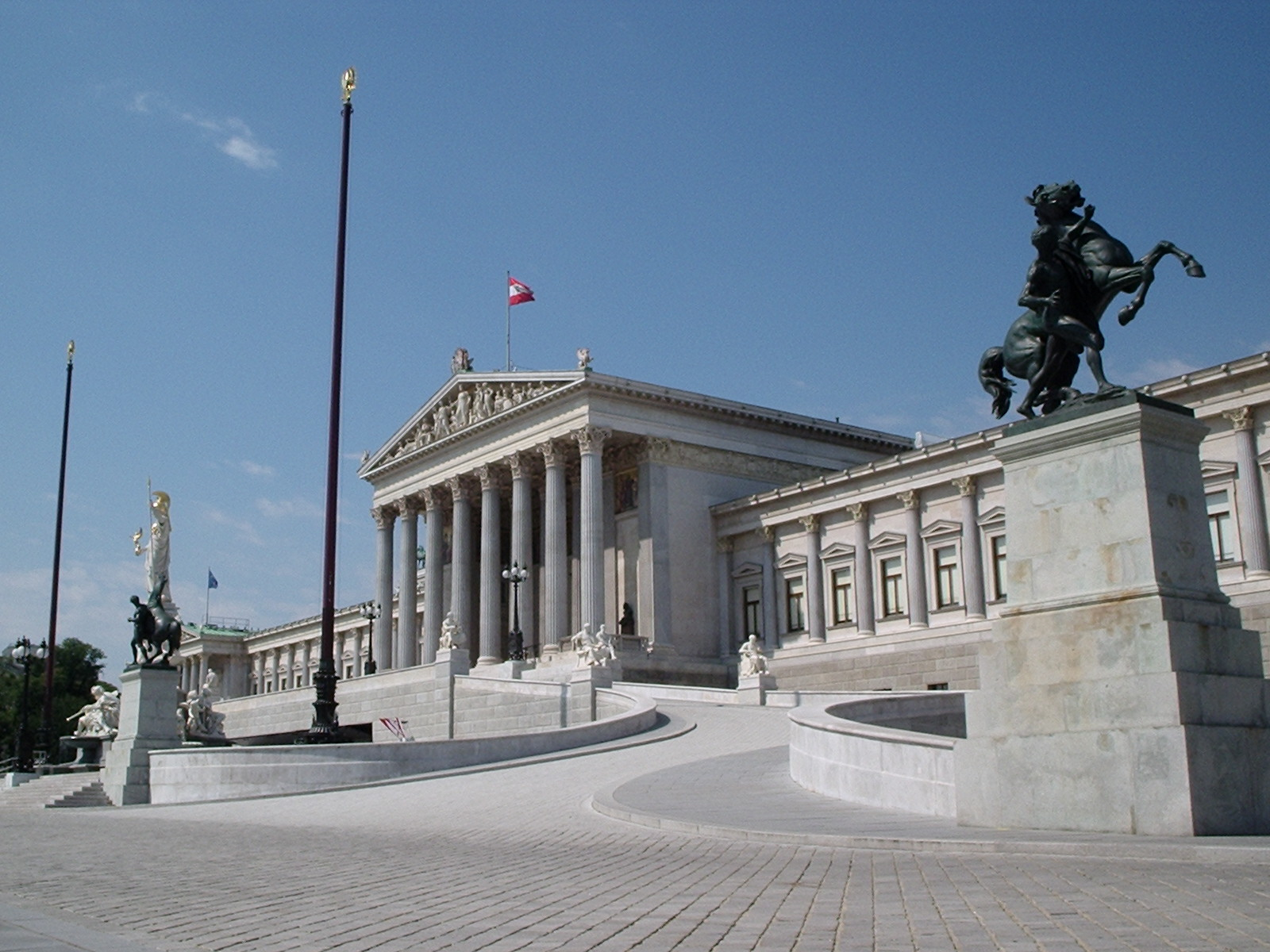
Австрія: Будівля парламенту Австрії[1] (1883)
Азербайджан: Будівля Міллі Меджлісу (20-те сторіччя)
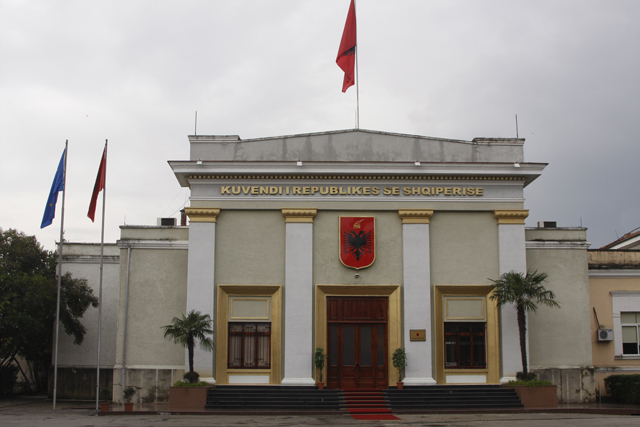
Албанія: Будівля Парламенту Албанії[2] (1924)
Андорра:Нова будівля Парламенту Андорри (2014) Андорра: Нова будівля Парламенту Андорри (2014)
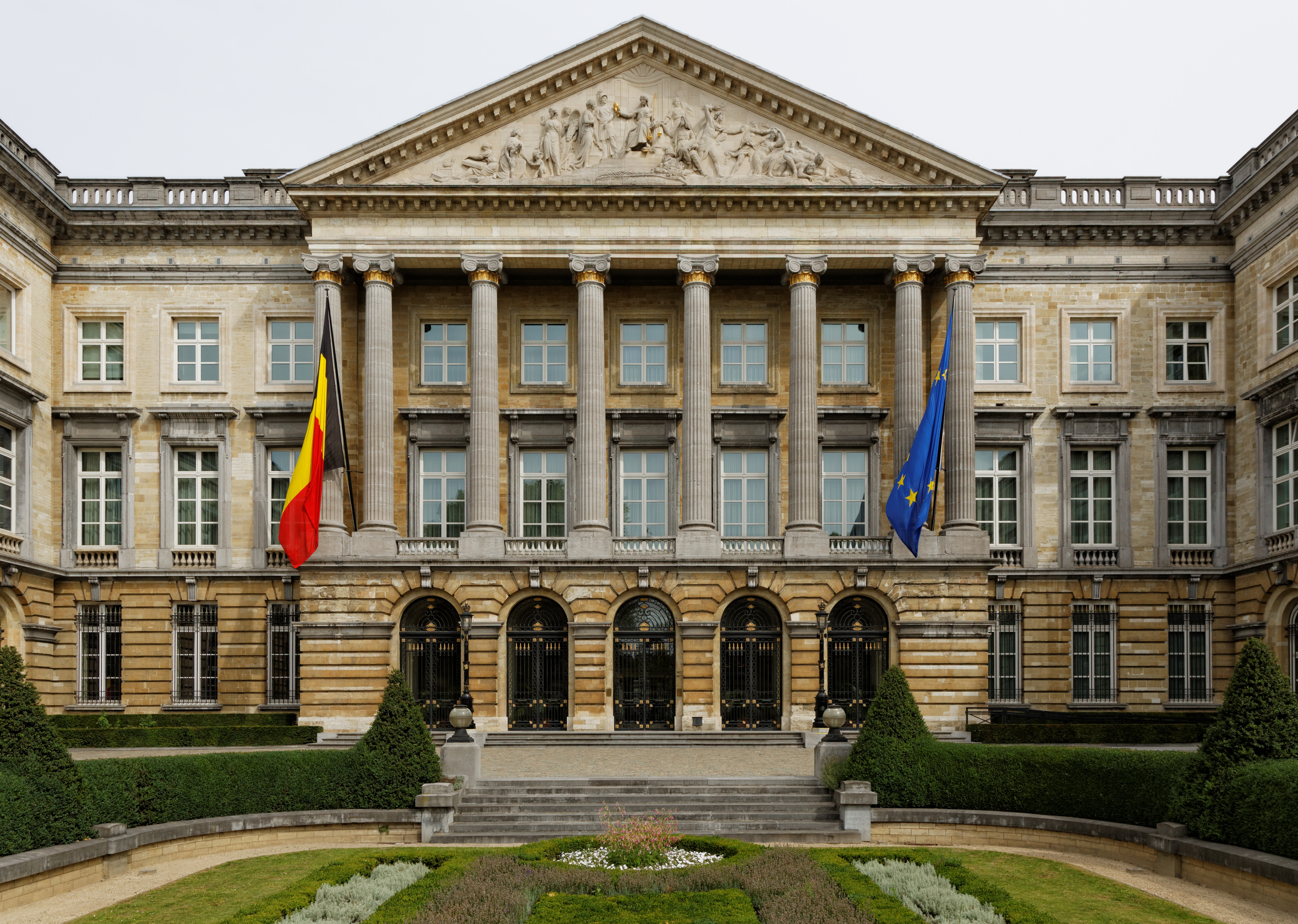
Бельгія: Палац нації (1783)
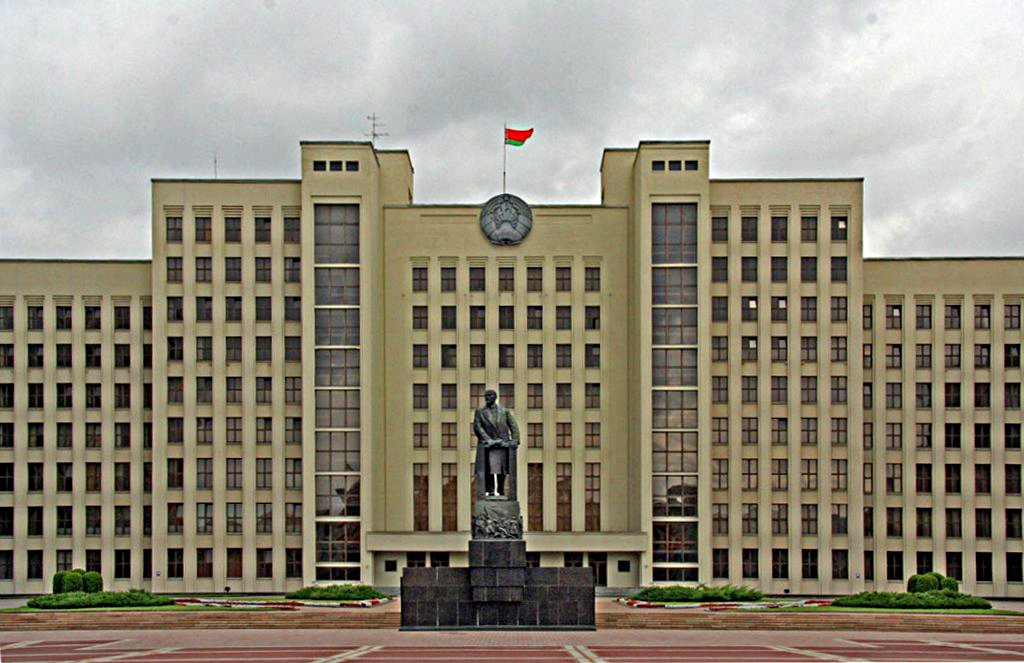
Білорусь: Будинок Уряду (1934)
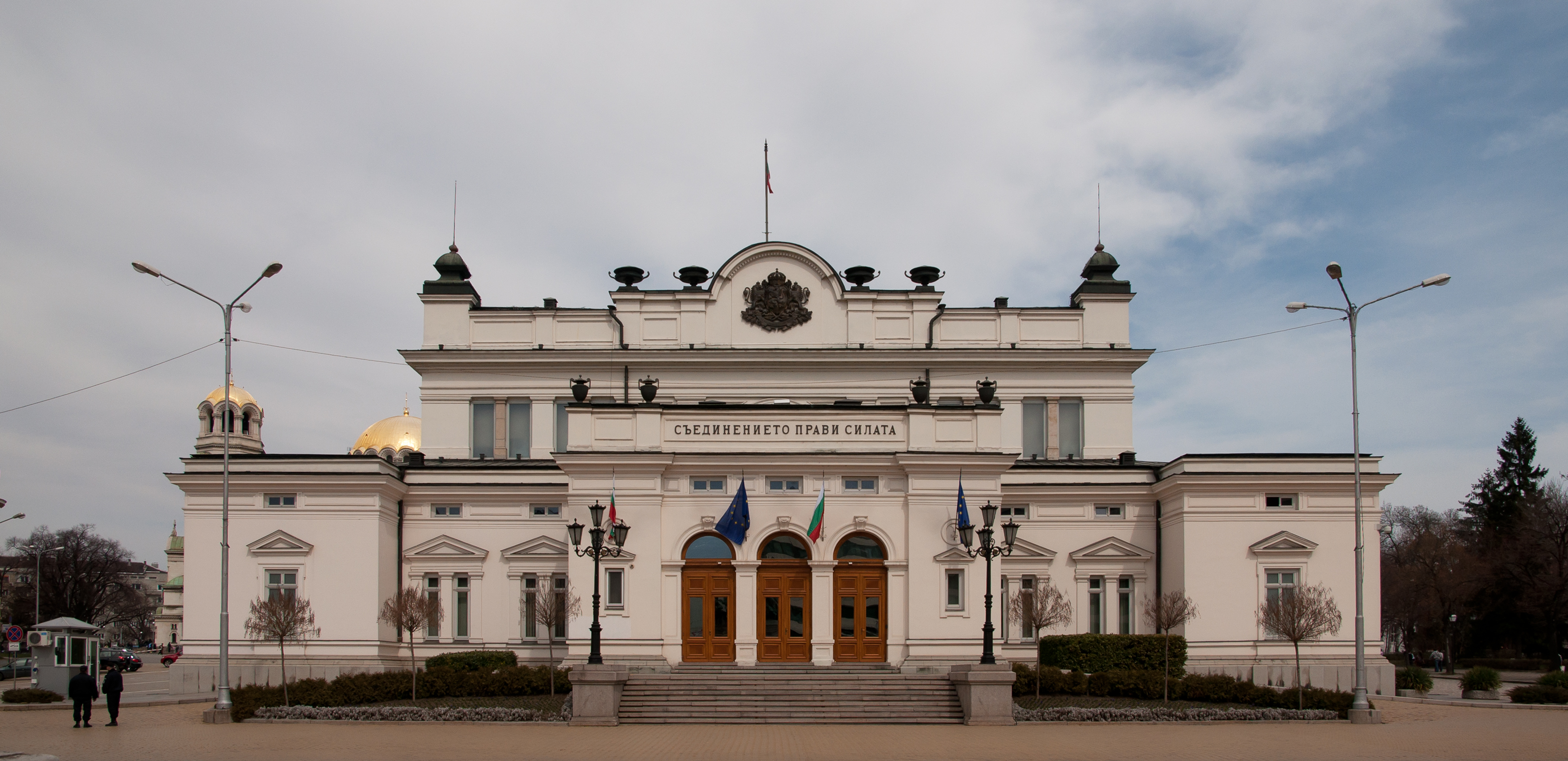
Болгарія: Будівля Народних зборів Болгарії (1885)
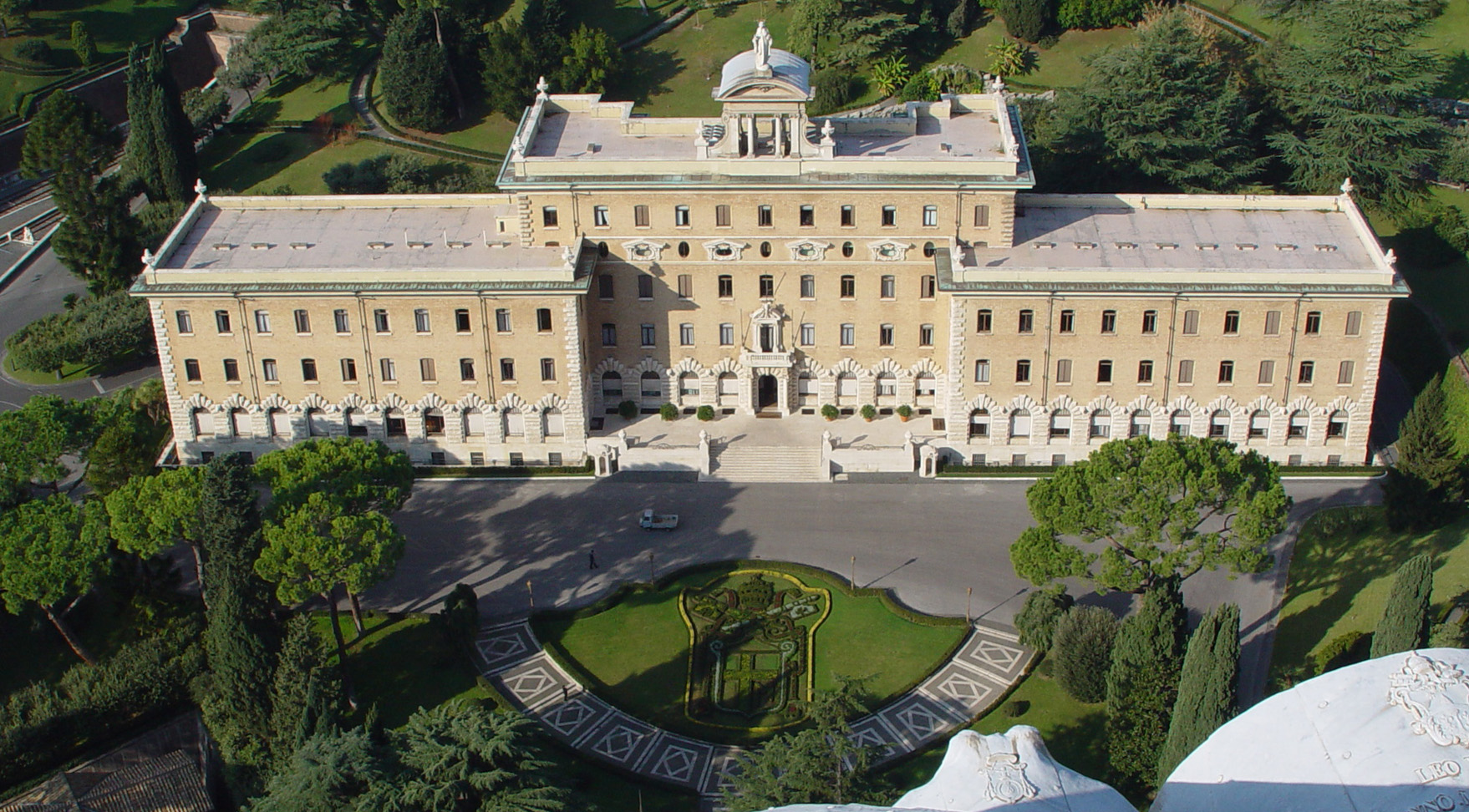
Ватикан: Палац губернората (1939)
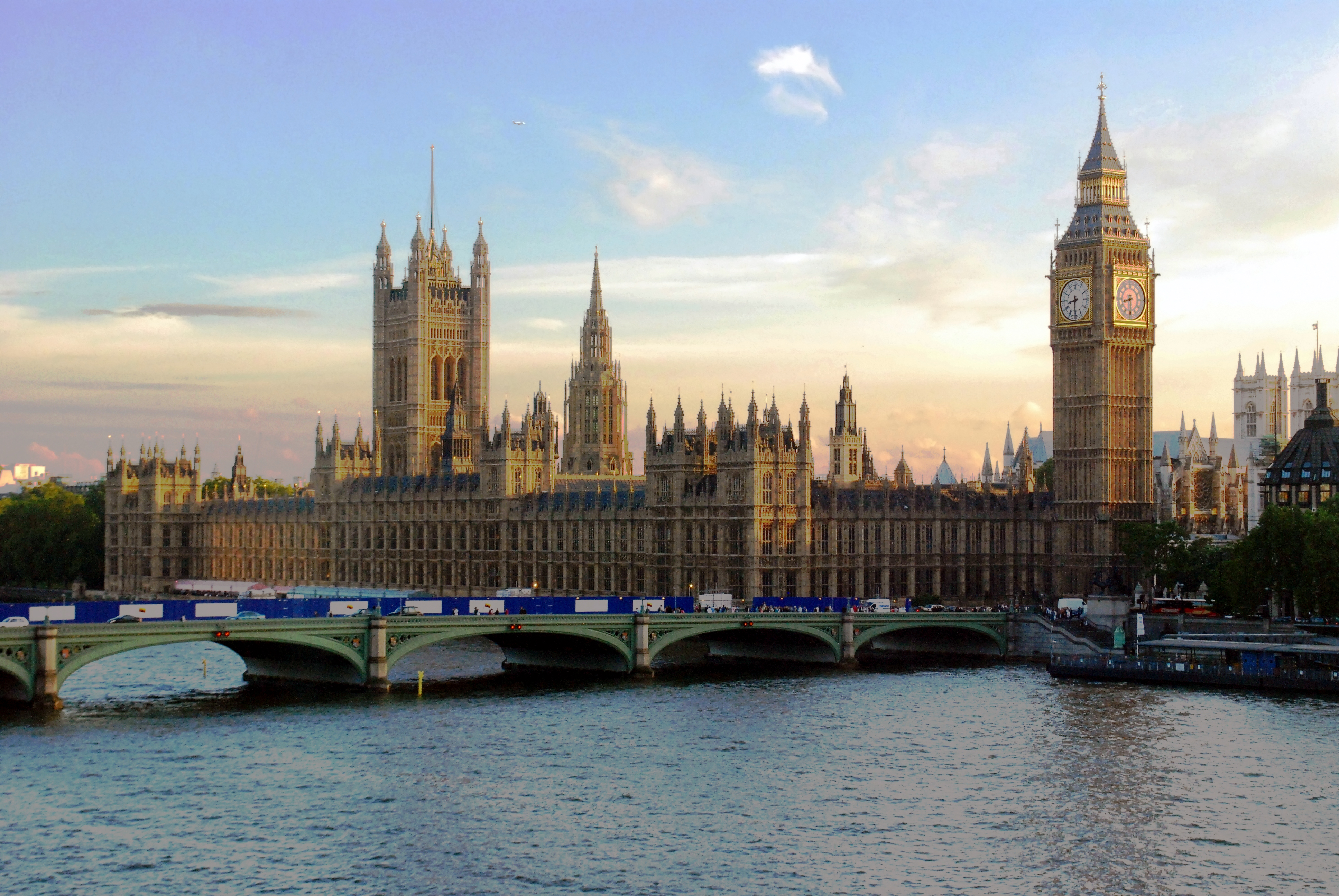
Велика Британія: Вестмінстерський палац (1870)
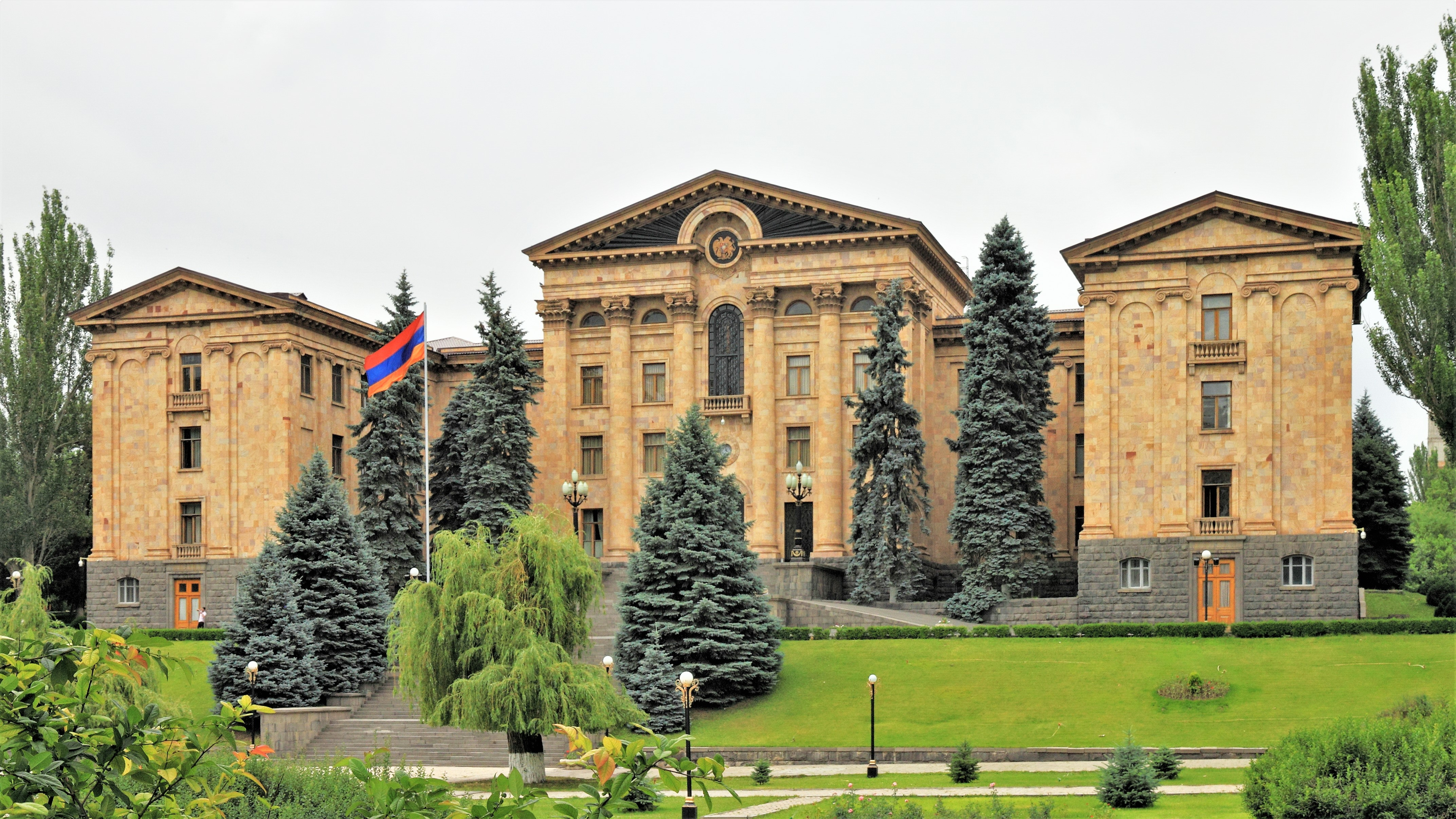
Вірменія: Будівля Національних зборів (1947)
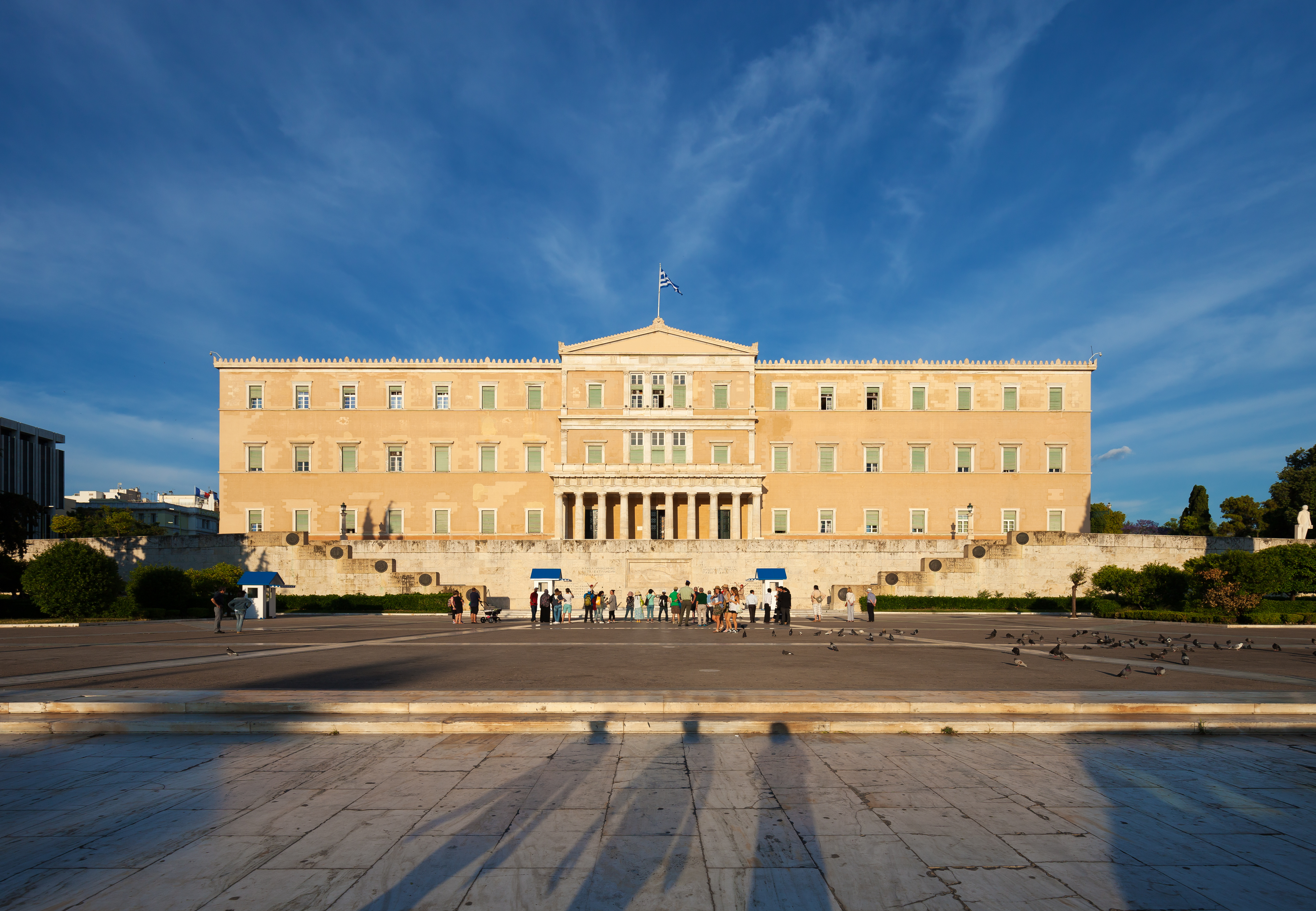
Греція: Королівський палац (1843)
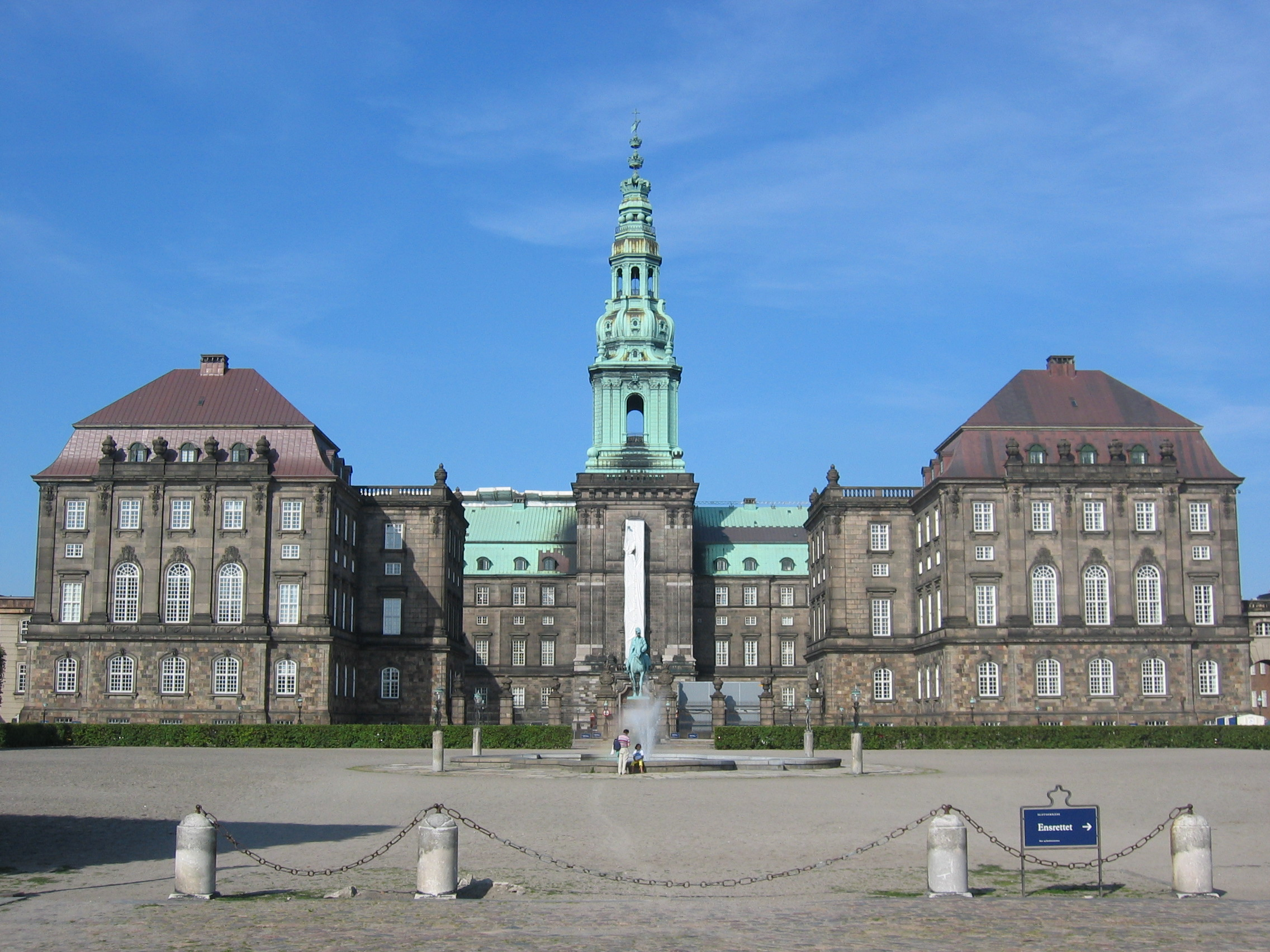
Данія: Палац Крістіансборґ (1928)
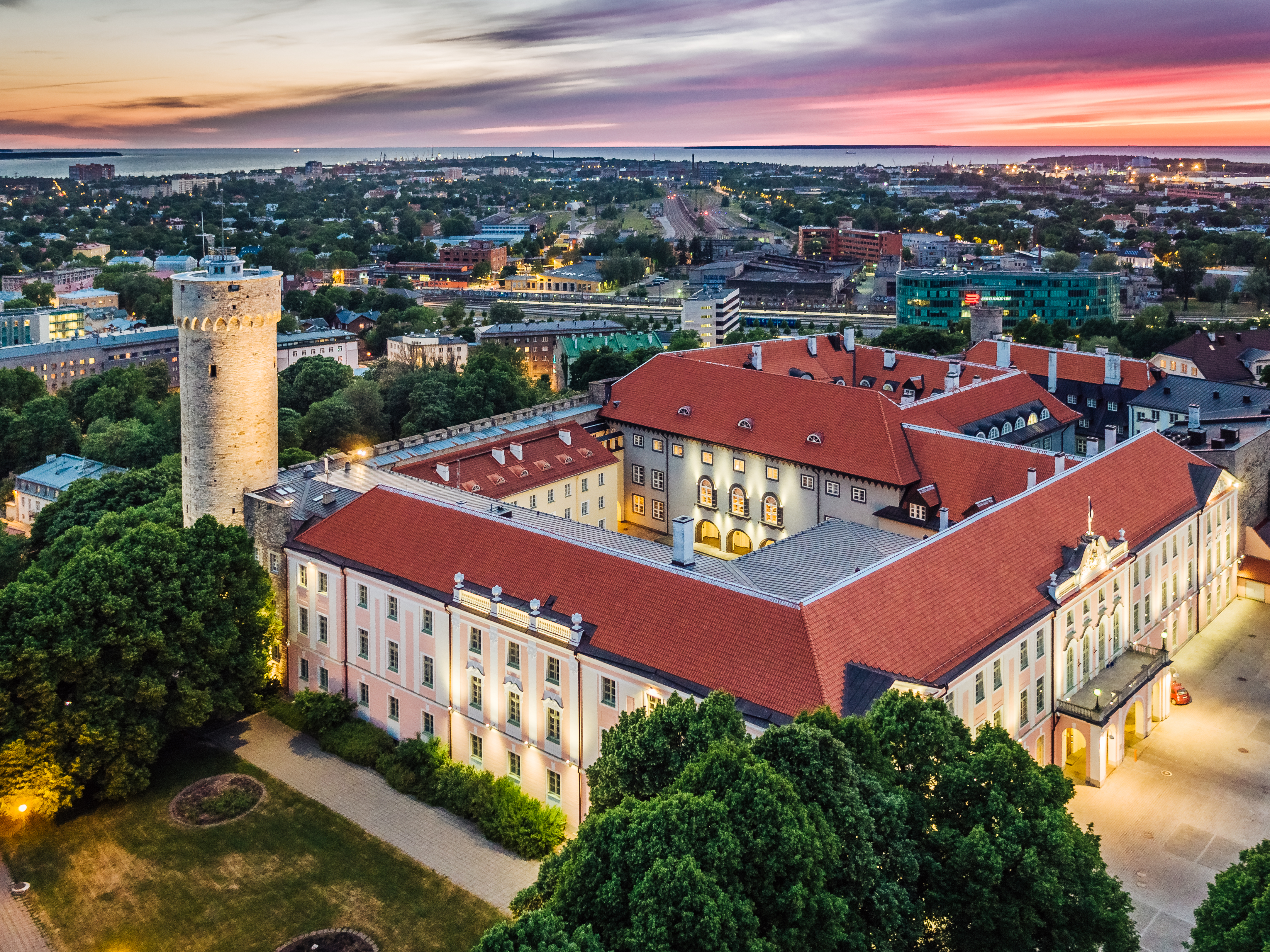
Естонія: Замок Тоомпеа (1922)
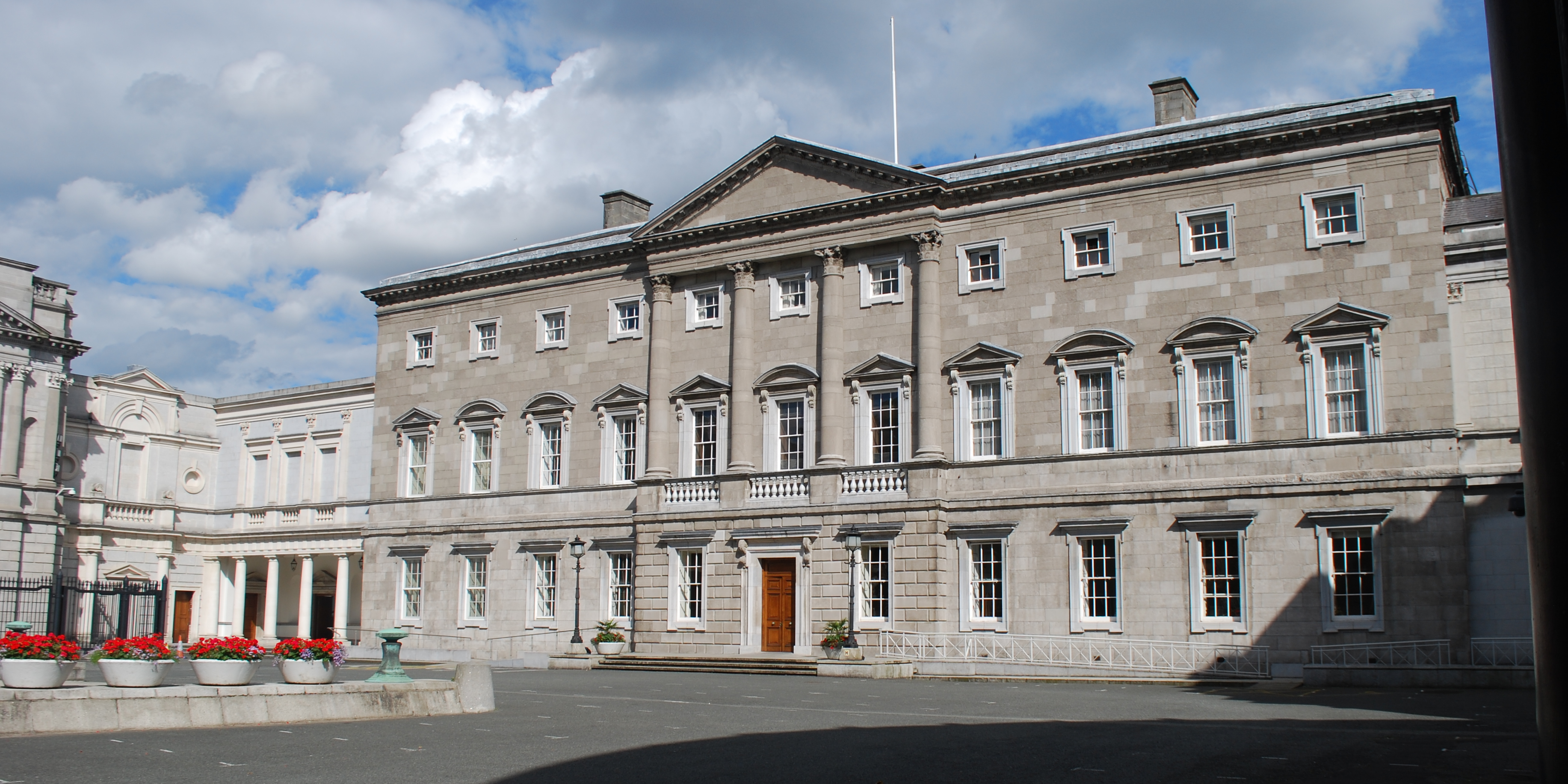
Ірландія: Ленстер-хаус (1748)
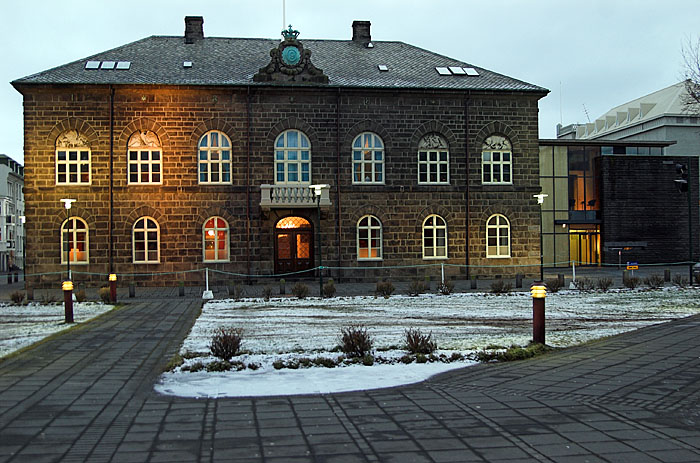
Ісландія: Альтінґісхусід (1881)
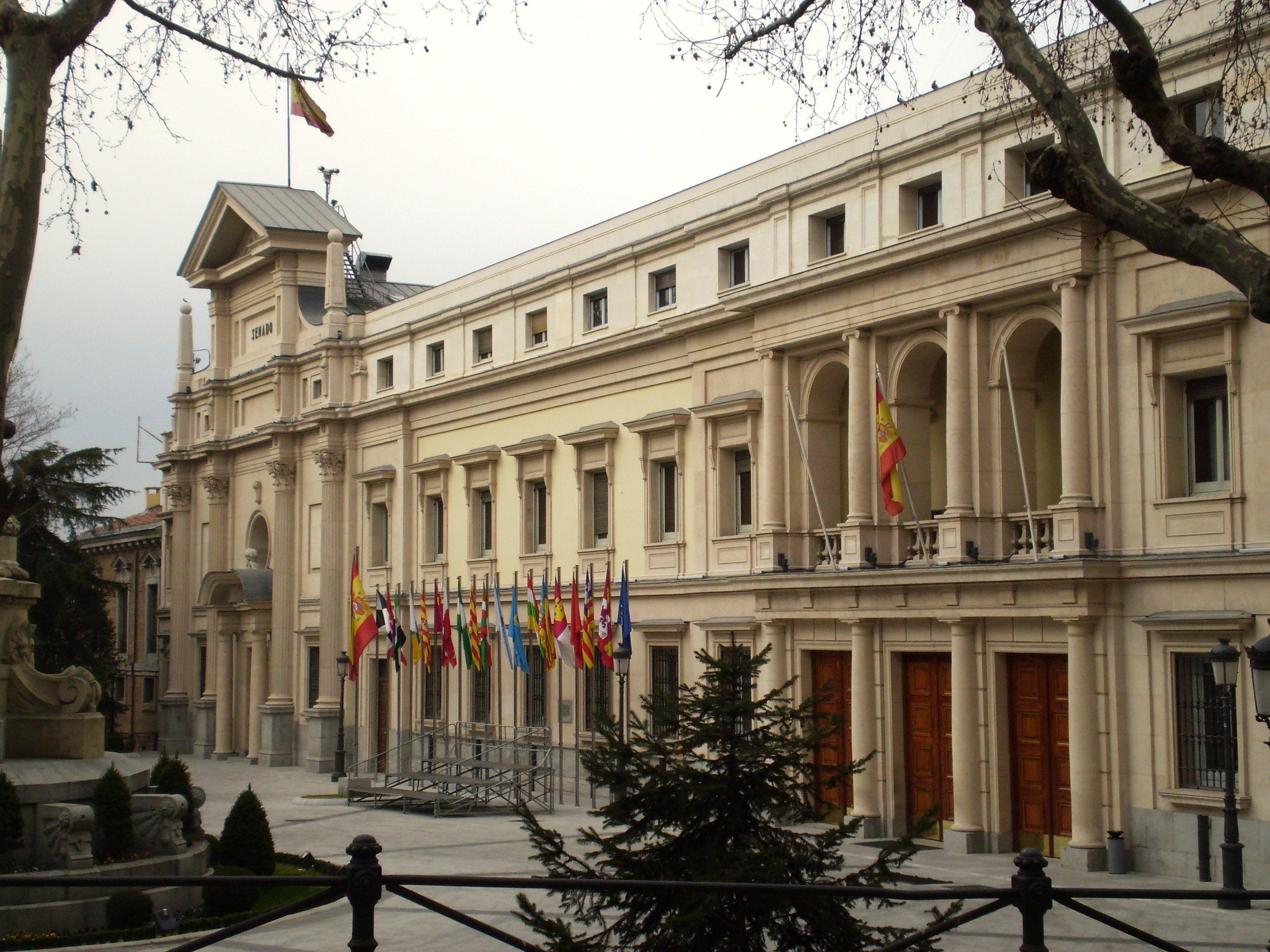
Іспанія (верхня палата): Палац Сенату (1814)
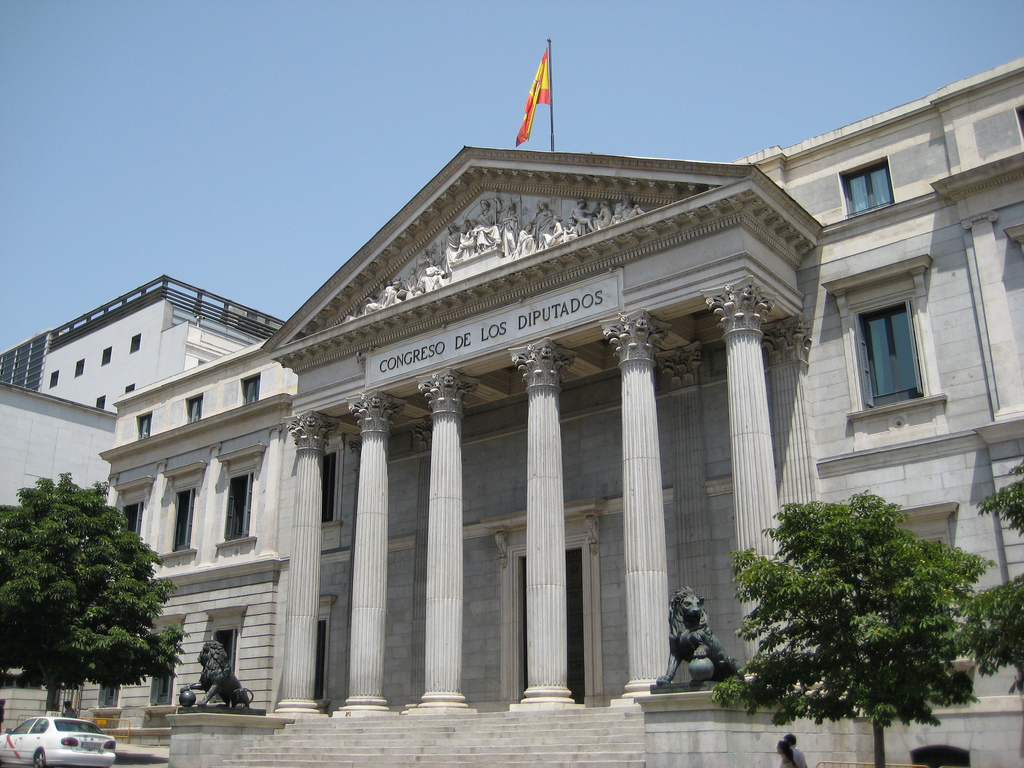
Іспанія (нижня палата): Палац Кортесів (1850)
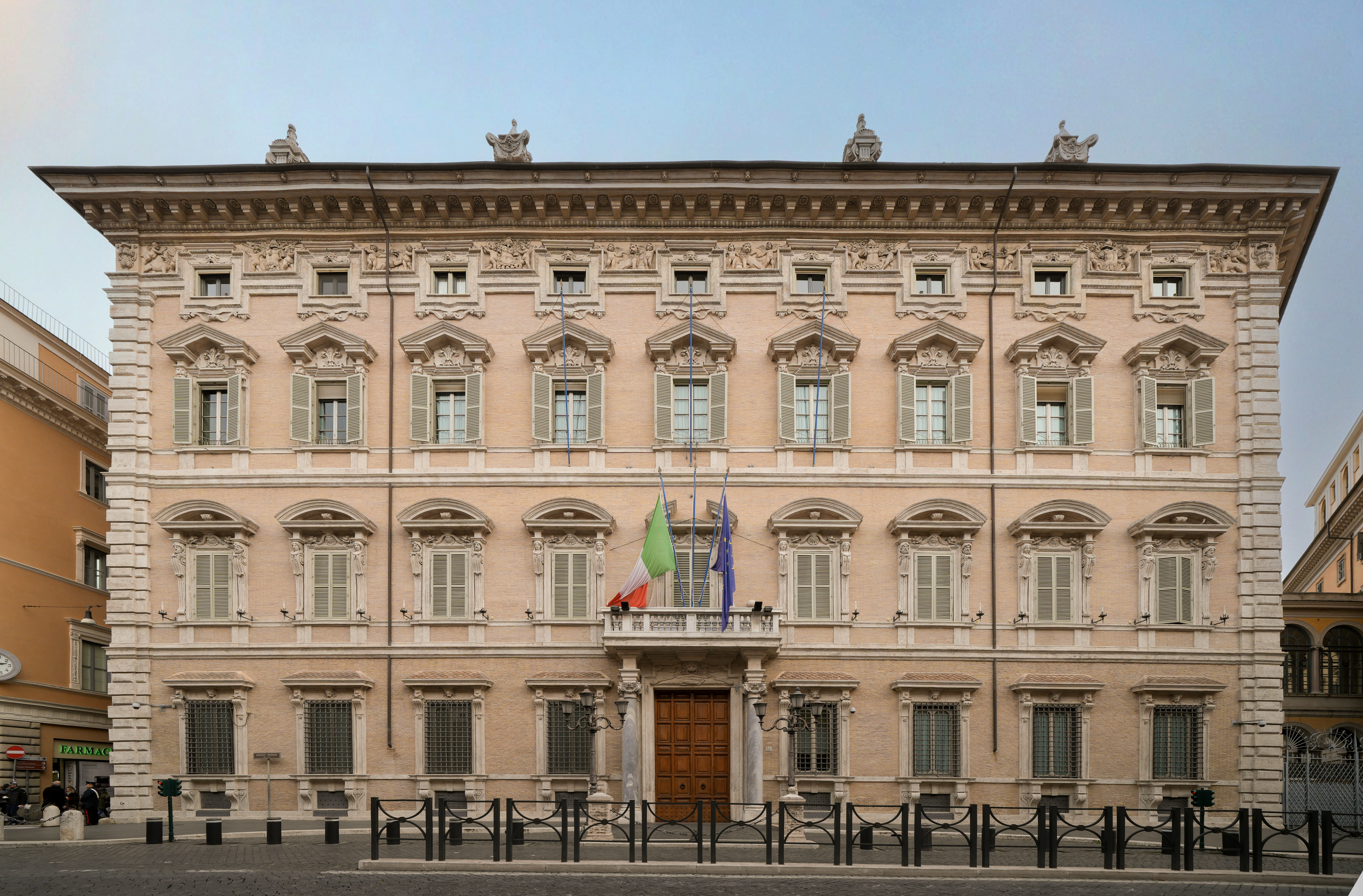
Італія (верхня палата): Палаццо Мадама (Рим) (1505)
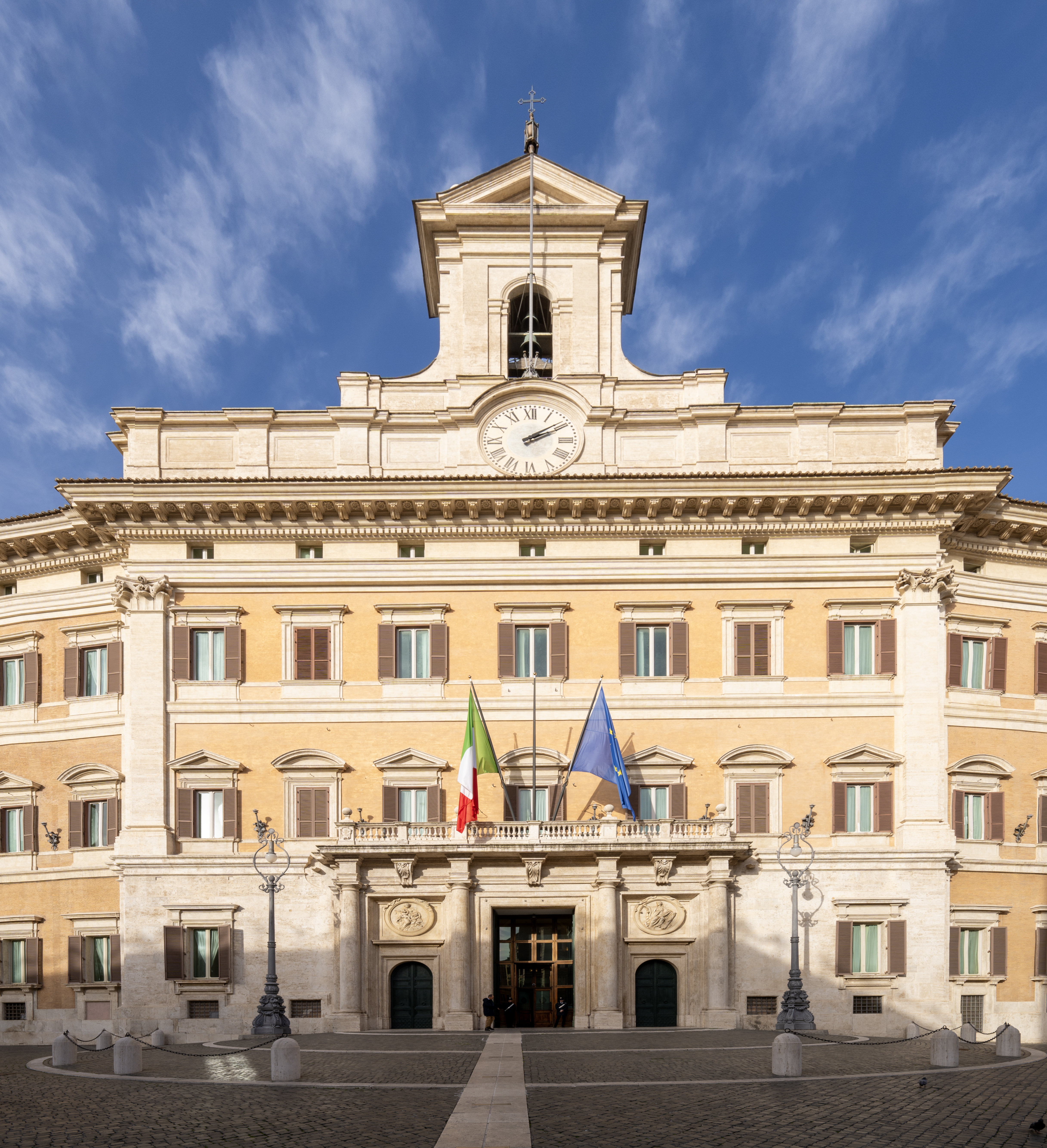
Італія (нижня палата): Палаццо Монтечиторіо (1697)
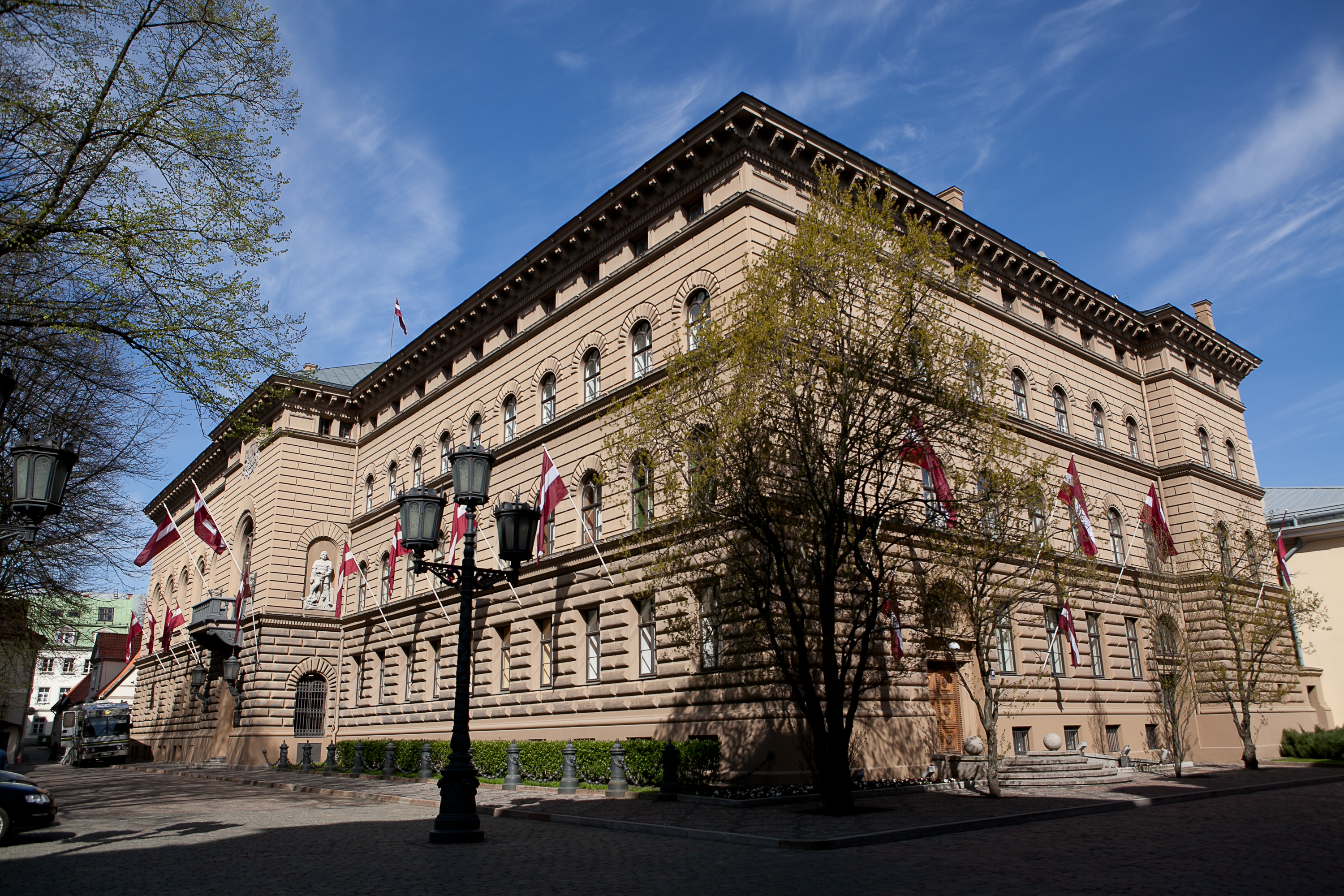
Латвія: Будівля Сейму (1867)
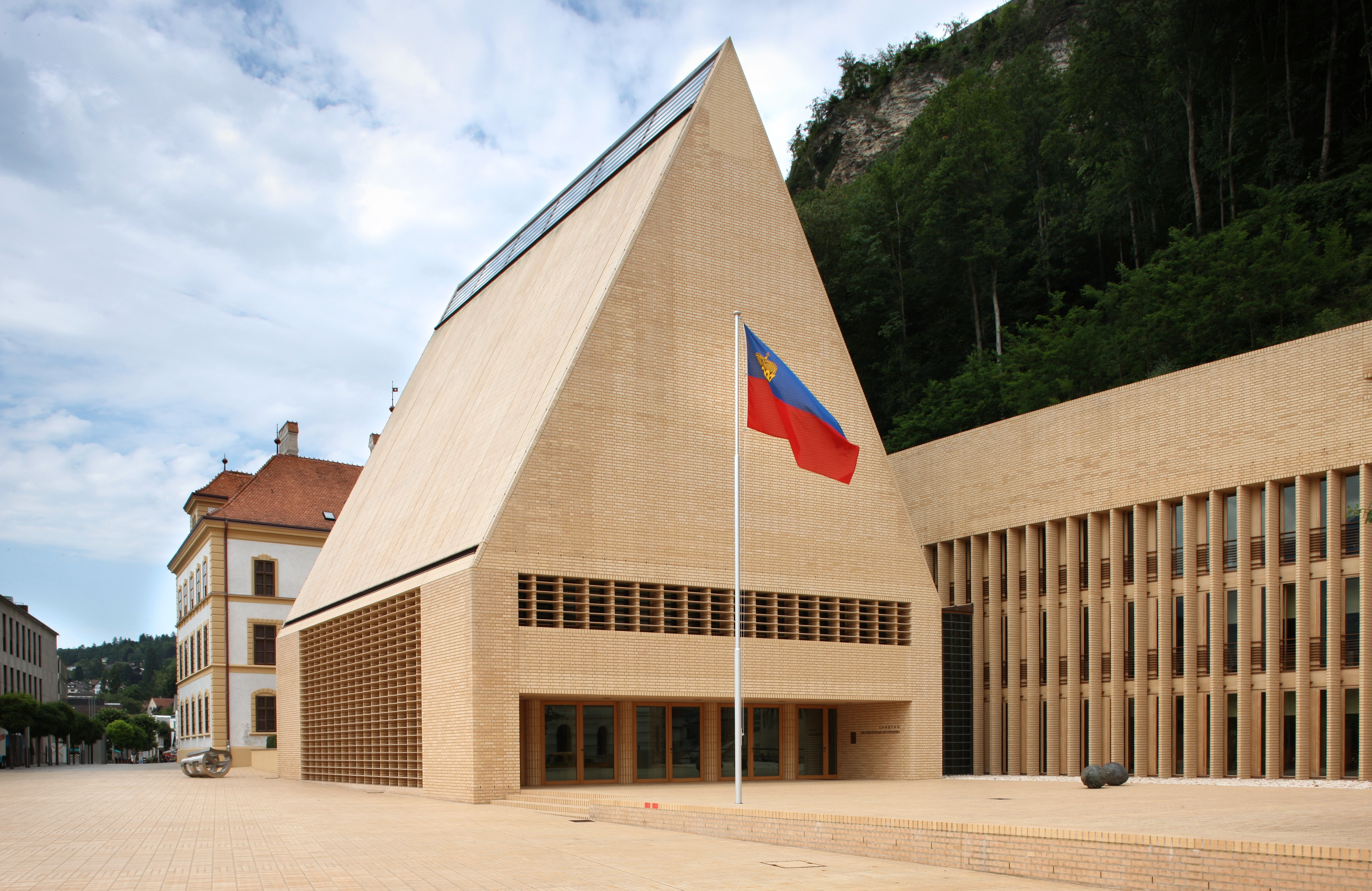
Ліхтенштейн: Будівля Ландтагу (2008)
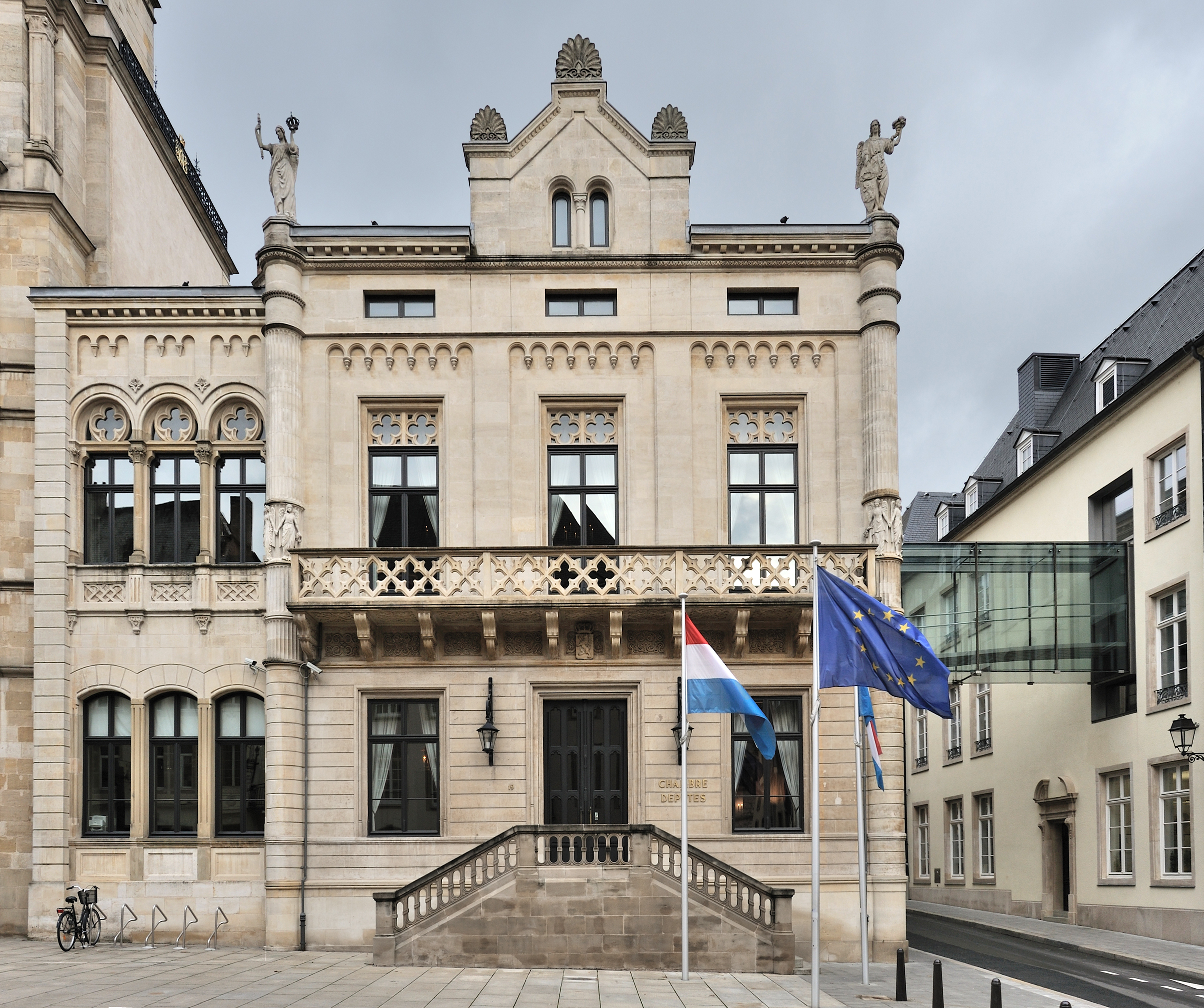
Люксембург: Отель-де-ля-Шамбре (1860)
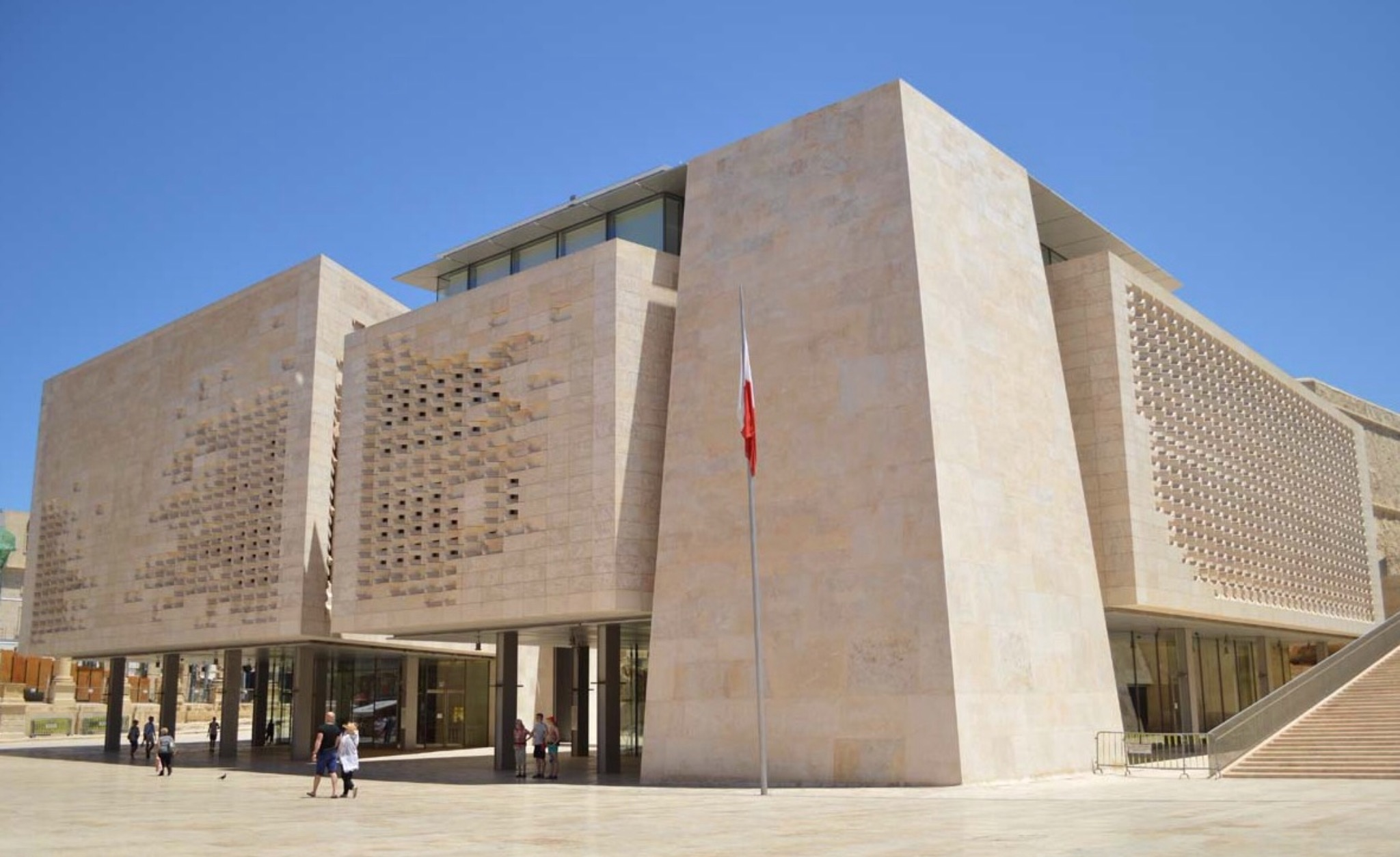
Мальта: Будинок парламенту (2015)
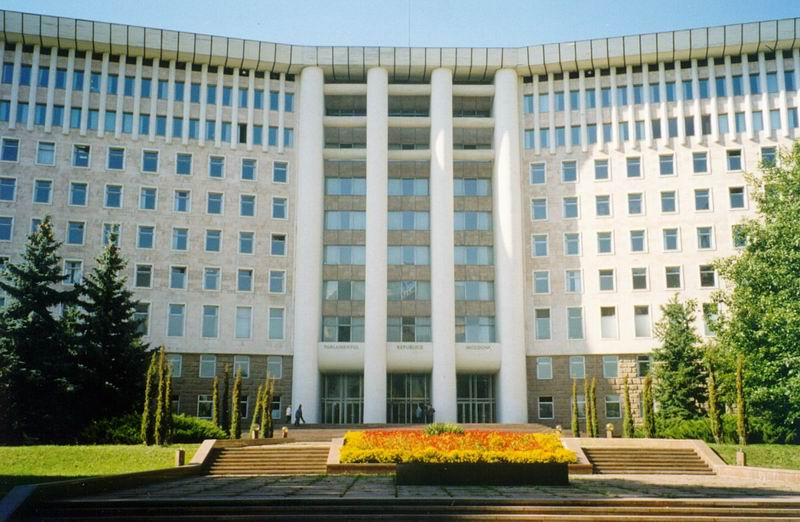
Молдова: Палац Парламенту (1979)
Монако:Будівля Національної Ради (2012) Монако: Будівля Національної Ради (2012)
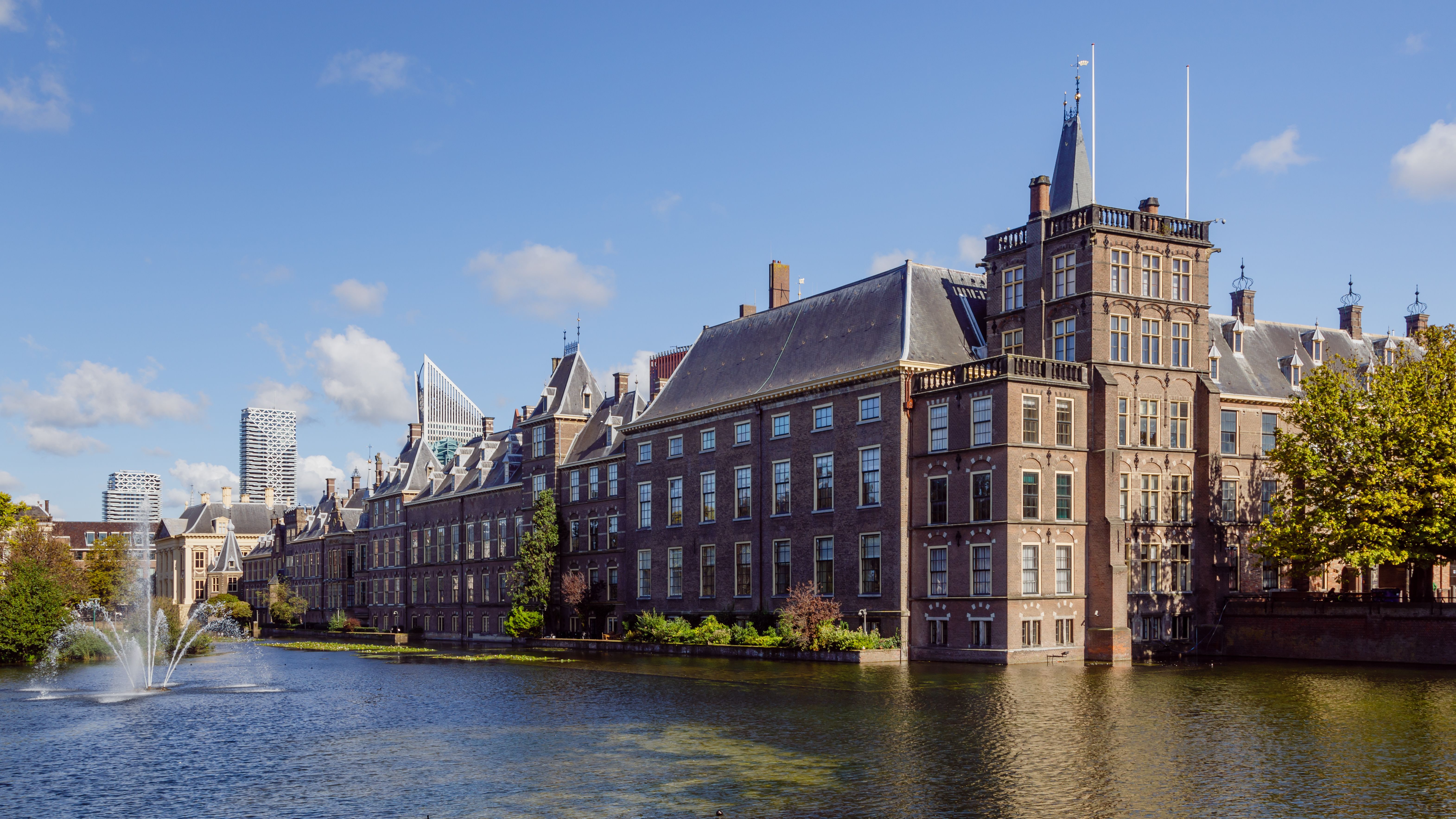
Нідерланди: Бінненгоф (13-те сторіччя)
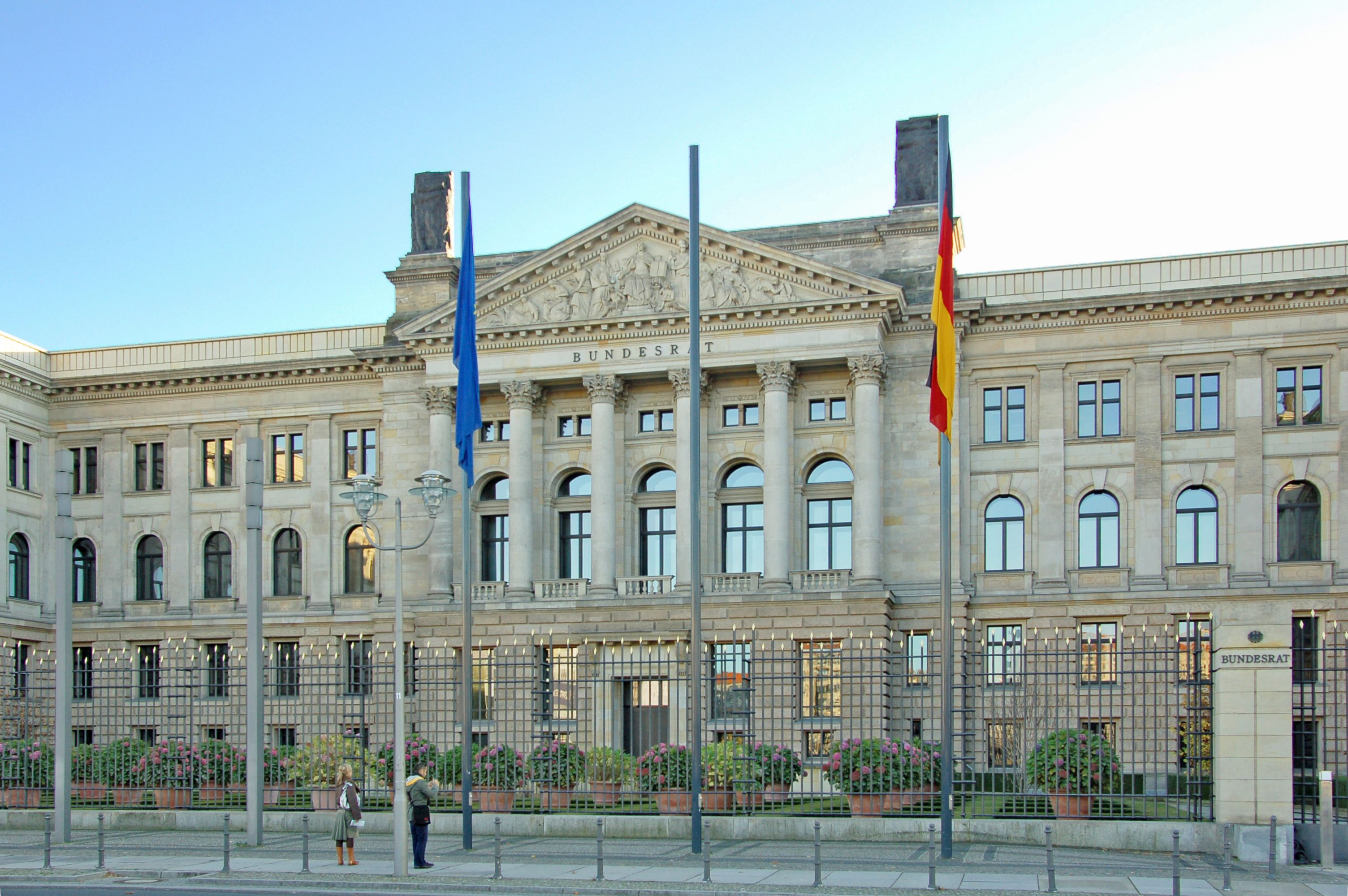
Німеччина (верхня палата): Пруський палац знаті (1904)
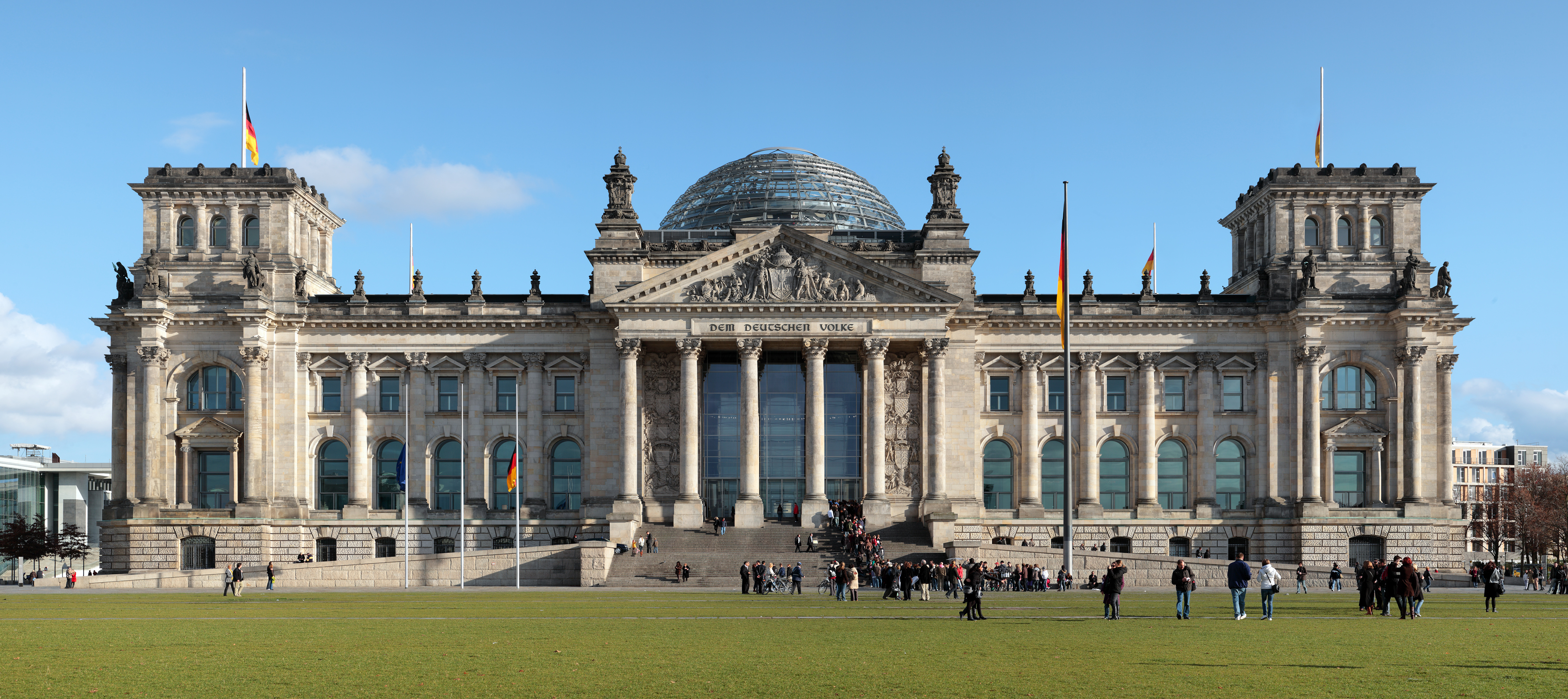
Німеччина (нижня палата): Райхстаг (1894)
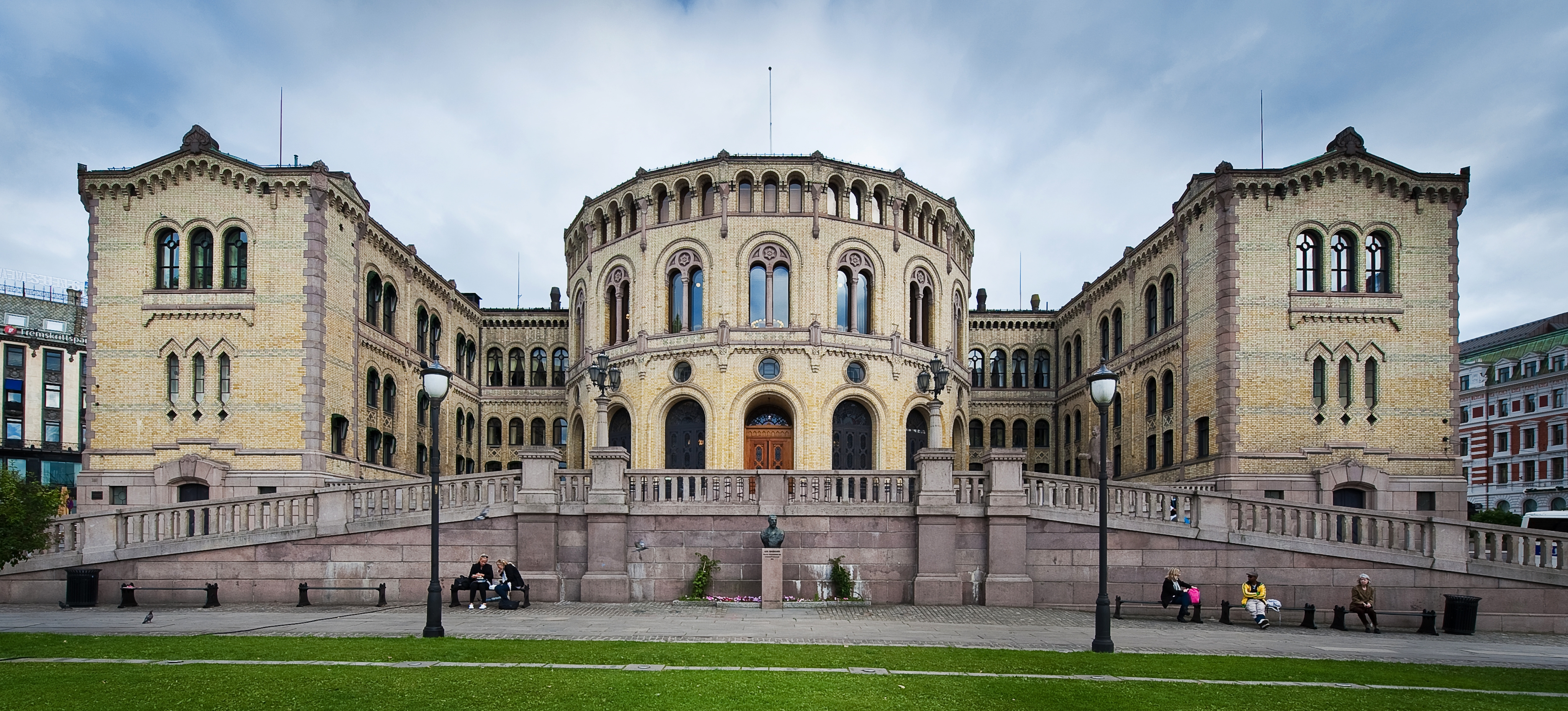
Норвегія: Будівля Стортингу (1866)
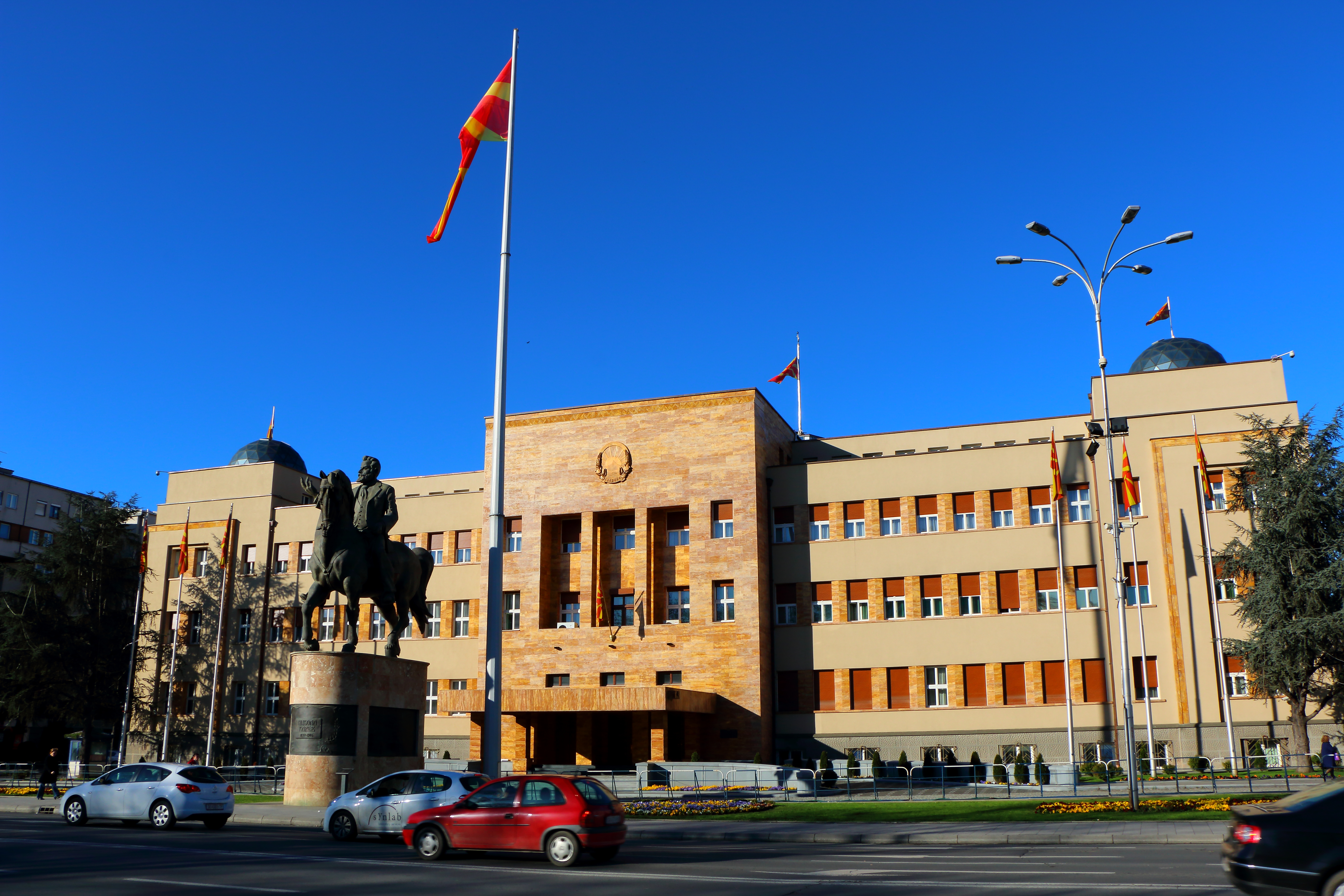
Північна Македонія: Будівля Парламенту (1938)
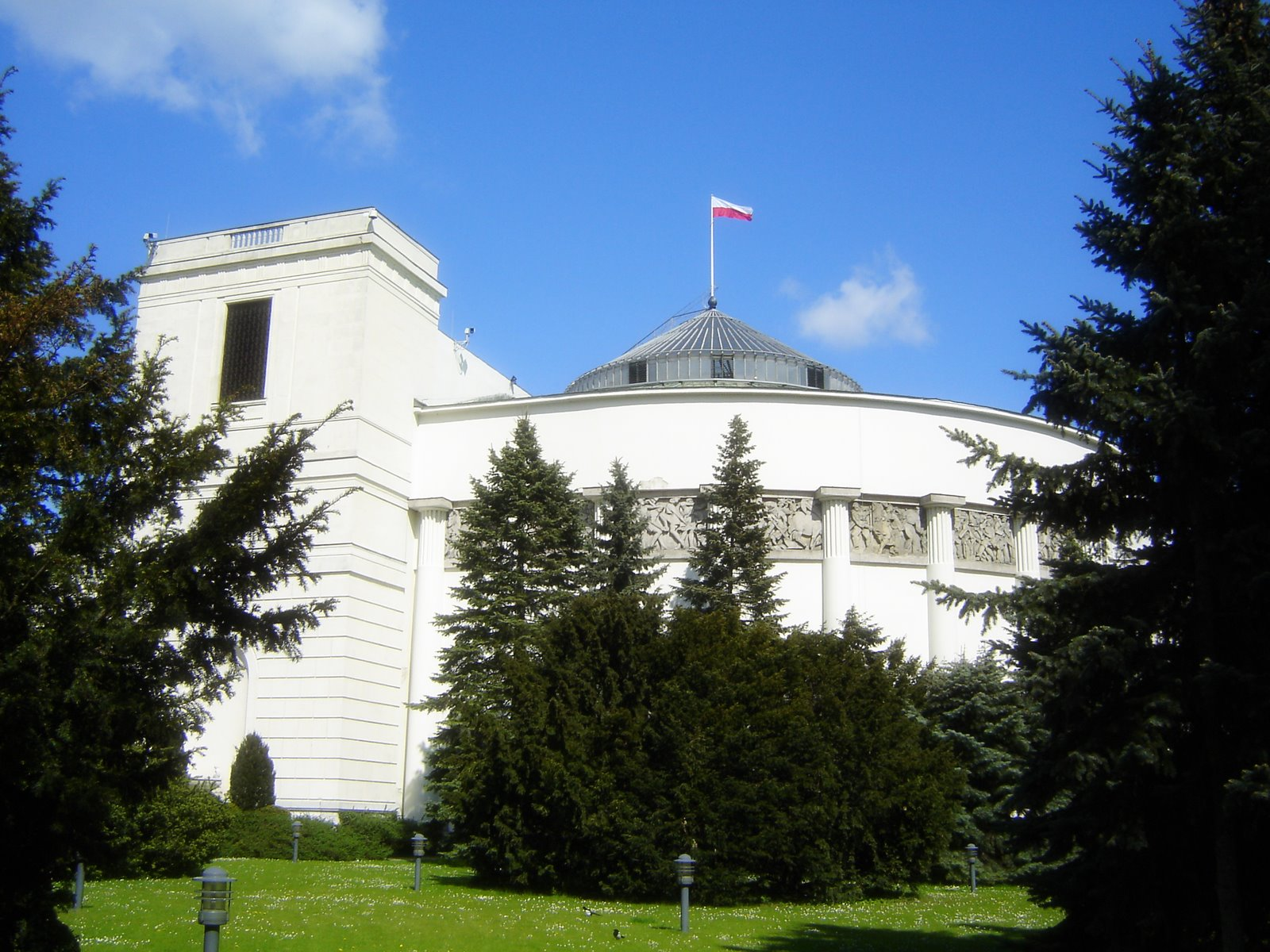
Польща: Комплекс будівель Сейму Республіки Польща (1928)
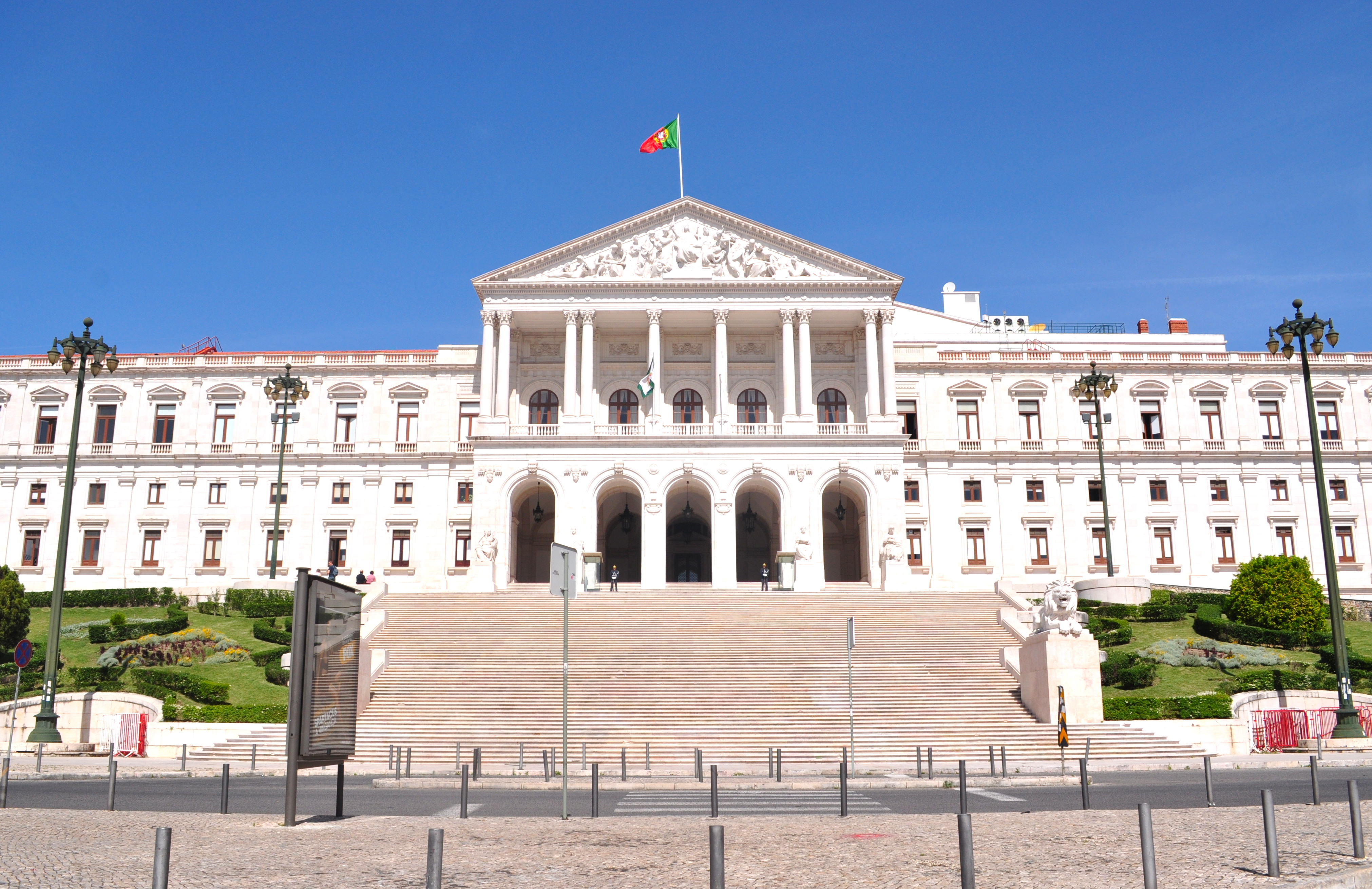
Португалія: Палац Сан-Бенту (1598)
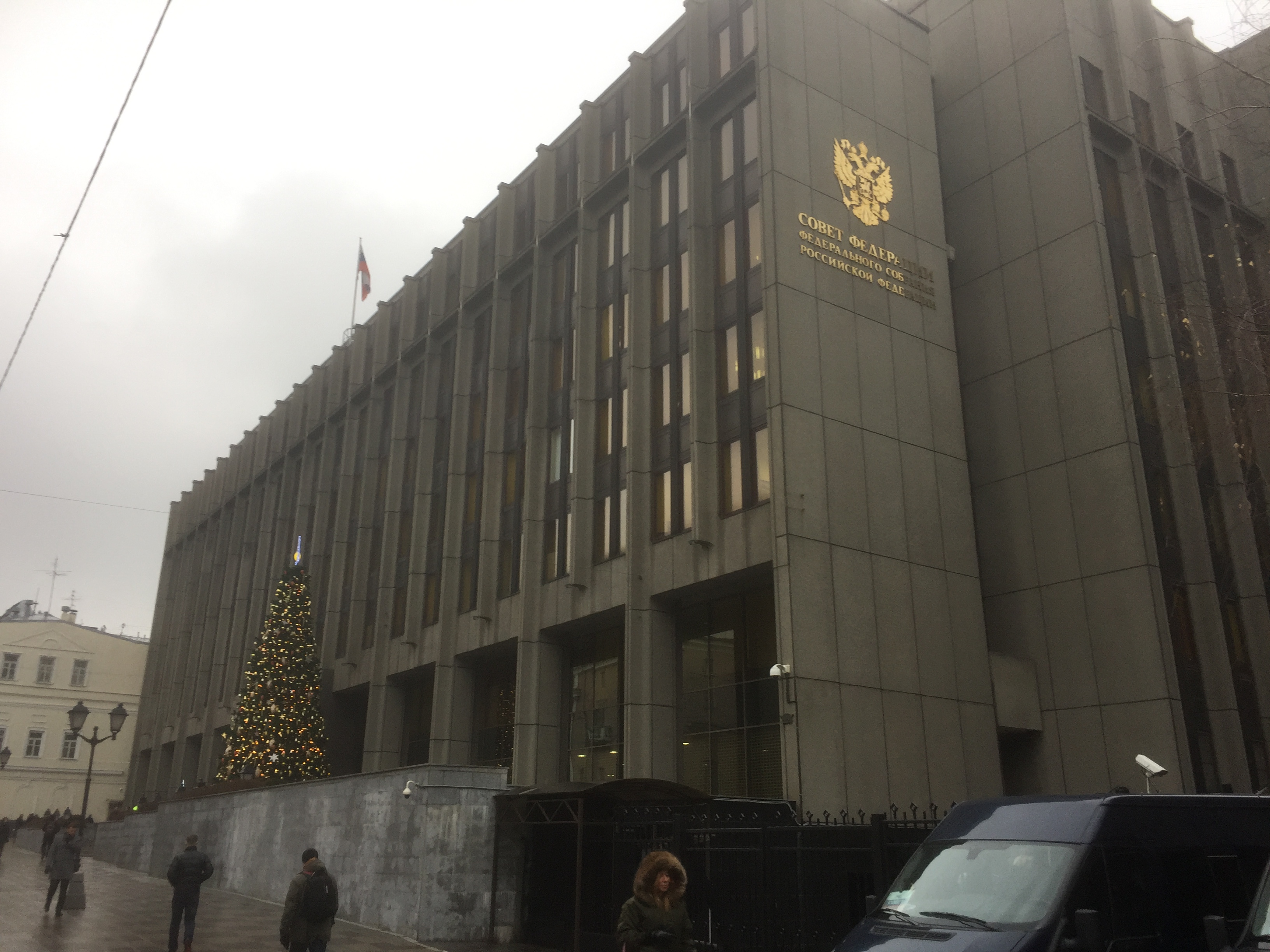
Росія (верхня палата): Будівля Держбуду та и Держкомархітектури (1983)
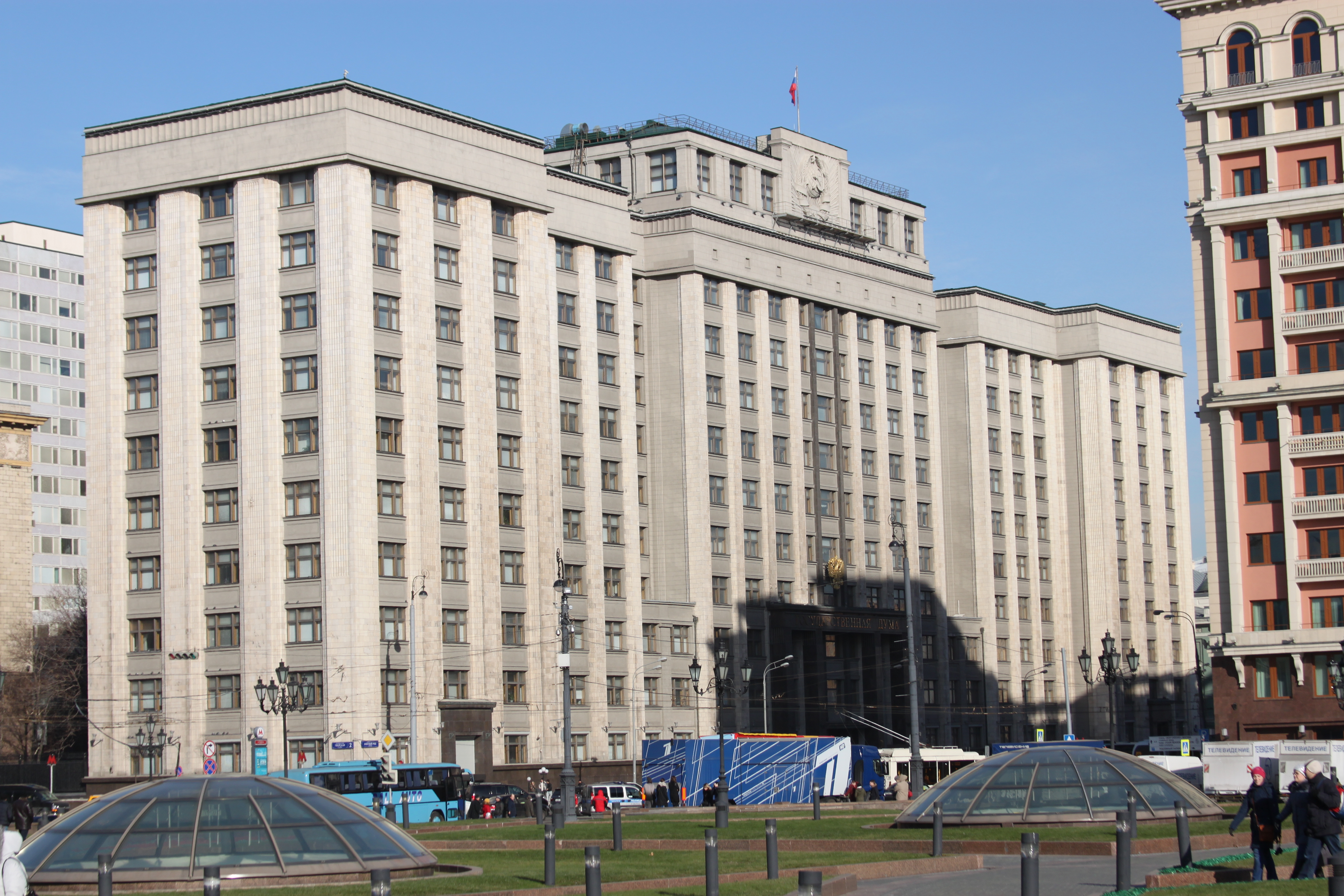
Росія (нижня палата): Будівля труду та оборони (1935)
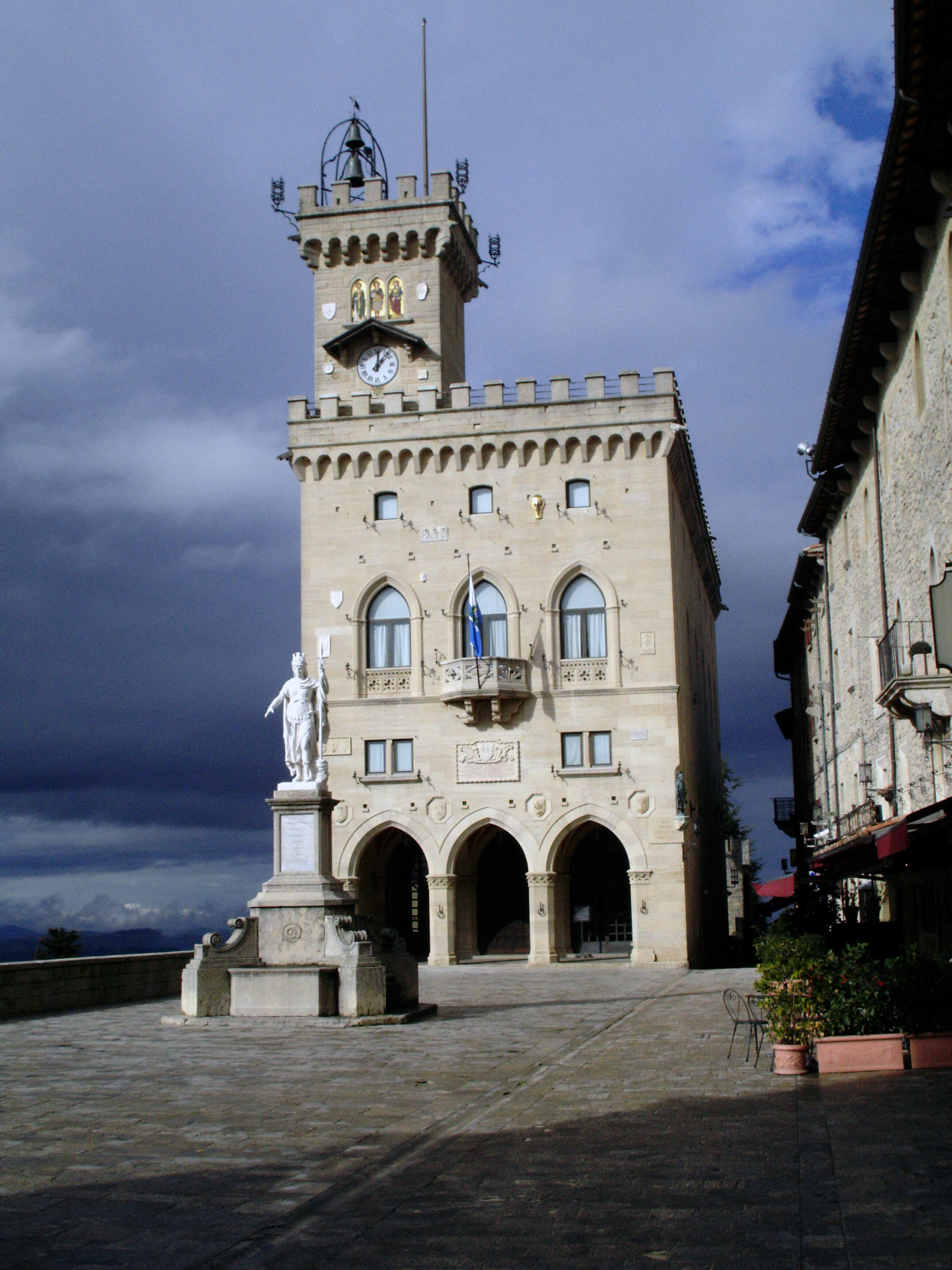
Сан-Марино: Палаццо Публіко (1894)
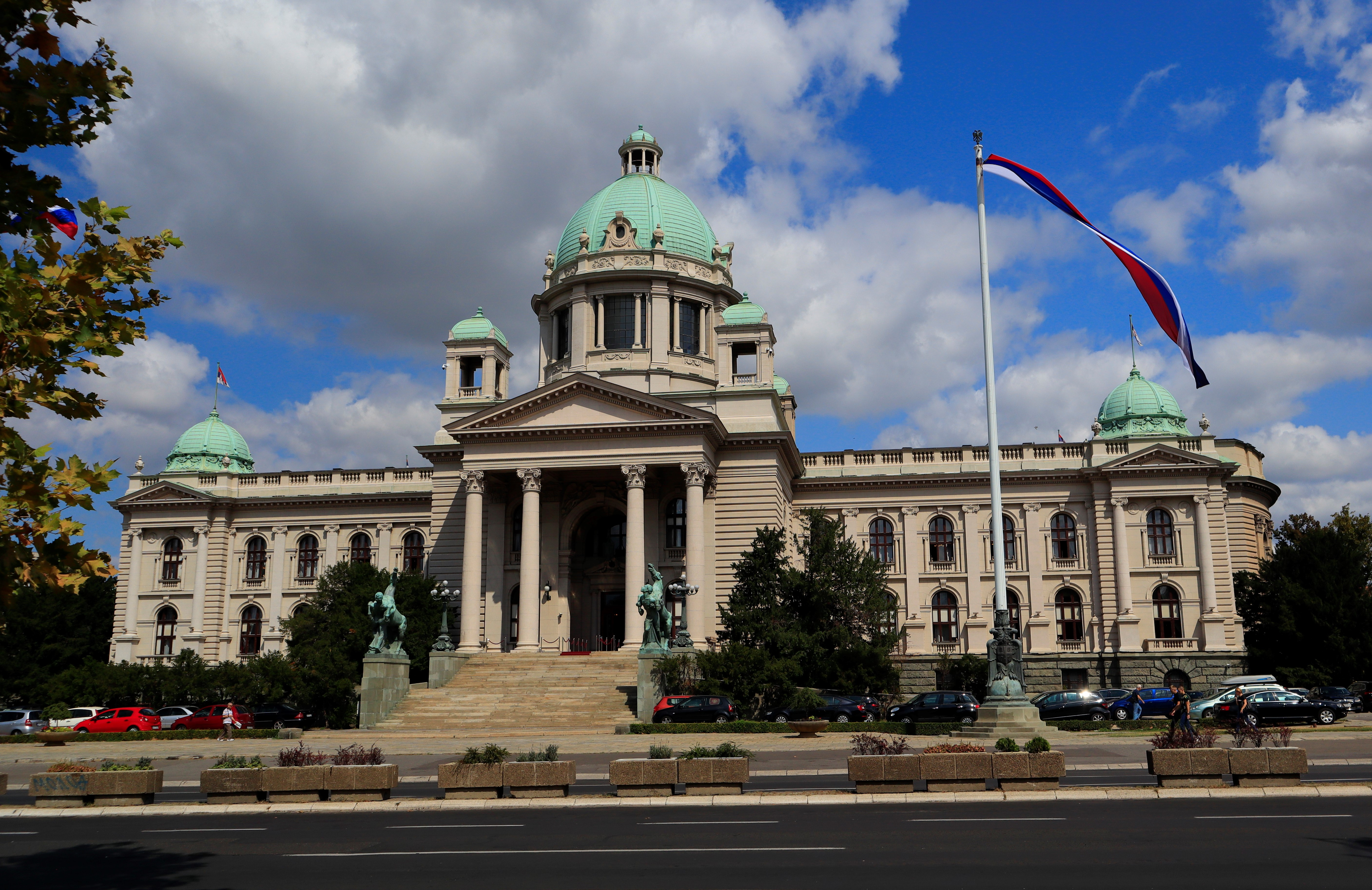
Сербія: Будівля Народної скупщини (1936)
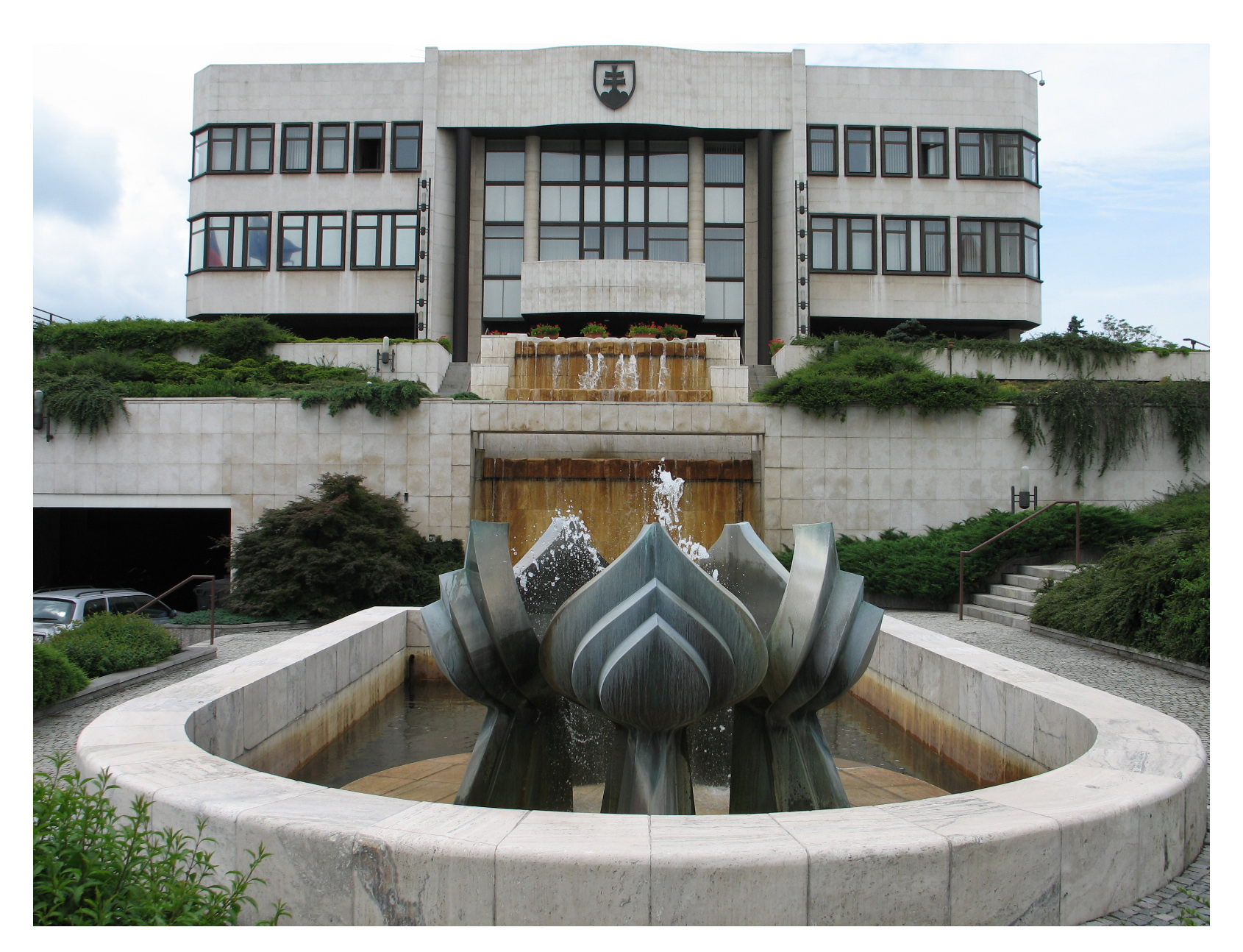
Словаччина: Будівля народної ради (1993)
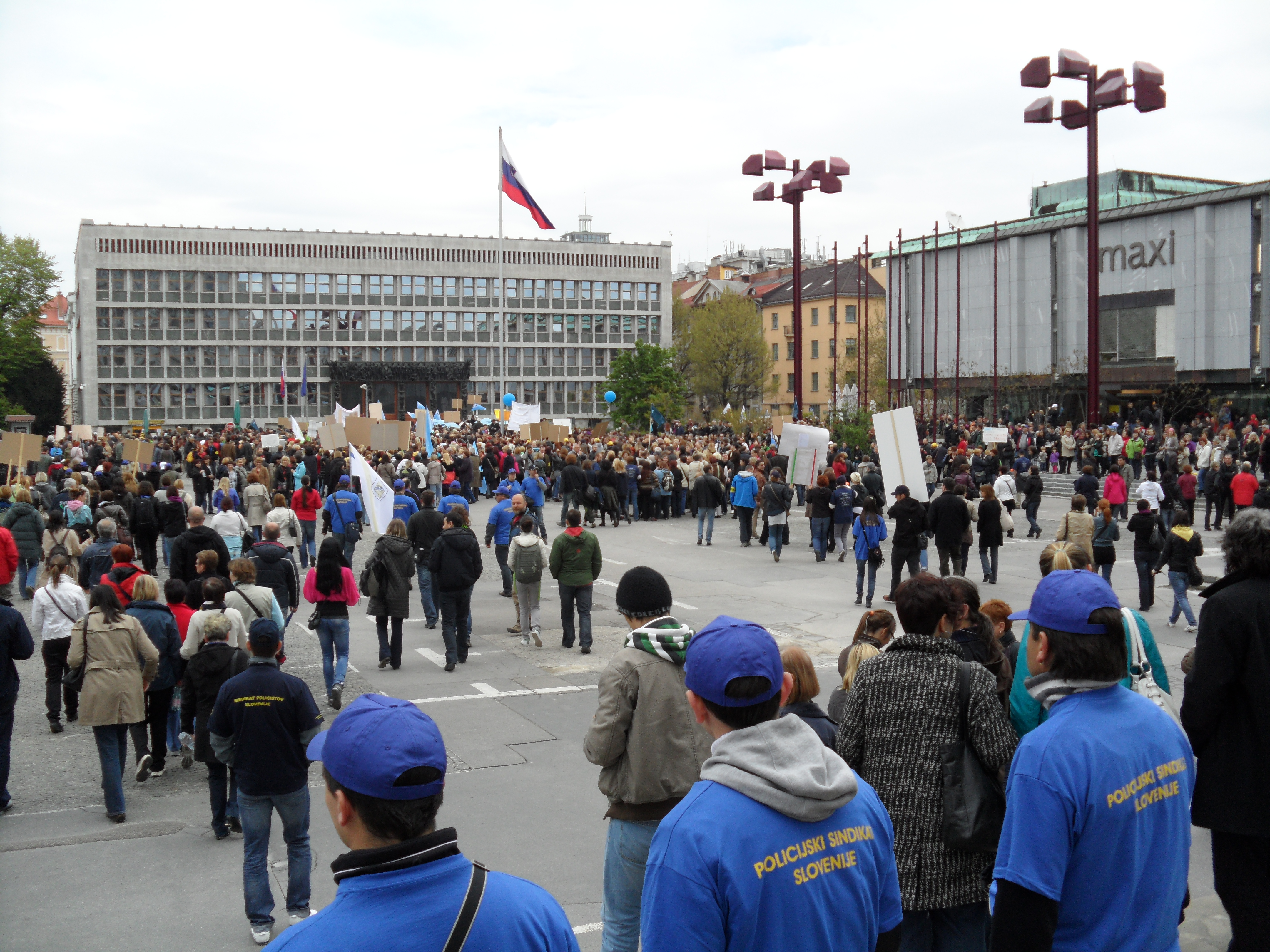
Словенія: Будівля Державного зібрання Словенії (1959)
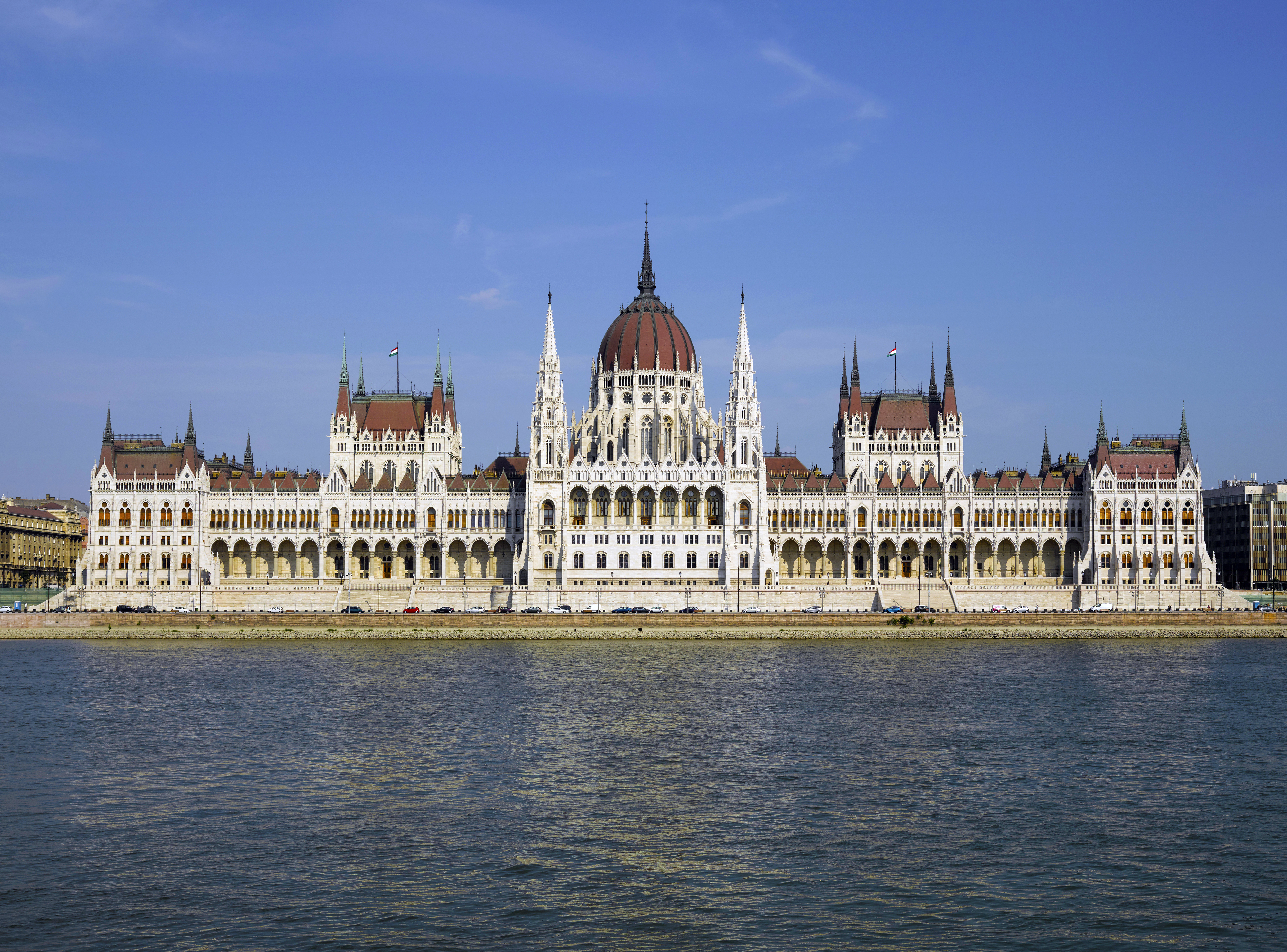
Угорщина: Будівля парламенту Угорщини (1904)
Україна: Будівля Верховної Ради (1939)
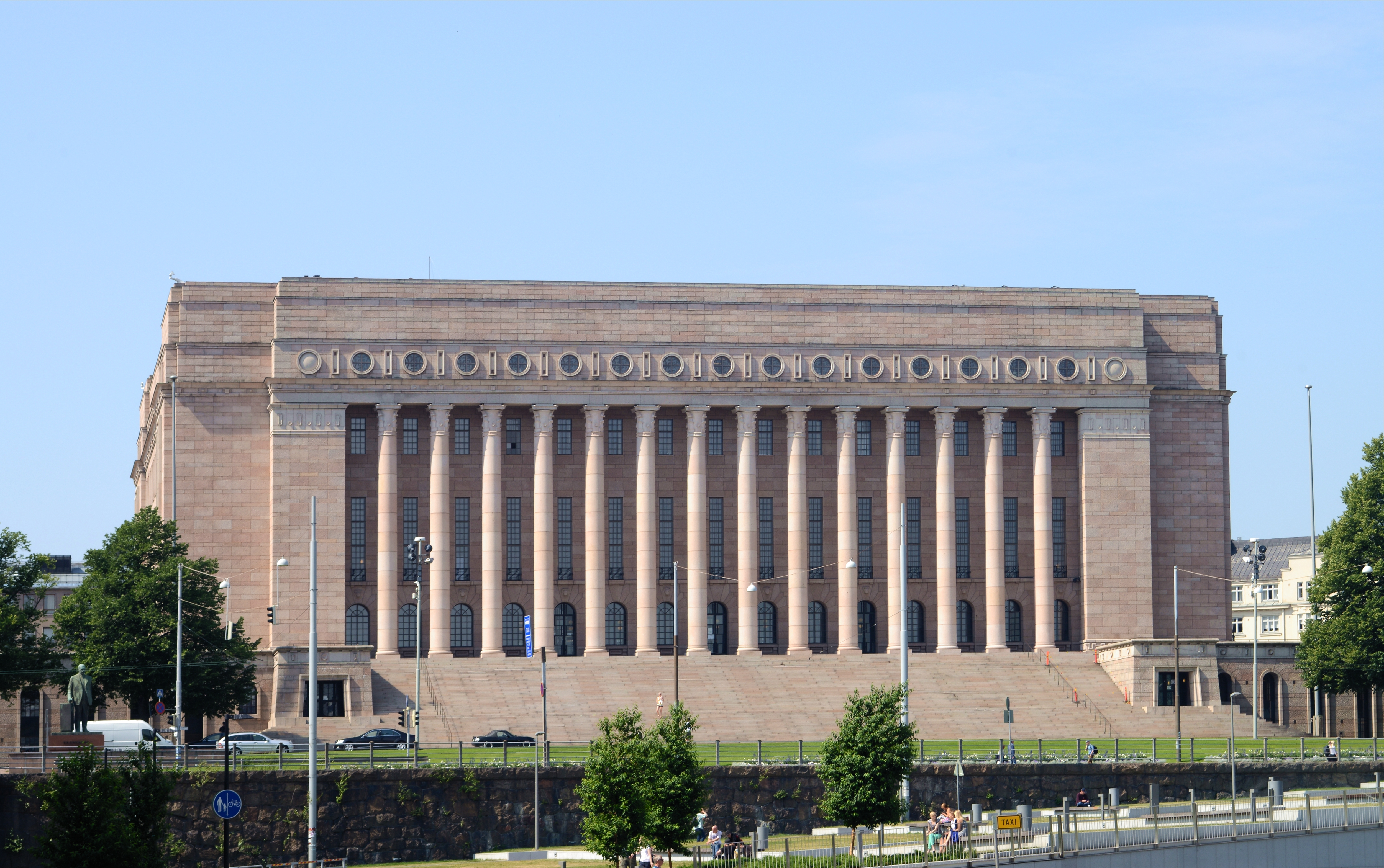
Фінляндія: Будівля Парламенту (1931)
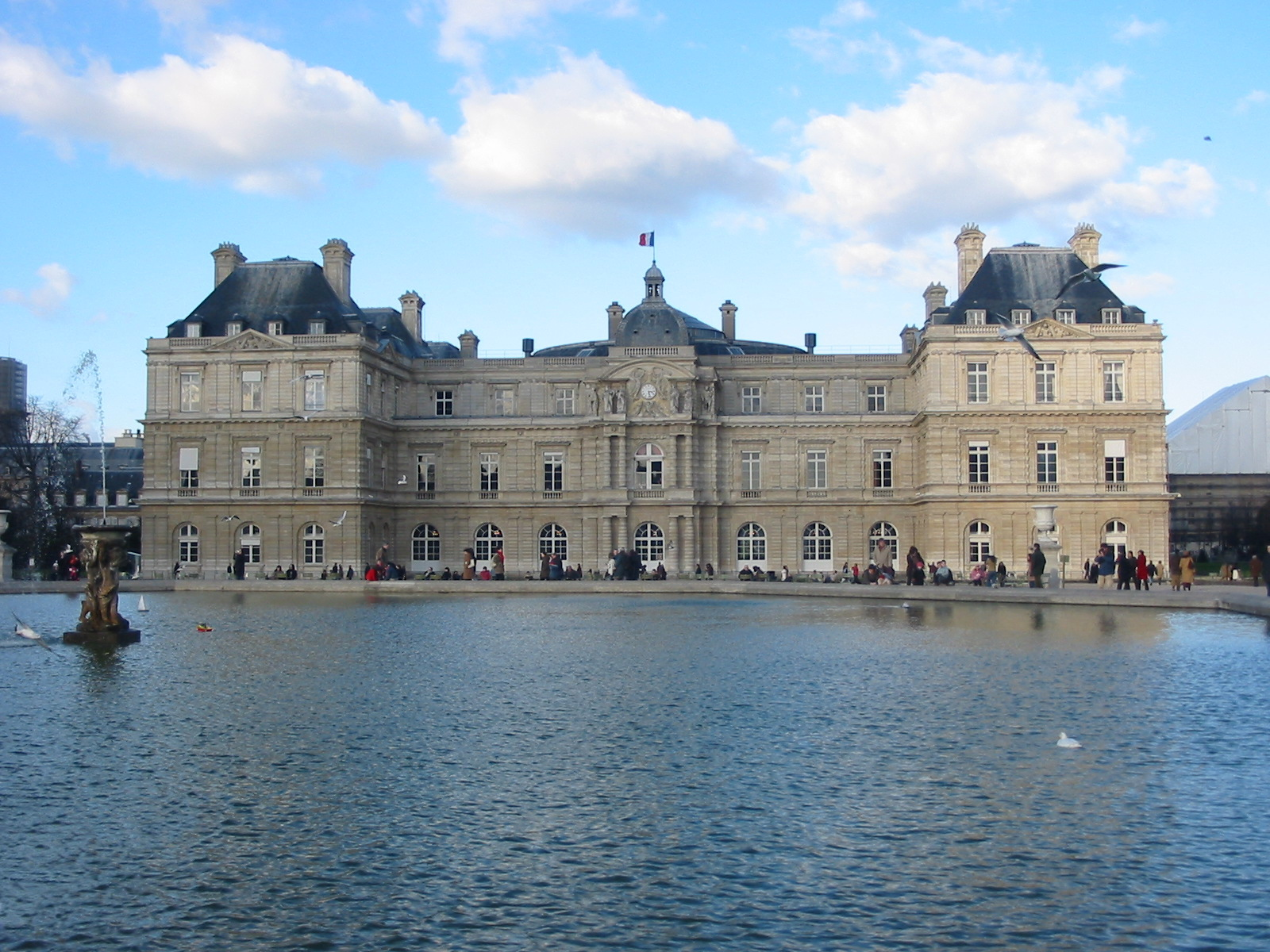
Франція (верхня палата): Люксембурзький палац (1615)
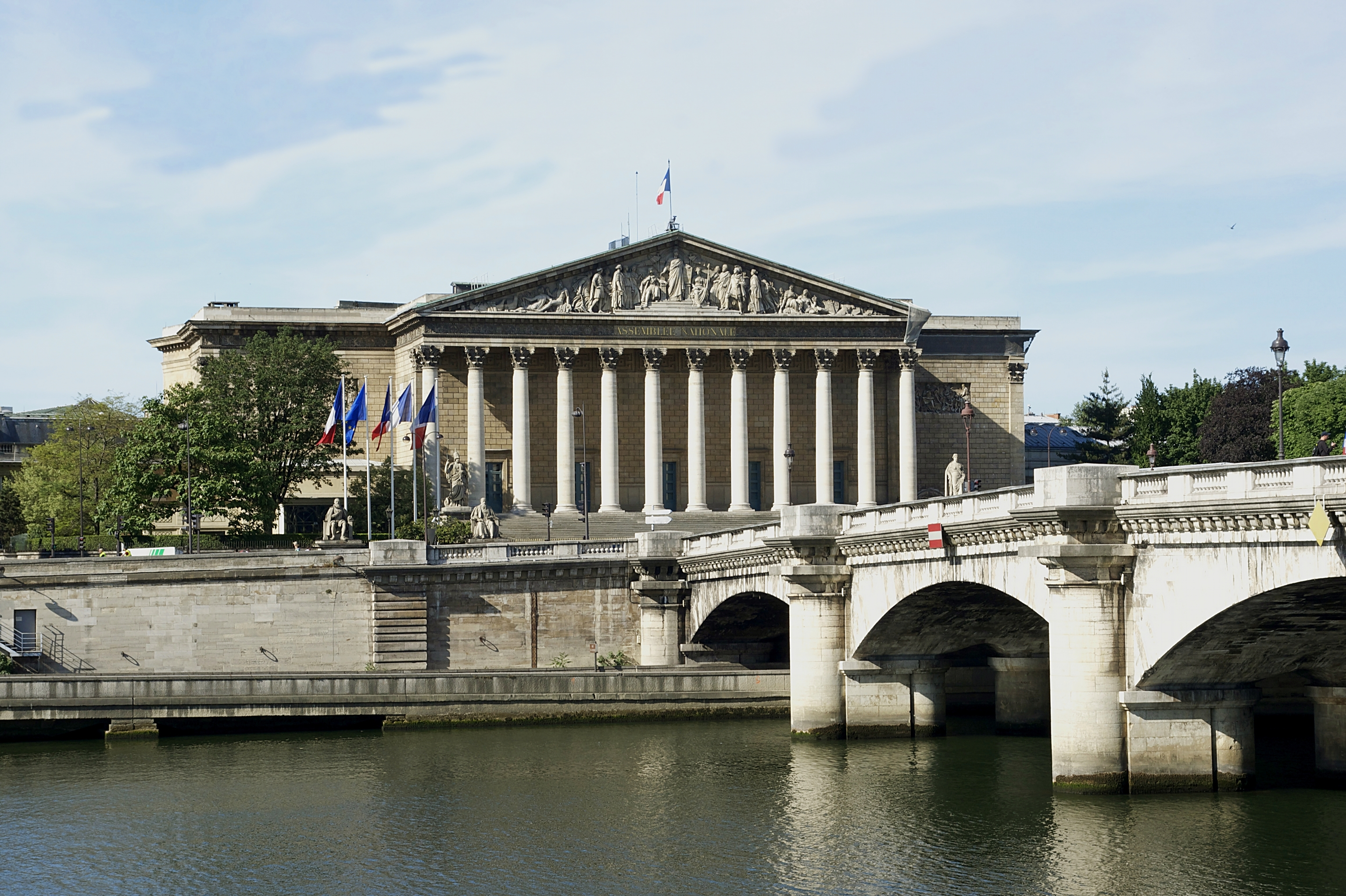
Франція (нижня палата): Бурбонський палац (1728)
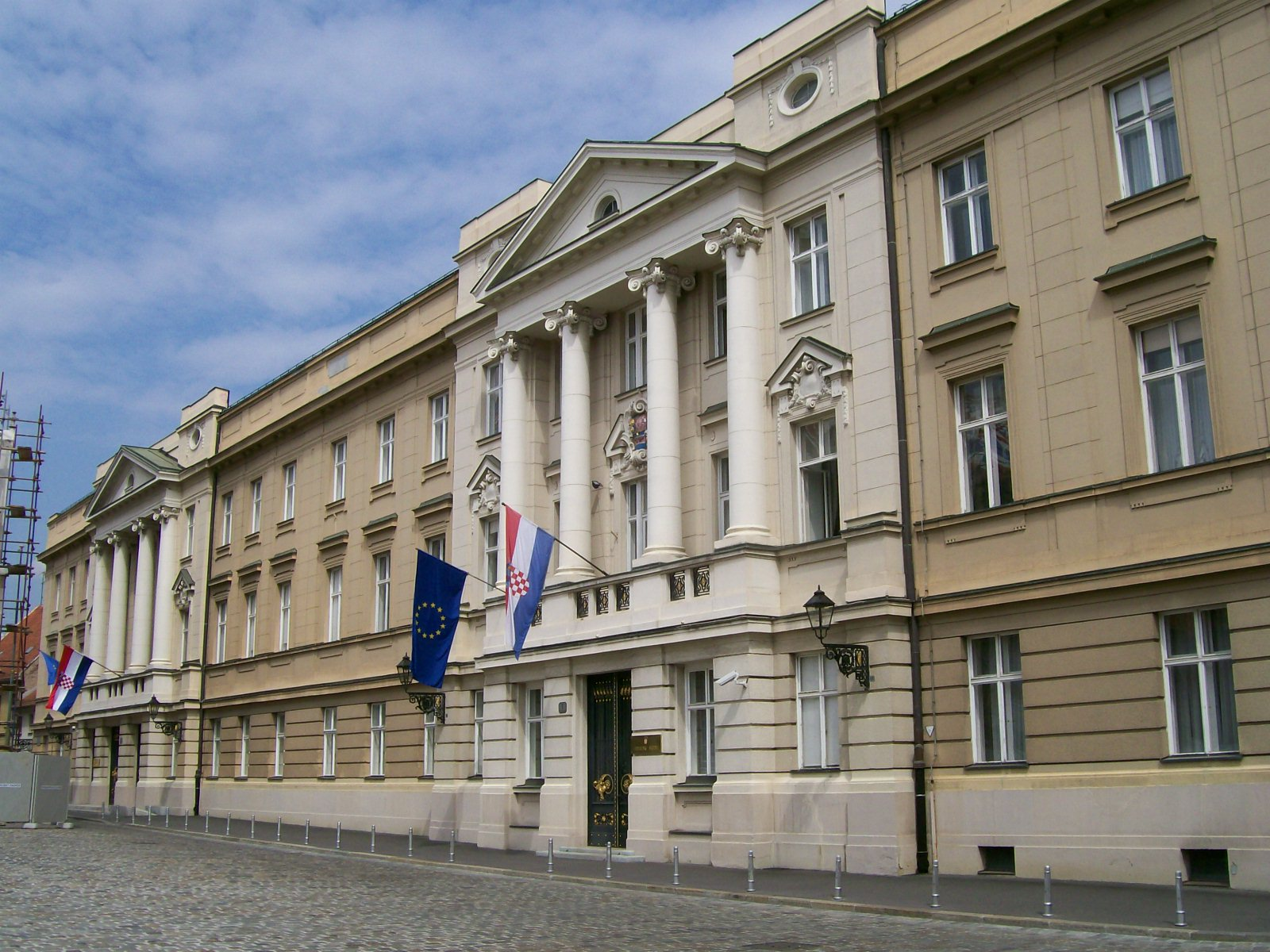
Хорватія: Саборський палац (1911)
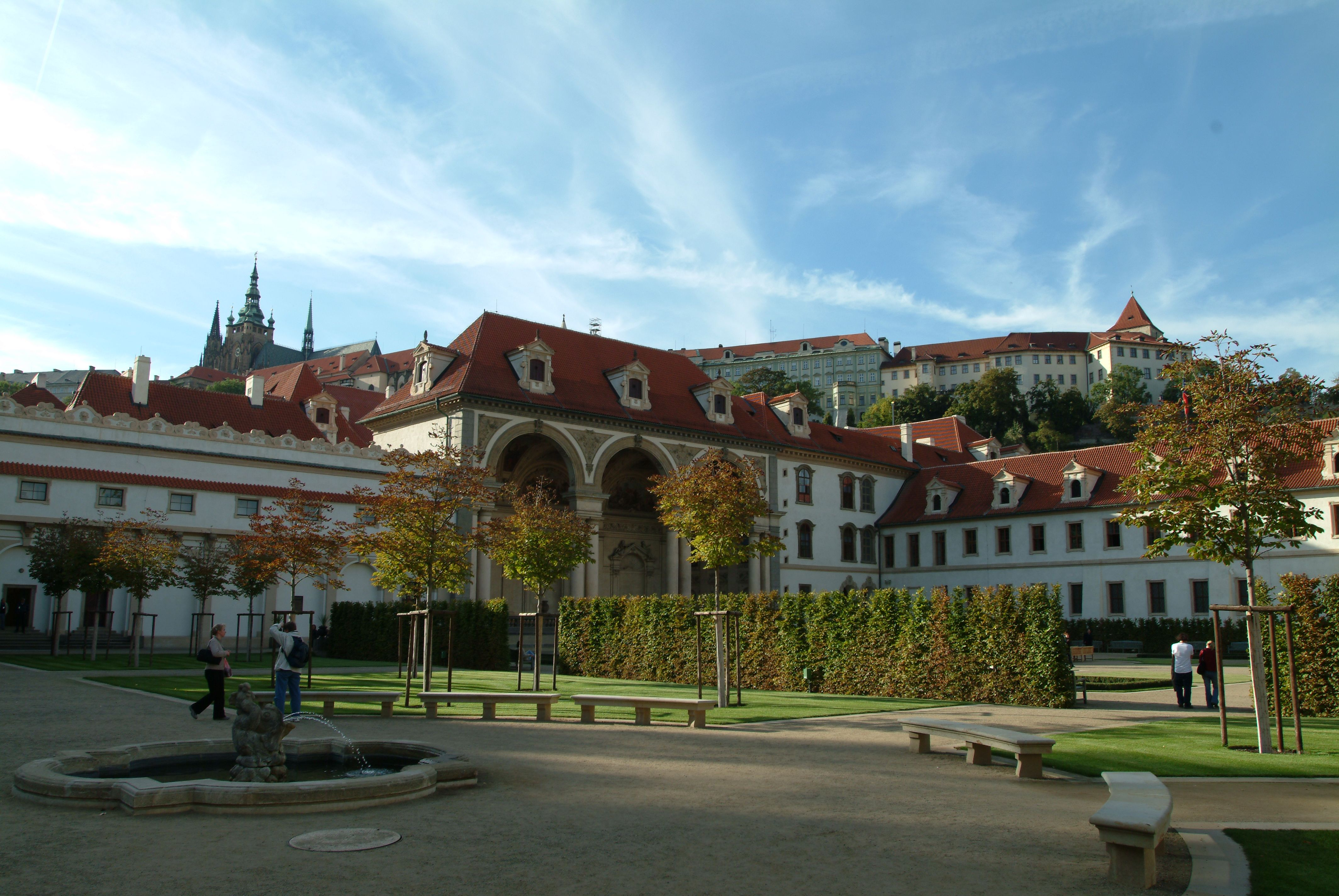
Чехія (верхня палата): Валдштейнський палац (1630)
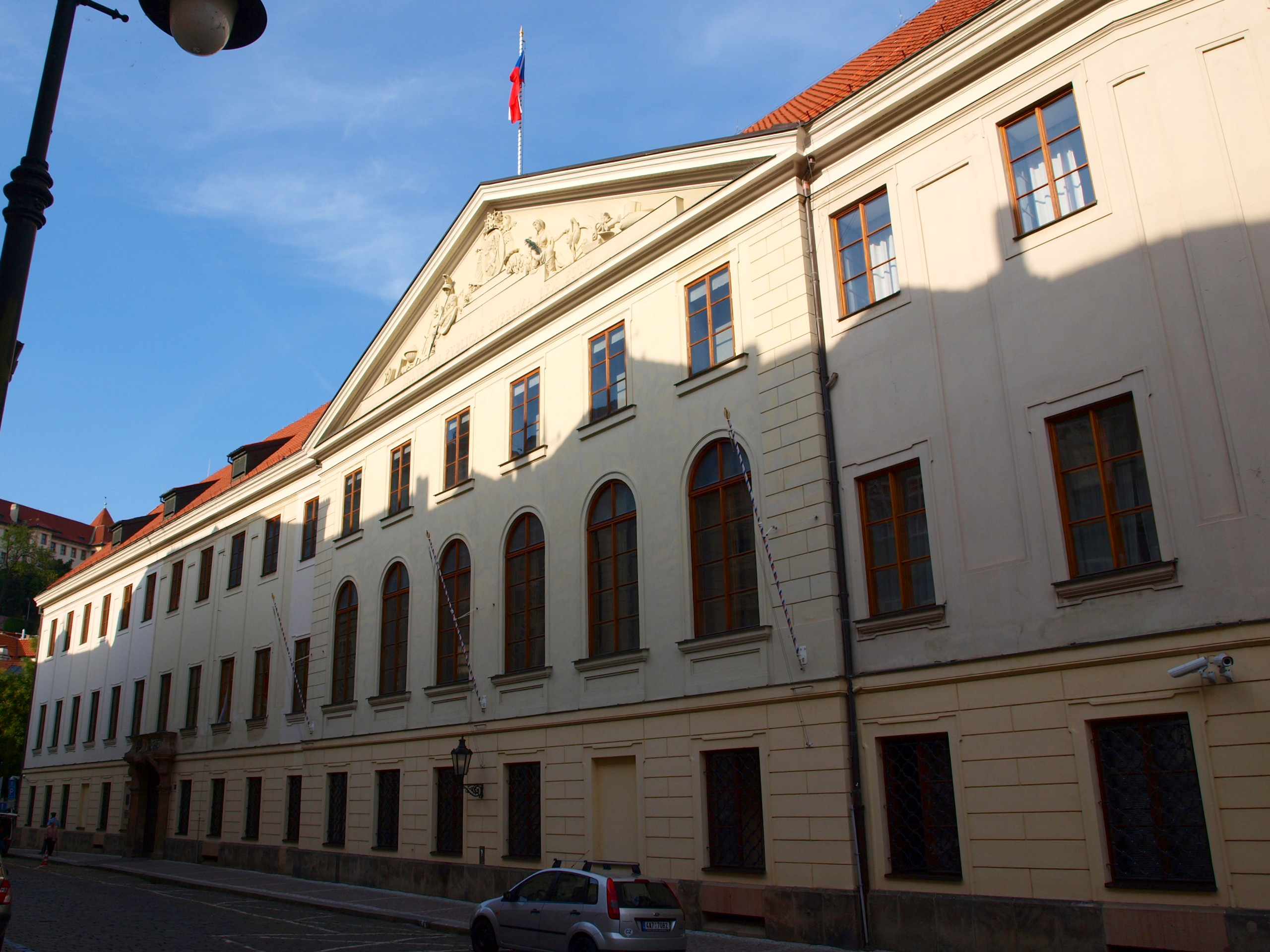
Чехія (нижня палата): Туновський палац (1726)
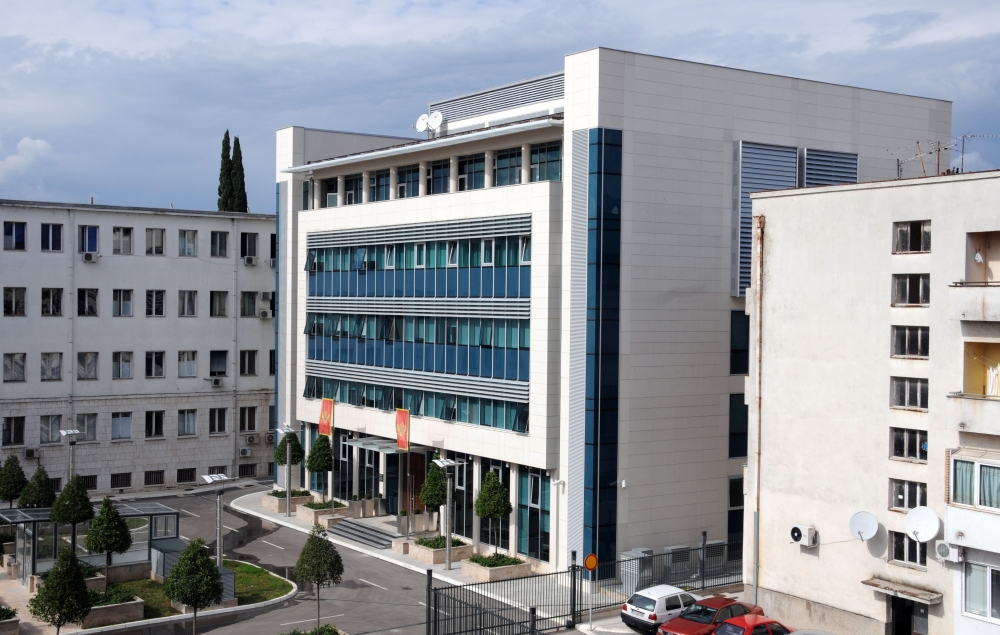
Чорногорія: Будівля уряду Чорногорії
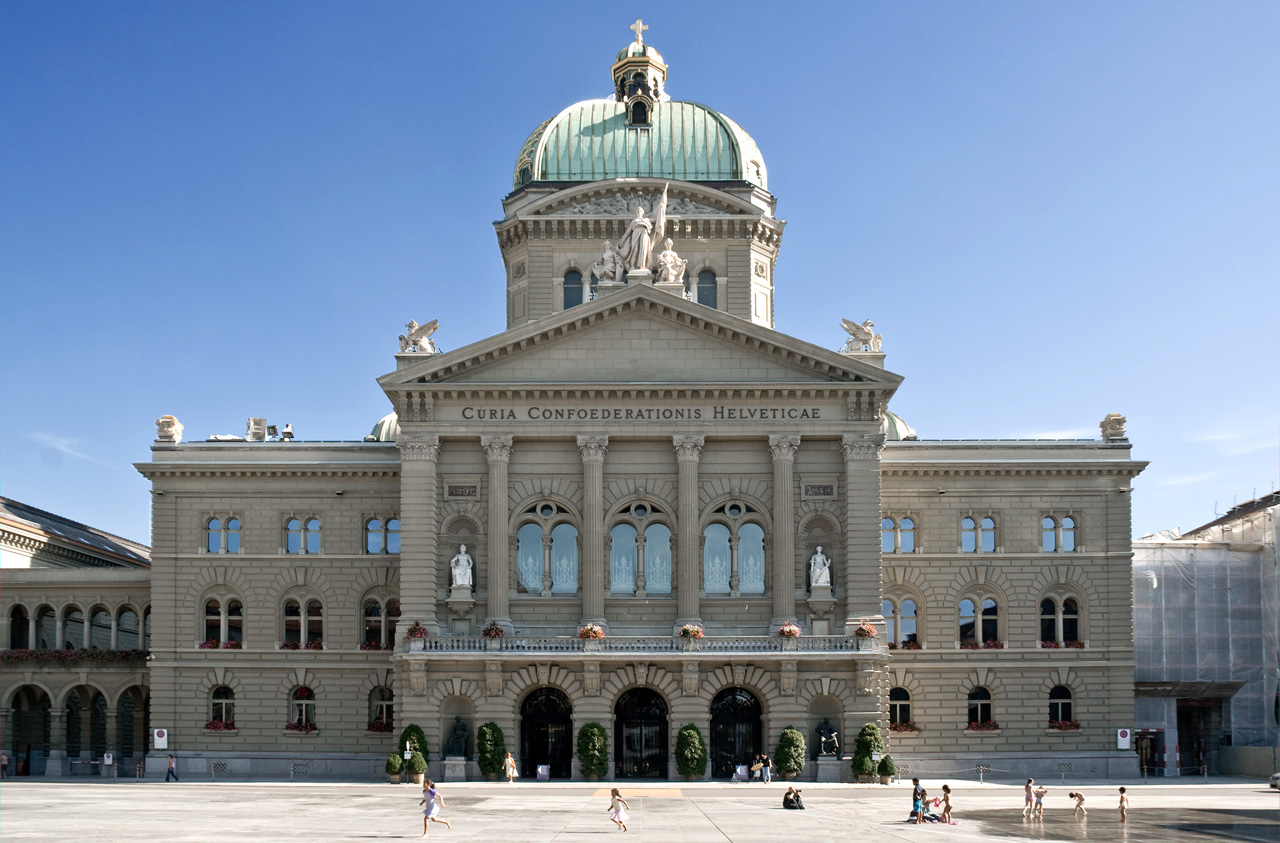
Швейцарія: Федеральний палац Швейцарії (1902)
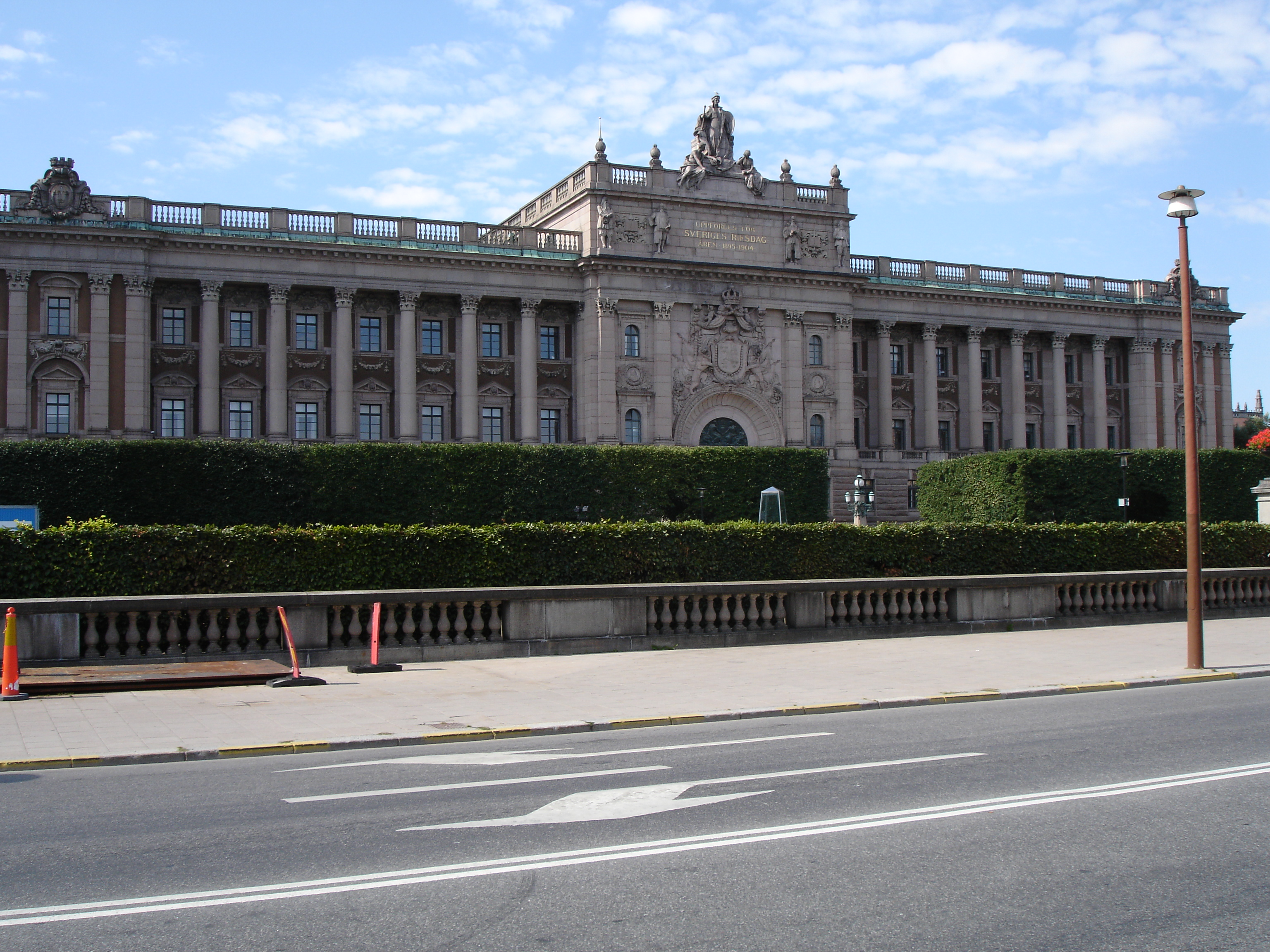
Швеція: Будівля парламенту Швеції (1905)

## Азія

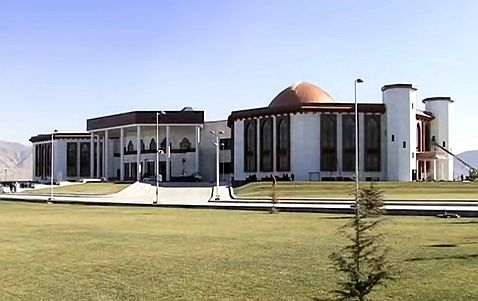
Афганістан: Будівля Національної Асамблеї (2015)
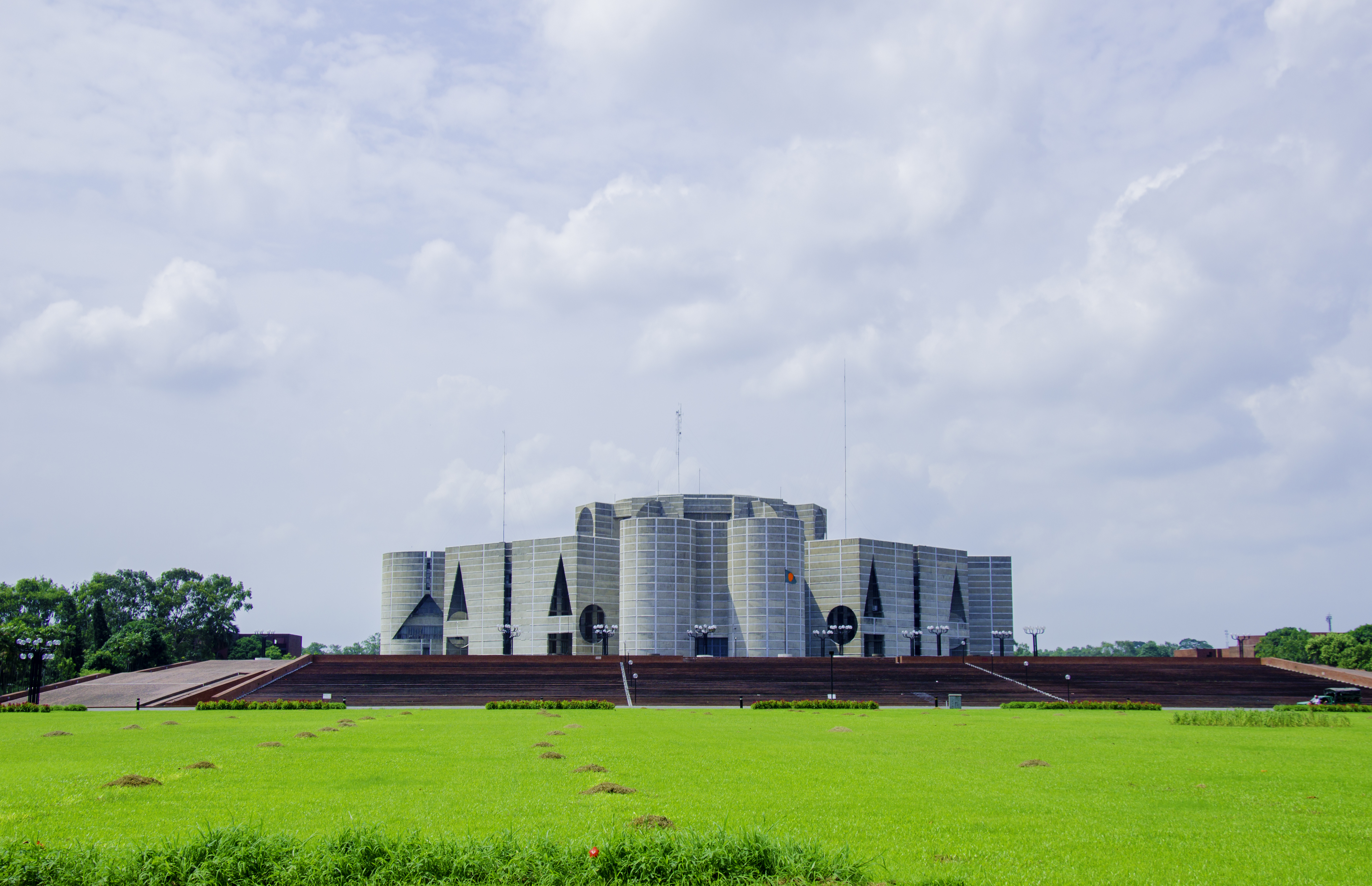
Бангладеш: Національна парламентська будівля (1982)
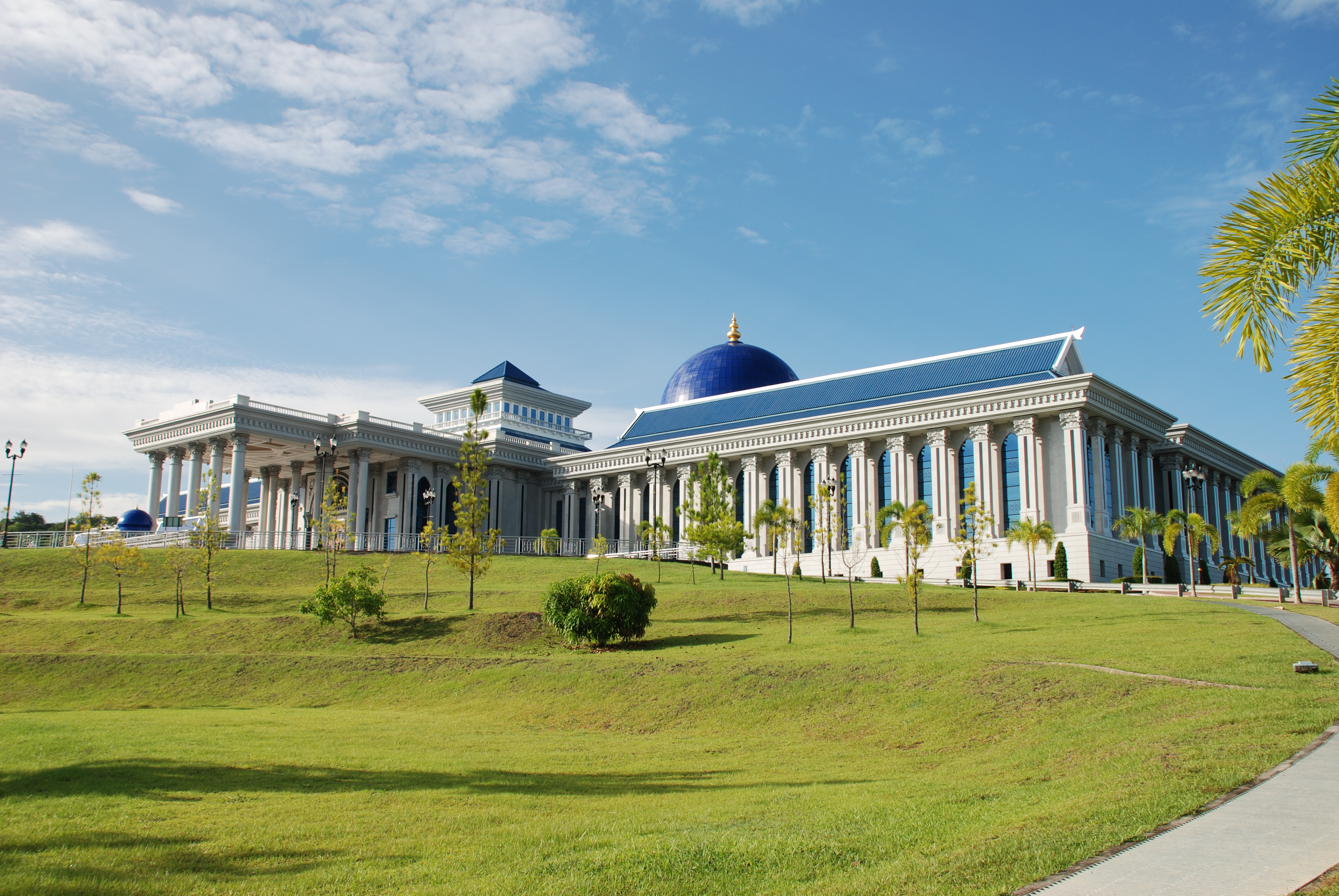
Бруней: Будівля Законодавчої Ради (2005)
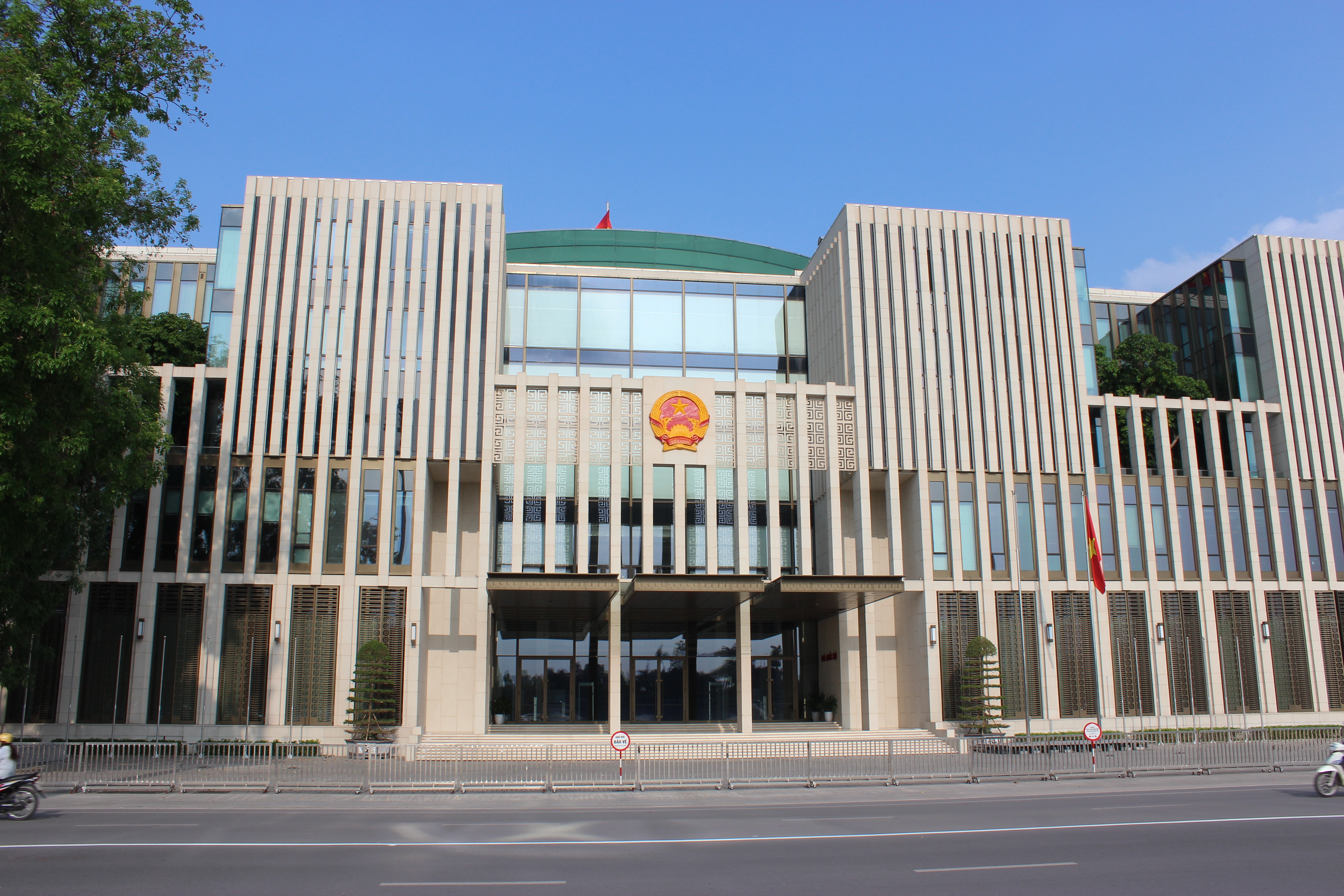
В'єтнам: Будівля Національних Зборів (2009)
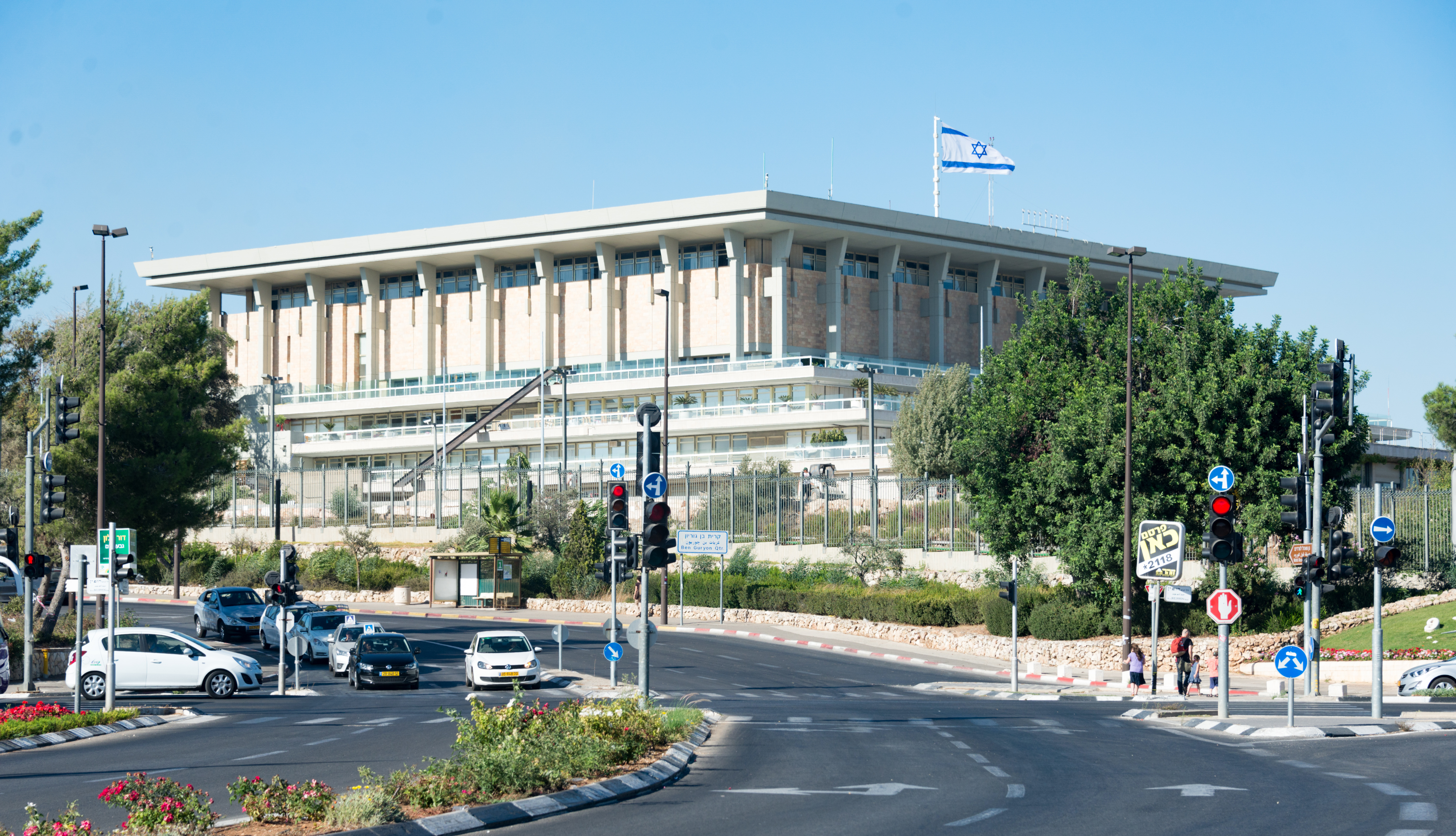
Ізраїль: Будівля Кнесету (1966)
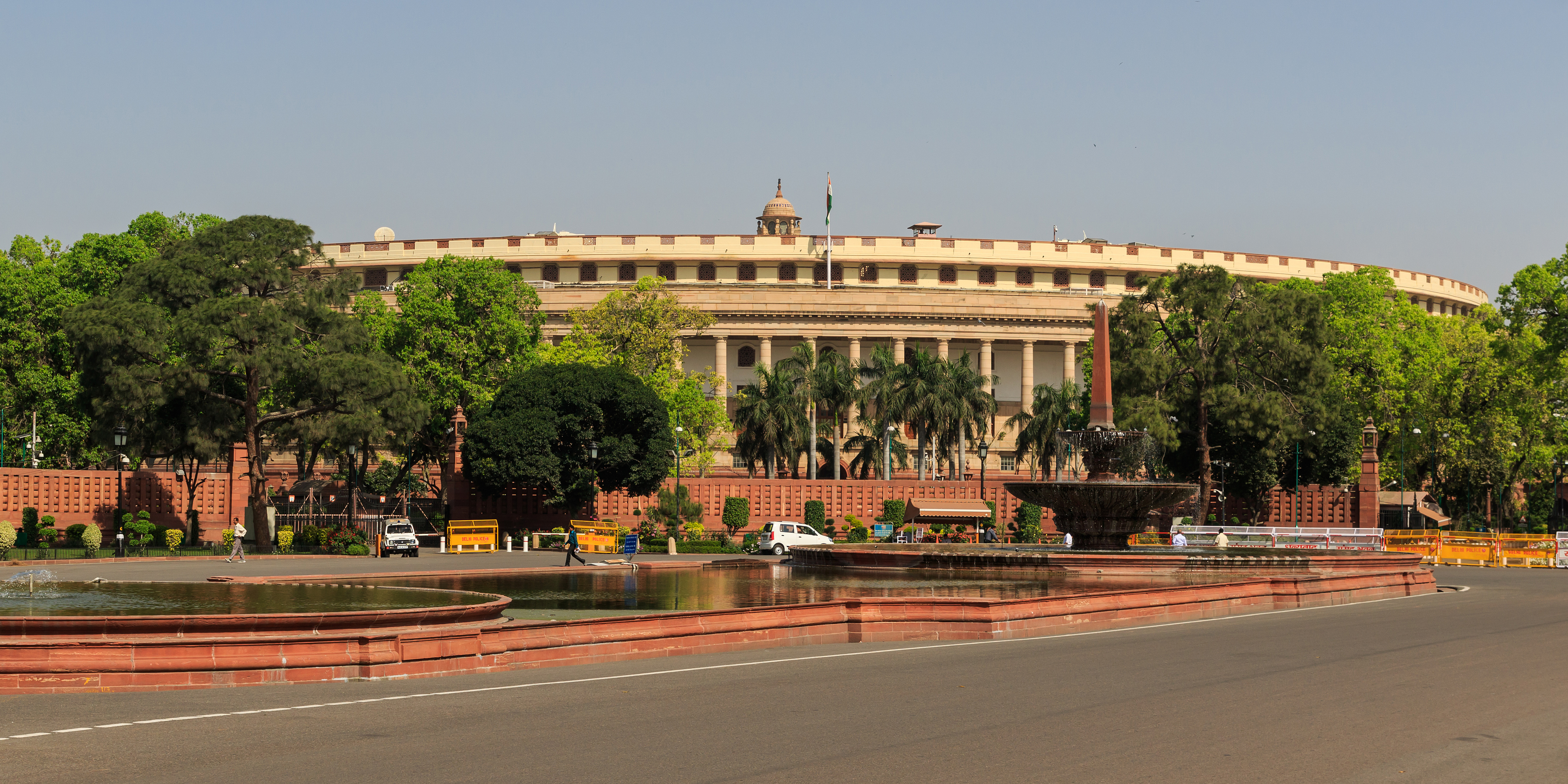
Індія: Сансад-Бхаван[4] (1927)
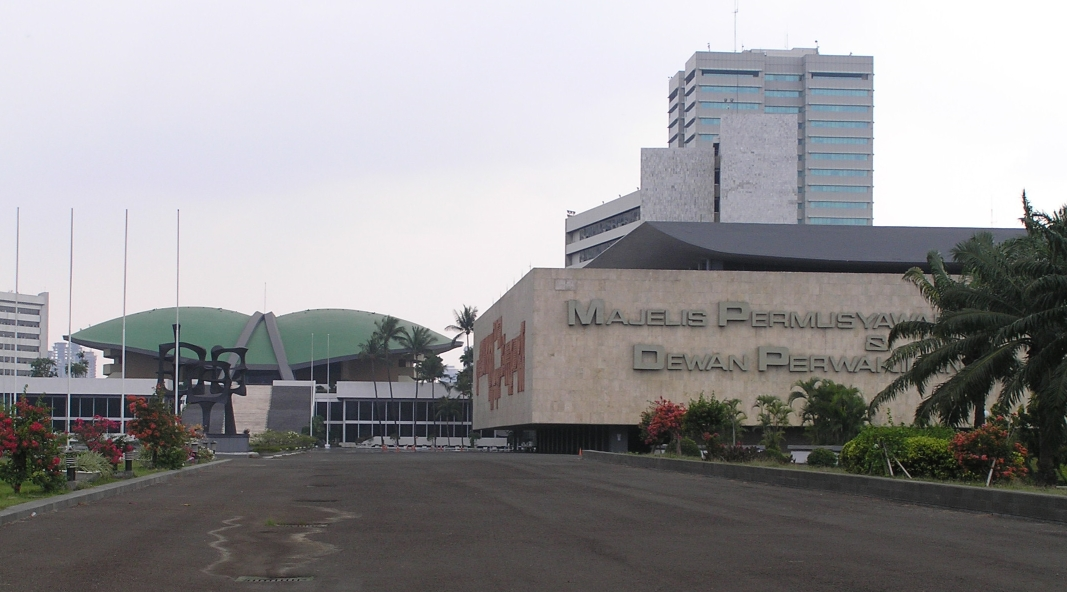
Індонезія: Парламентський комплекс Індонезії (1983)
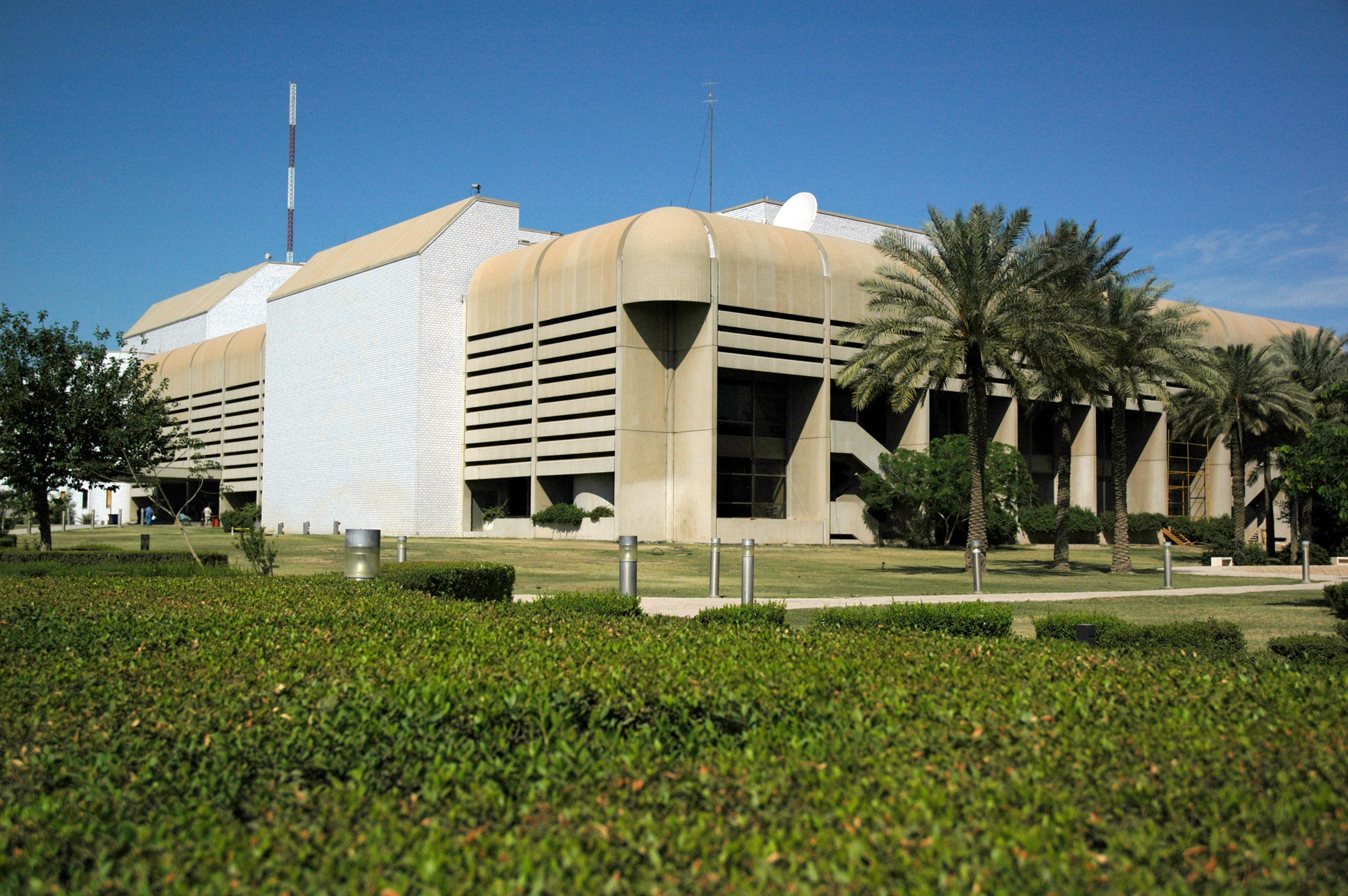
Ірак: Багдадський конференційний центр: Сансад-Бхаван
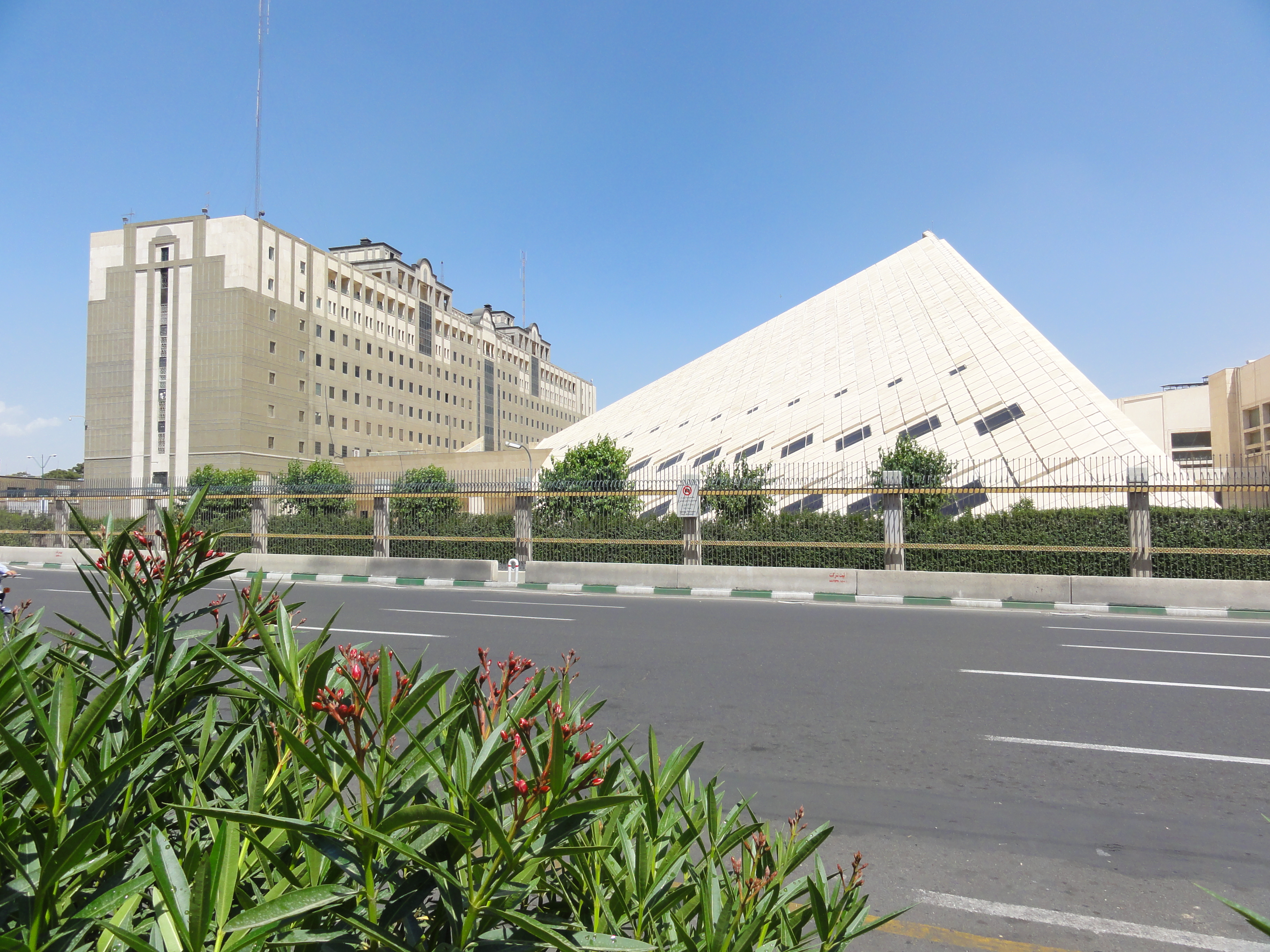
Іран: Будівля Ісламської консультативної ради (2007)
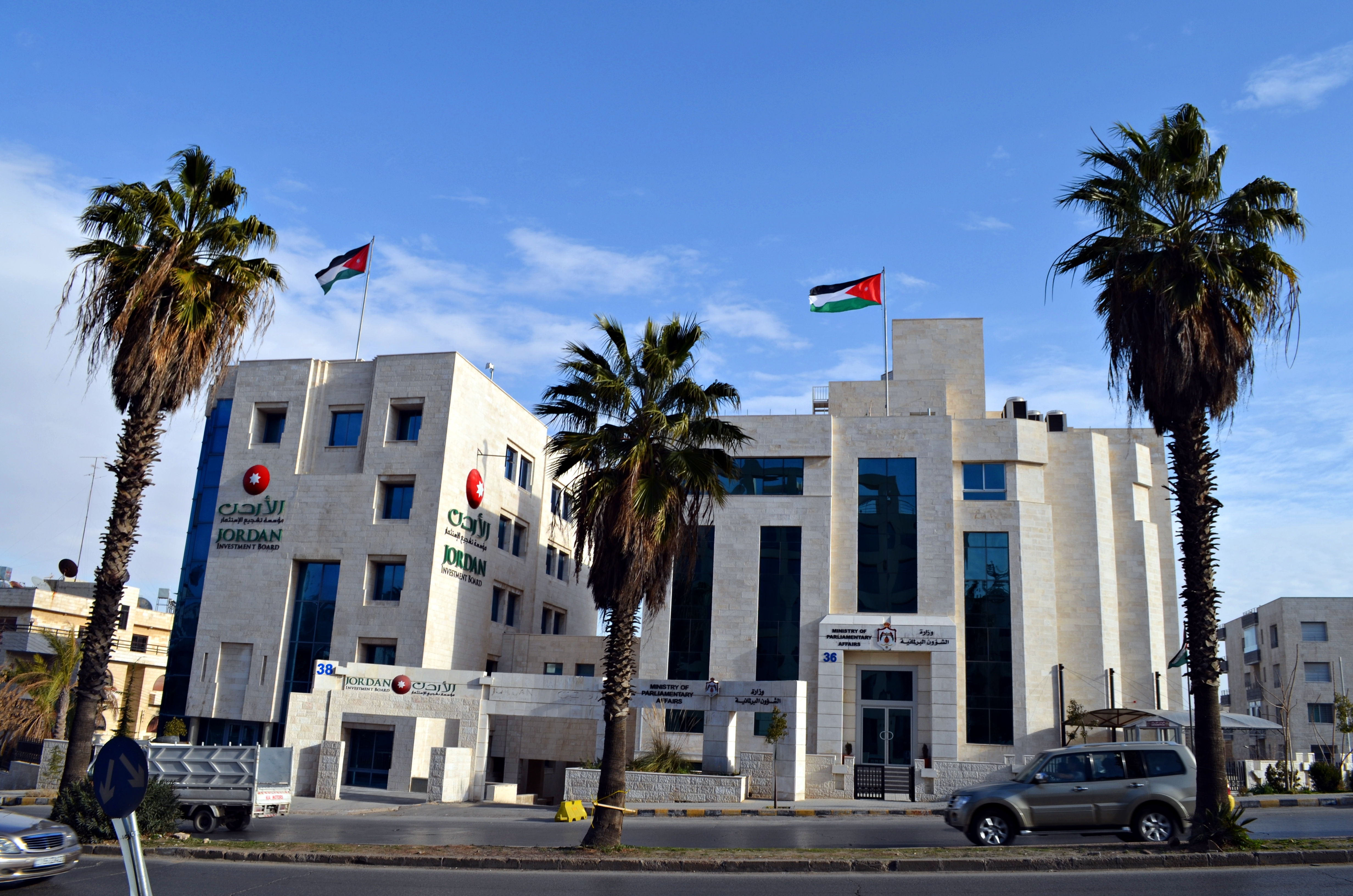
Йорданія: Будівля йорданського парламенту
Казахстан:Будівля Меджлісу Казахстан: Будівля Меджлісу
Камбоджа:Будівля Національної Асамблеї (2007) Камбоджа: Будівля Національної Асамблеї (2007)
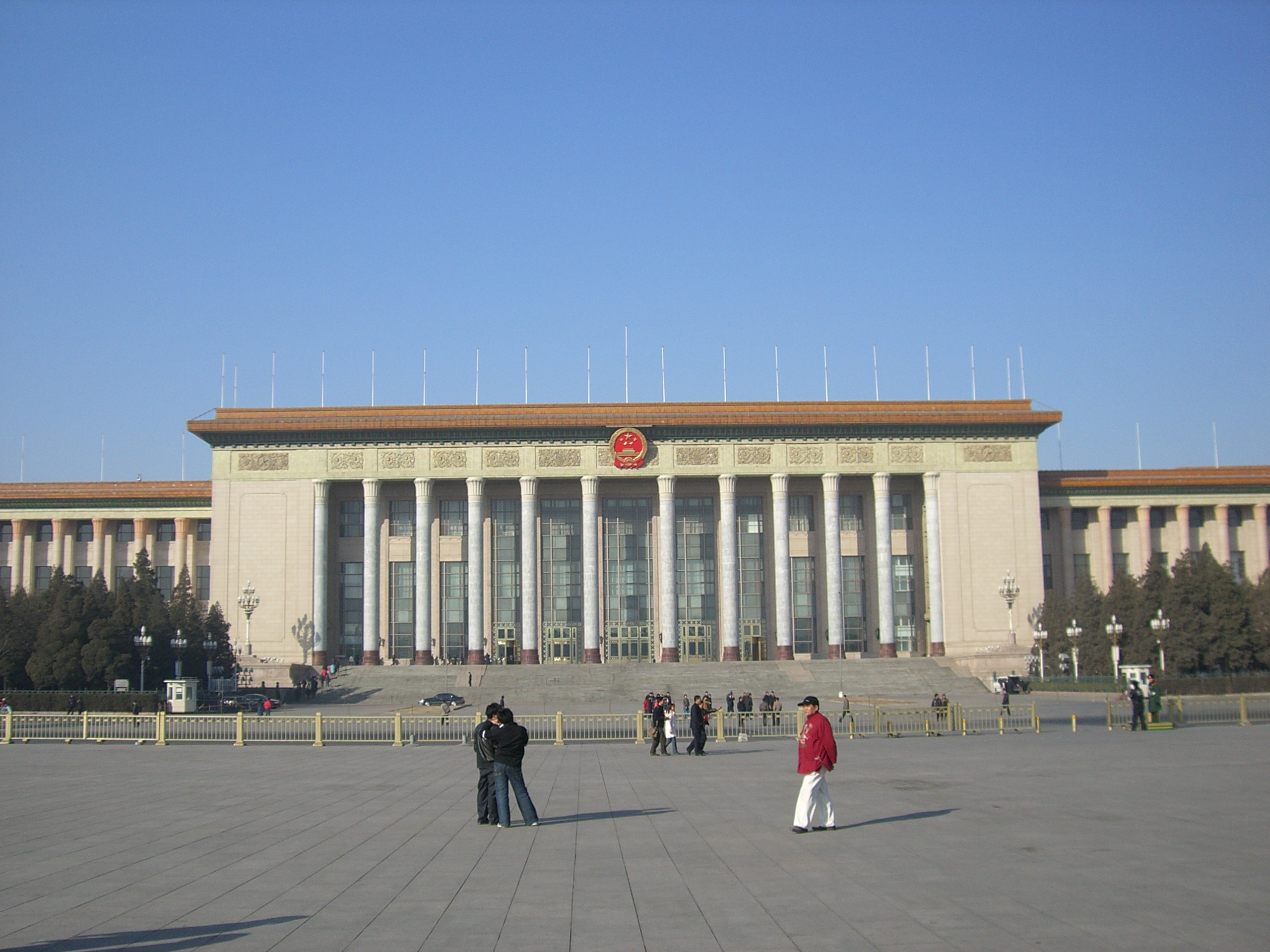
КНР: Велика народна зала (1959)
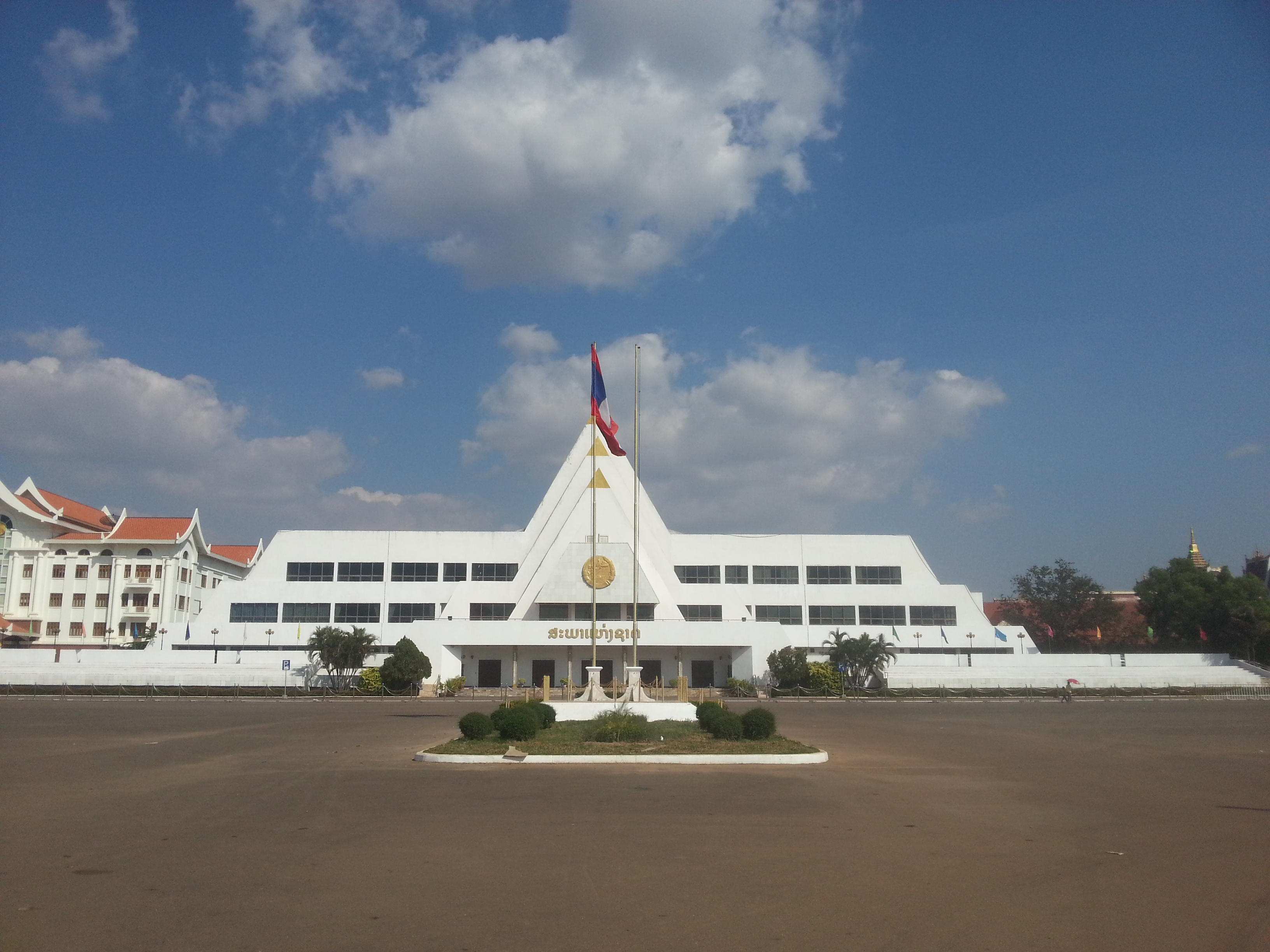
Лаос: Будівля Національної асамблеї
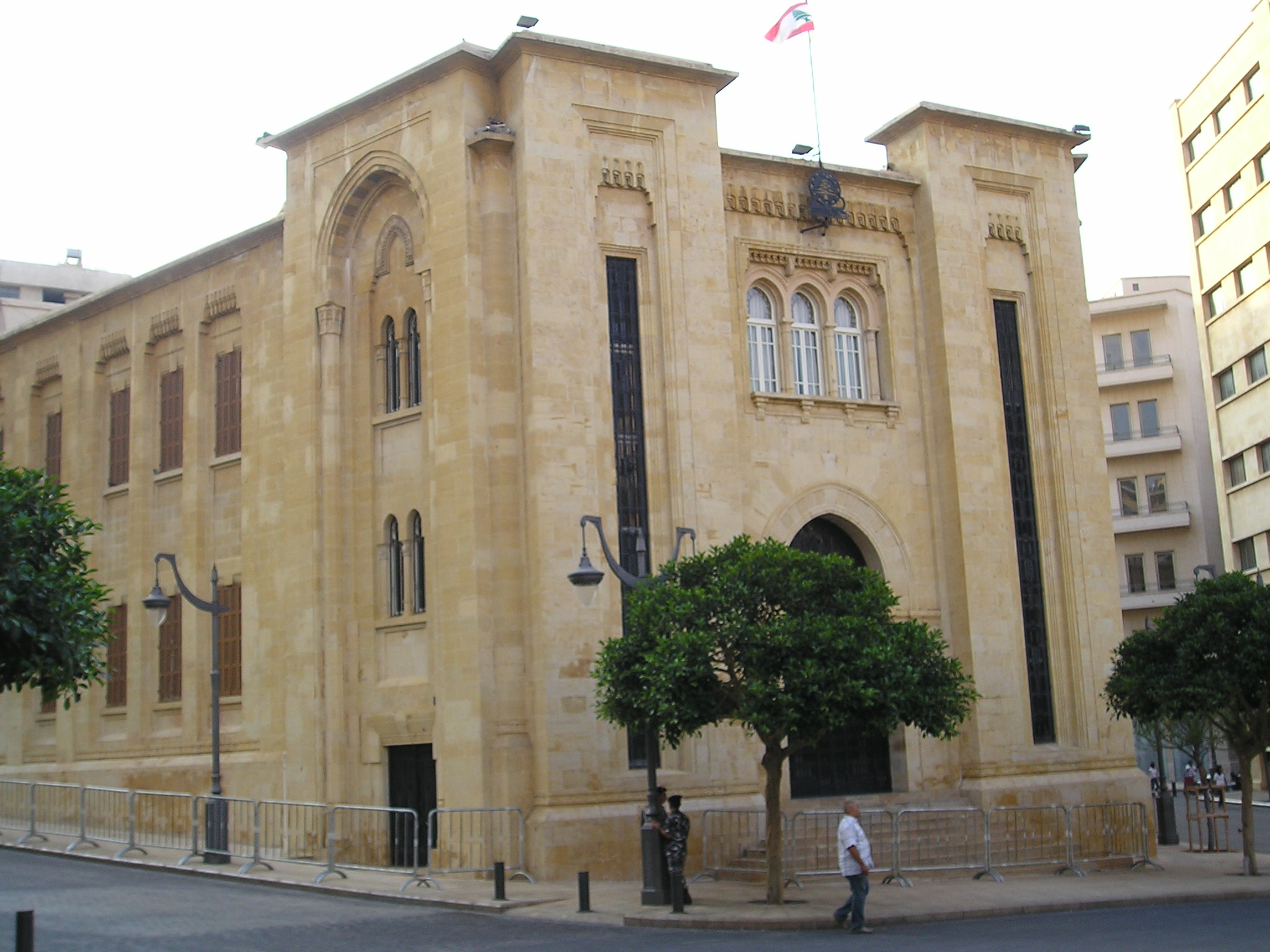
Ліван: Будівля Парламенту (1933)
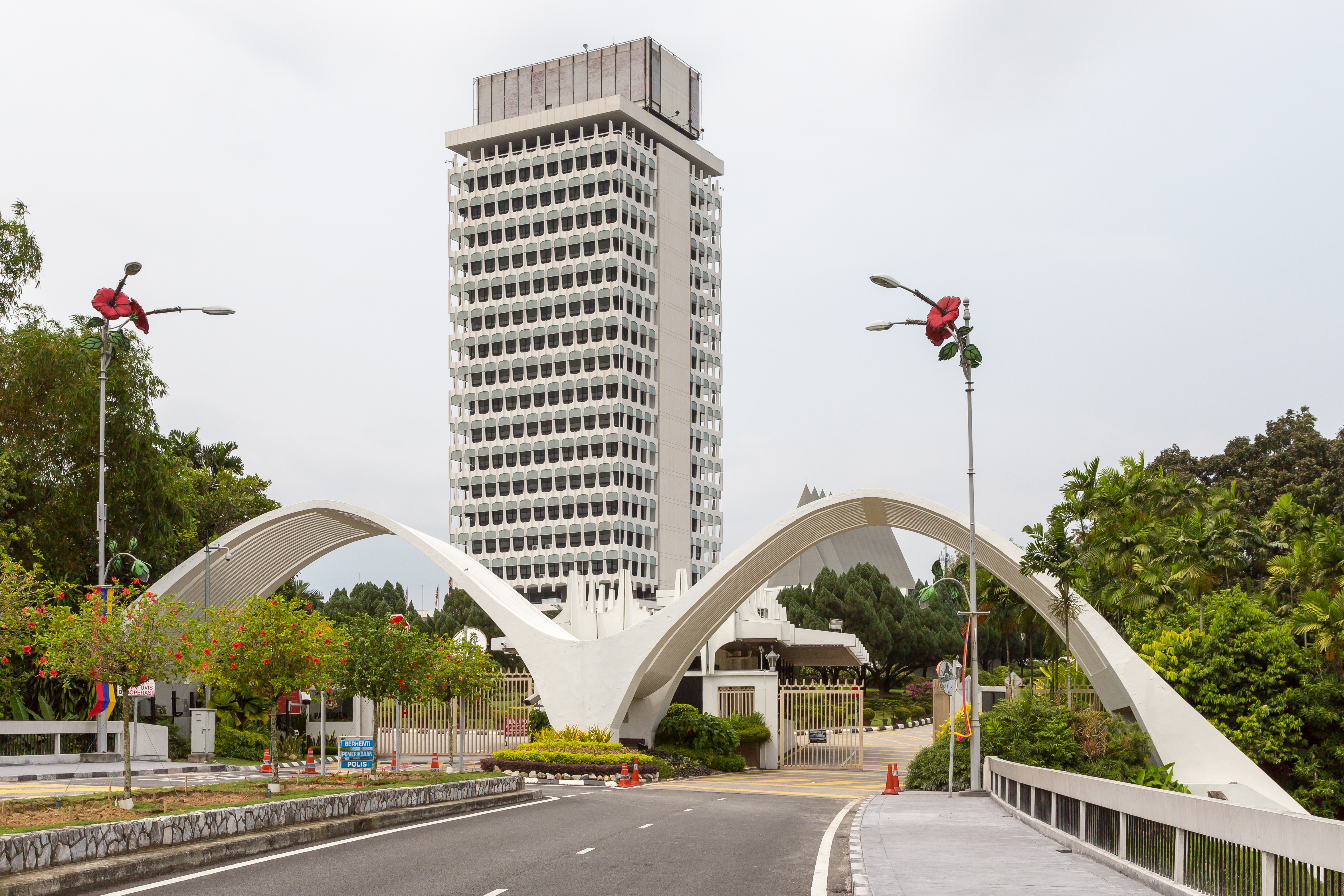
Малайзія: Будівля Парламенту Малайзії (1963)
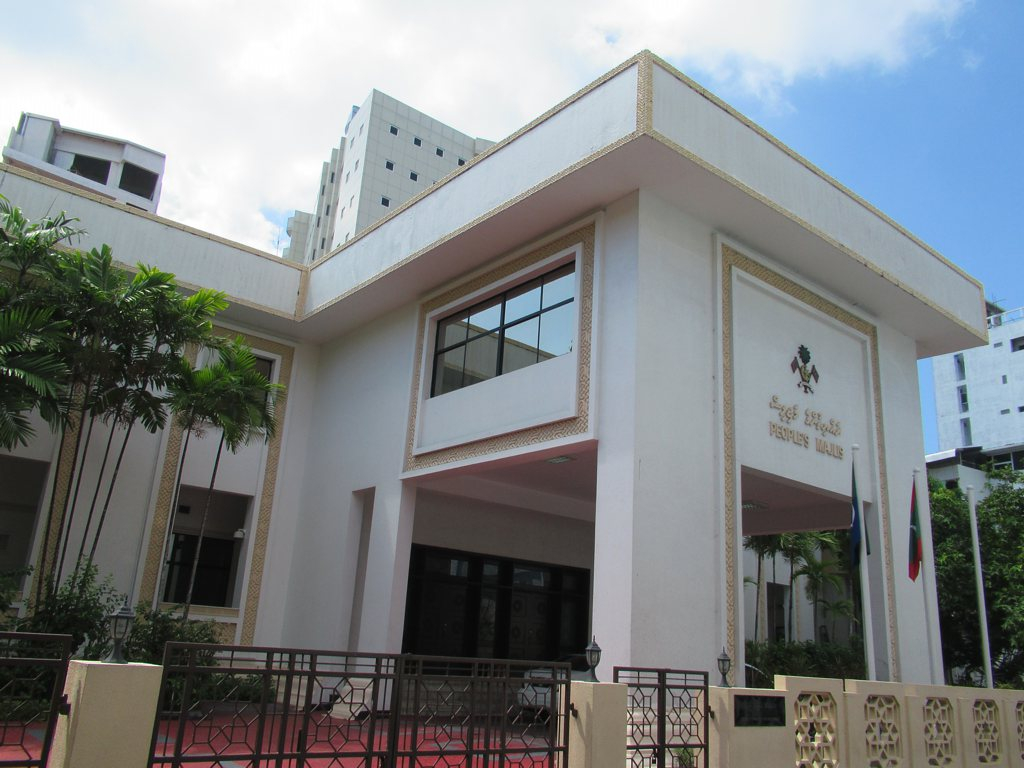
Мальдіви: Будівля Маджлісу
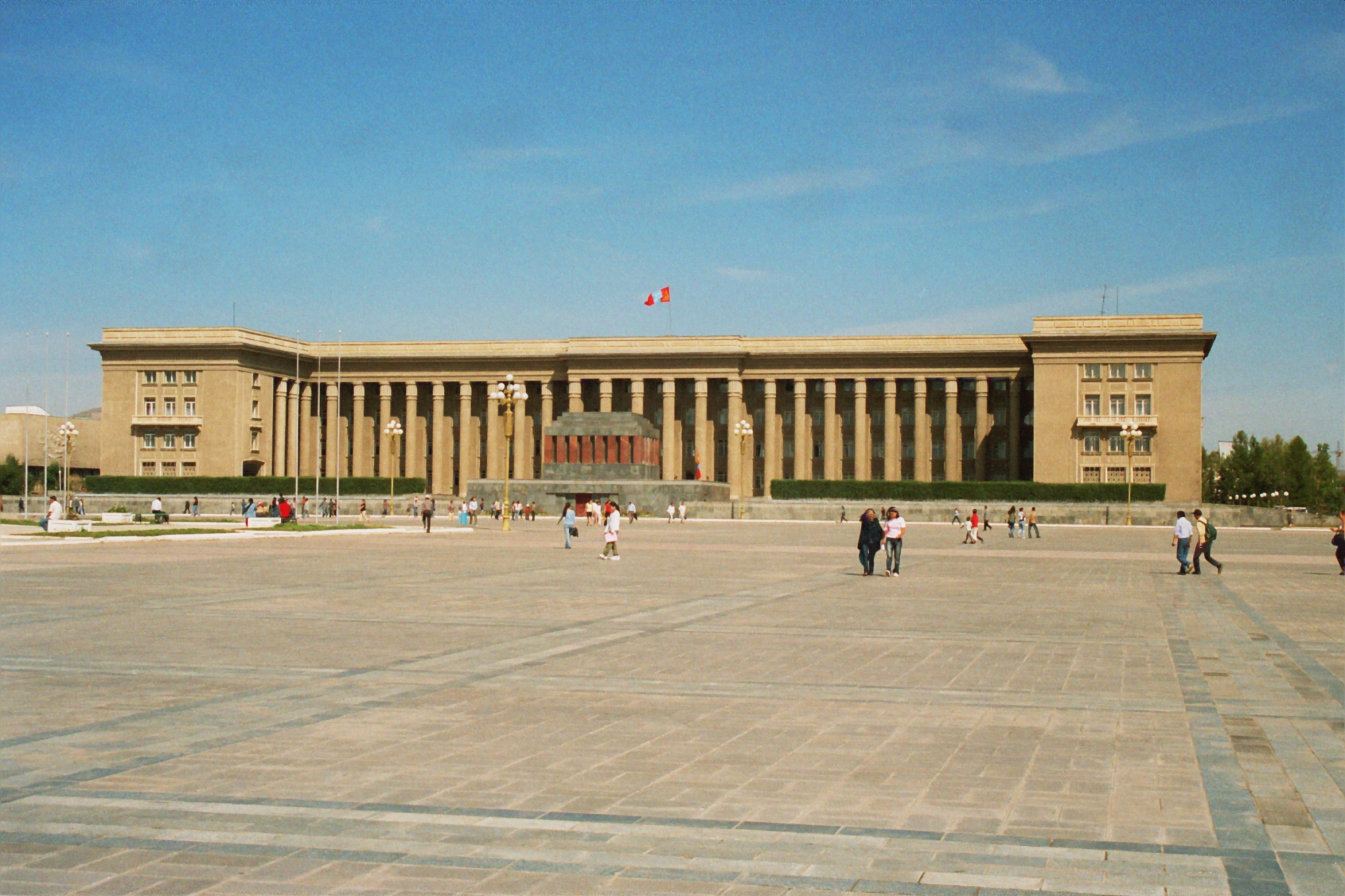
Монголія: Палац уряду (1954)
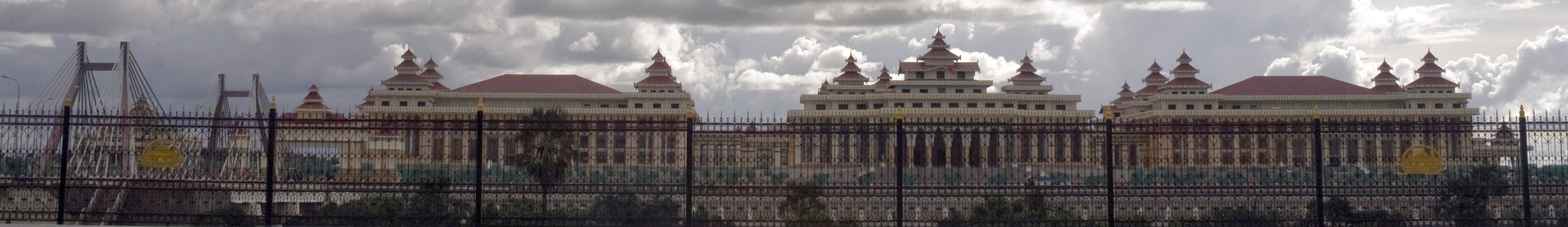
М'янма: Будівля Асамблеї (2005)
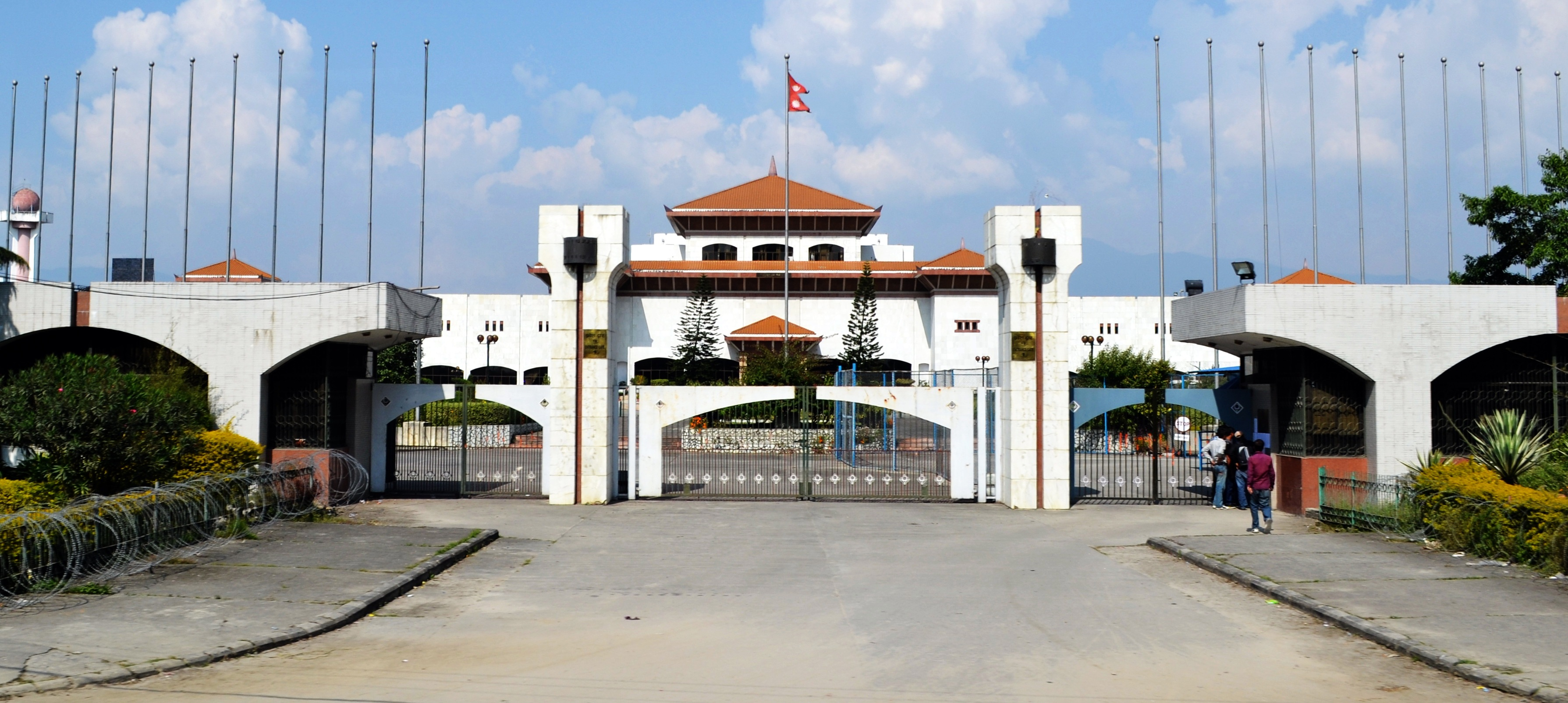
Непал: Міжнародний конференційний центр (1993)
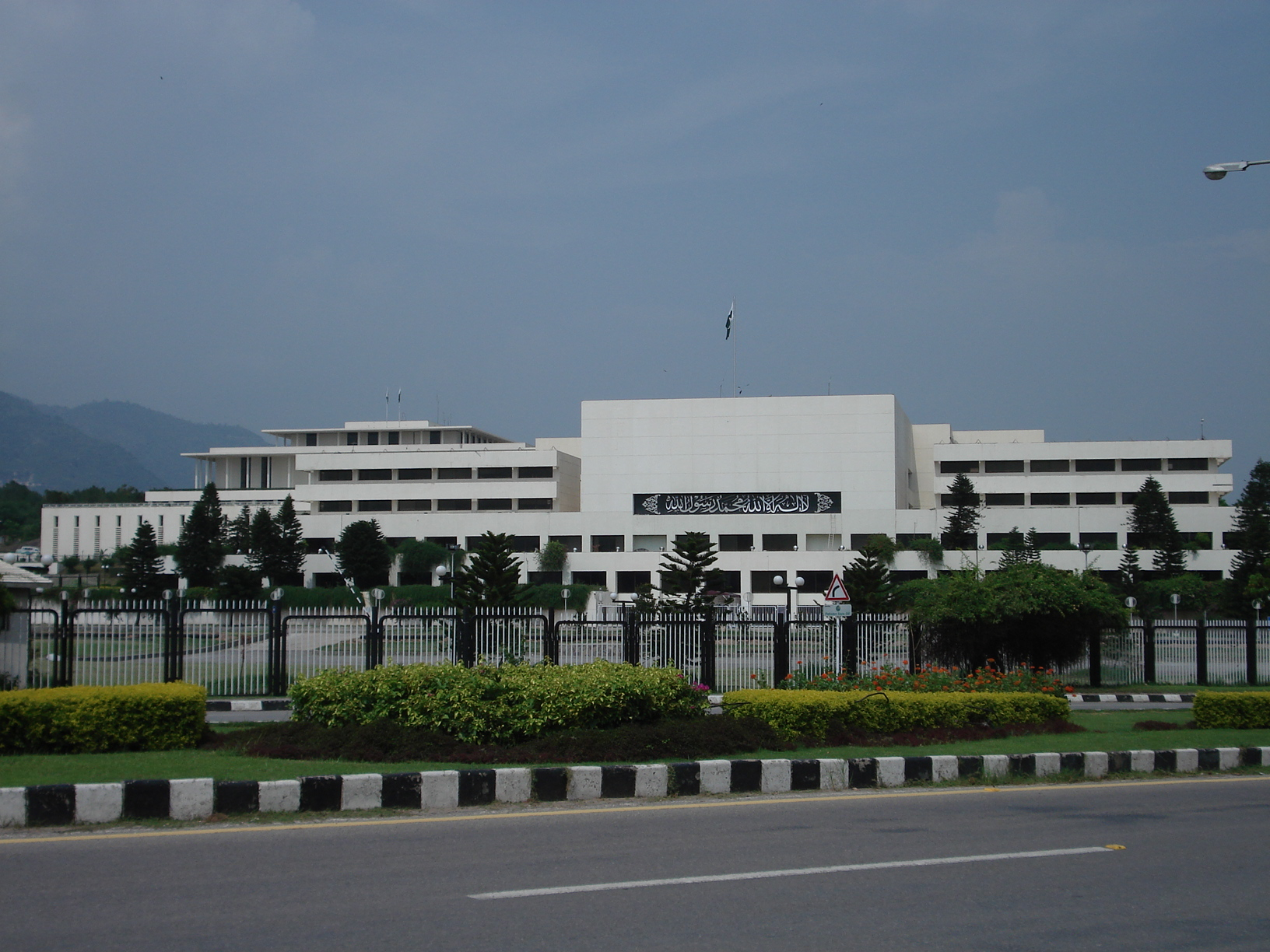
Пакистан: Будівля Парламенту (1988)
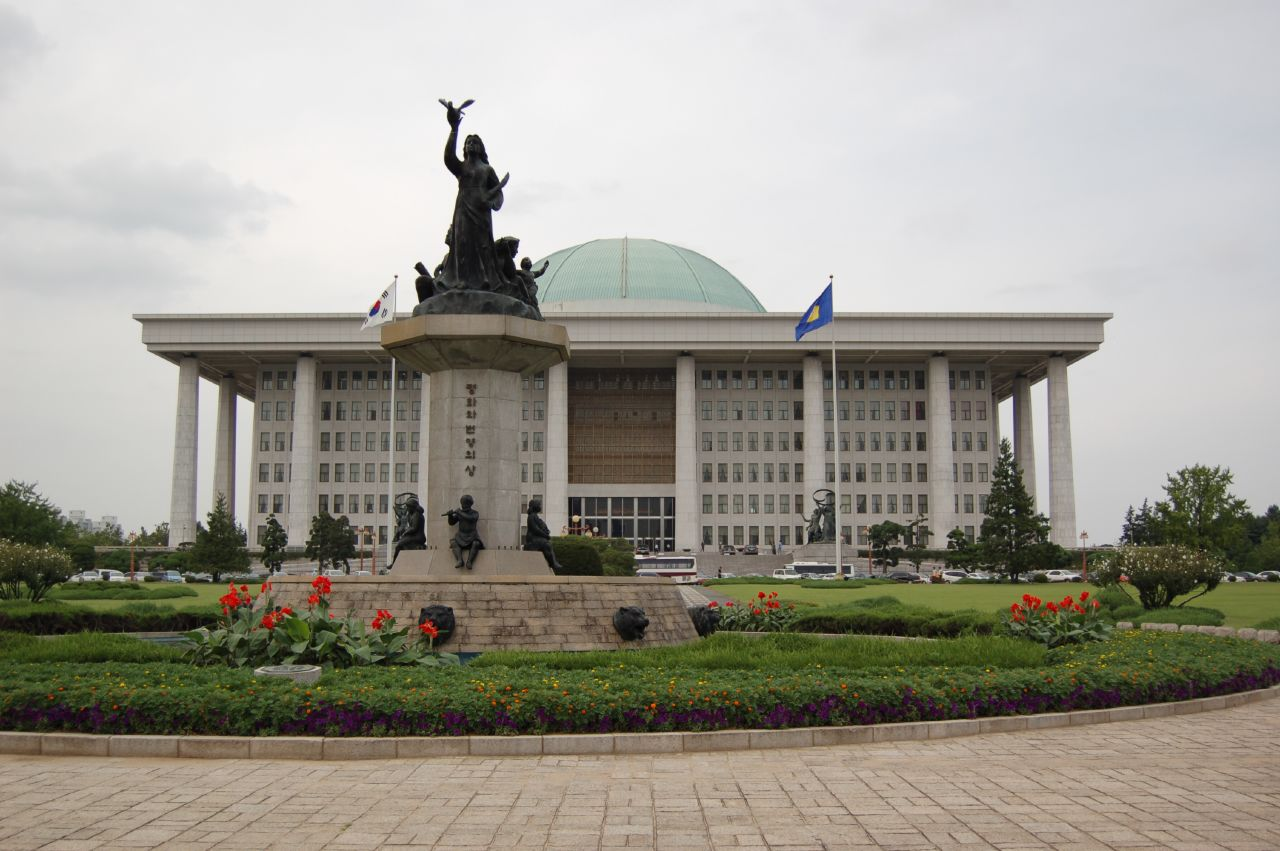
Південна Корея: Будівля Національної асамблеї (1975)
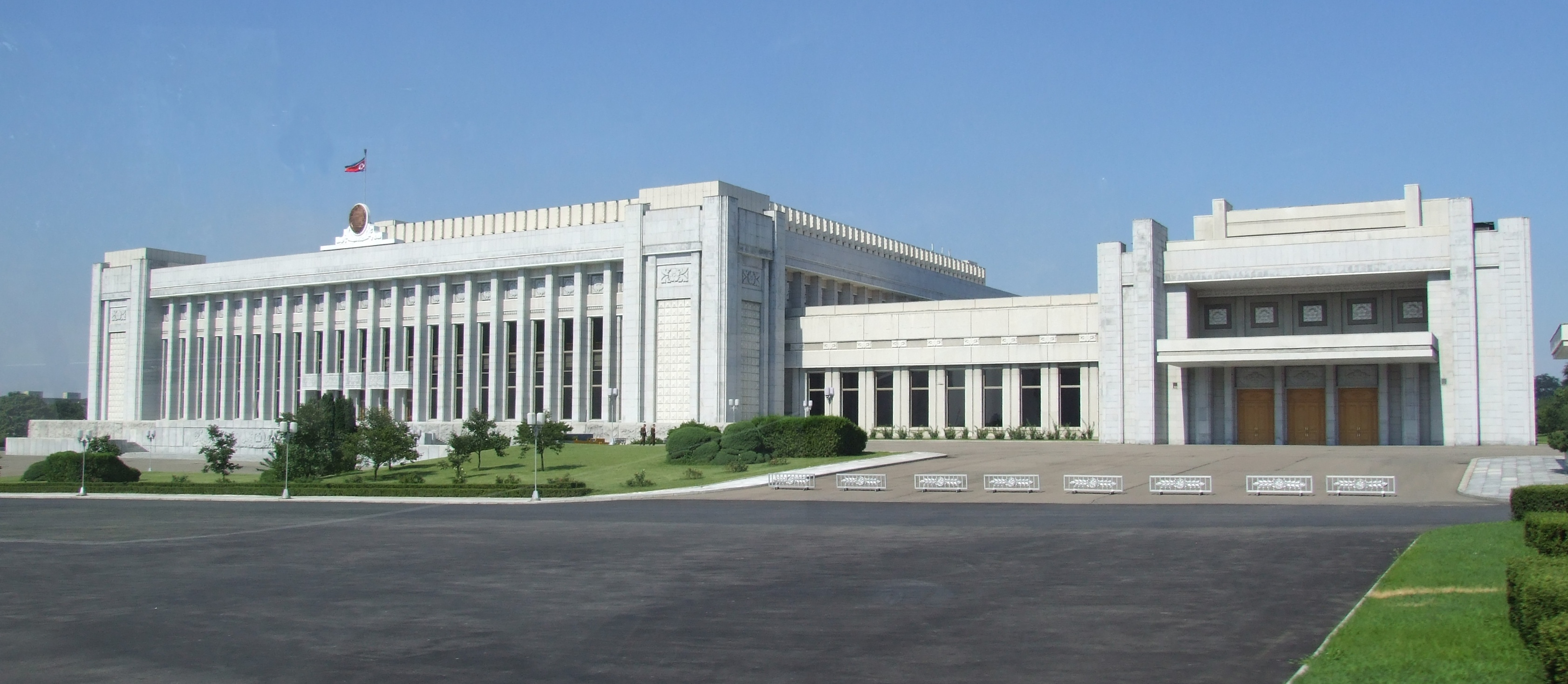
Північна Корея: Конференційна зала Мансудае (1984)
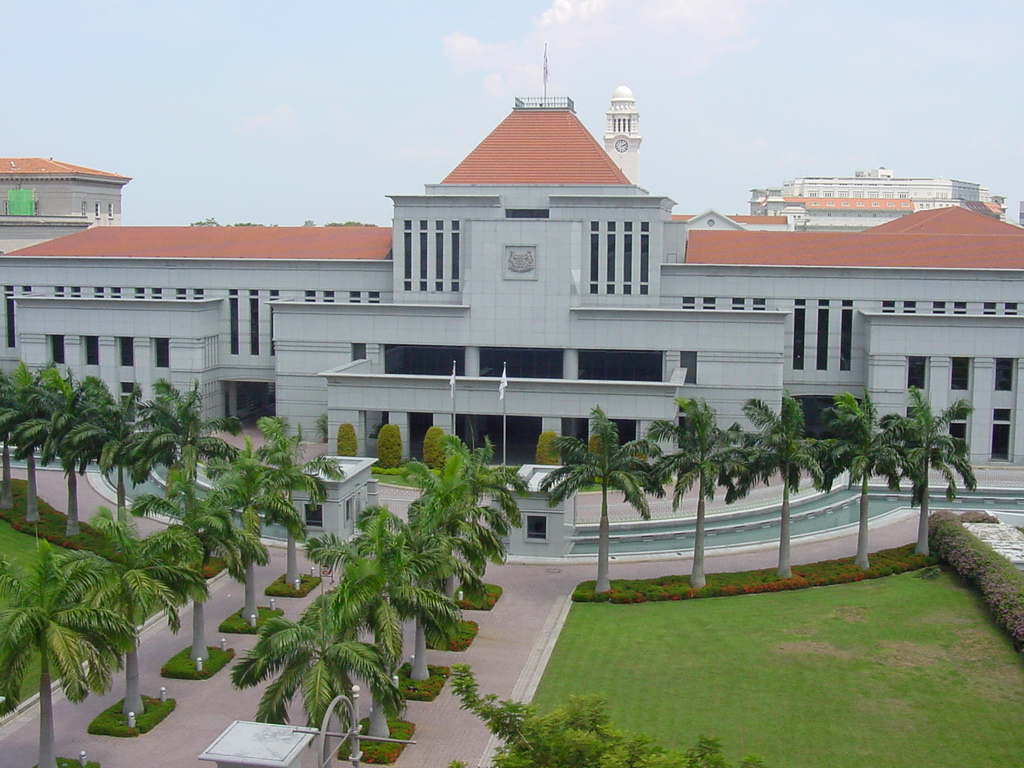
Сінгапур: Будівля Парламенту (1999)
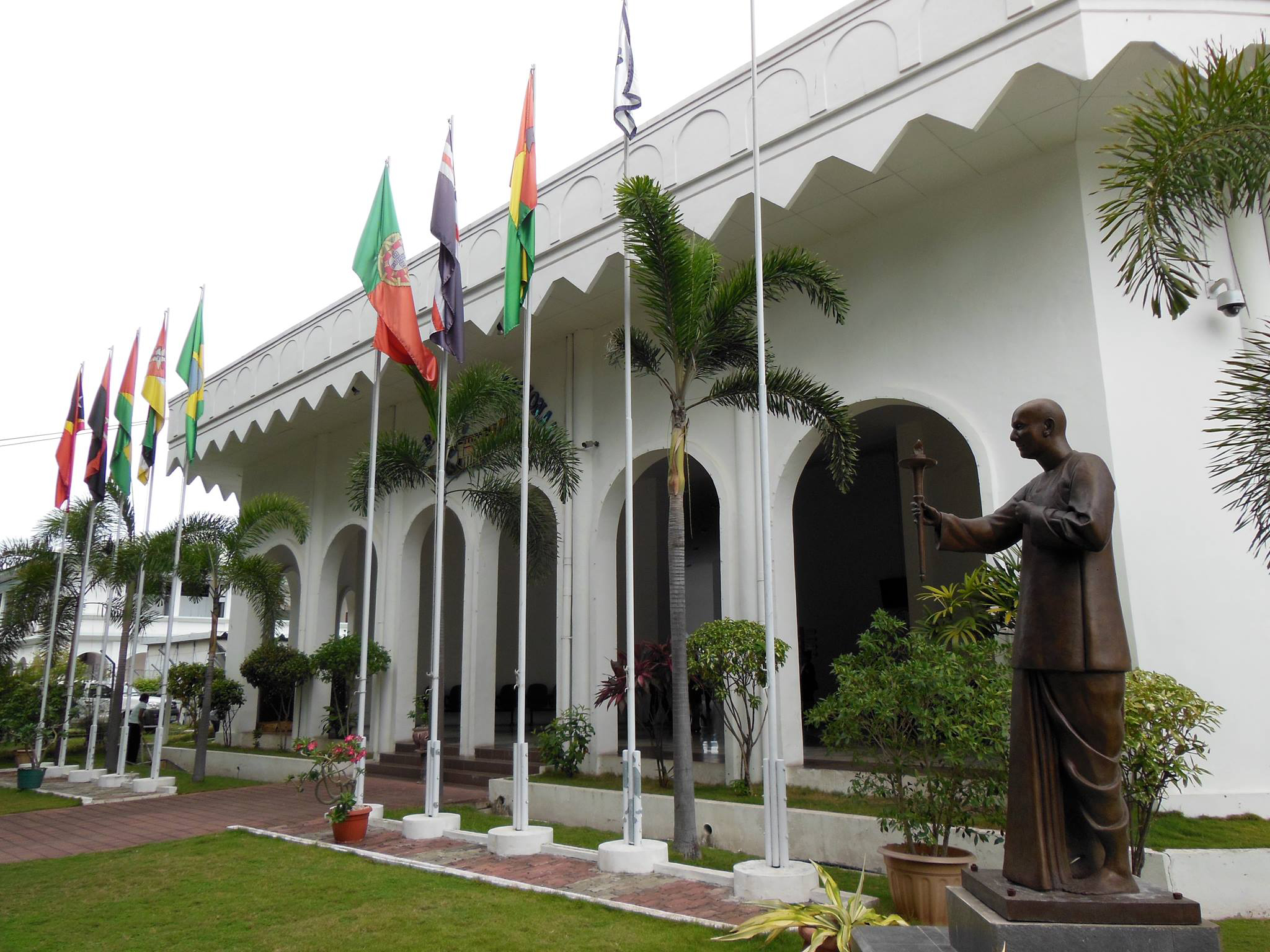
Східний Тимор: Національна парламентська будівля
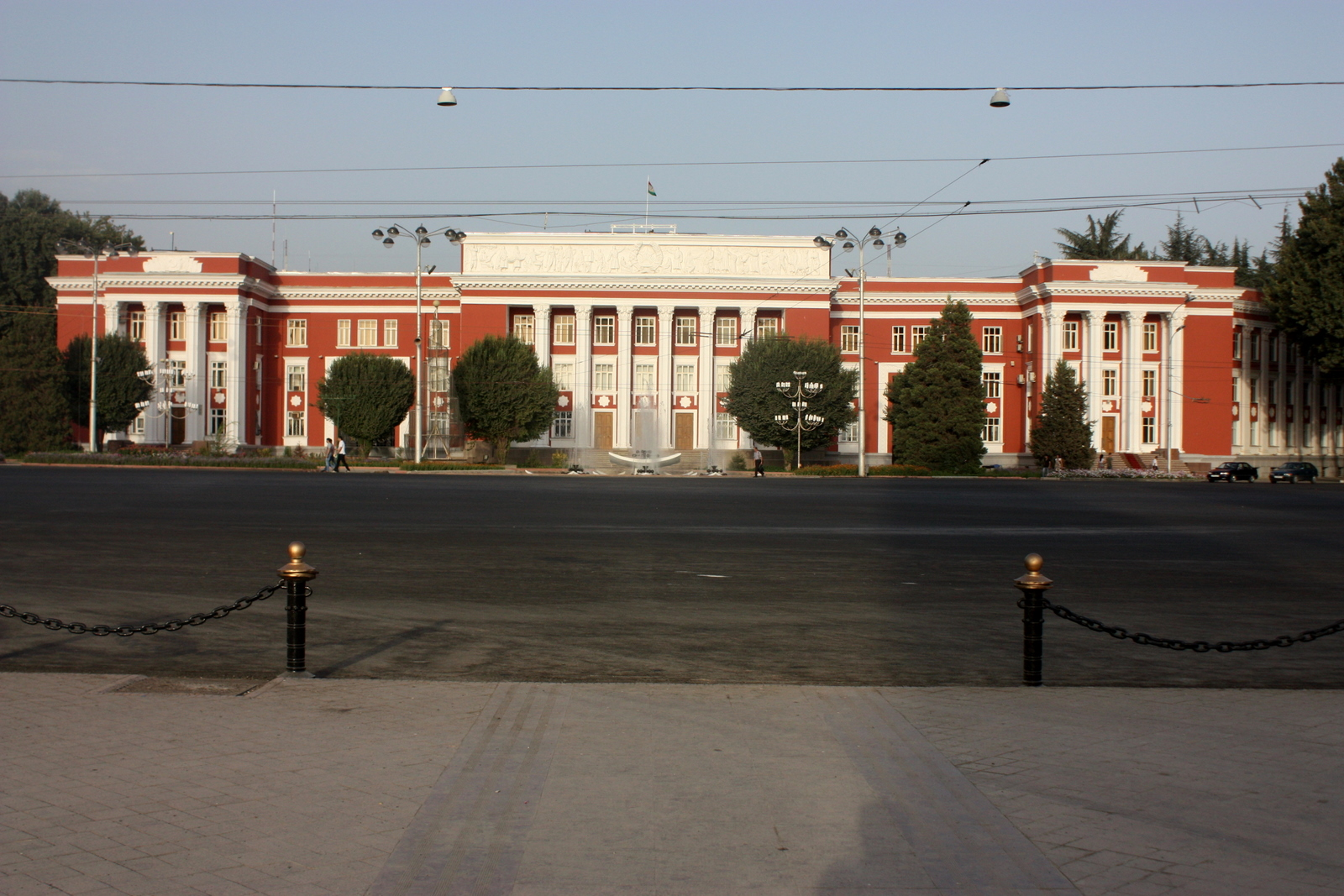
Таджикистан: Парламентський дім
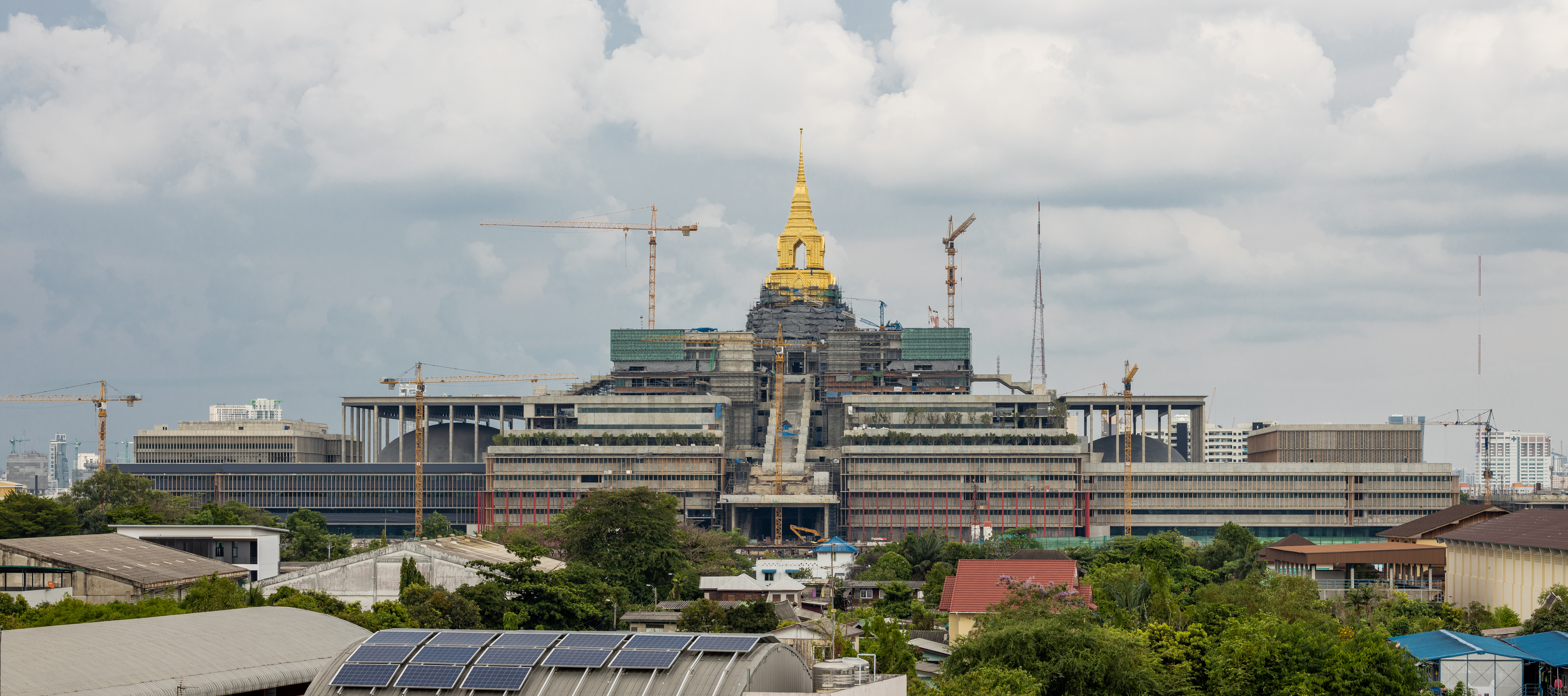
Таїланд: Саппая-Сапасатан (2019)
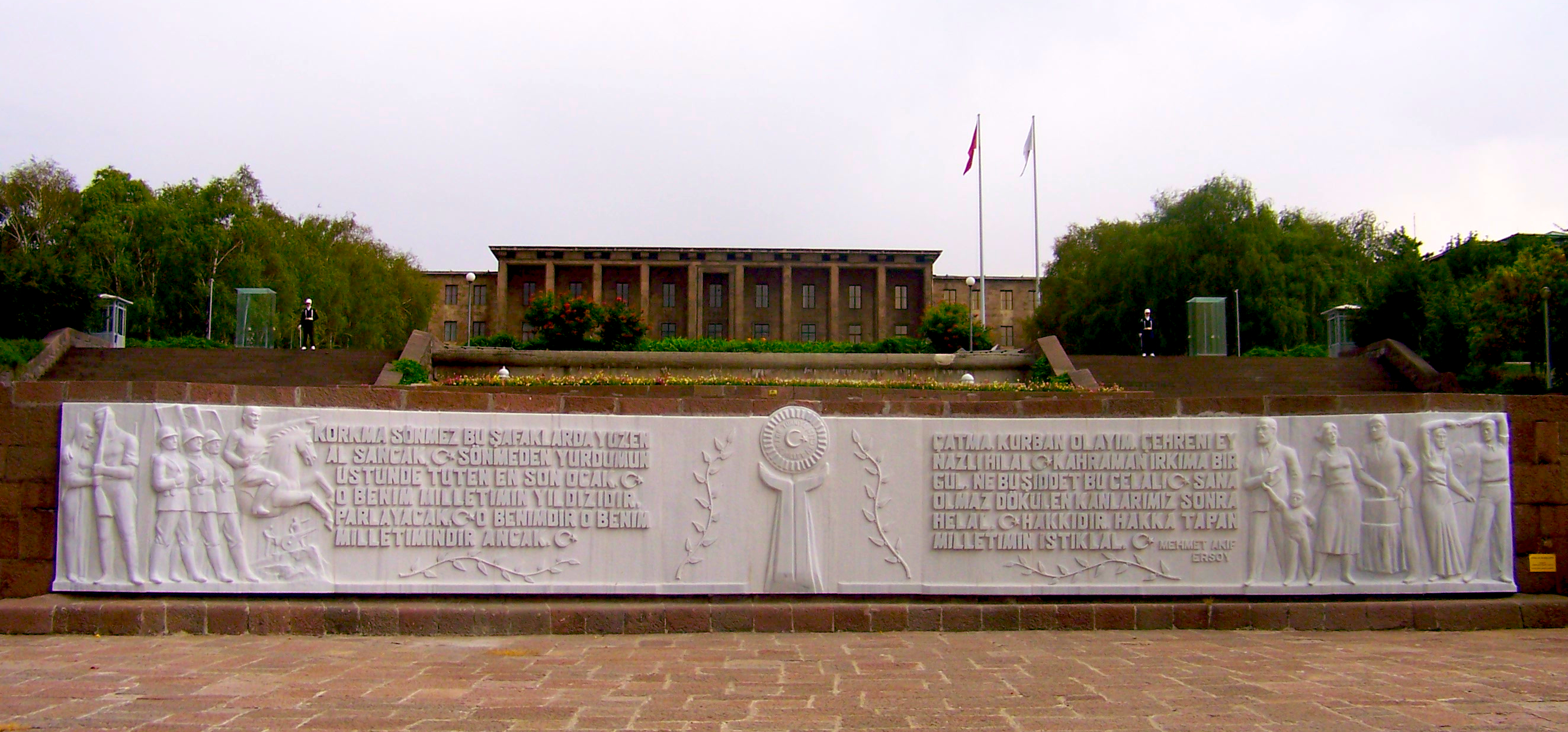
Туреччина: Будівля Великих національних зборів (1963)
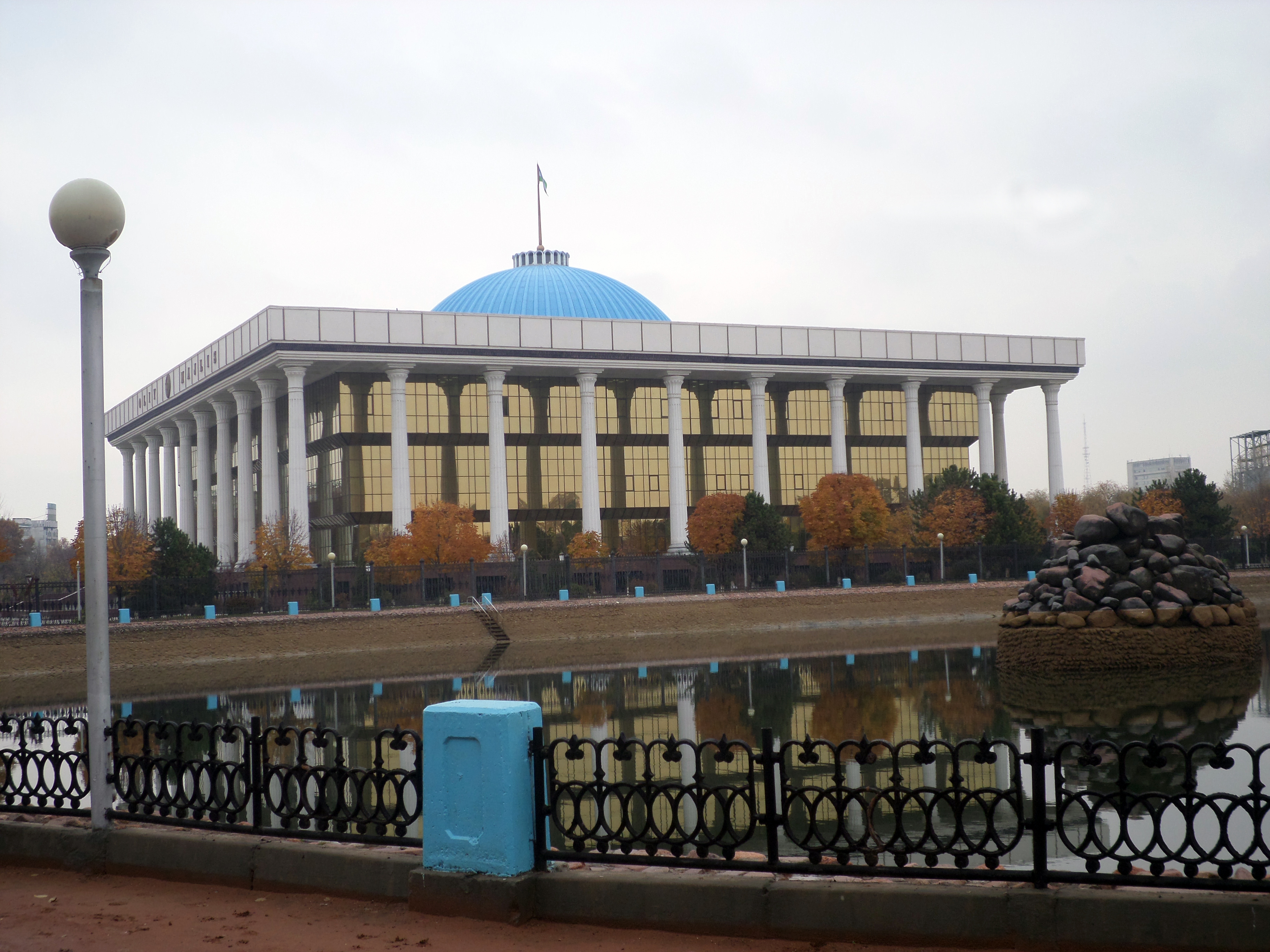
Узбекистан: Будівля Олій Мажлісу (2003)
Філіппіни:Комплекс Батасанг-Памбанса (1978) Філіппіни: Комплекс Батасанг-Памбанса (1978)
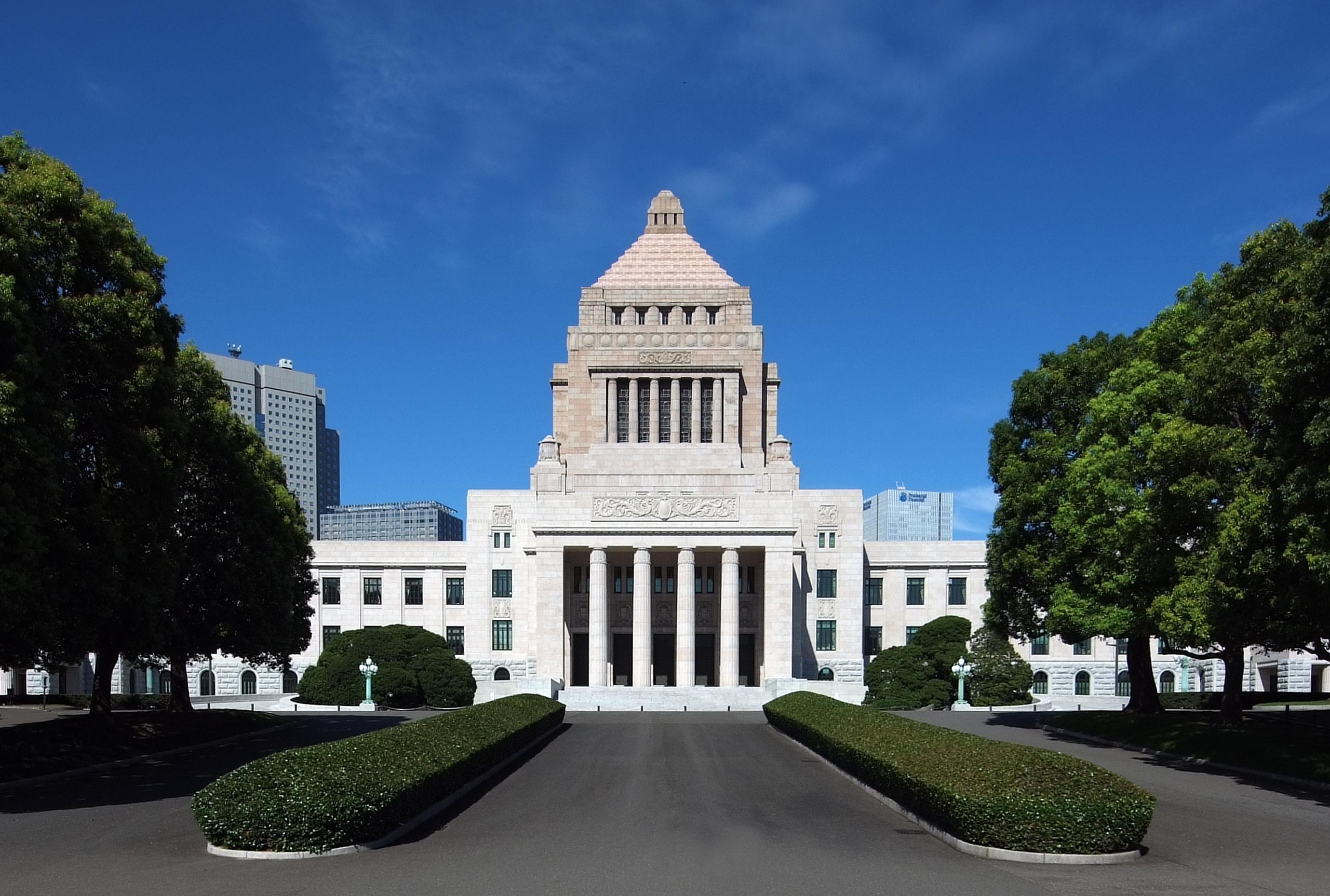
Японія: Будівля парламенту Японії (1936)

## Північна Америка

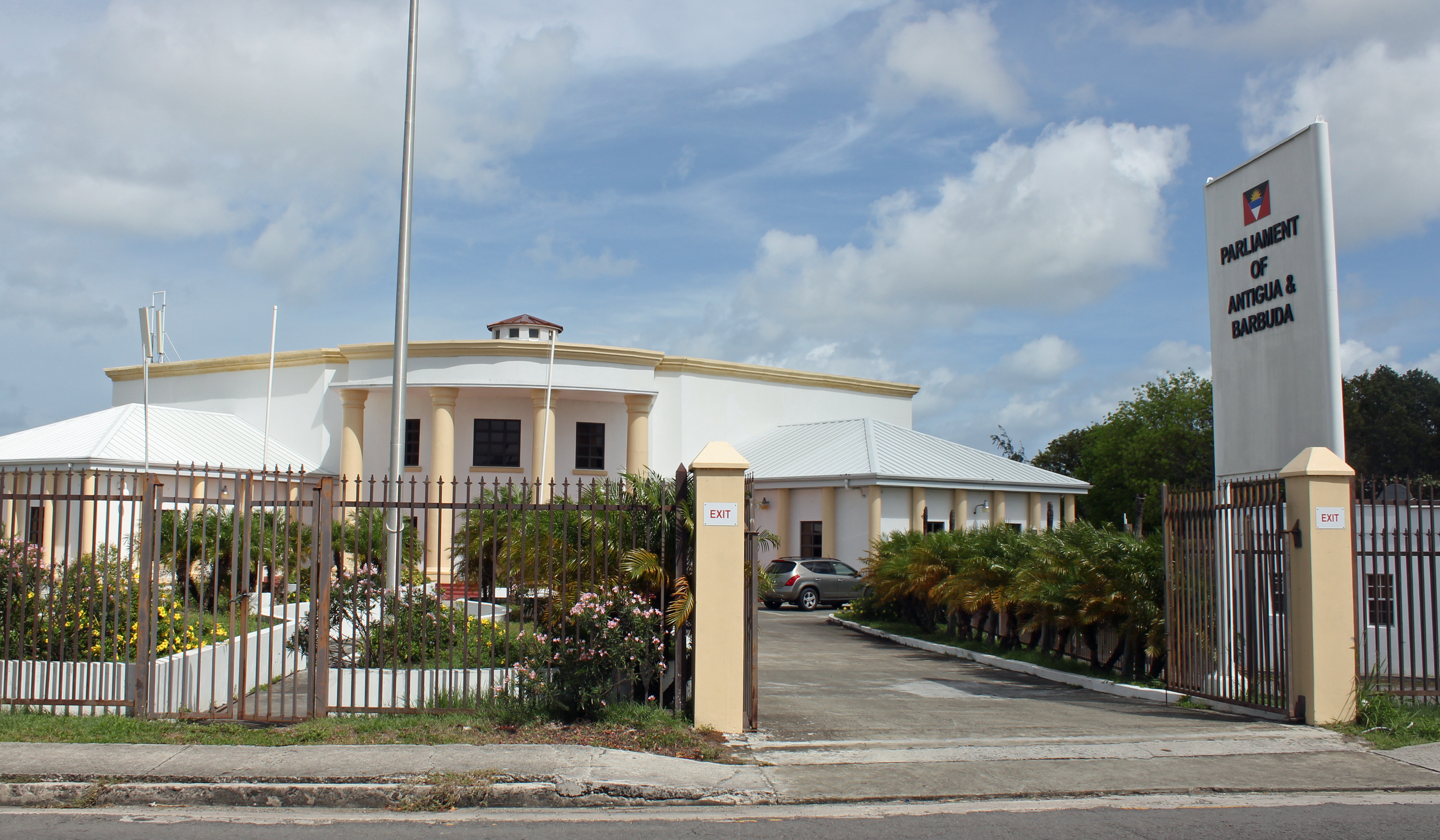
ATG: Будівля Парламенту
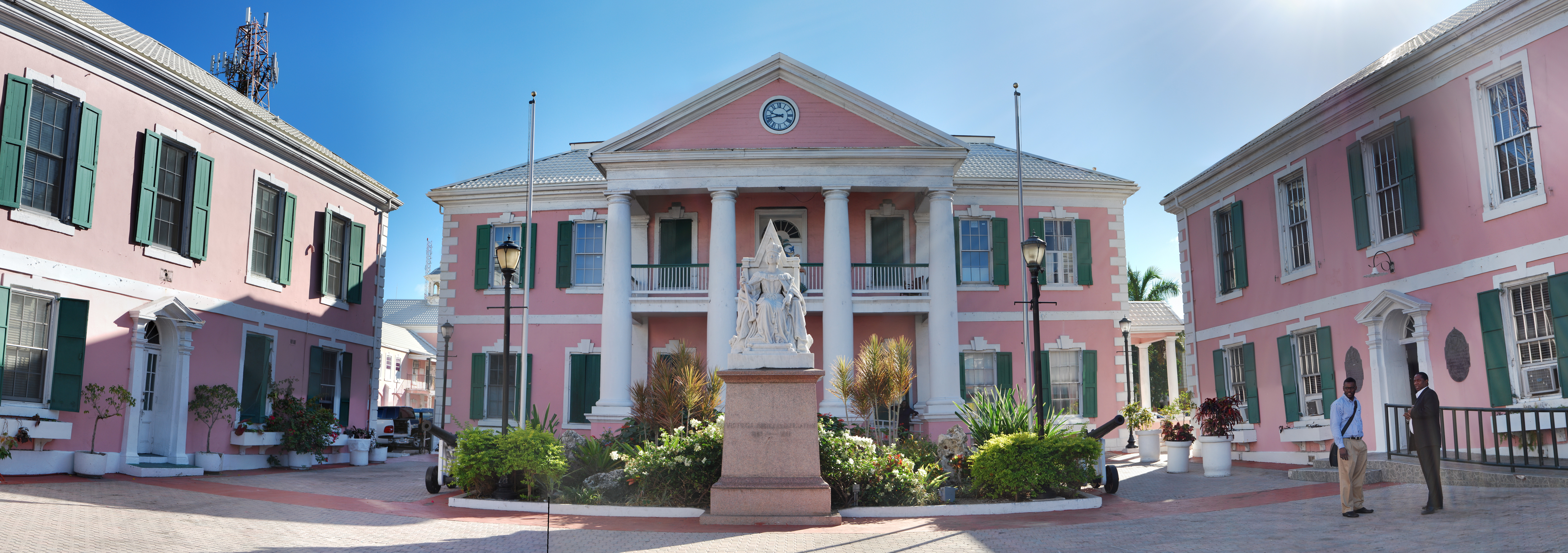
BHS: Будівля багамського парламенту (1815)
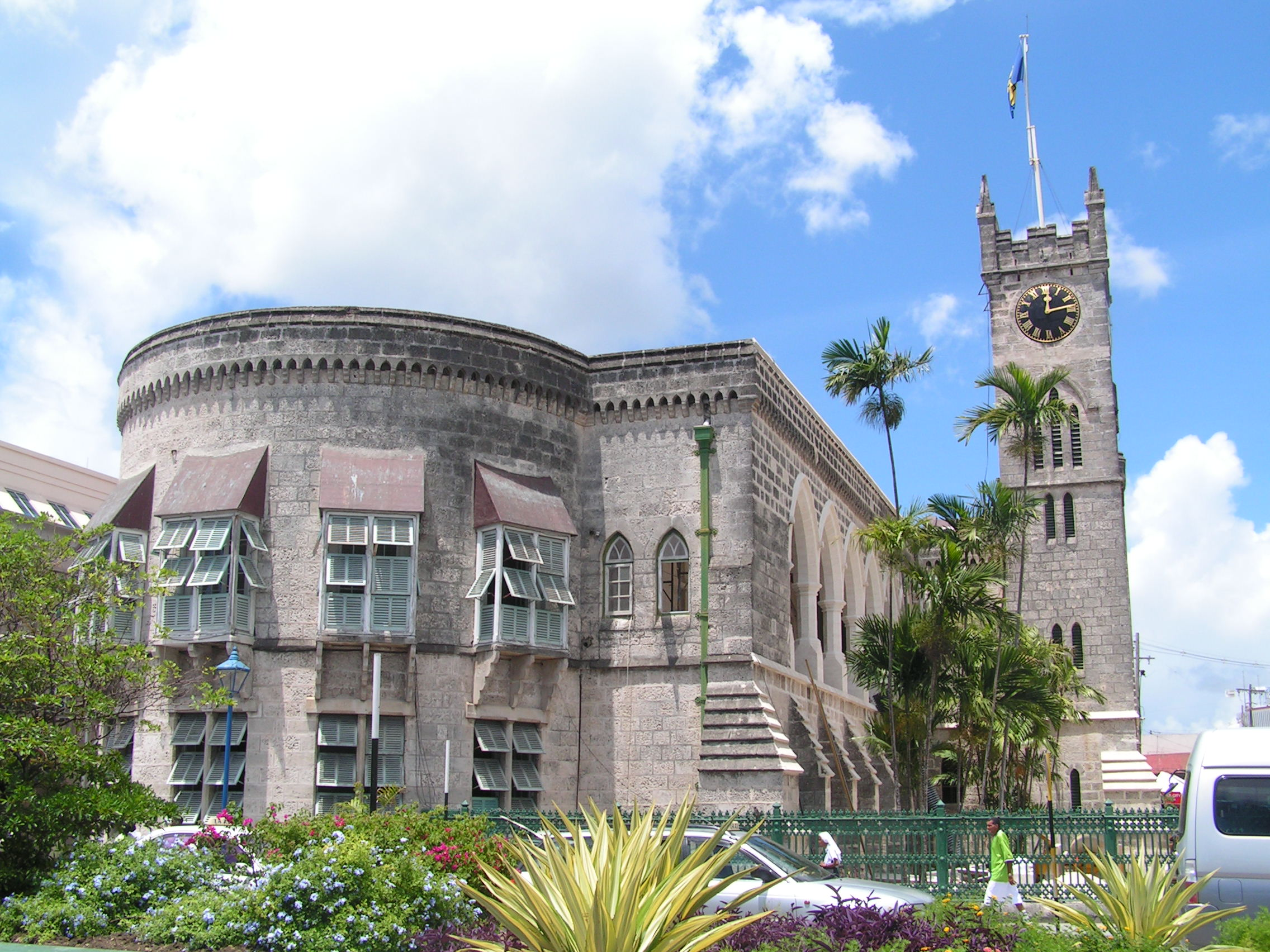
BRB: Будівля Парламенту (1874)
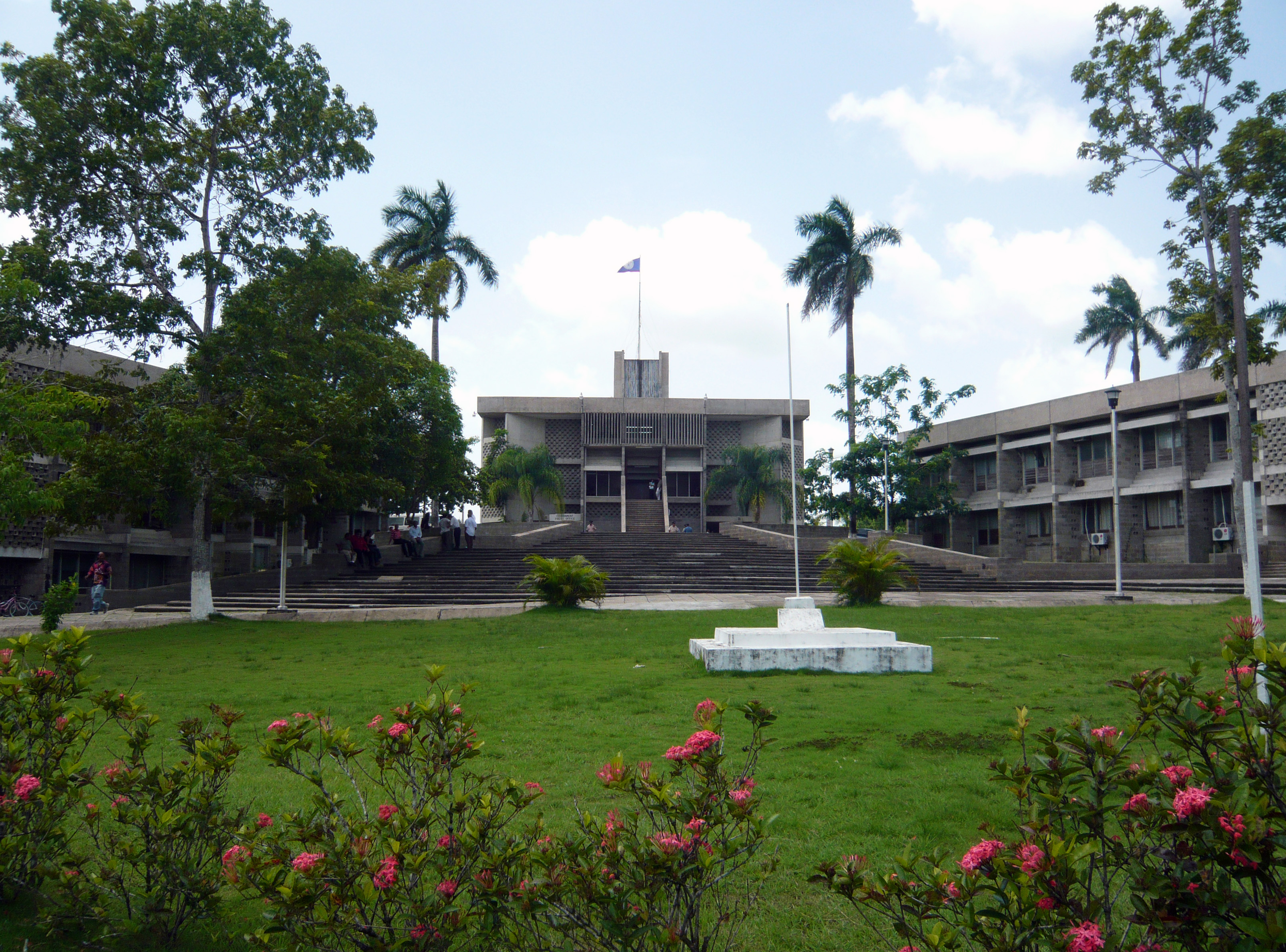
BLZ: Будівля Національної асамблеї (1971)
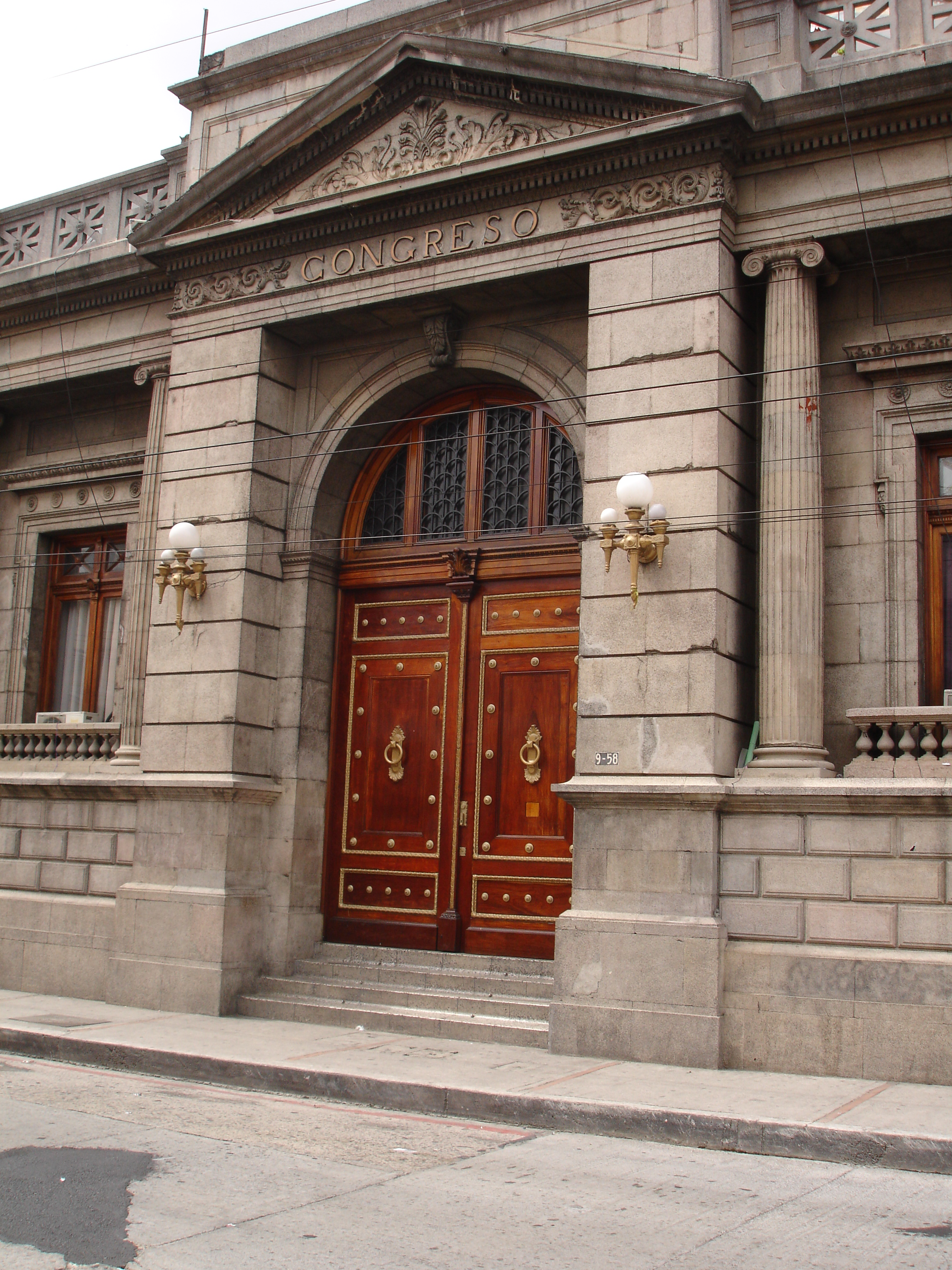
GTM: Законодавчий палац (1934)
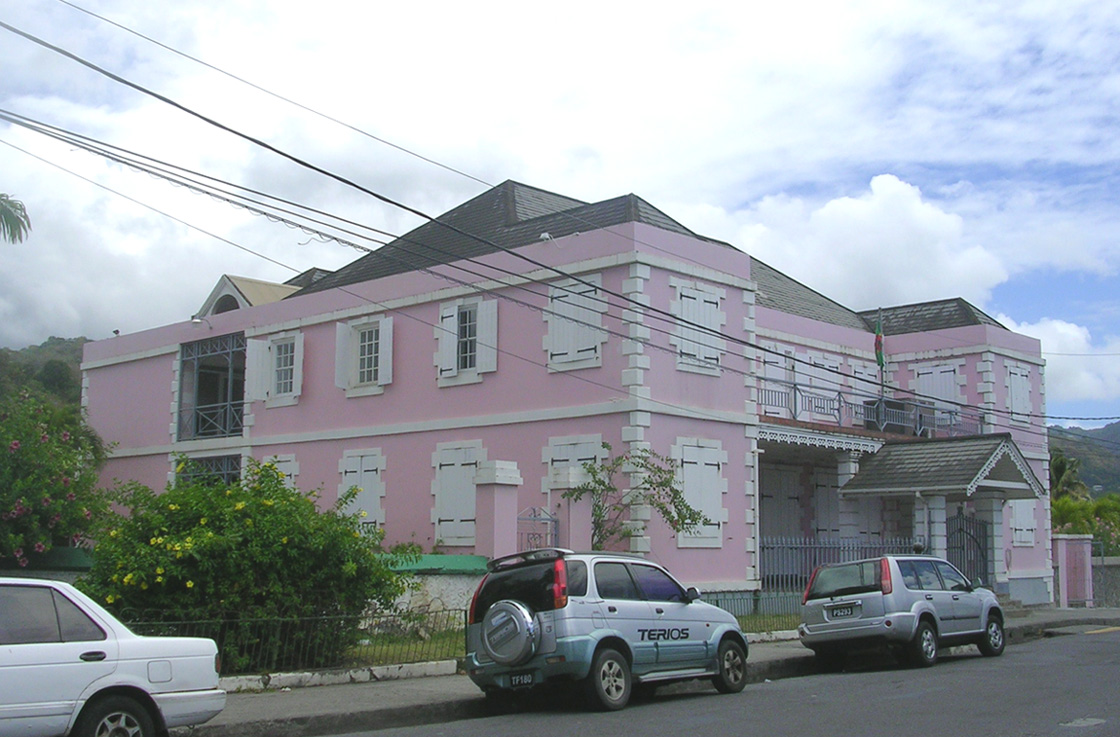
DMA: Будівля Парламенту (1811)
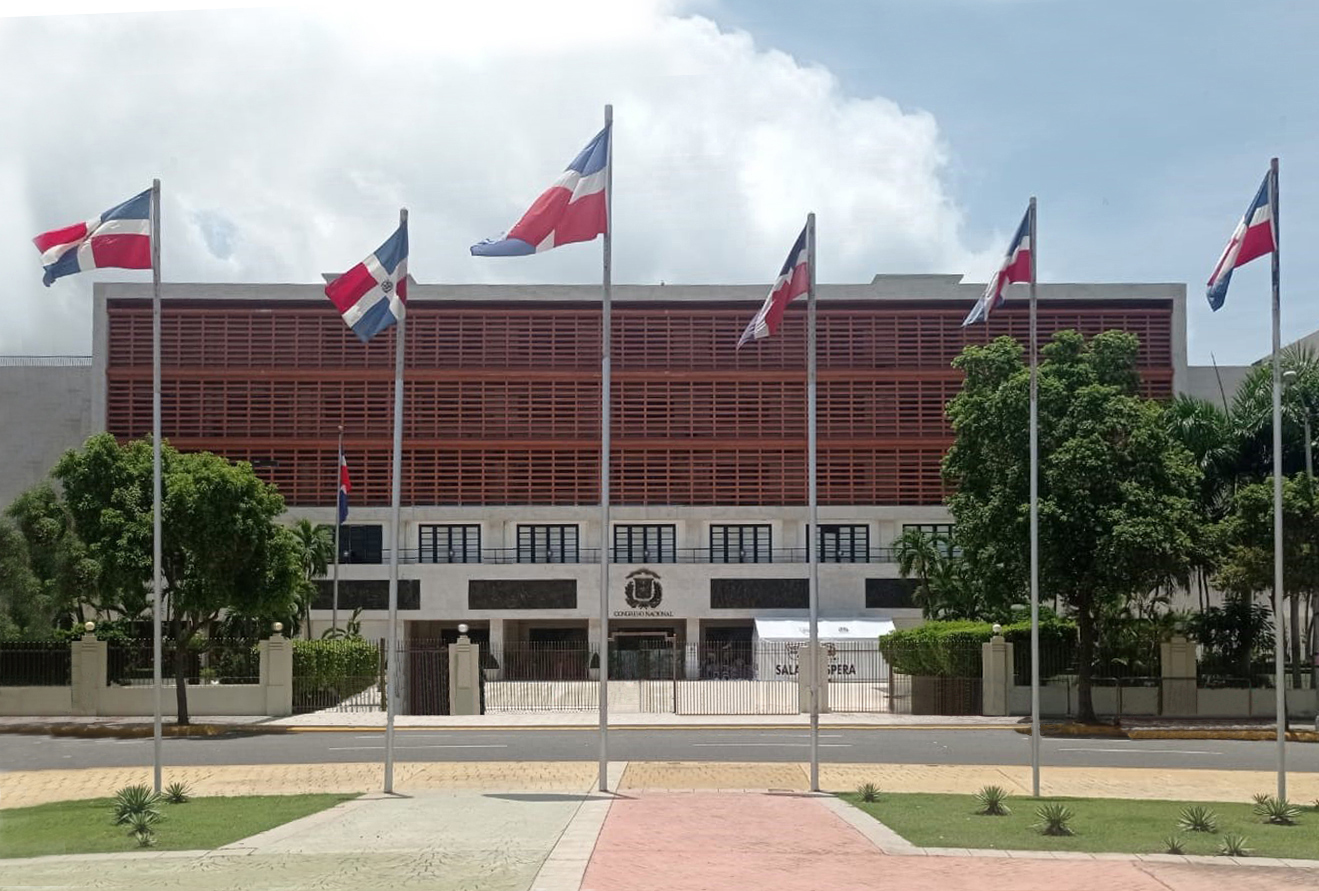
DOM: Палац Конгресу
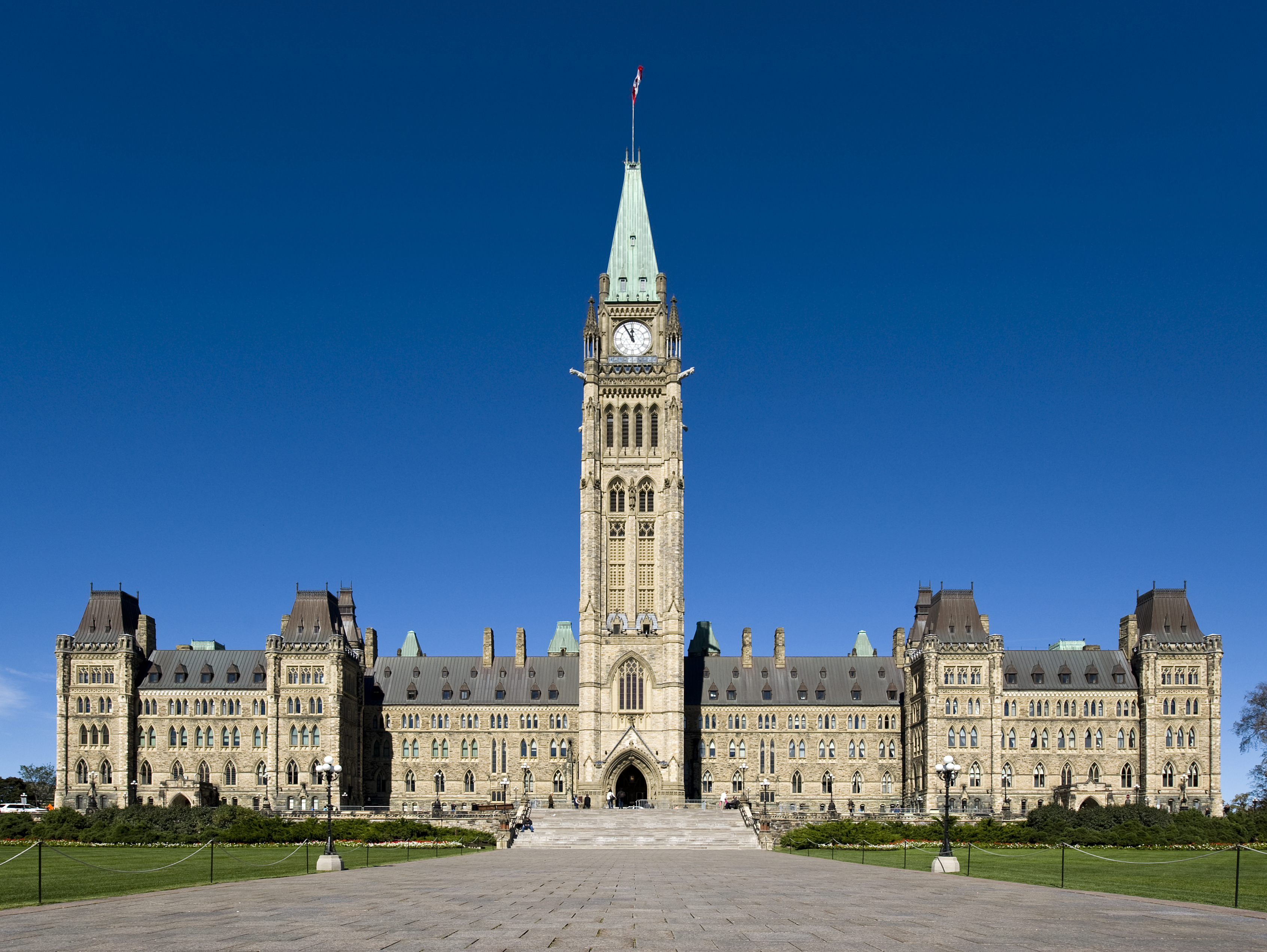
CAN: Комплекс «Парламентський пагорб» (1859)
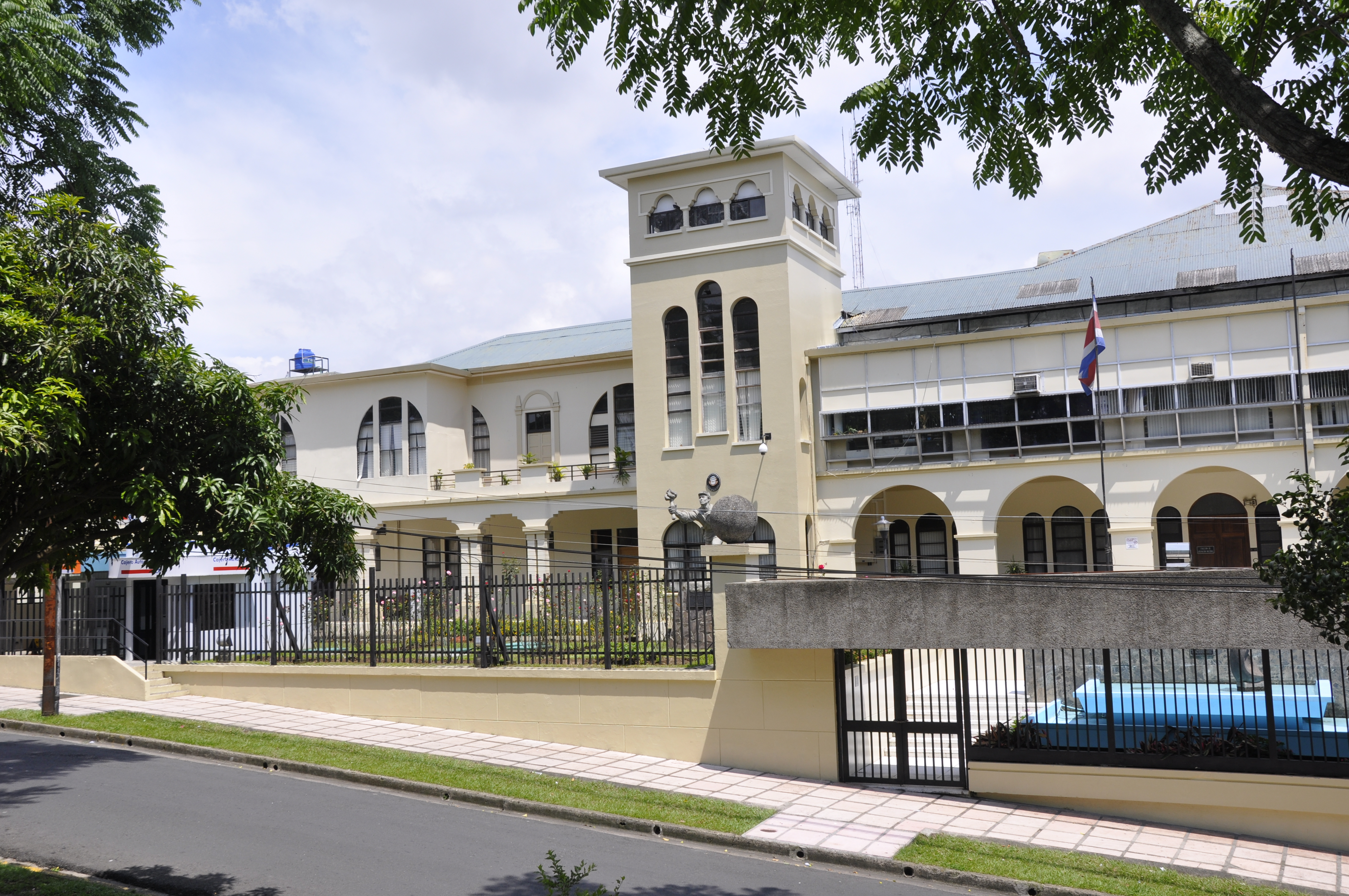
CRI: Куеста-де-Морас (1958)
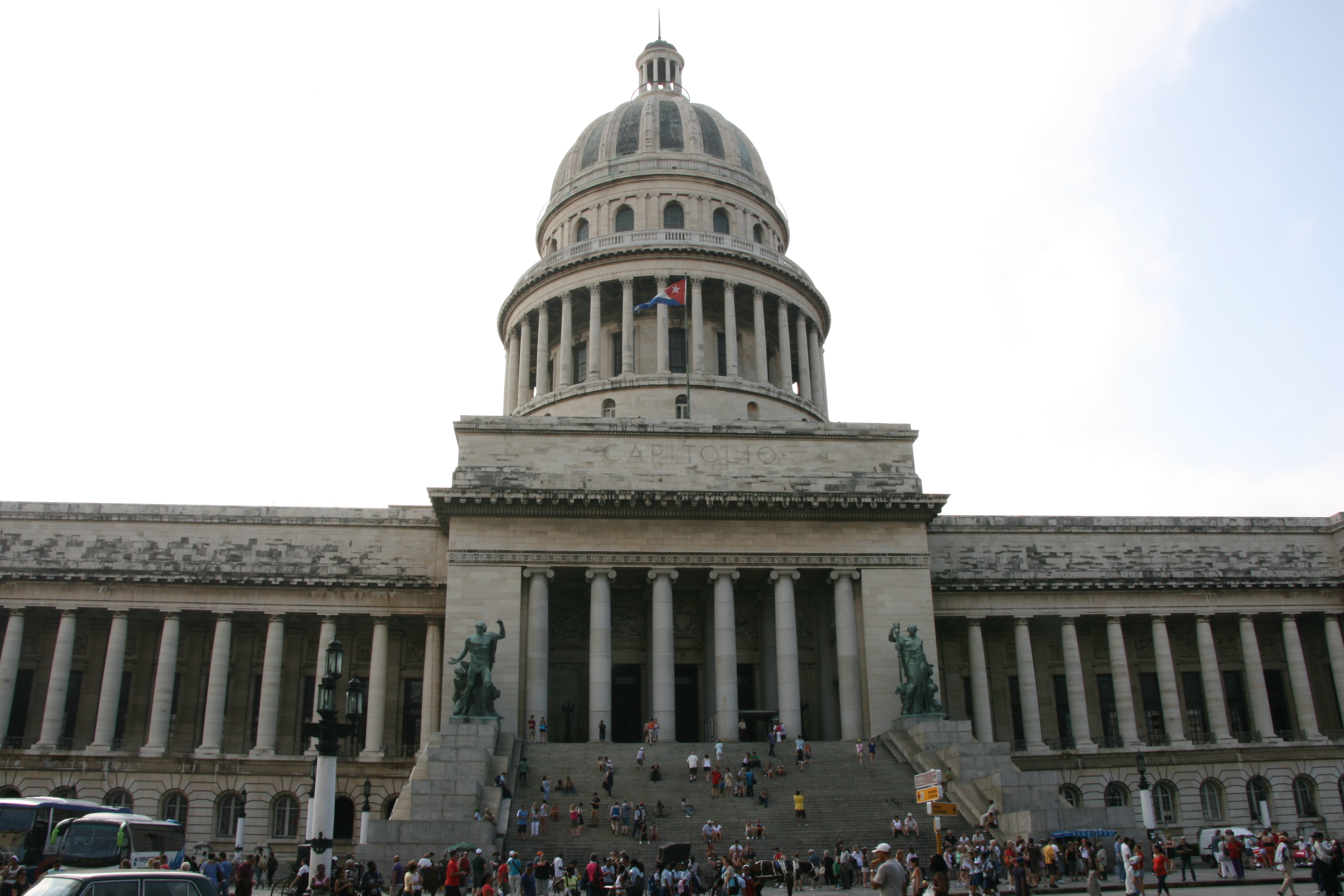
CUB: Капітолій (1929)
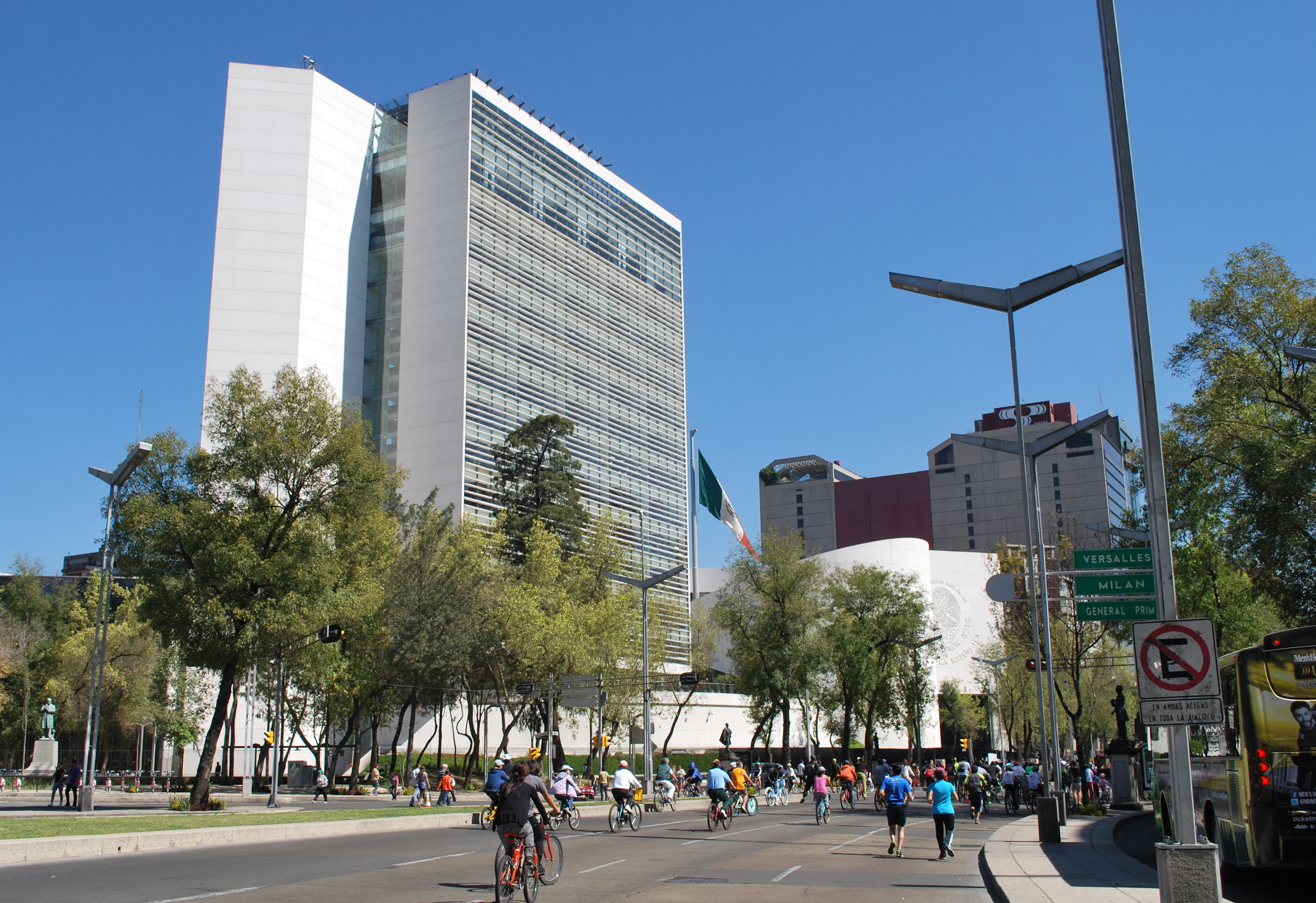
MEX (верхня палата): Едіфісіо-дель-Сенадо (2011)
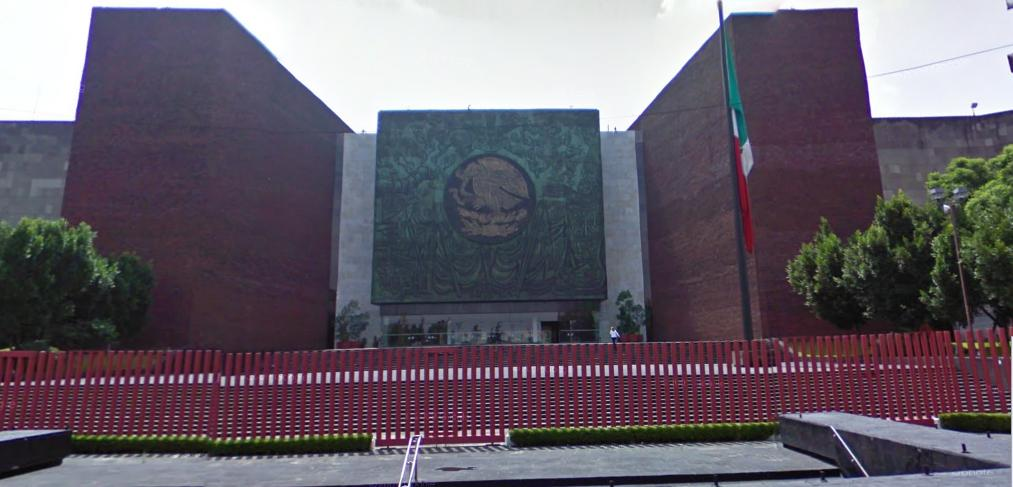
MEX (нижня палата): Законодавчий палац Святого Лазаря (1981)
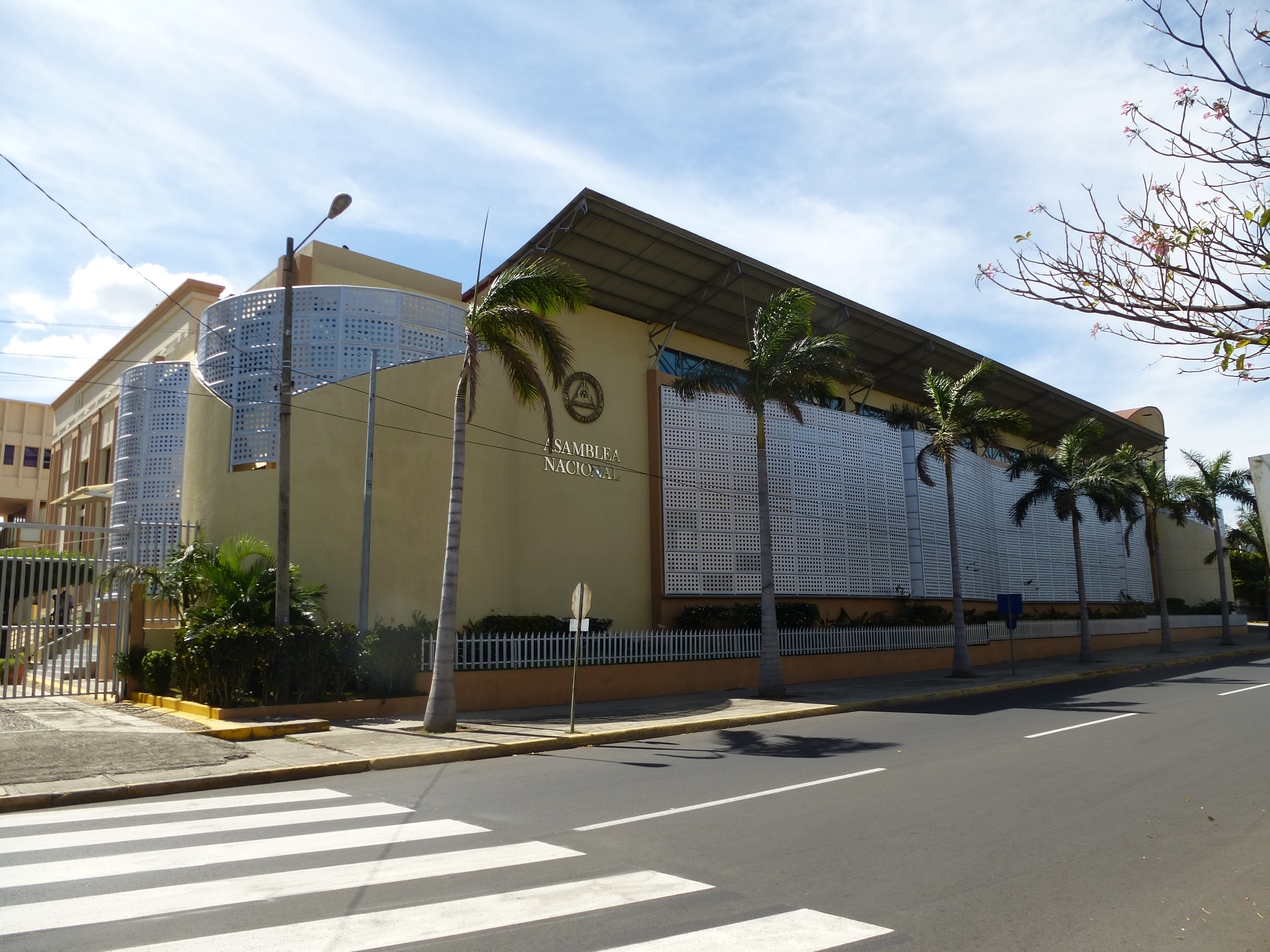
NIC: Будівля Національної асамблеї
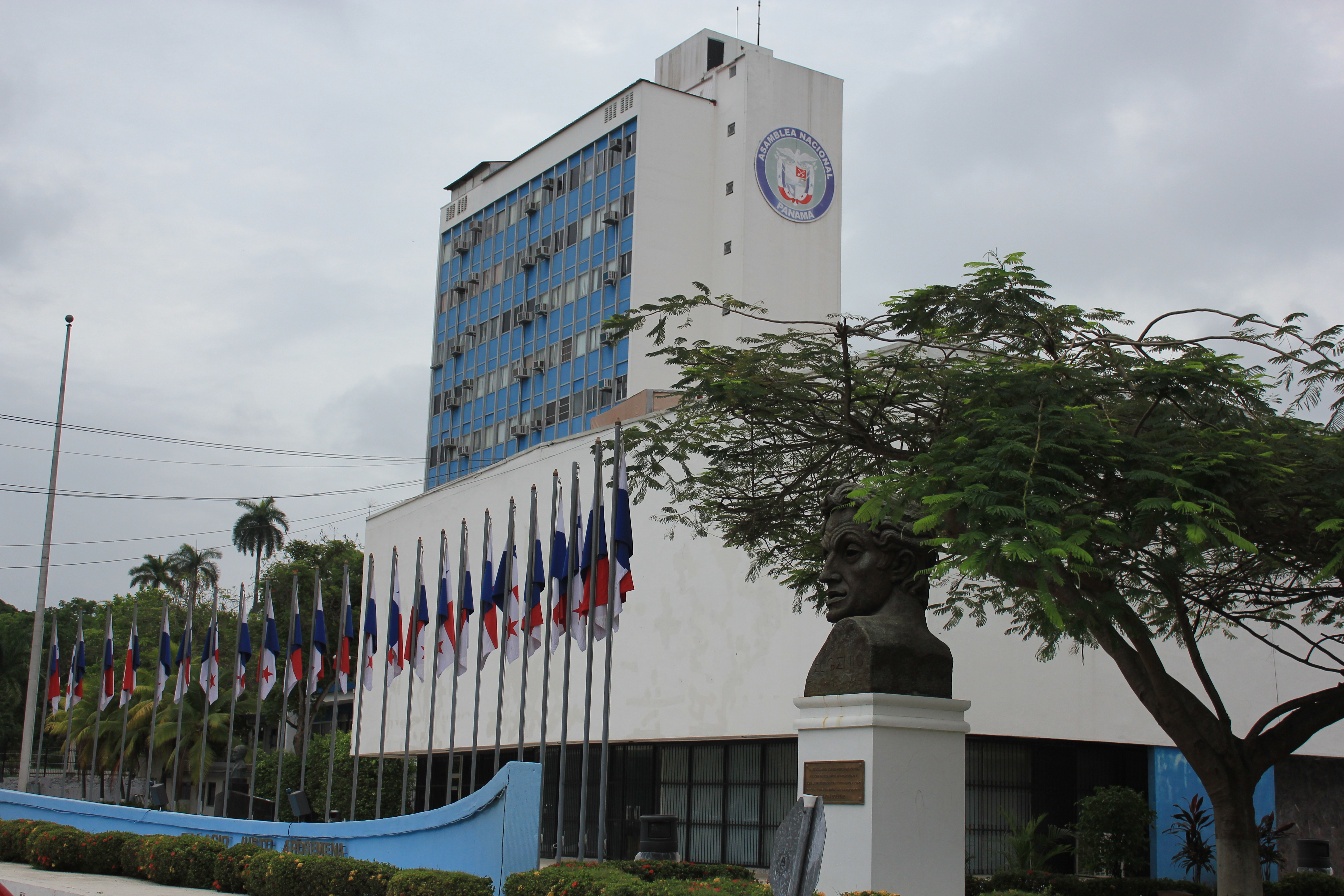
PAN: Палац Хусто-Аросемена (2013)
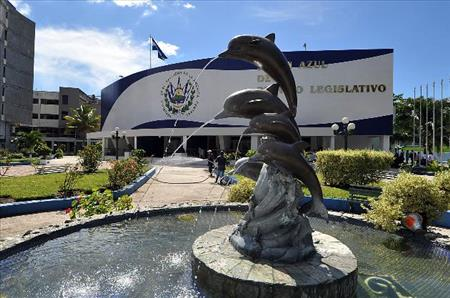
SLV: Законодавчий палац
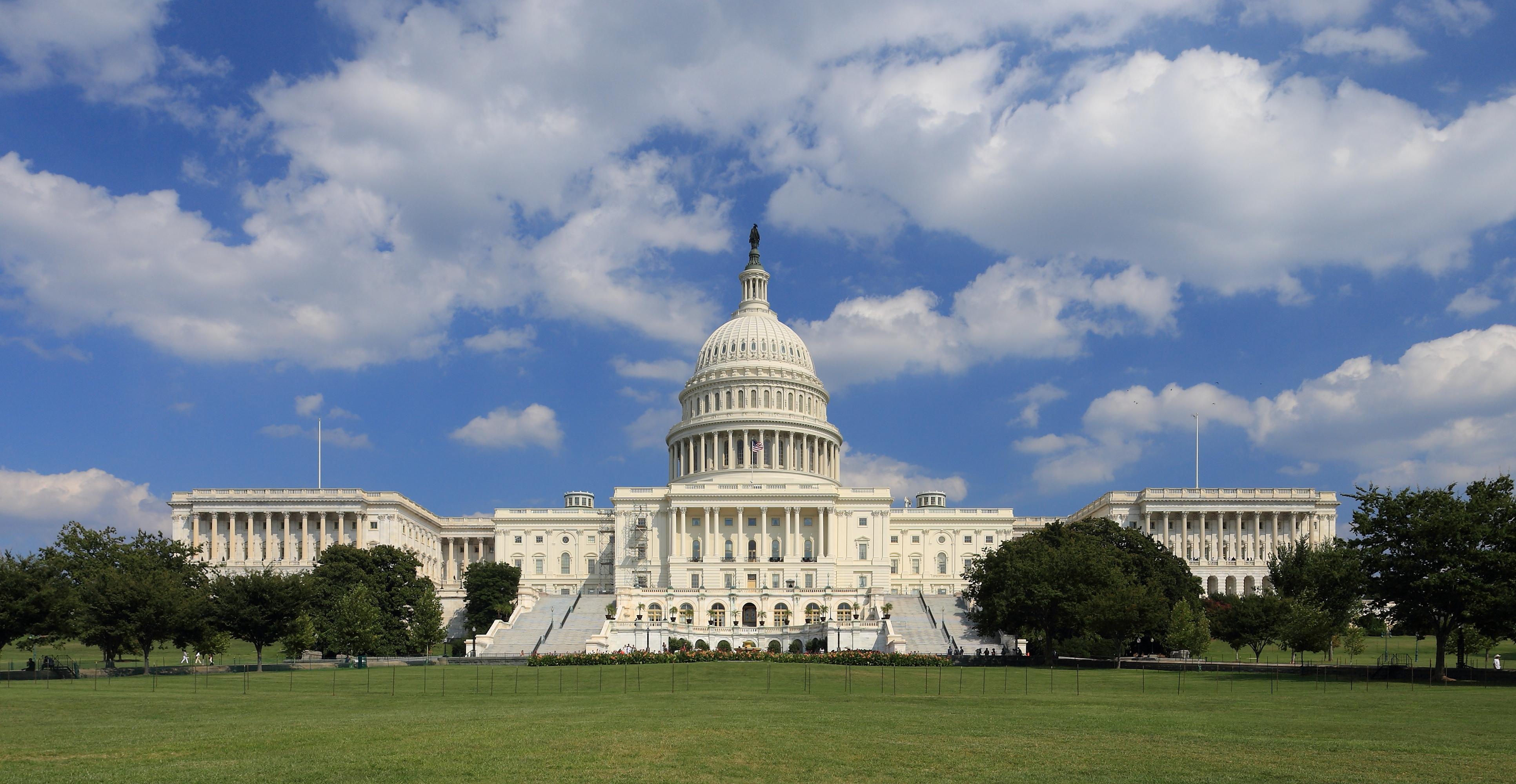
USA: Капітолій (1800)
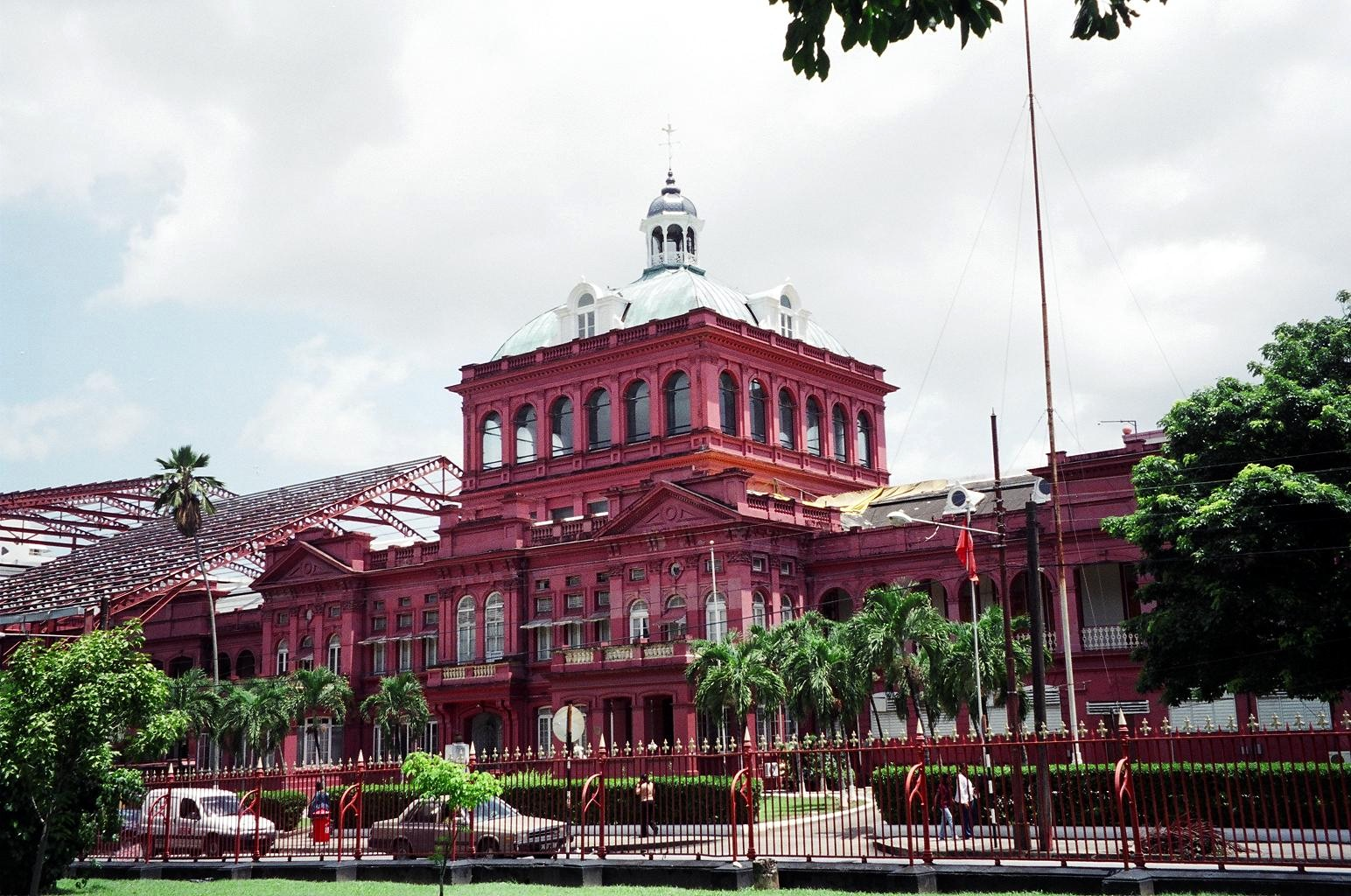
TTO: Червоний дім (1907)
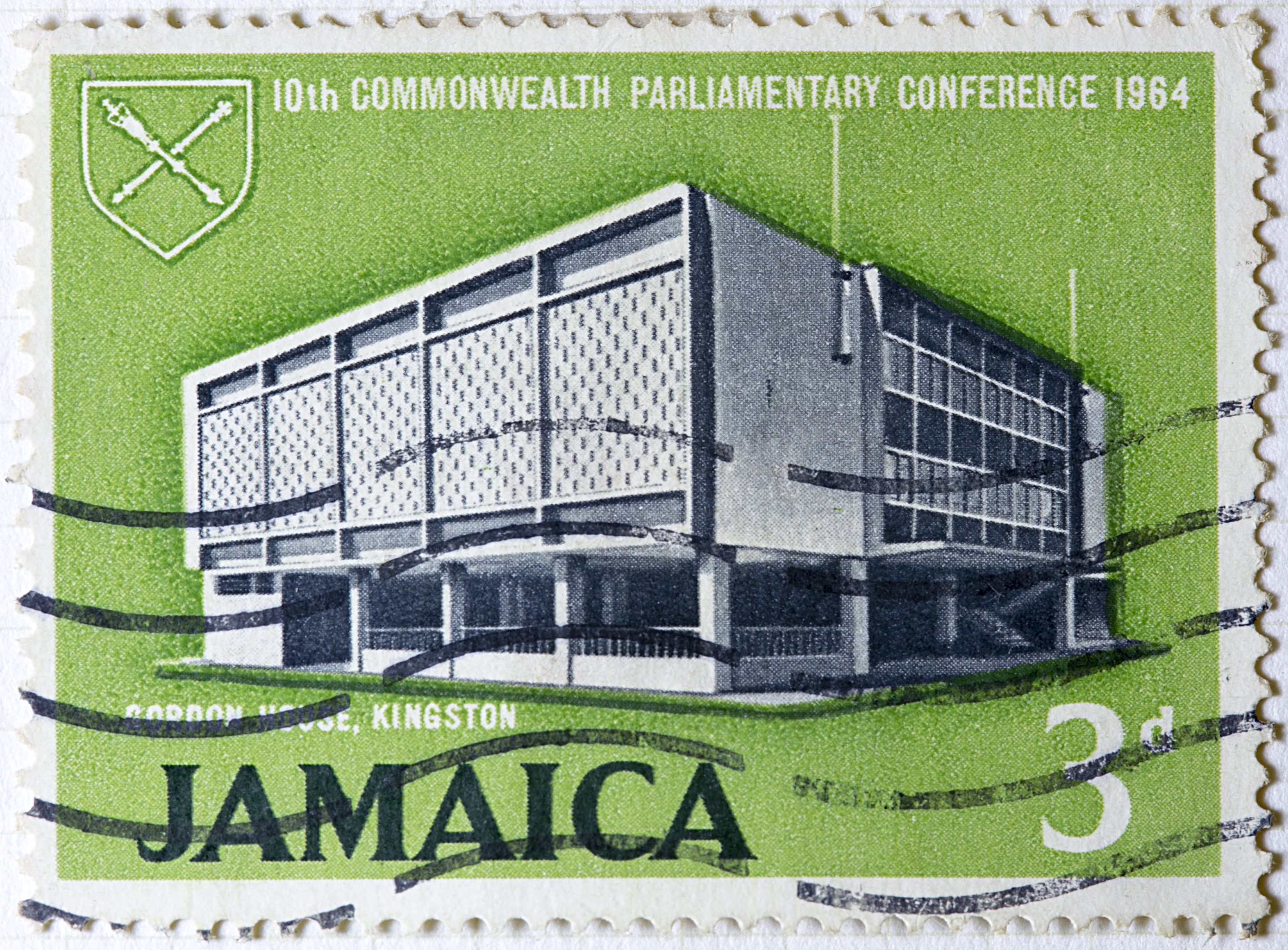
JAM: Ґордон-Хаус (1960)

- Антигуа і Барбуда:
Будівля Парламенту
- Багамські Острови:
Будівля багамського парламенту (1815)
- Барбадос:
Будівля Парламенту (1874)
- Беліз:
Будівля Національної асамблеї (1971)
- Гватемала:
Законодавчий палац (1934)
- Домініка:
Будівля Парламенту (1811)
- Домініканська Республіка:
Палац Конгресу
- Канада:
Комплекс «Парламентський пагорб» (1859)
- Коста-Рика:
Куеста-де-Морас (1958)
- Куба:
Капітолій (1929)
- Мексика (верхня палата):
Едіфісіо-дель-Сенадо (2011)
- Мексика (нижня палата):
Законодавчий палац Святого Лазаря (1981)
- Нікарагуа:
Будівля Національної асамблеї
- Панама:
Палац Хусто-Аросемена (2013)
- Сальвадор:
Законодавчий палац
- США:
Капітолій (1800)
- Тринідад і Тобаго:
Червоний дім (1907)
- Ямайка:
Ґордон-Хаус (1960)

## Південна Америка

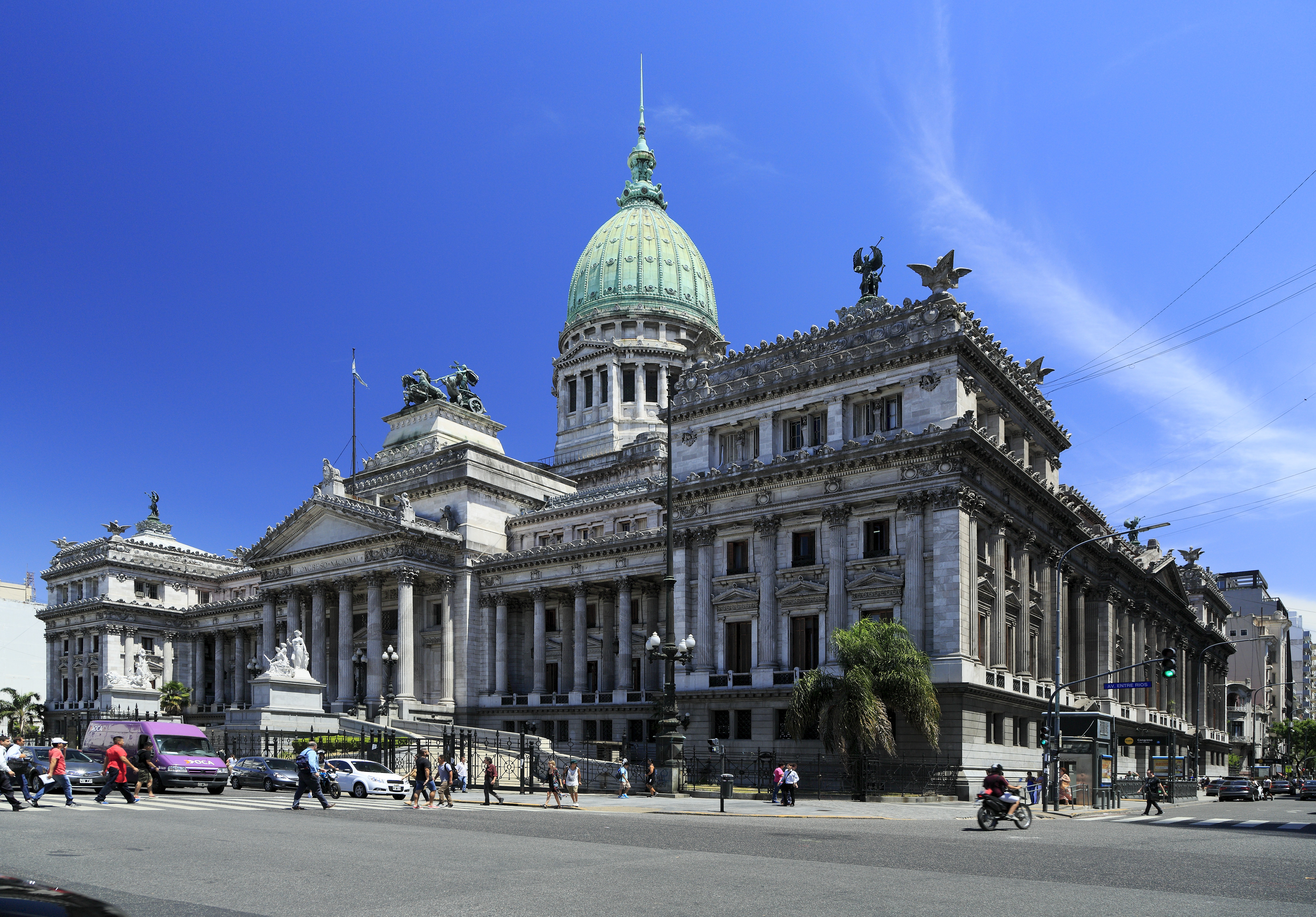
ARG: Палац Національного конгресу Аргентини (1906)
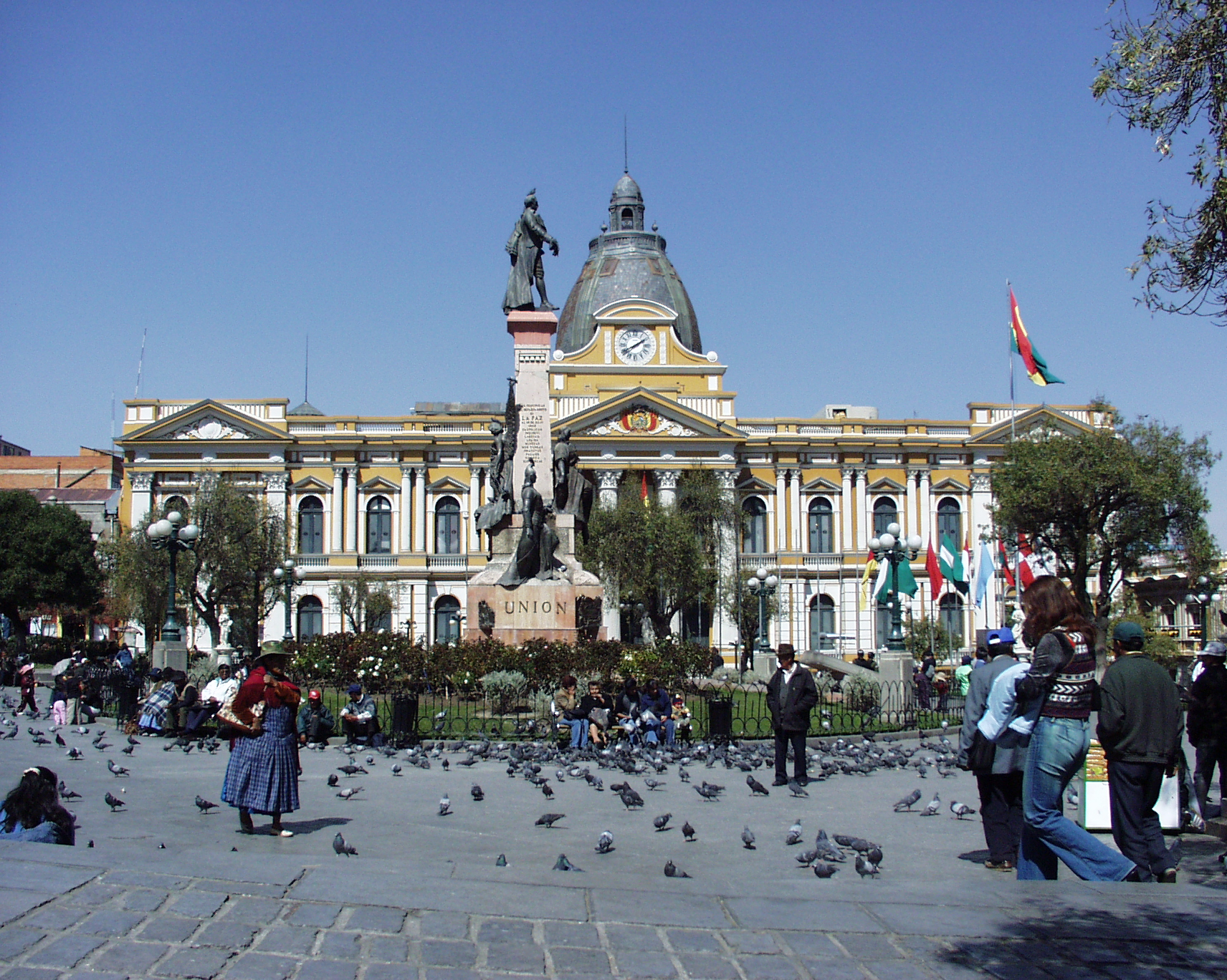
BOL: Палац Конгресу (1905)
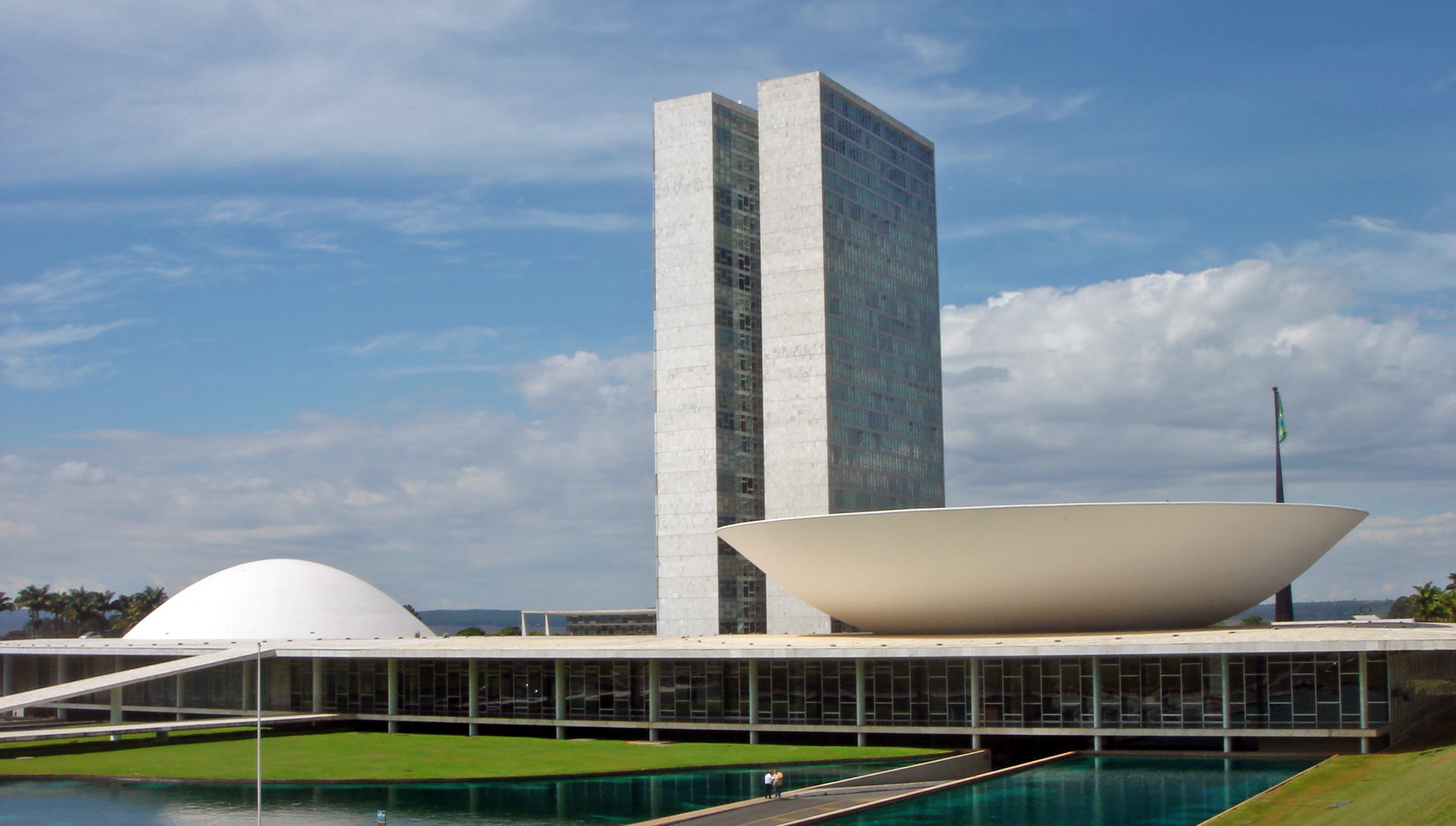
BRA: Палац Національного конгресу Бразилії (1960)
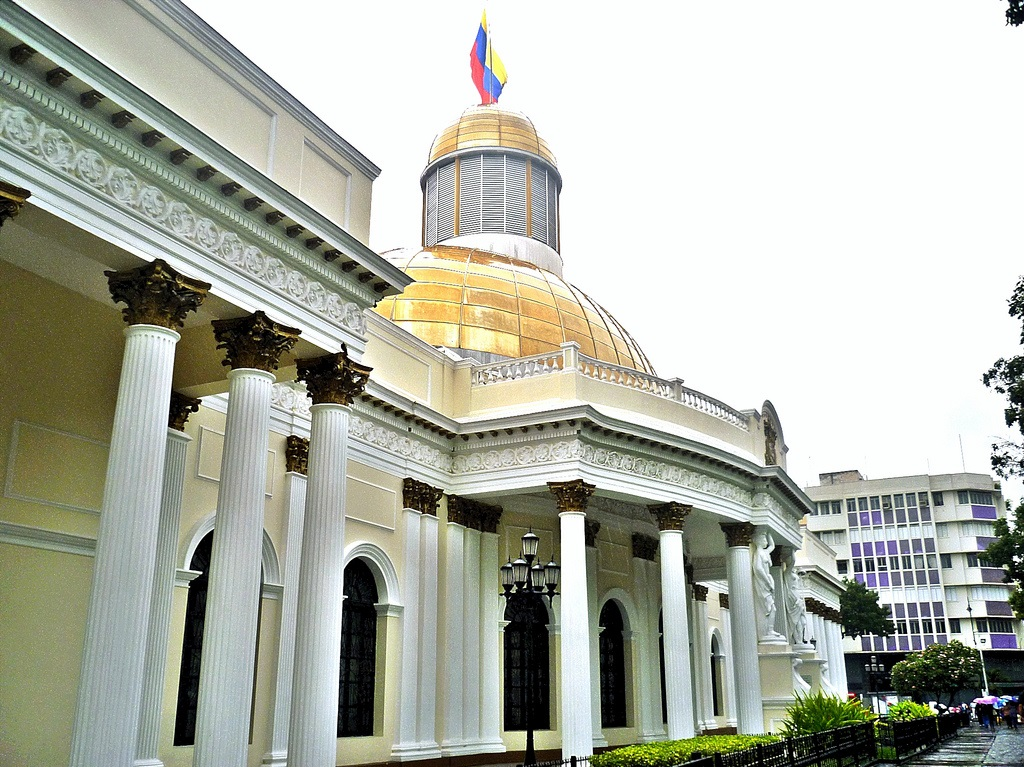
VEN: Федеральний законодавчий палац (1872)
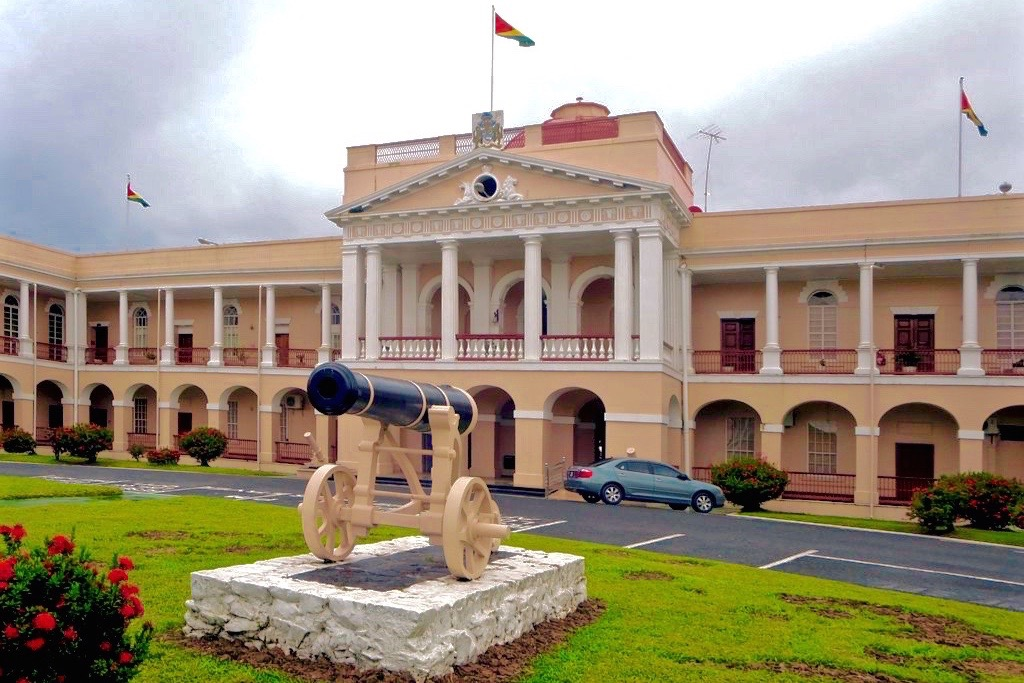
GUY: Будівля Парламенту (1834)
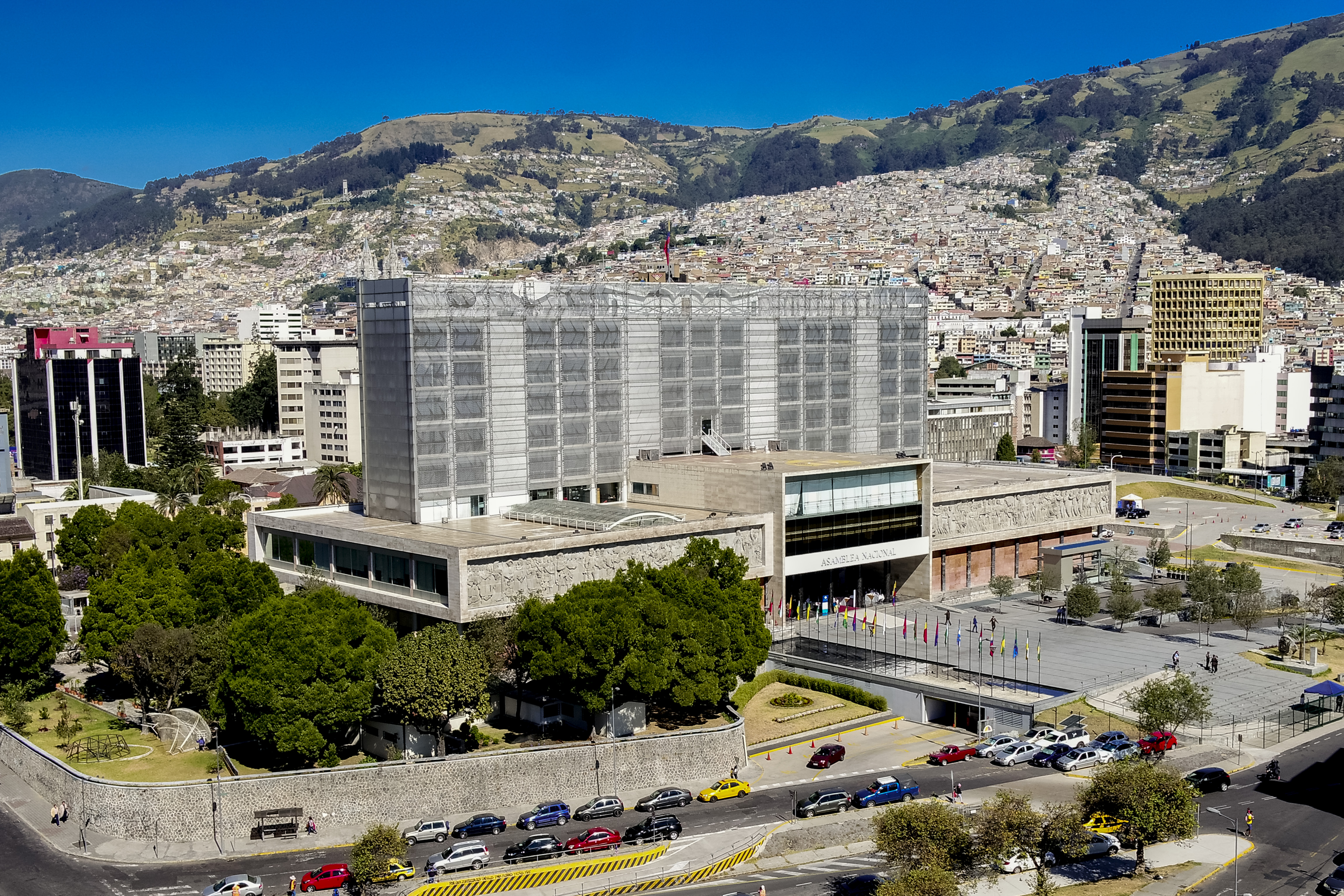
ECU: Законодавчий палац (1960)
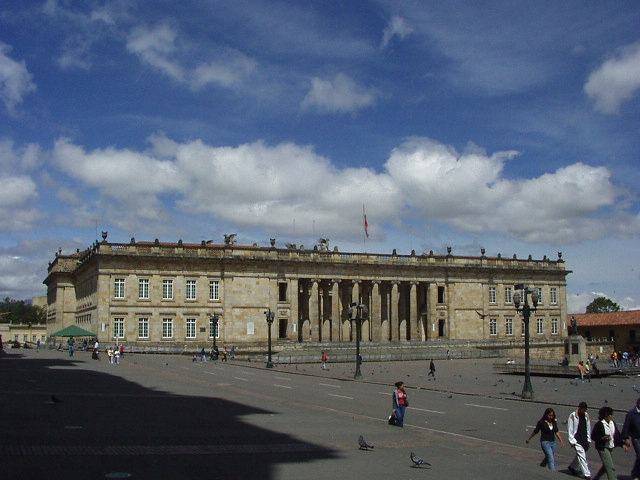
COL: Національний капітолій (1876)
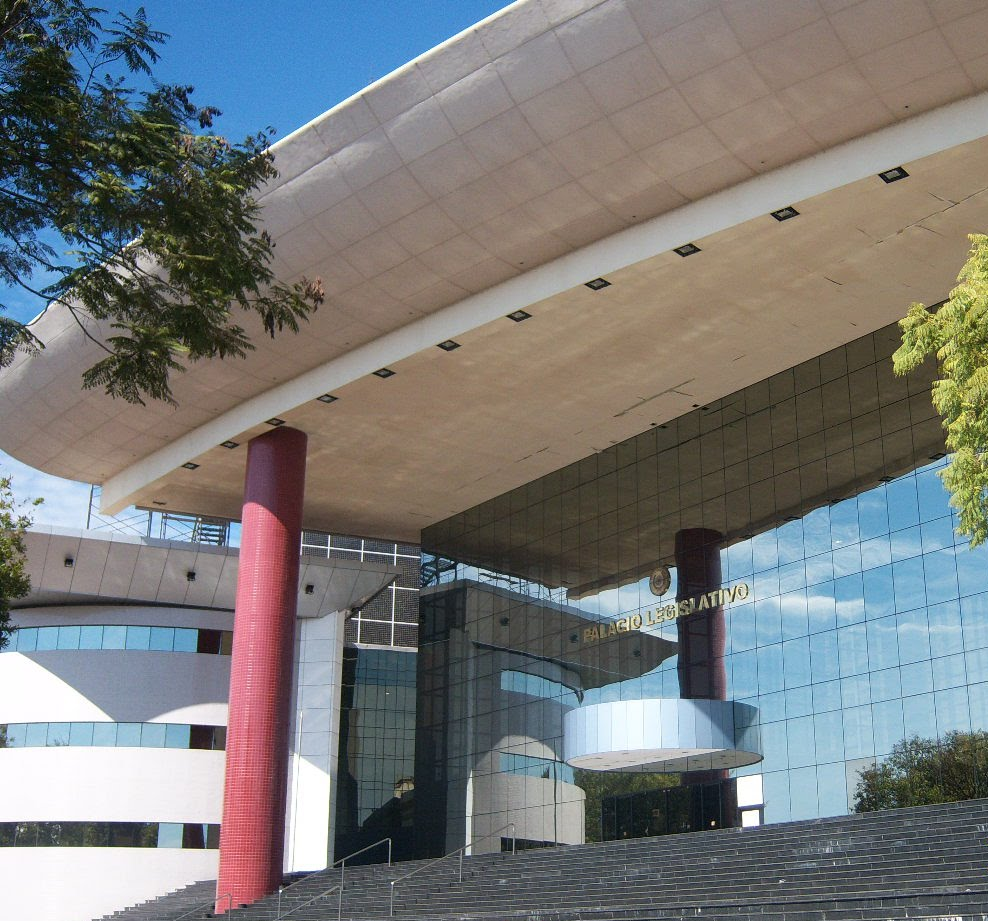
PRY: Законодавчий палац
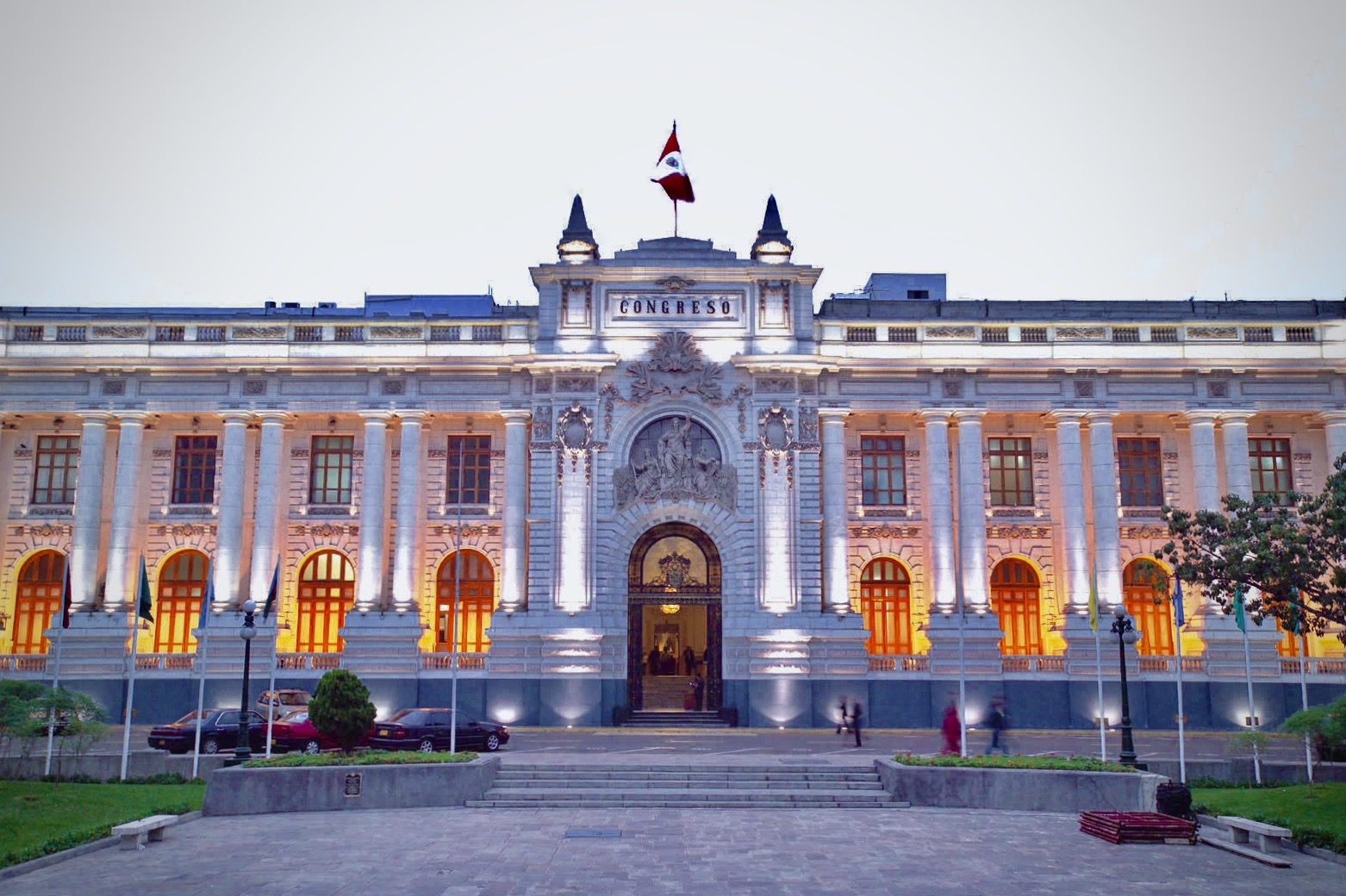
PER: Законодавчий палац (1904 — 1938)
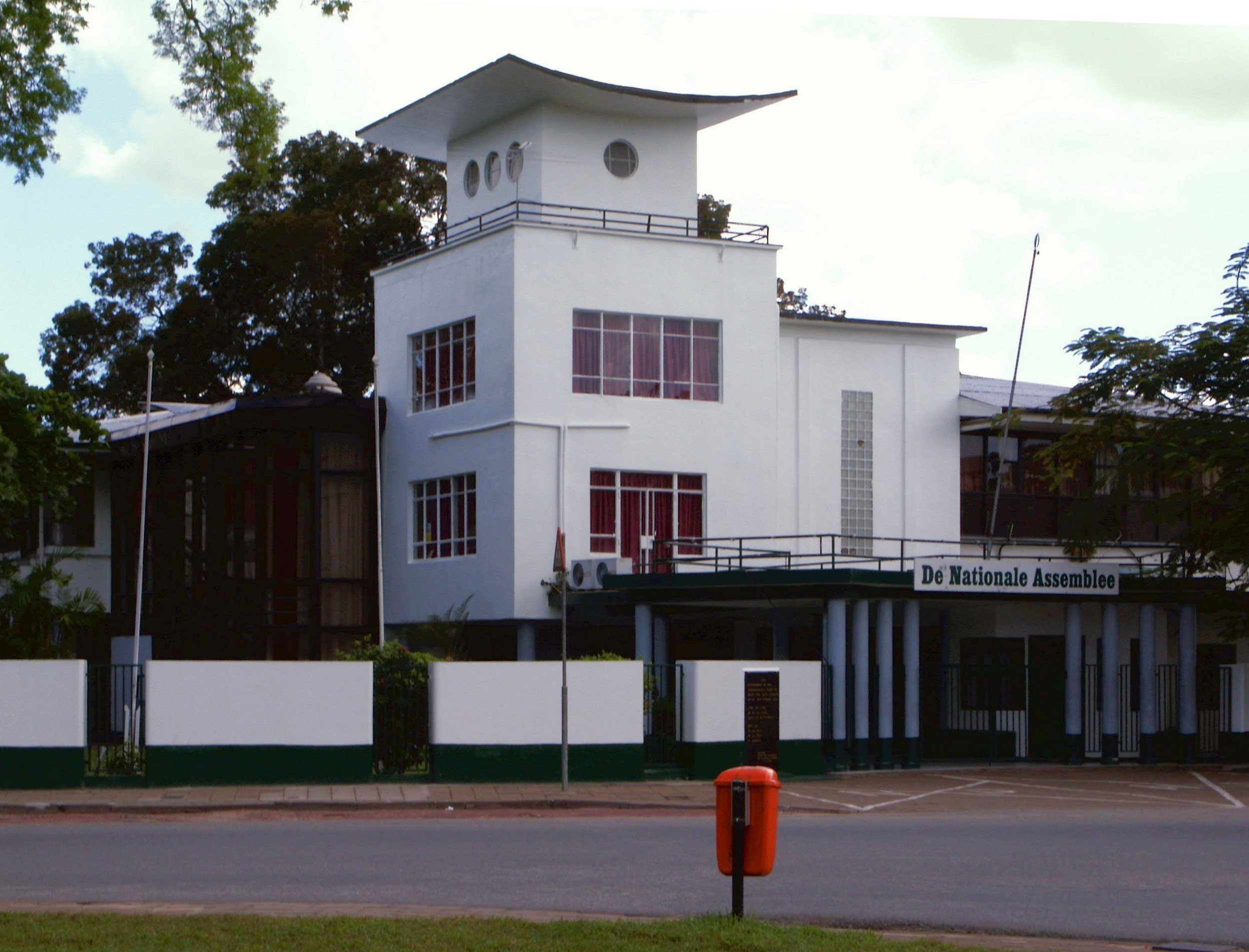
SUR: Будівля Національної асамблеї
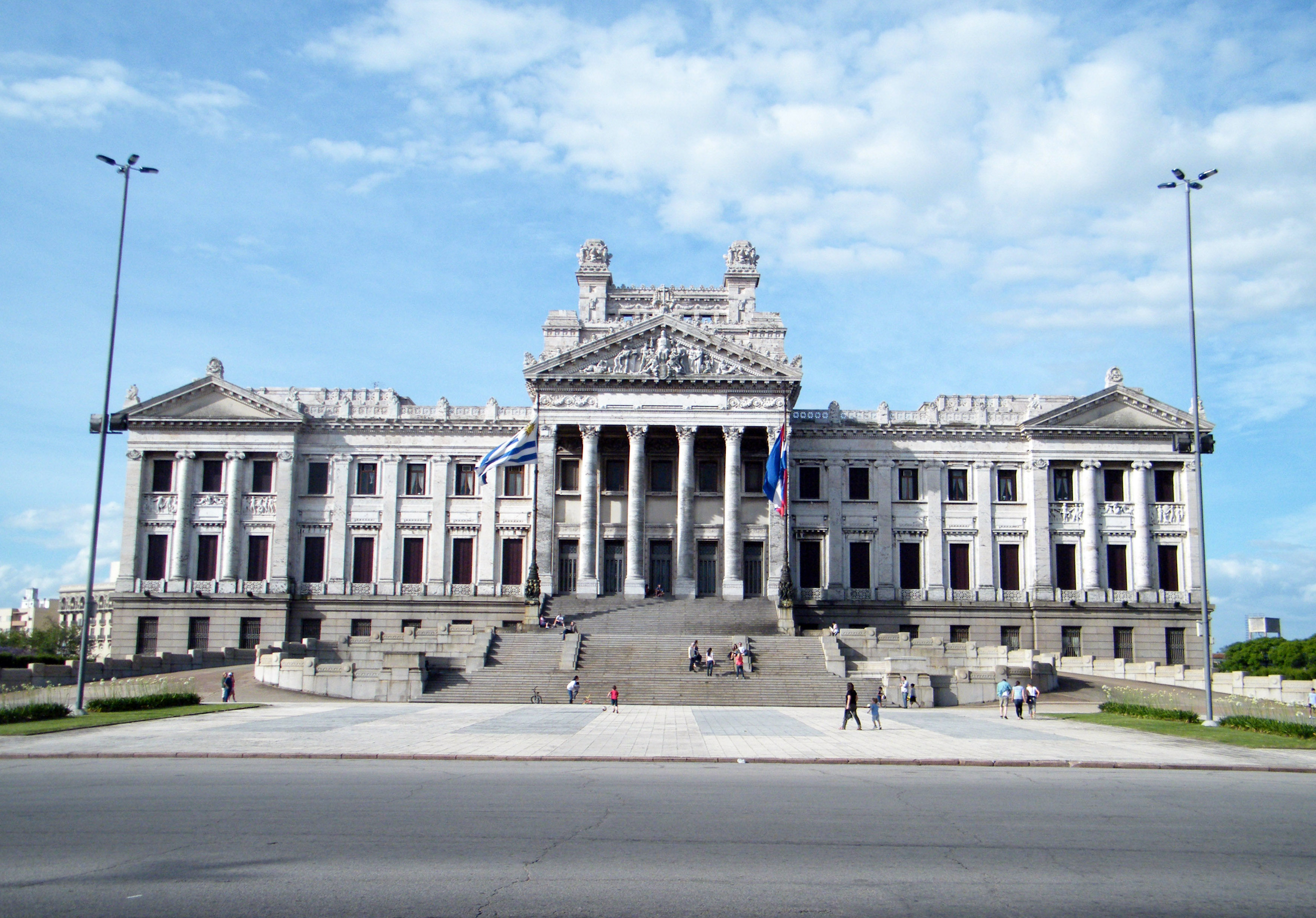
URY: Законодавчий палац (1925)
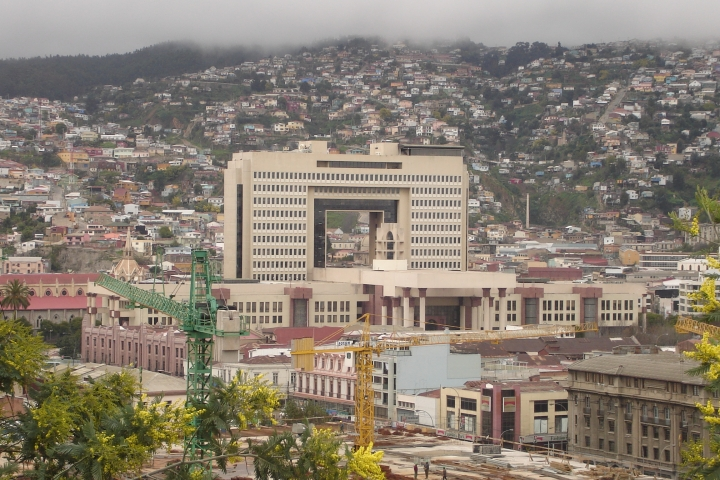
CHL: Будівля Національного конгресу (1976)

- Аргентина:
Палац Національного конгресу Аргентини (1906)
- Болівія:
Палац Конгресу (1905)
- Бразилія:
Палац Національного конгресу Бразилії (1960)
- Венесуела:
Федеральний законодавчий палац (1872)
- Гаяна:
Будівля Парламенту (1834)
- Еквадор:
Законодавчий палац (1960)[6]
- Колумбія:
Національний капітолій (1876)
- Парагвай:
Законодавчий палац
- Перу:
Законодавчий палац (1904 — 1938)
- Суринам:
Будівля Національної асамблеї
- Уругвай:
Законодавчий палац (1925)
- Чилі:
Будівля Національного конгресу (1976)

## Африка

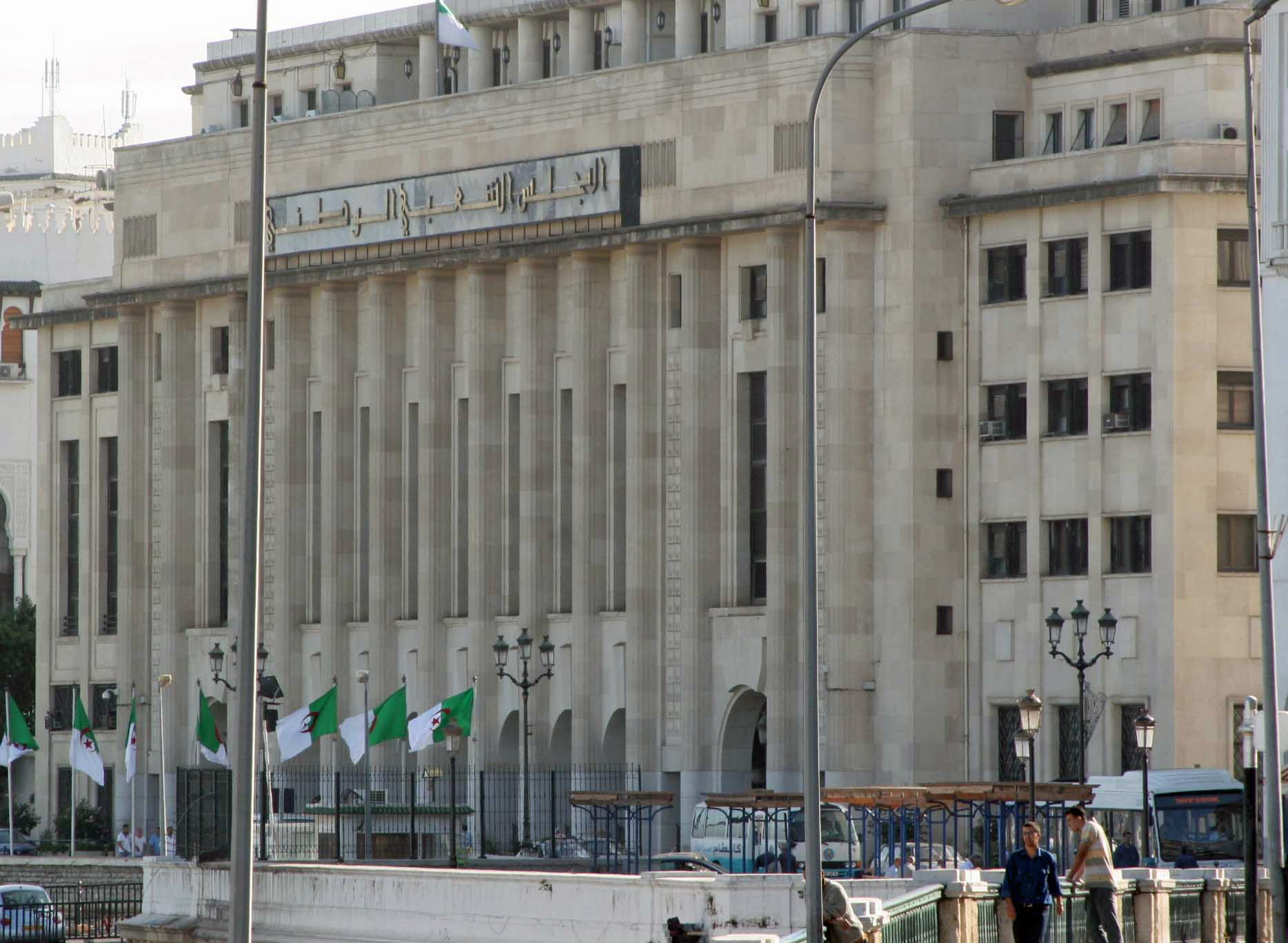
Алжир: Будівля Національної народної асамблеї
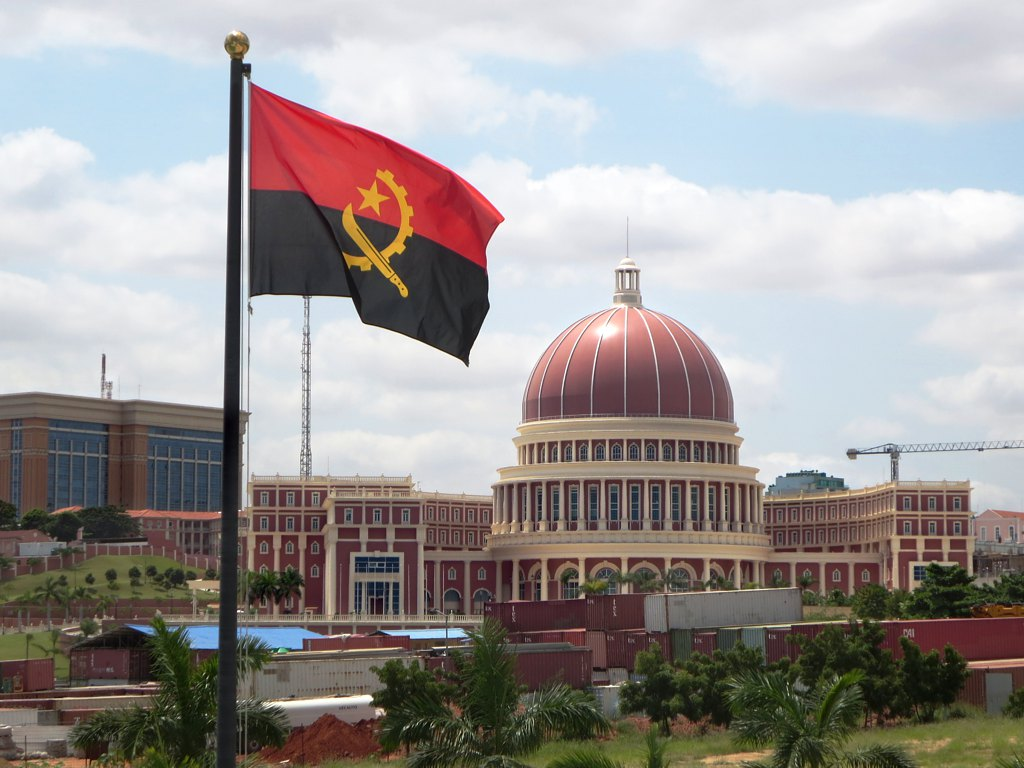
Ангола: Будівля Національної асамблеї (2015)
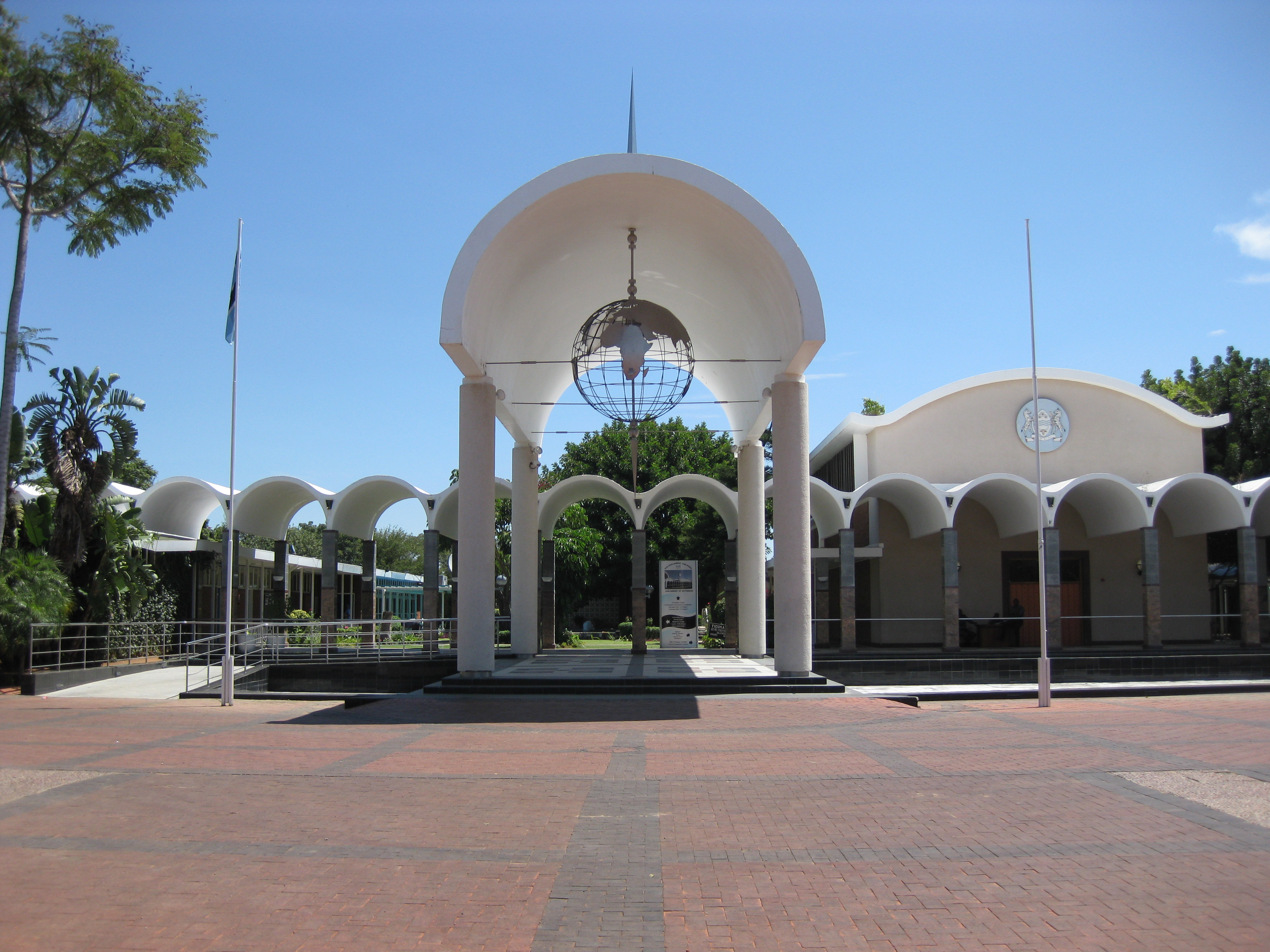
Ботсвана: Будівля Парламенту (1966)
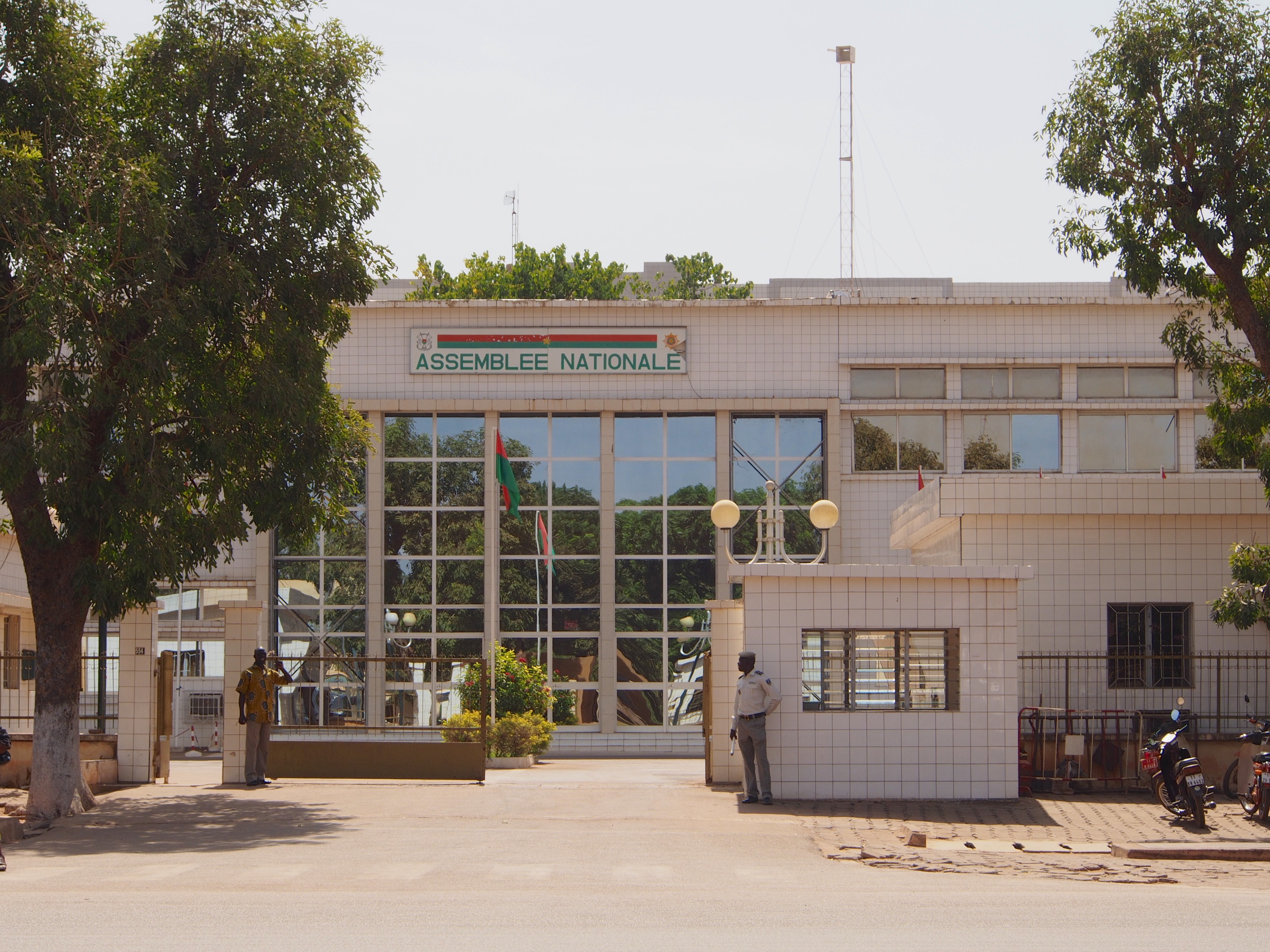
Буркіна-Фасо: Будівля Національної асамблеї
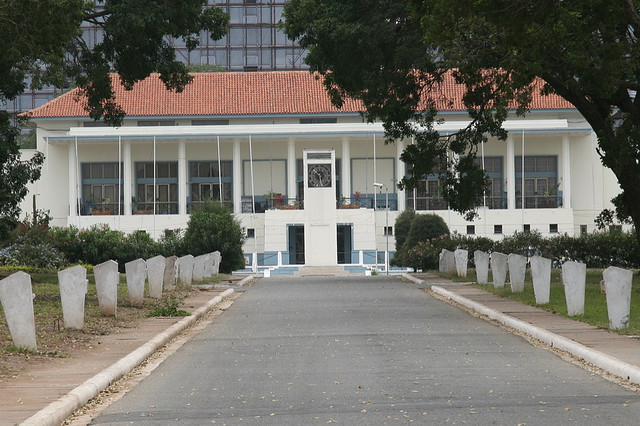
Гана: Будівля Парламенту (1965)
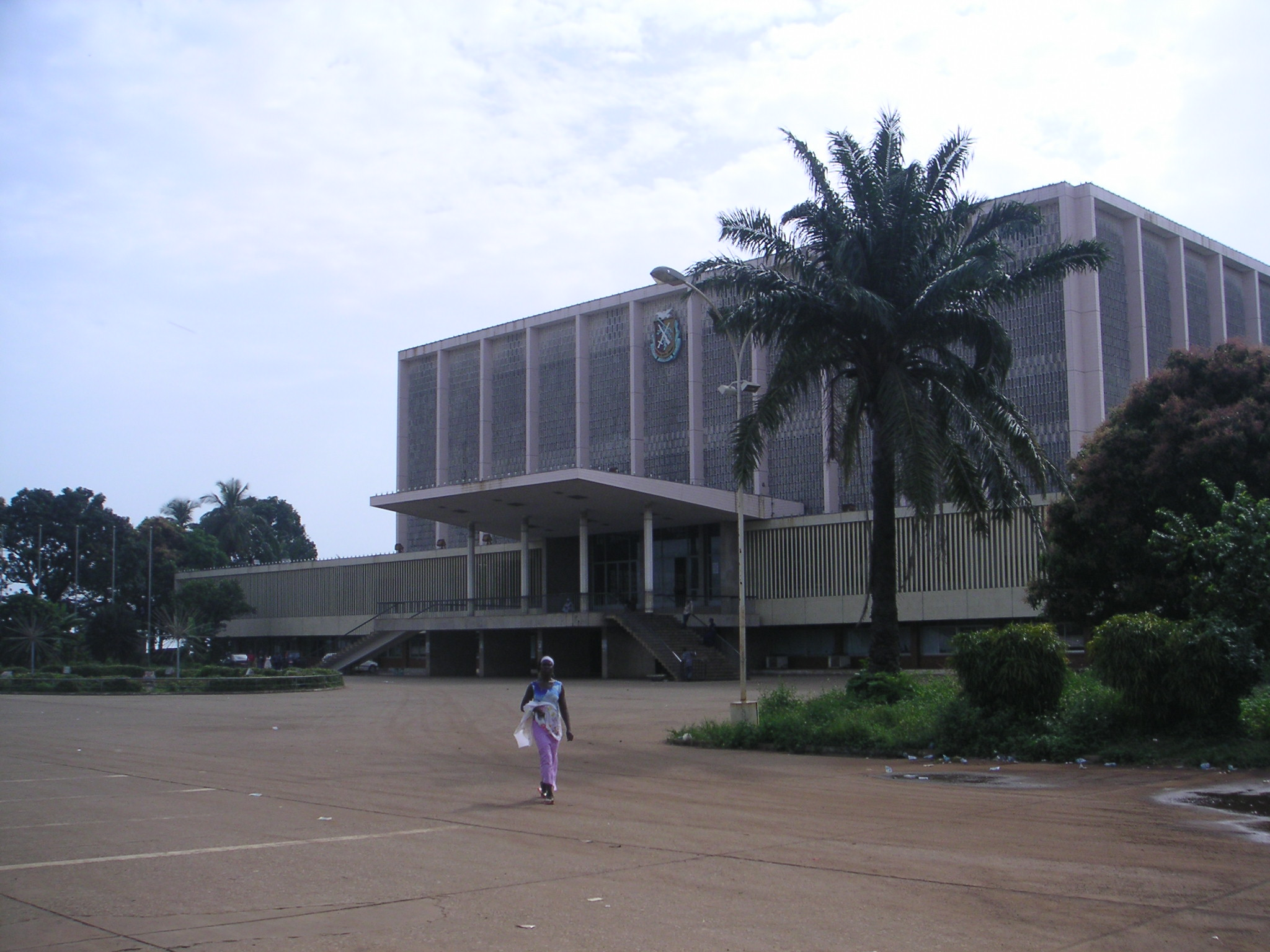
Гвінея: Народний палац (1970)
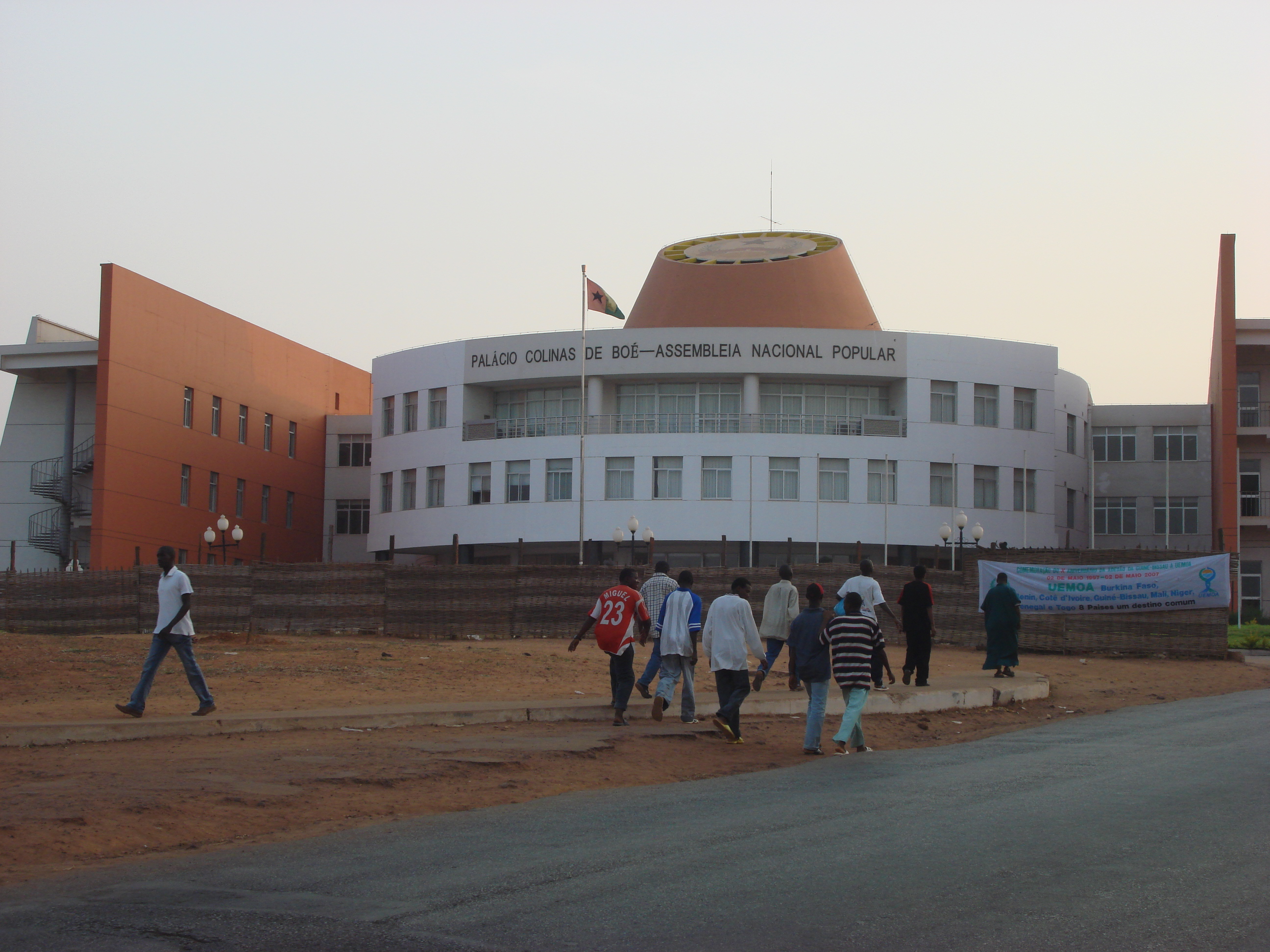
Гвінея-Бісау: Паласіо-Колінас-ду-Буа
ДР Конго:Народний палац (1979) ДР Конго: Народний палац (1979)
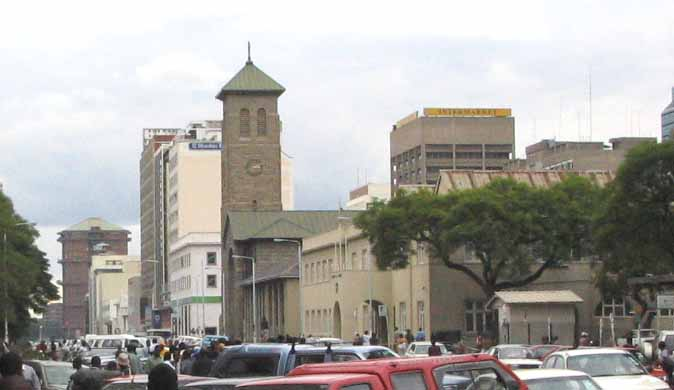
Зімбабве: Дім Парламенту
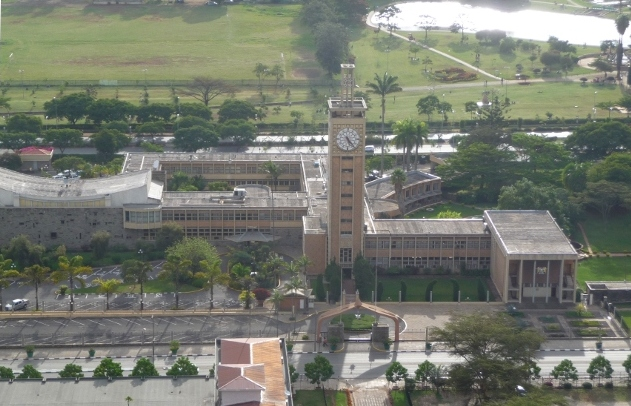
Кенія: Будівля Парламенту (1950-ті)
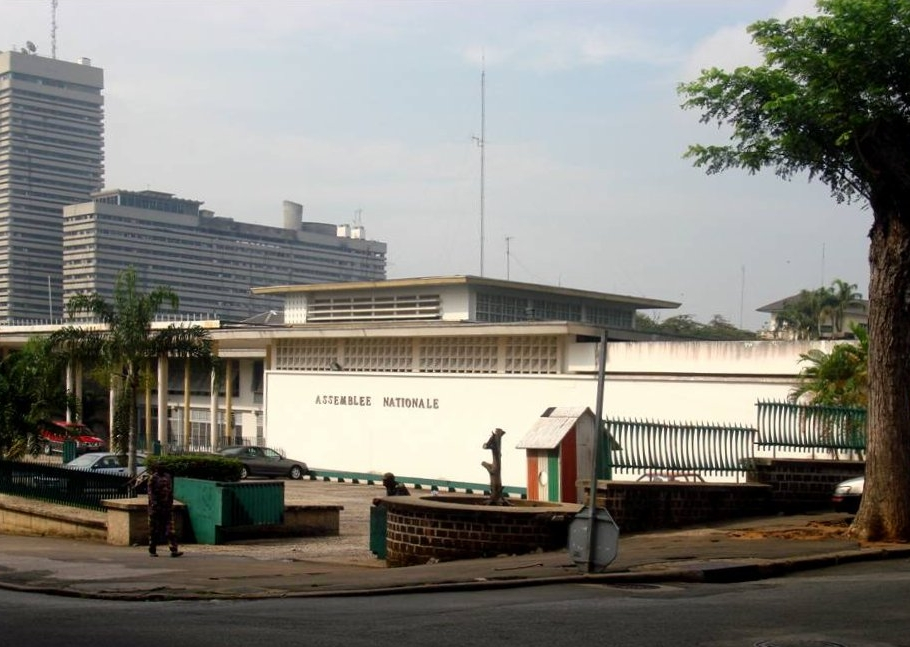
Кот-д'Івуар: Будівля Парламенту
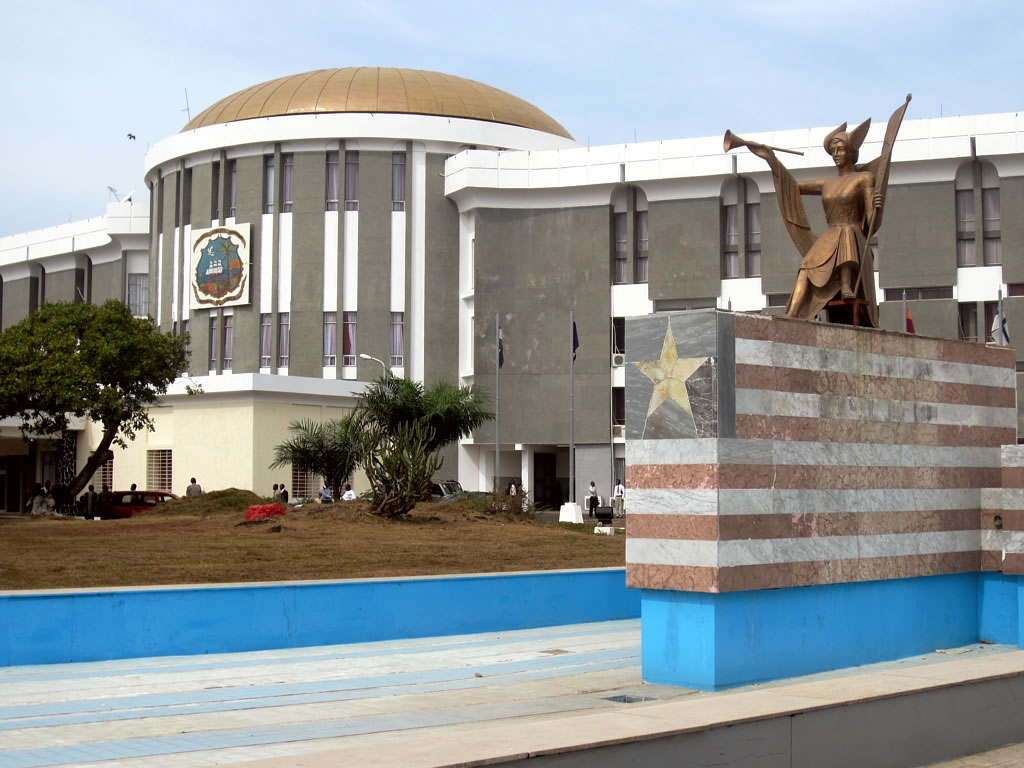
Ліберія: Капітолій
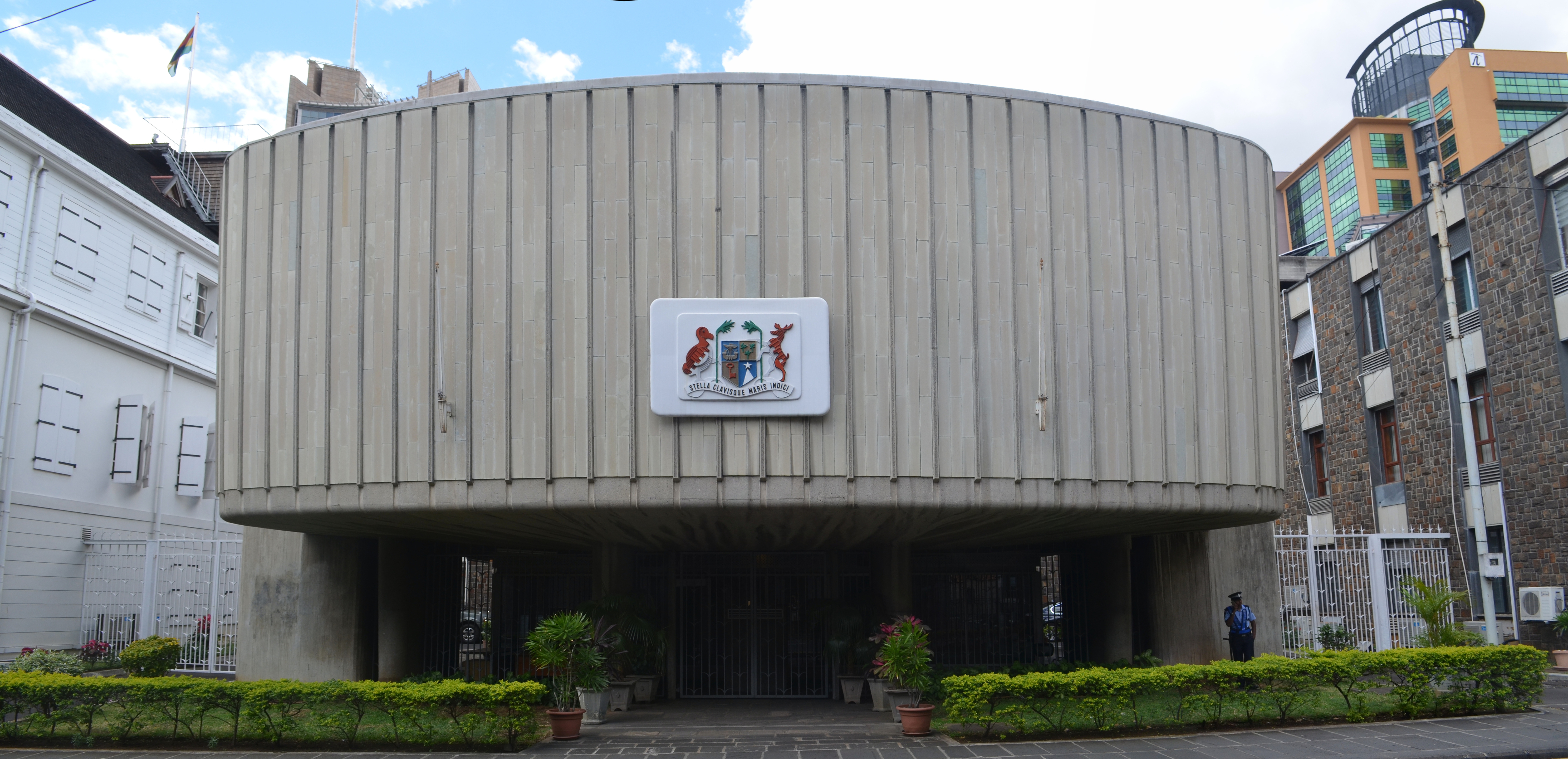
Маврикій: Дім Парламенту
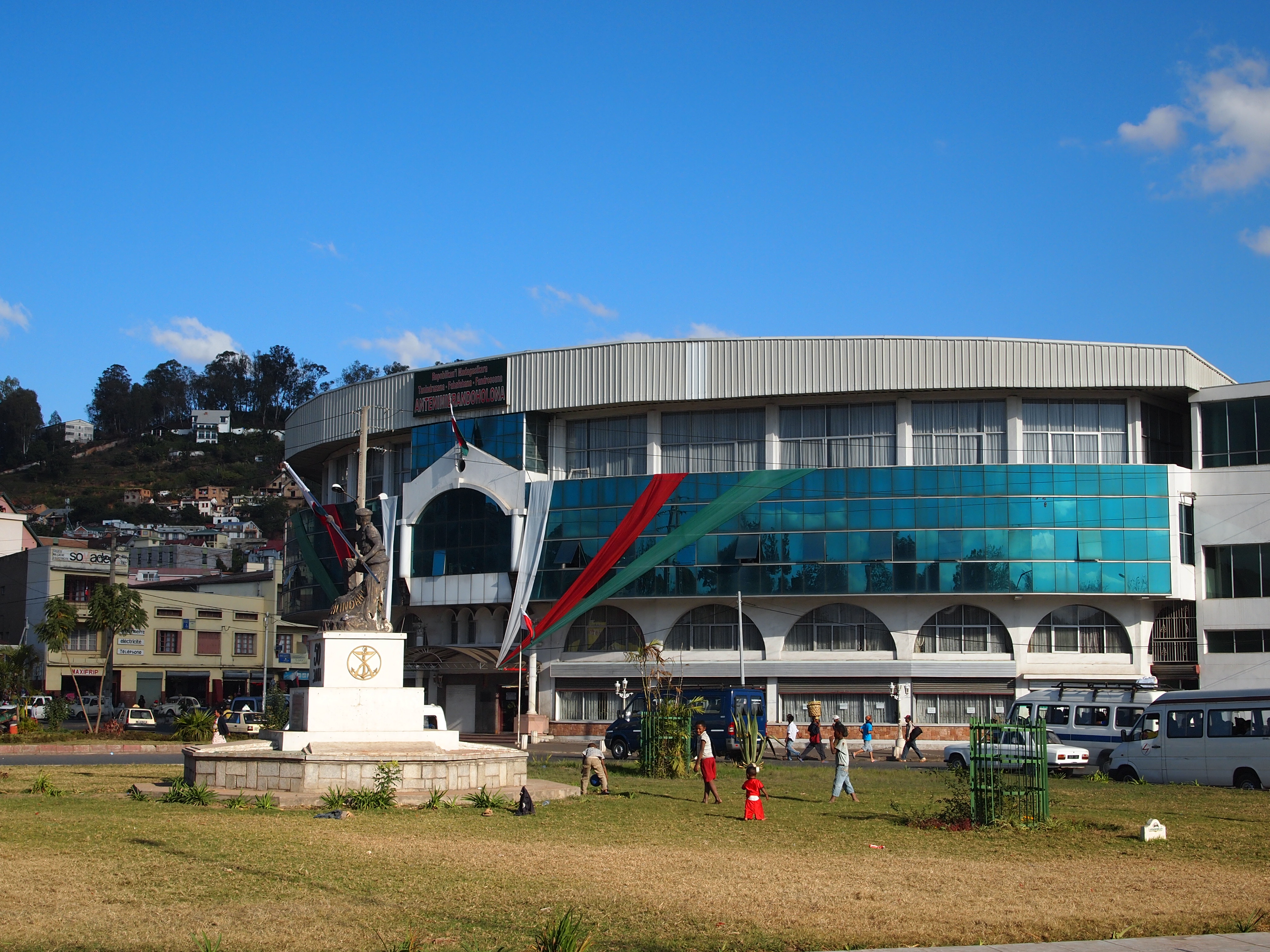
Мадагаскар: Палац Сенату (верхня палата)
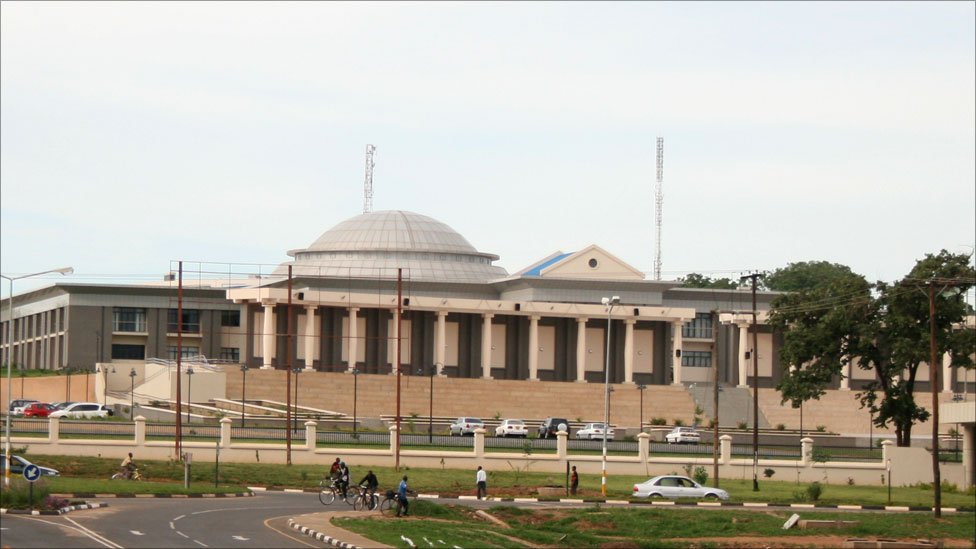
Малаві: Будівля Національної асамблеї
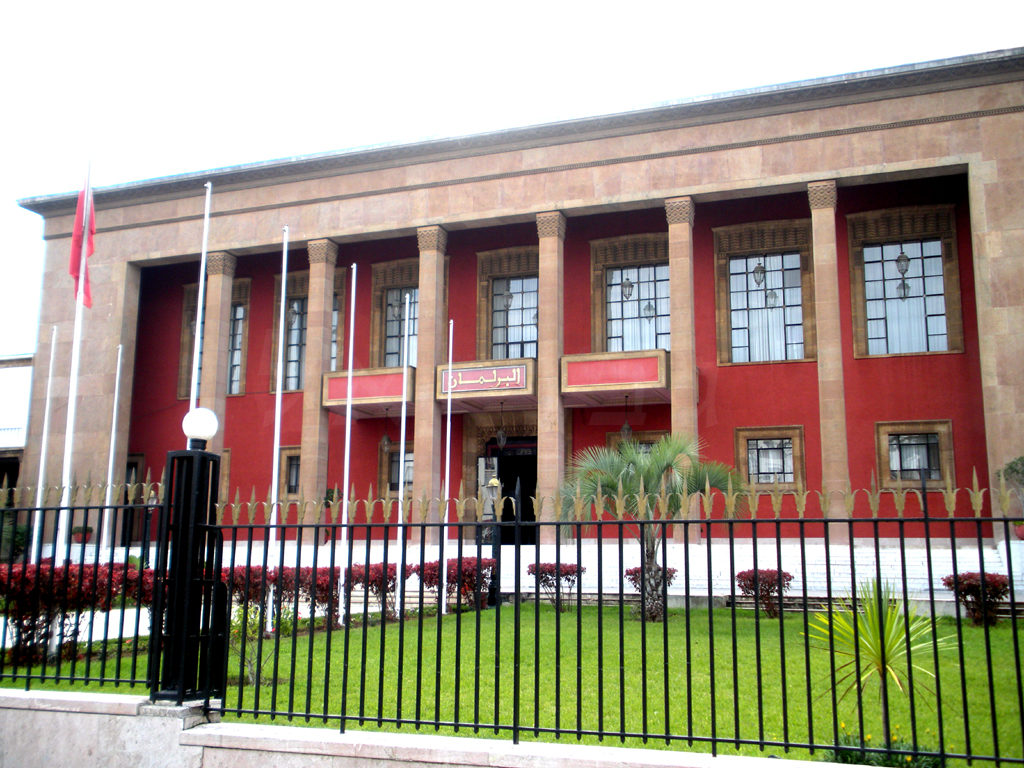
Марокко: Будівля Парламенту
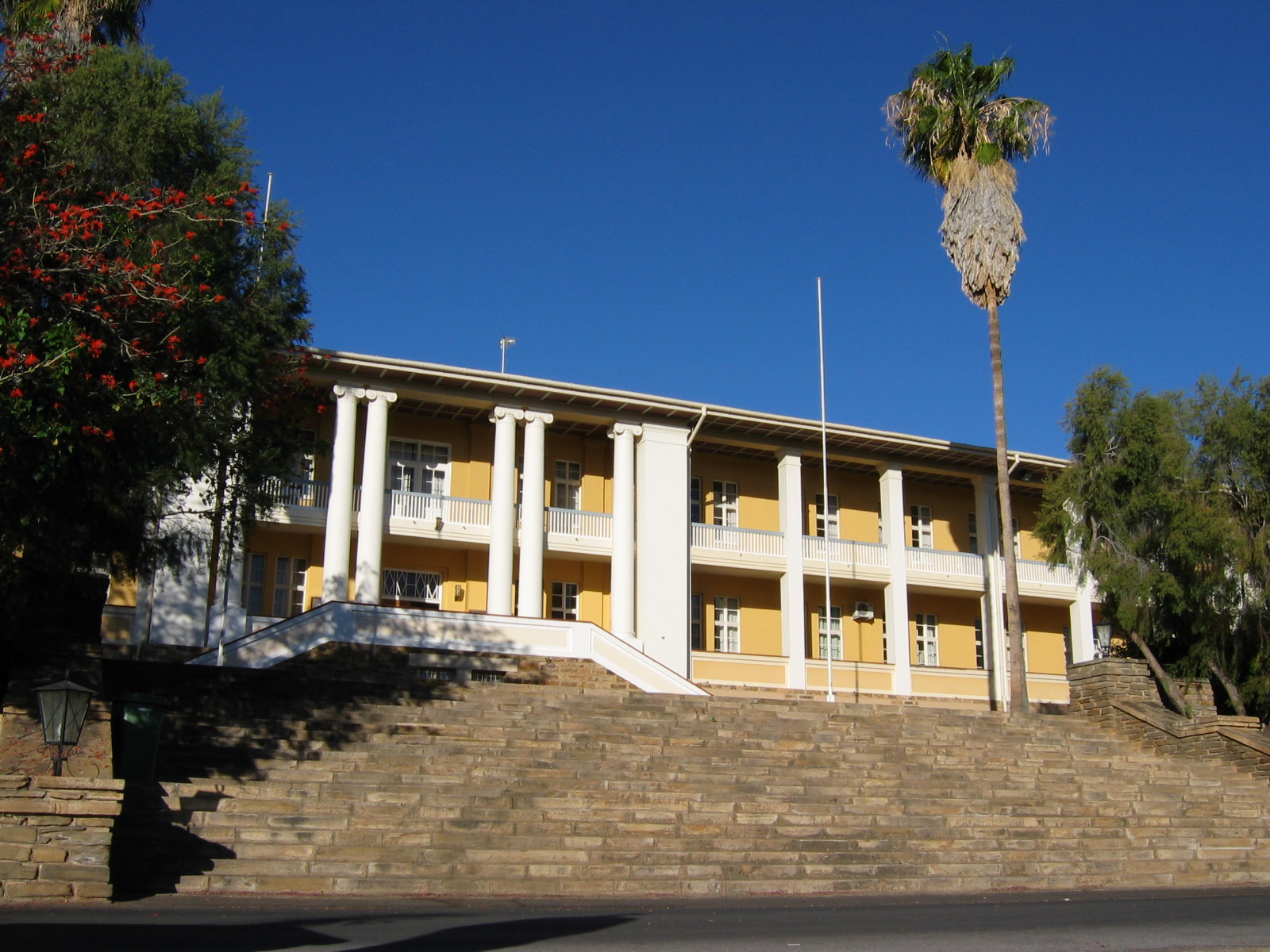
Намібія: Тінтенпаласт (1913)
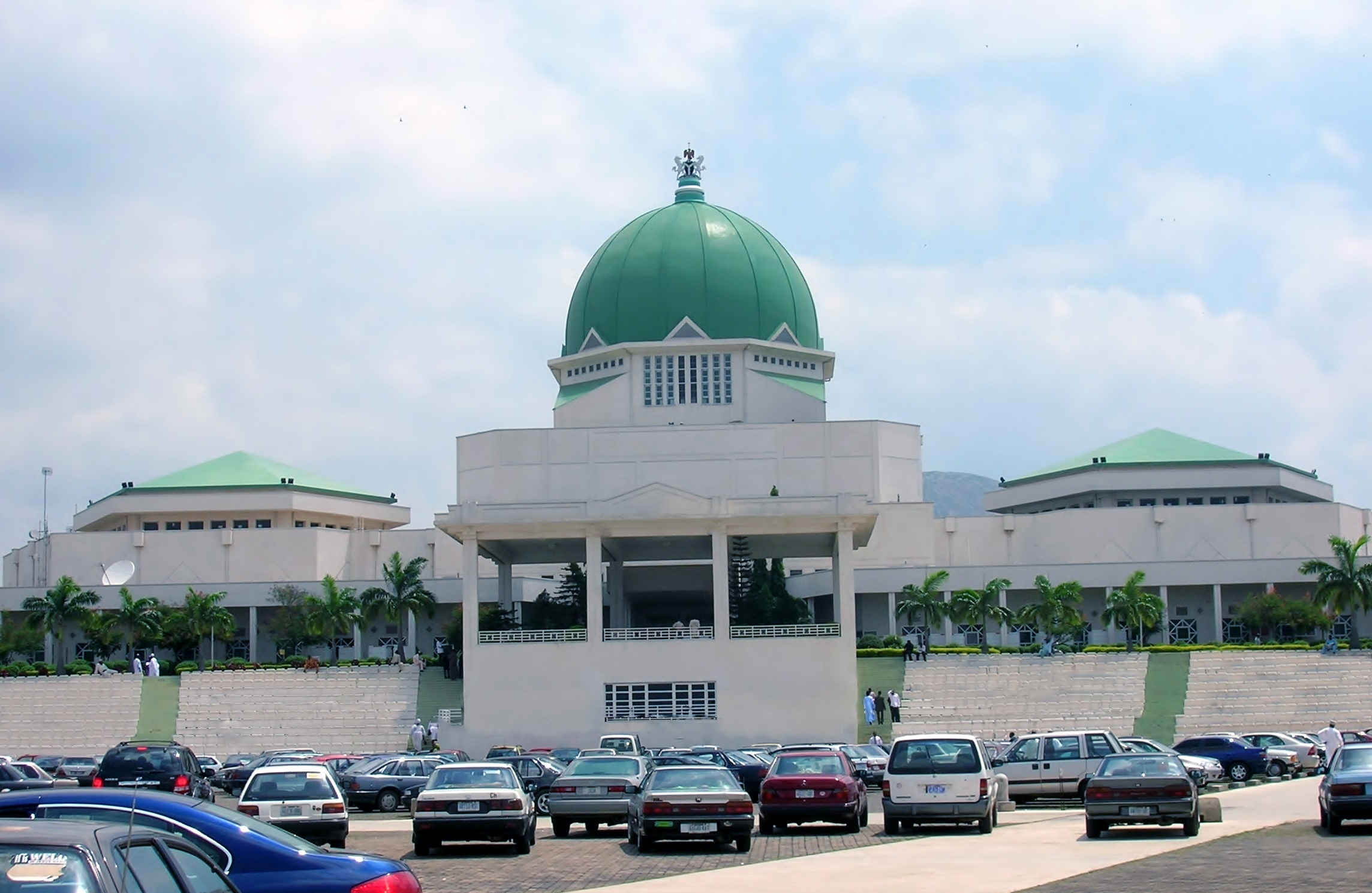
Нігерія: Будівля Національної асамблеї
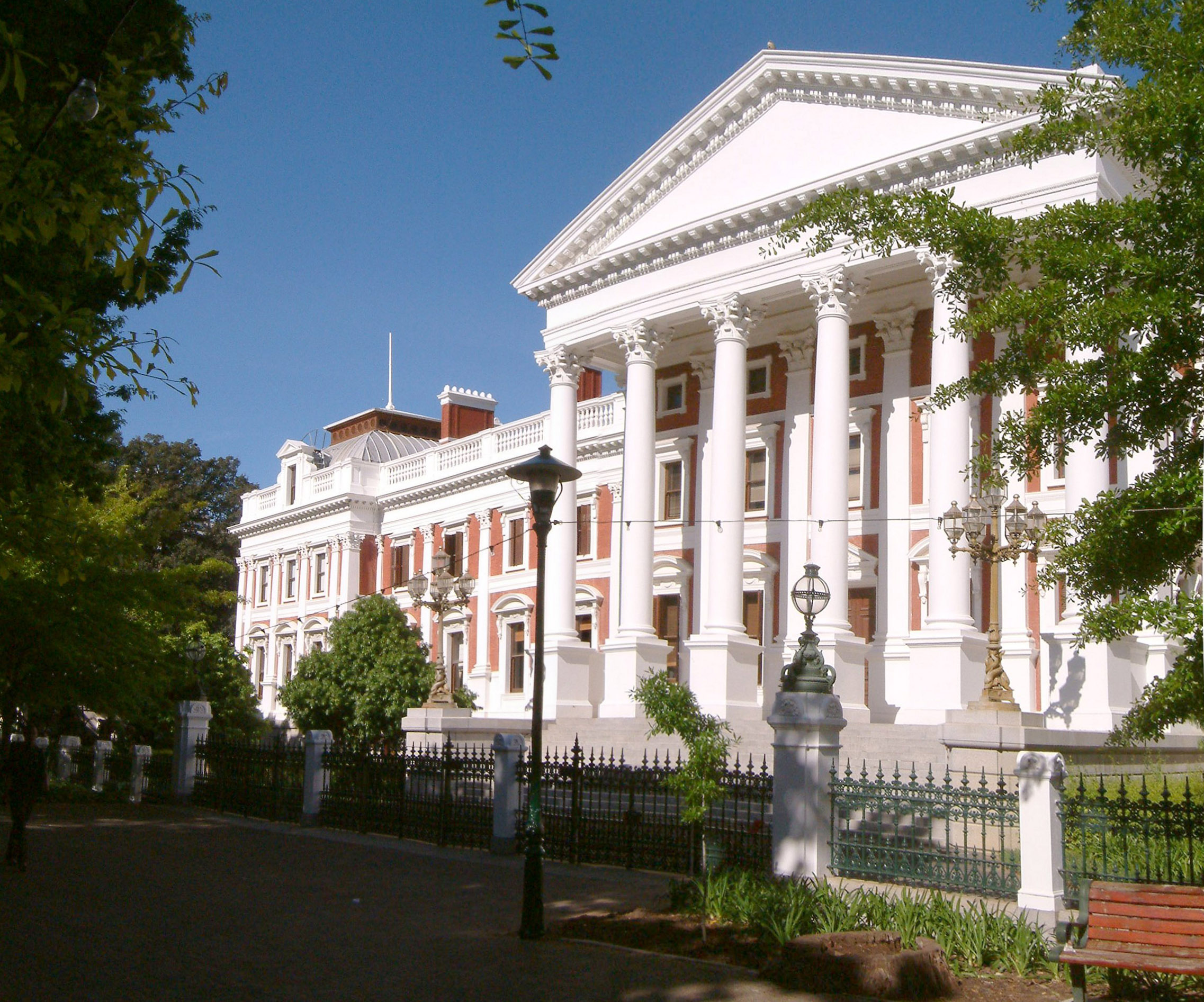
ПАР: Дім Парламенту (1884)
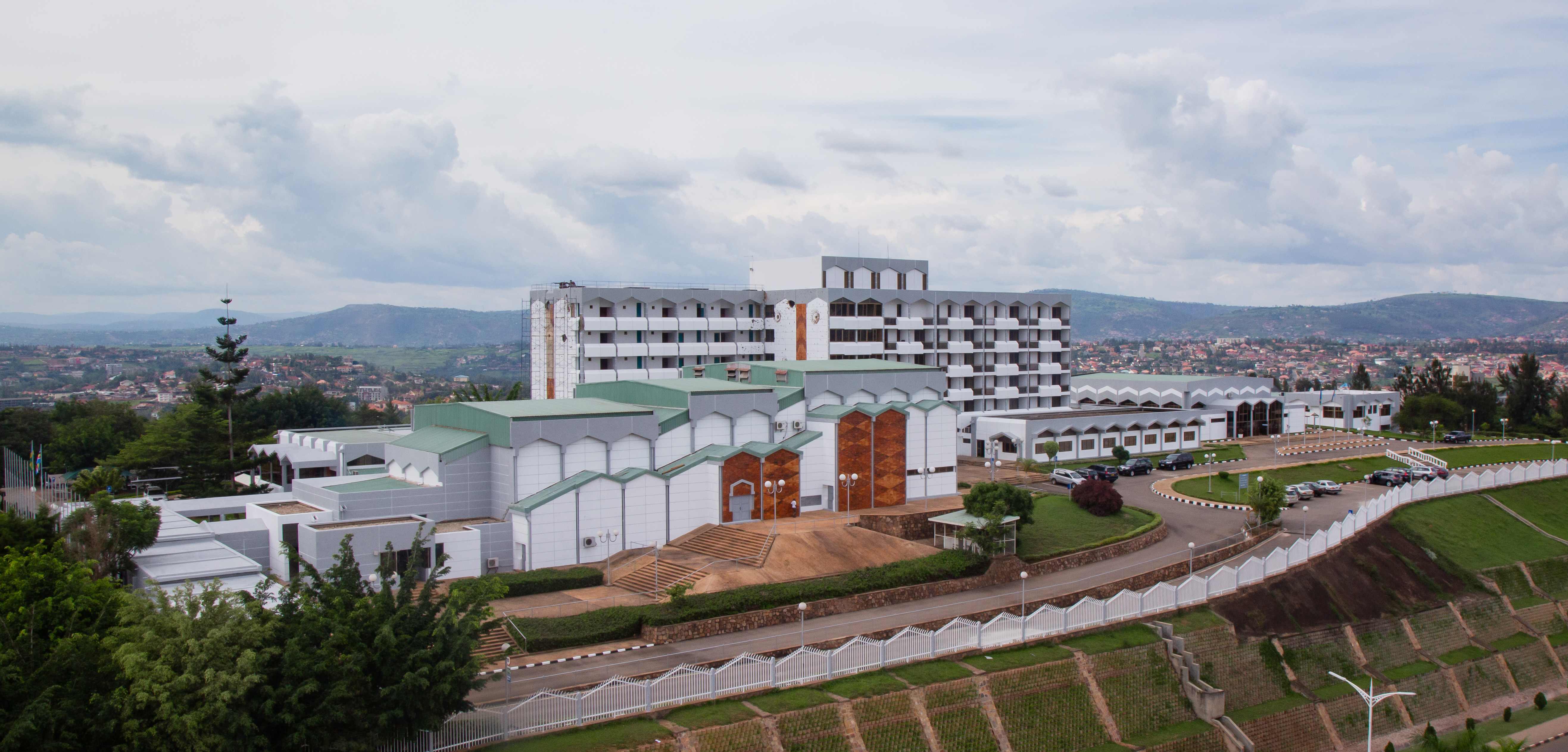
Руанда: Будівля Парламенту
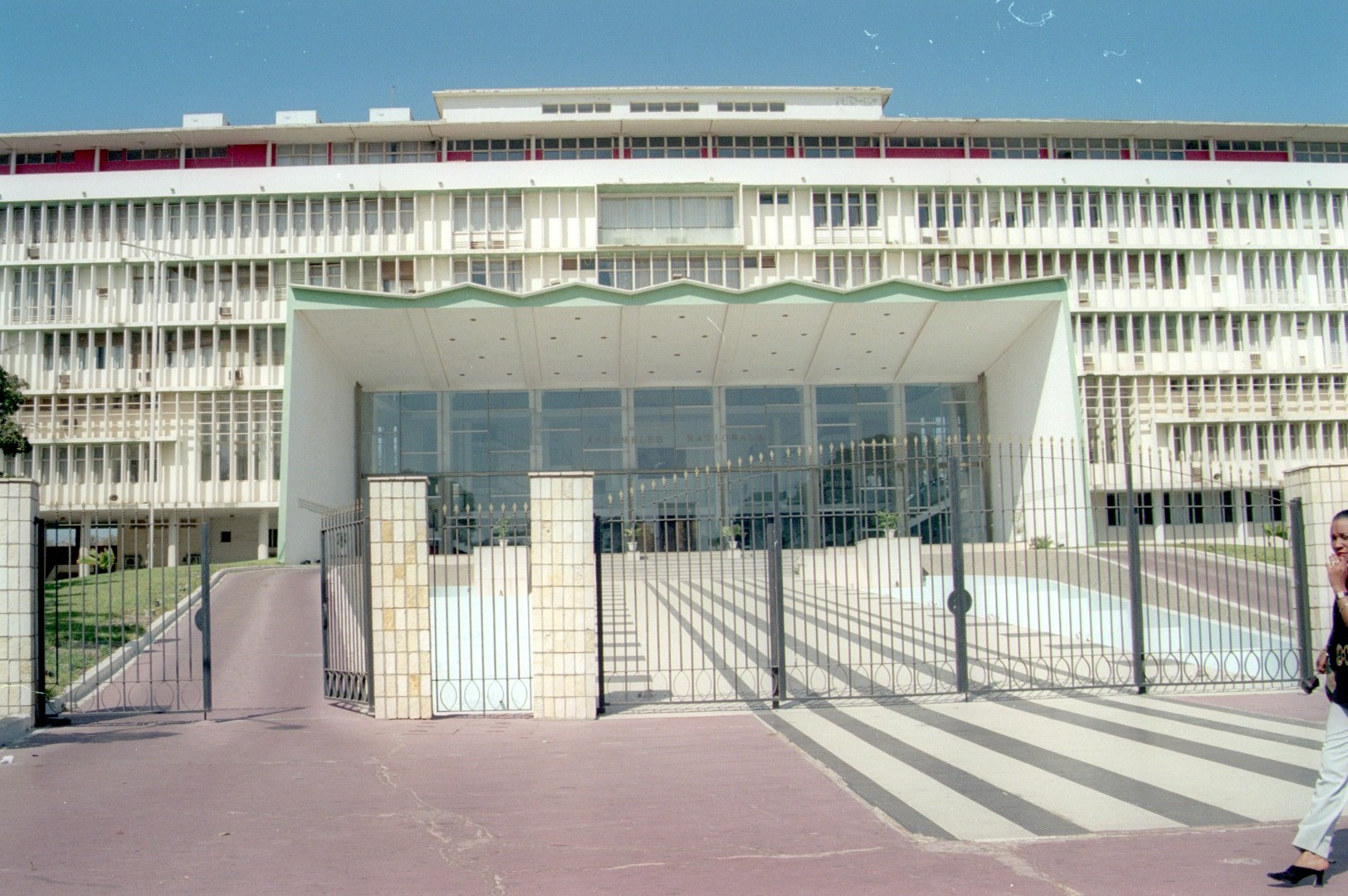
Сенегал: Будівля Національної асамблеї
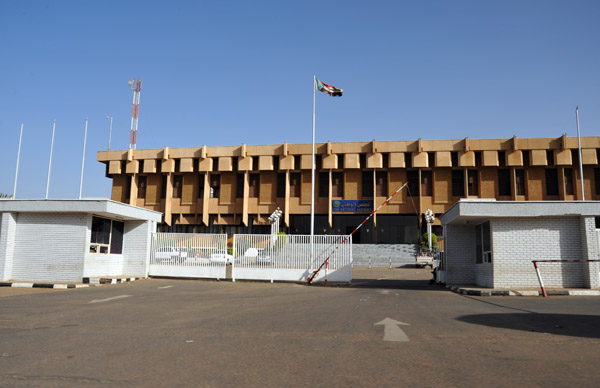
Судан: Будівля Парламенту
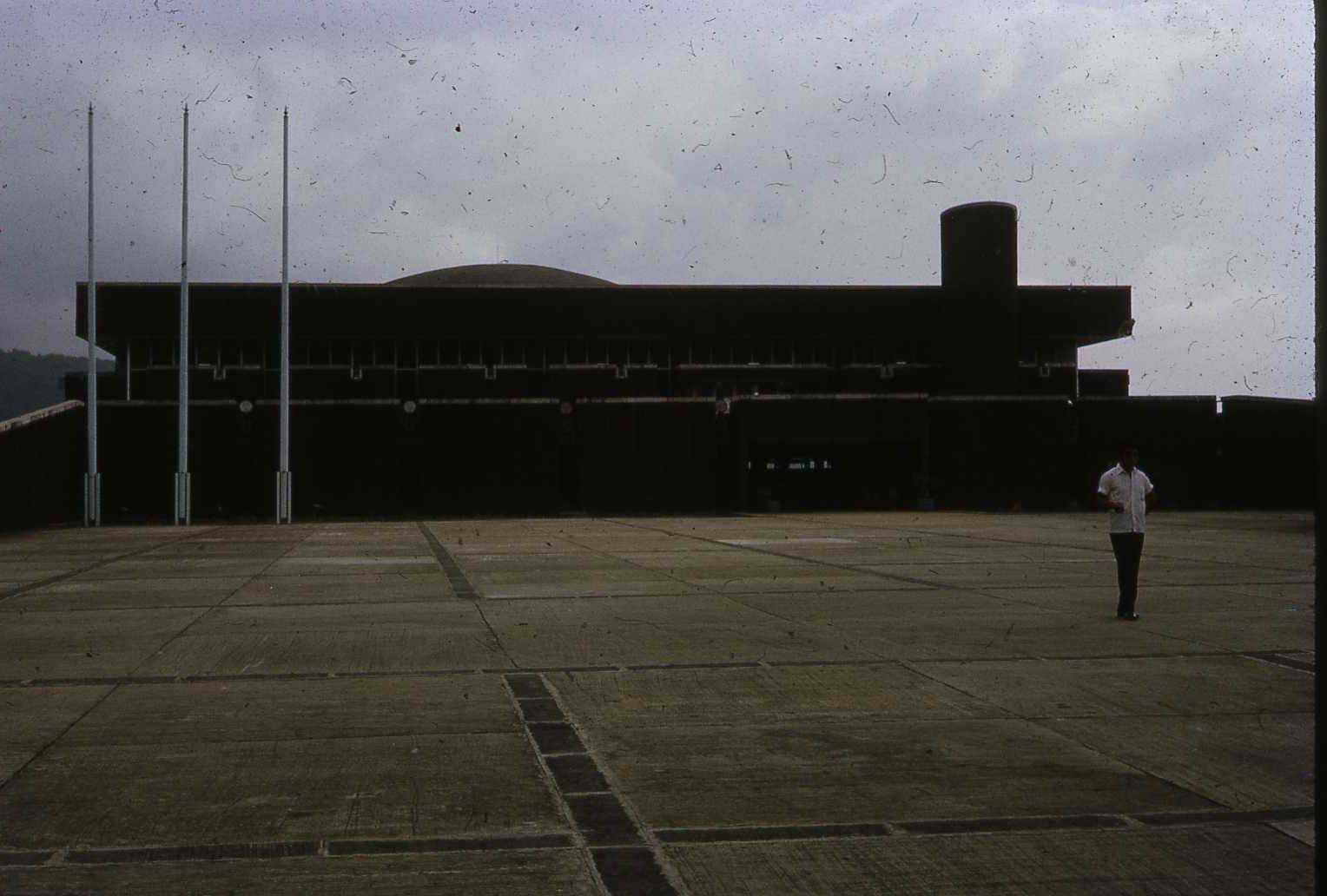
Сьєрра-Леоне: Дім Парламенту
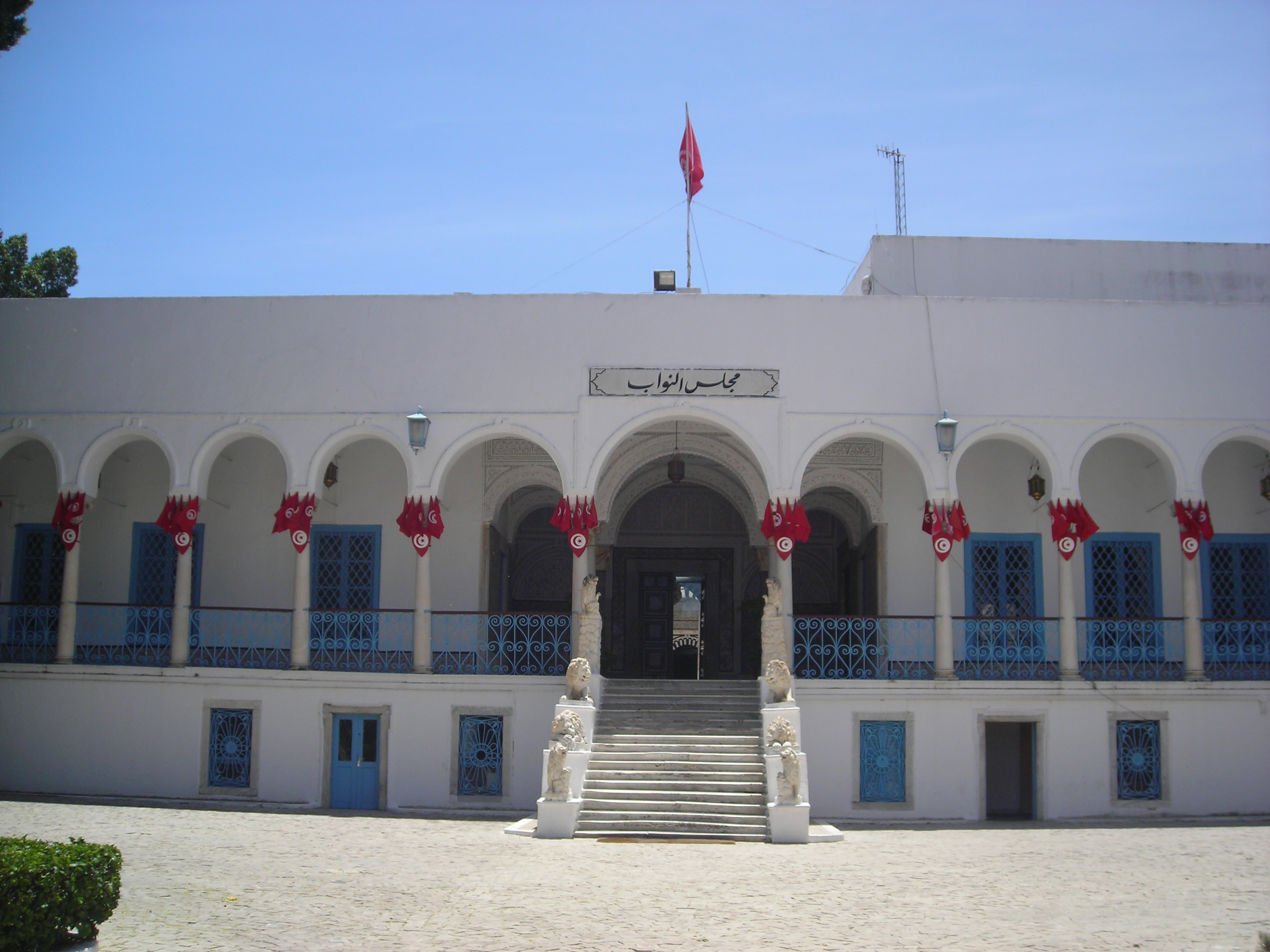
Туніс: Палац Бардо (1888)
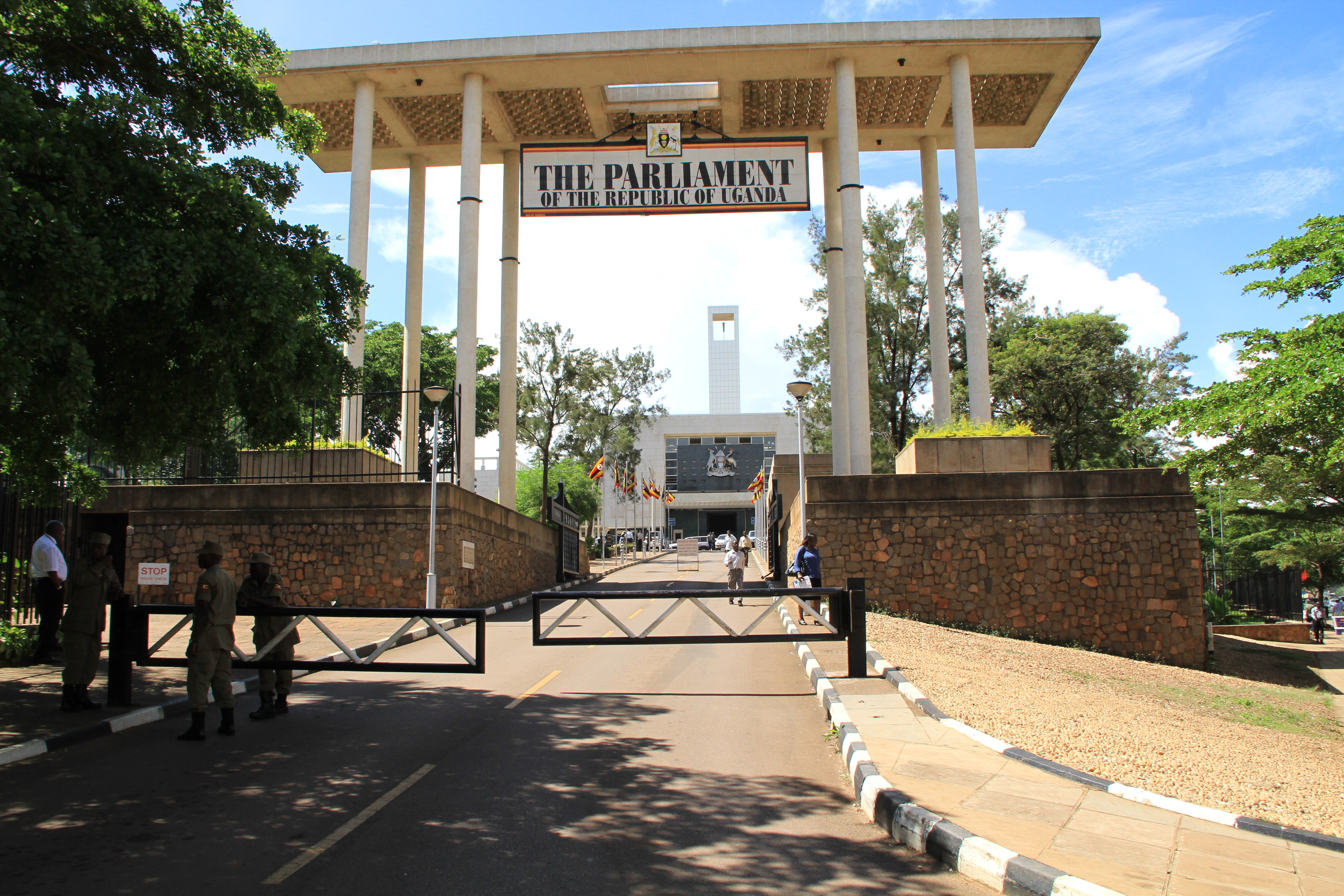
Уганда: Будівля Парламенту
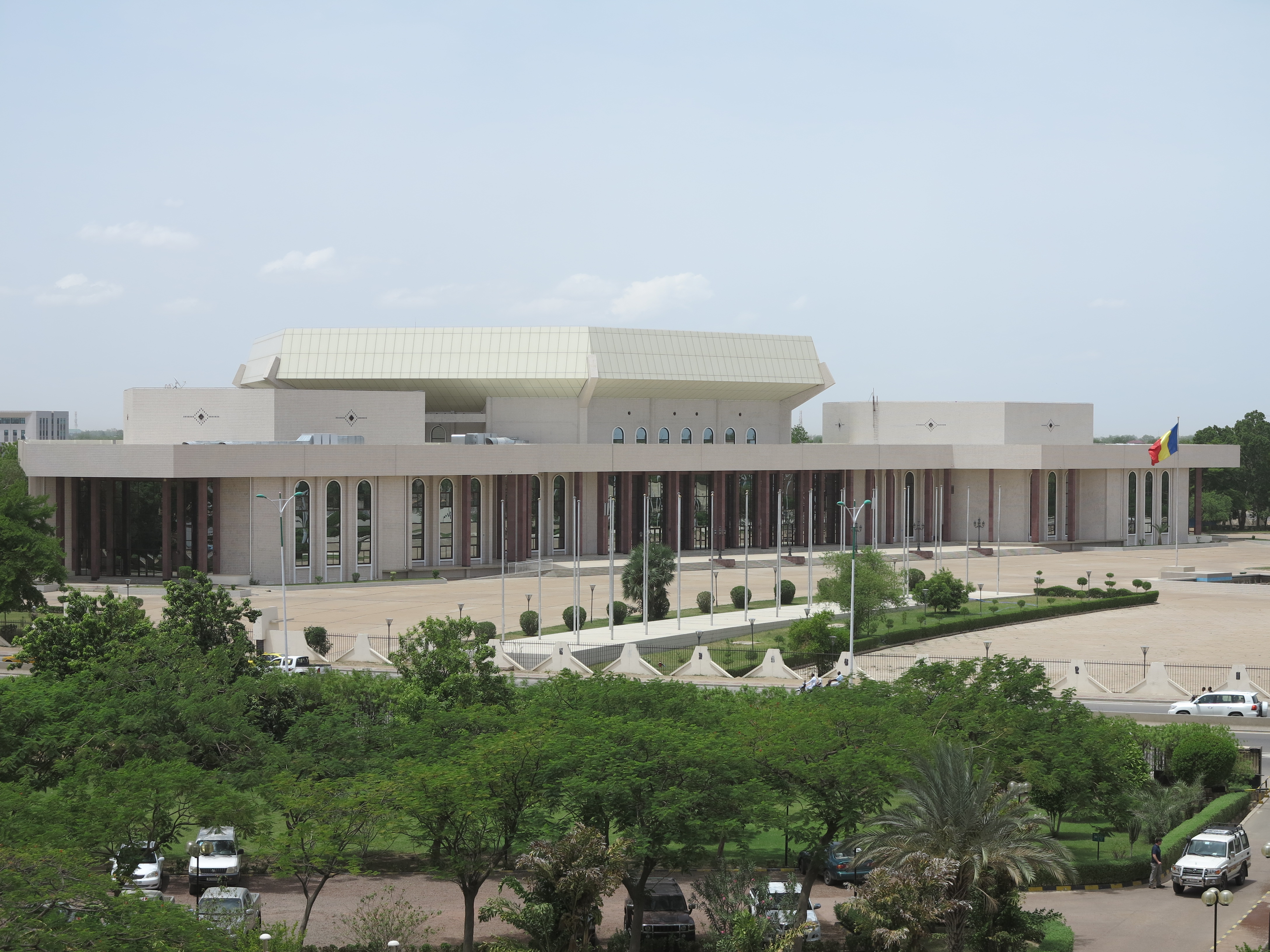
Чад: Будівля Національної асамблеї

## Австралія і Океанія

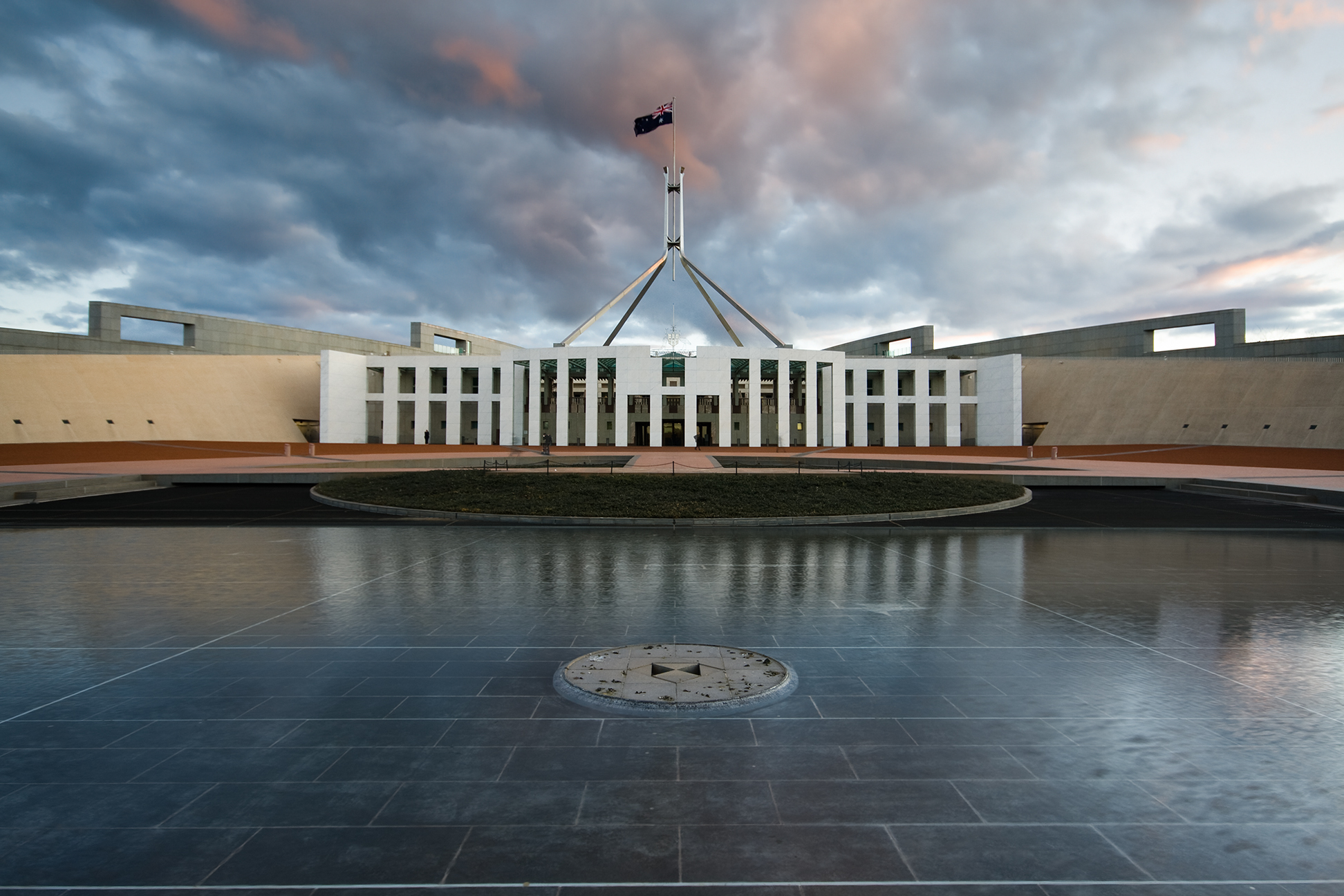
AUS: Будівля Парламенту (1988)
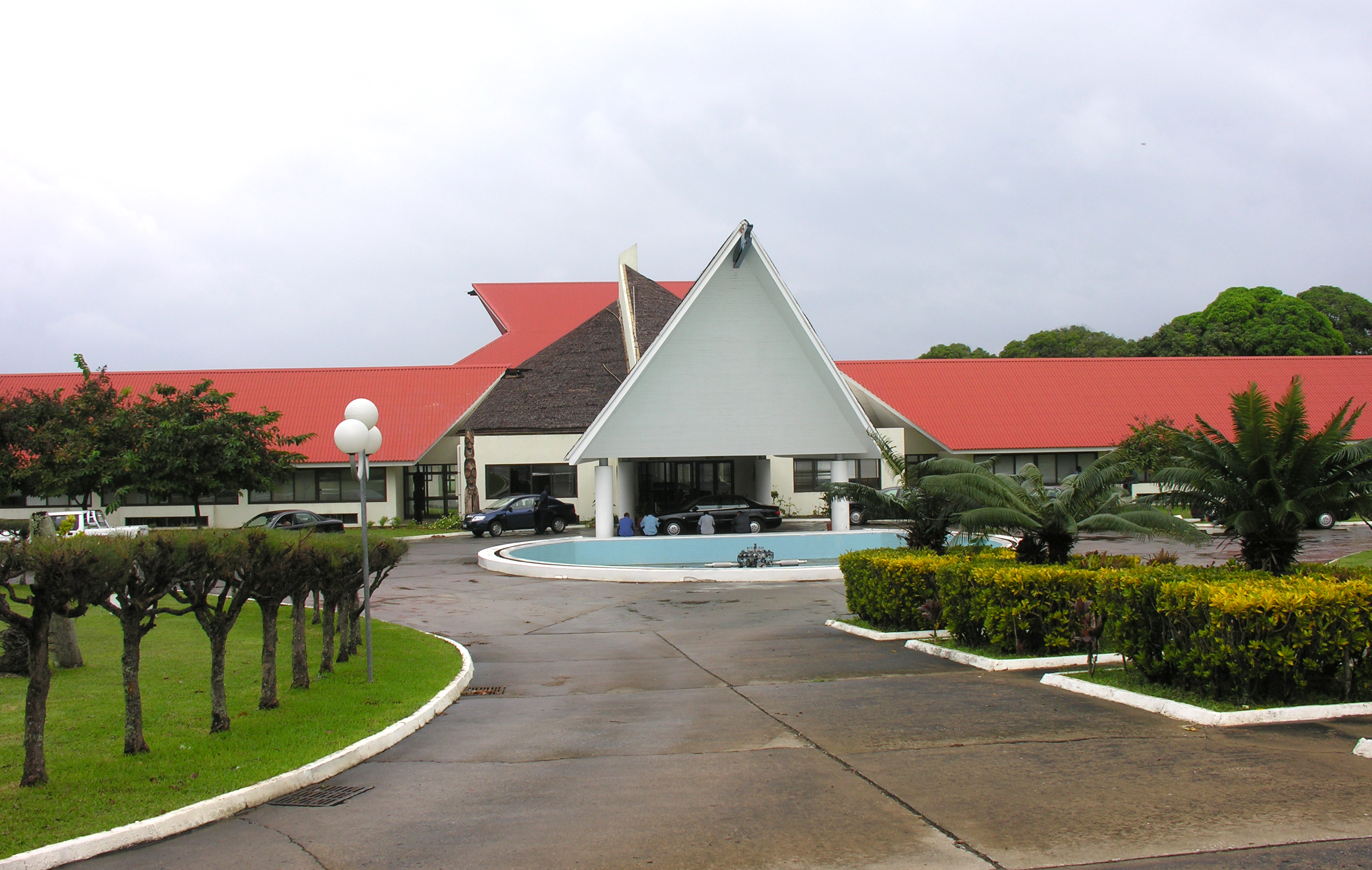
VUT: Будівля Парламенту
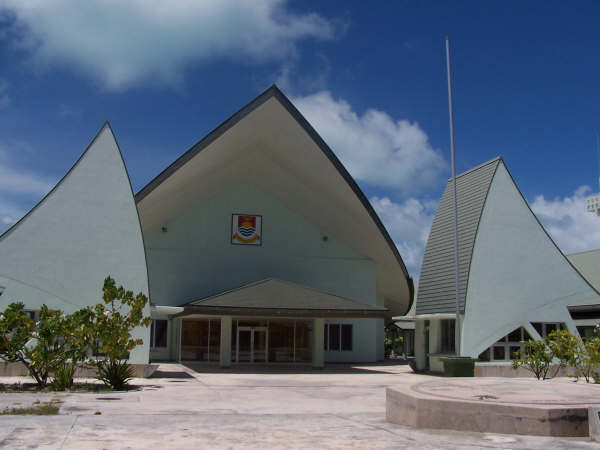
KIR: Будівля Парламенту (2000)
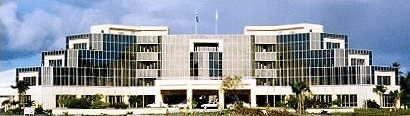
MHL: Конгрес
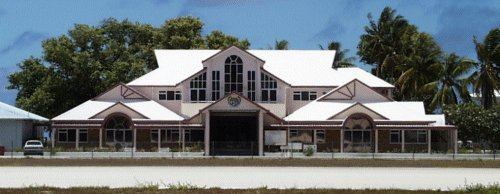
NRU: Будівля Парламенту
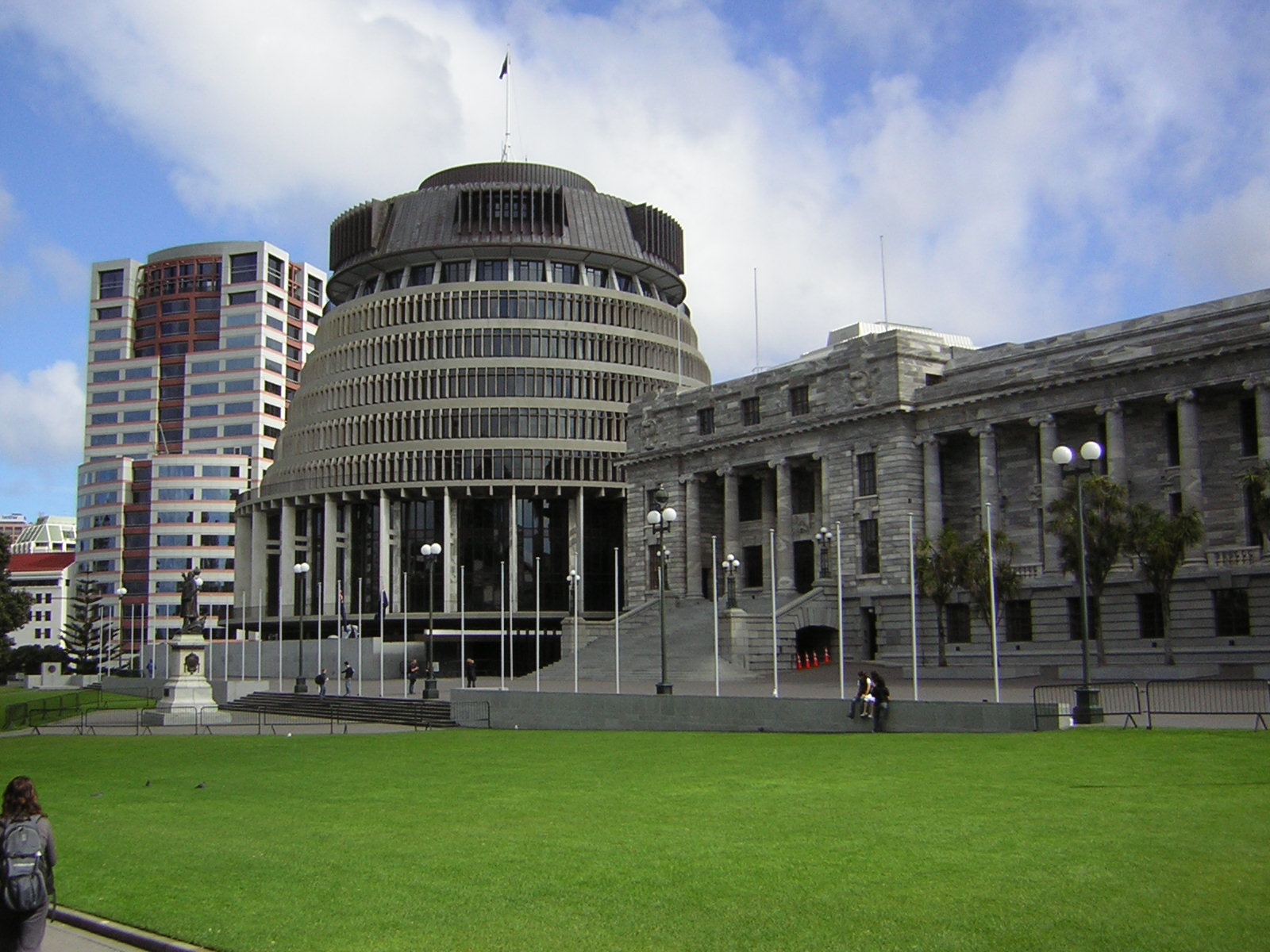
NZL: Будівля Парламенту (1922)
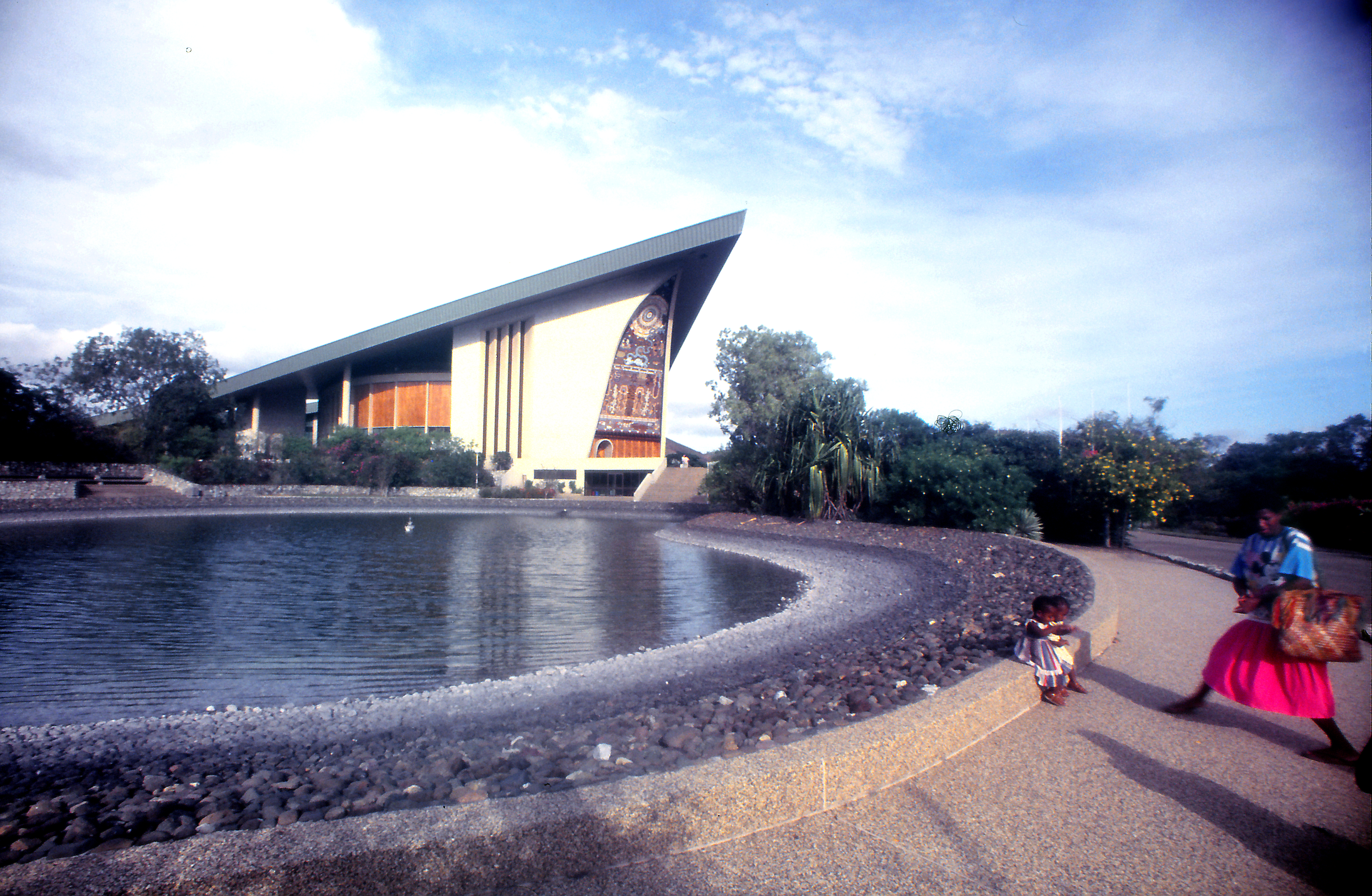
PNG: Національний дім Парламенту (1964)
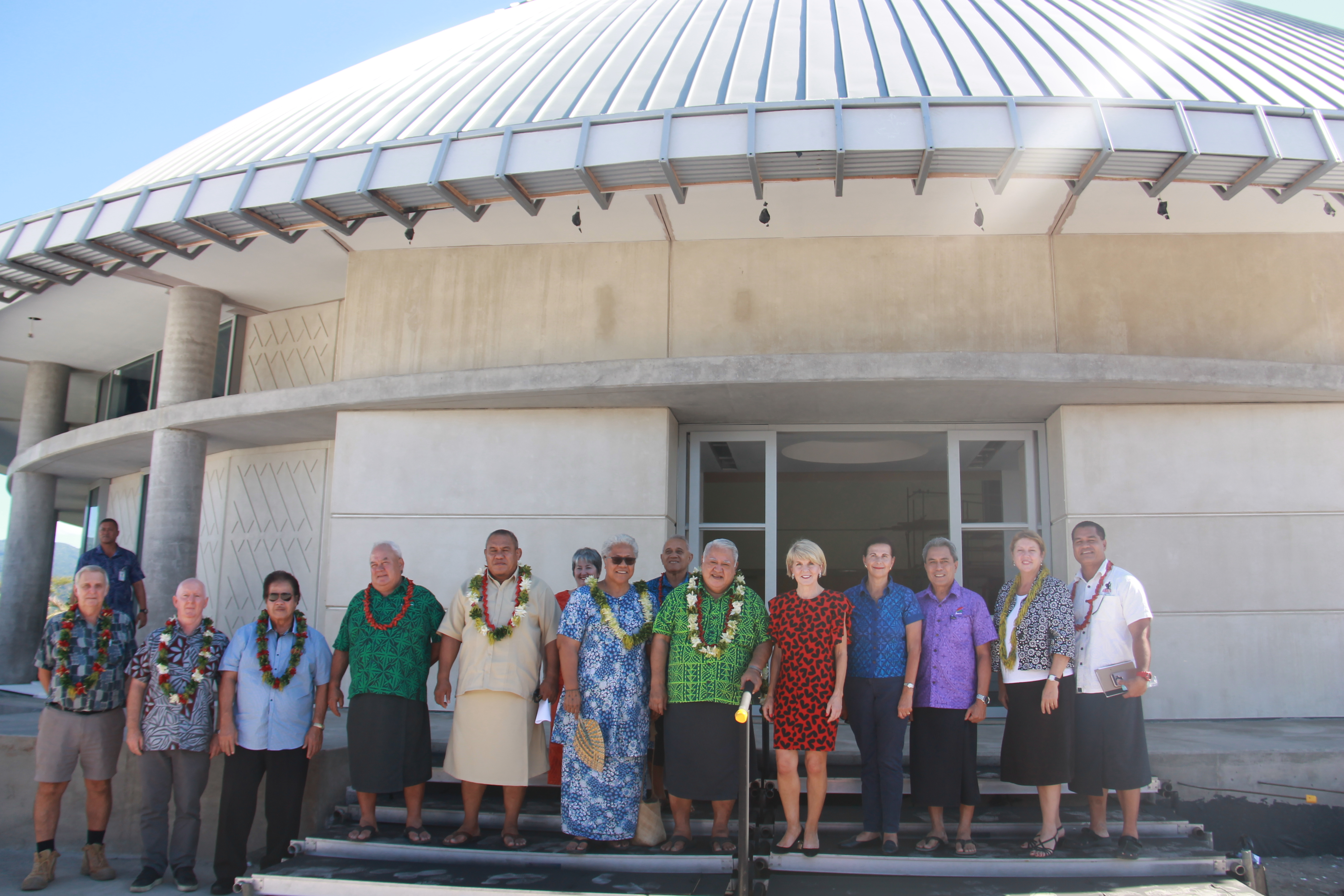
SAM: Будівля Парламенту
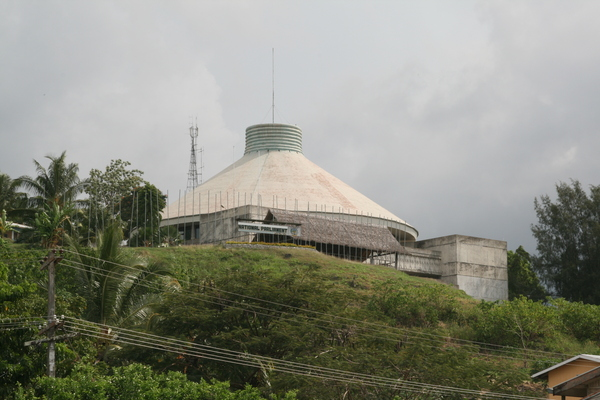
SLB: Будівля Парламенту
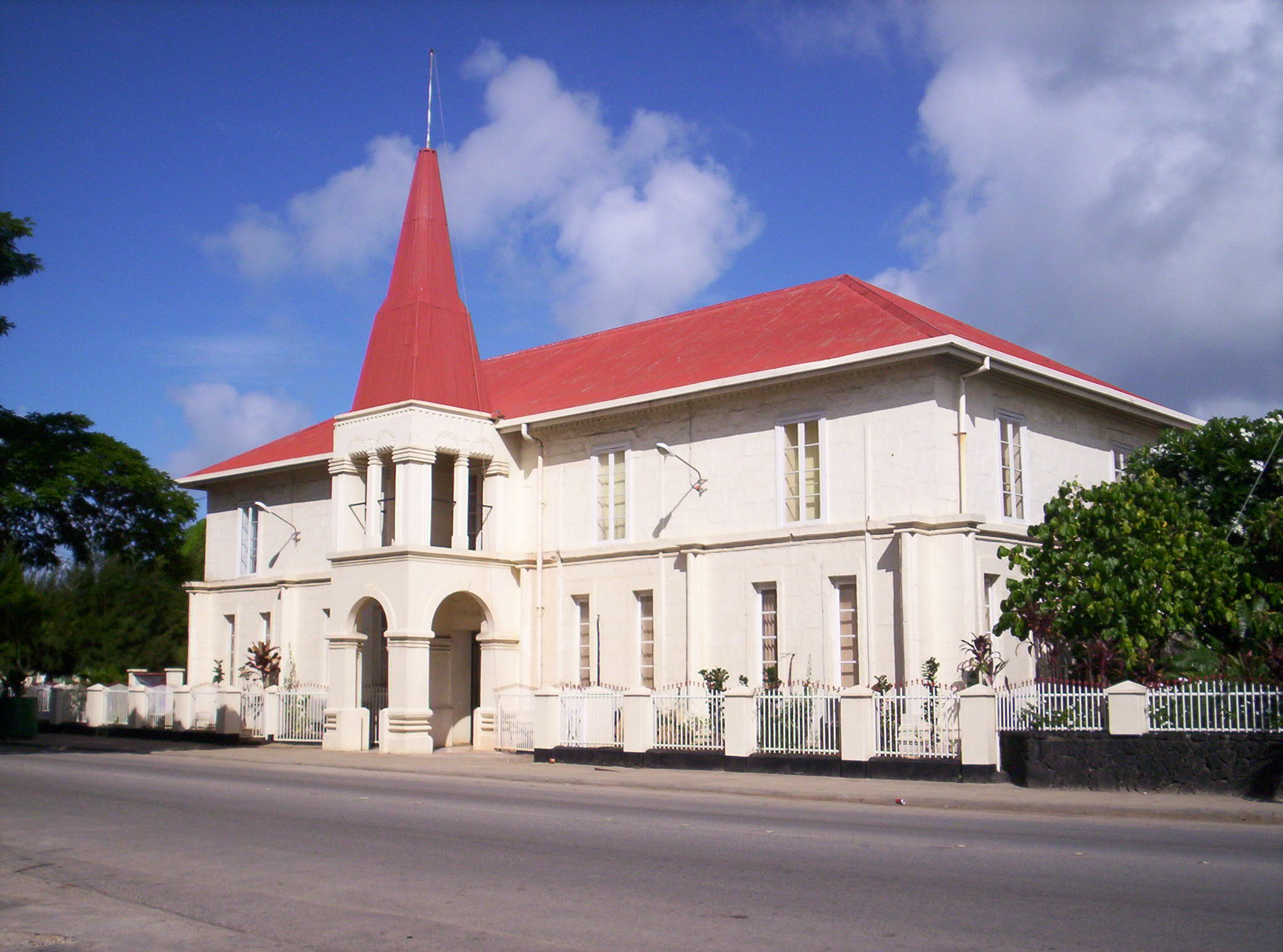
TON: Будівля Парламенту
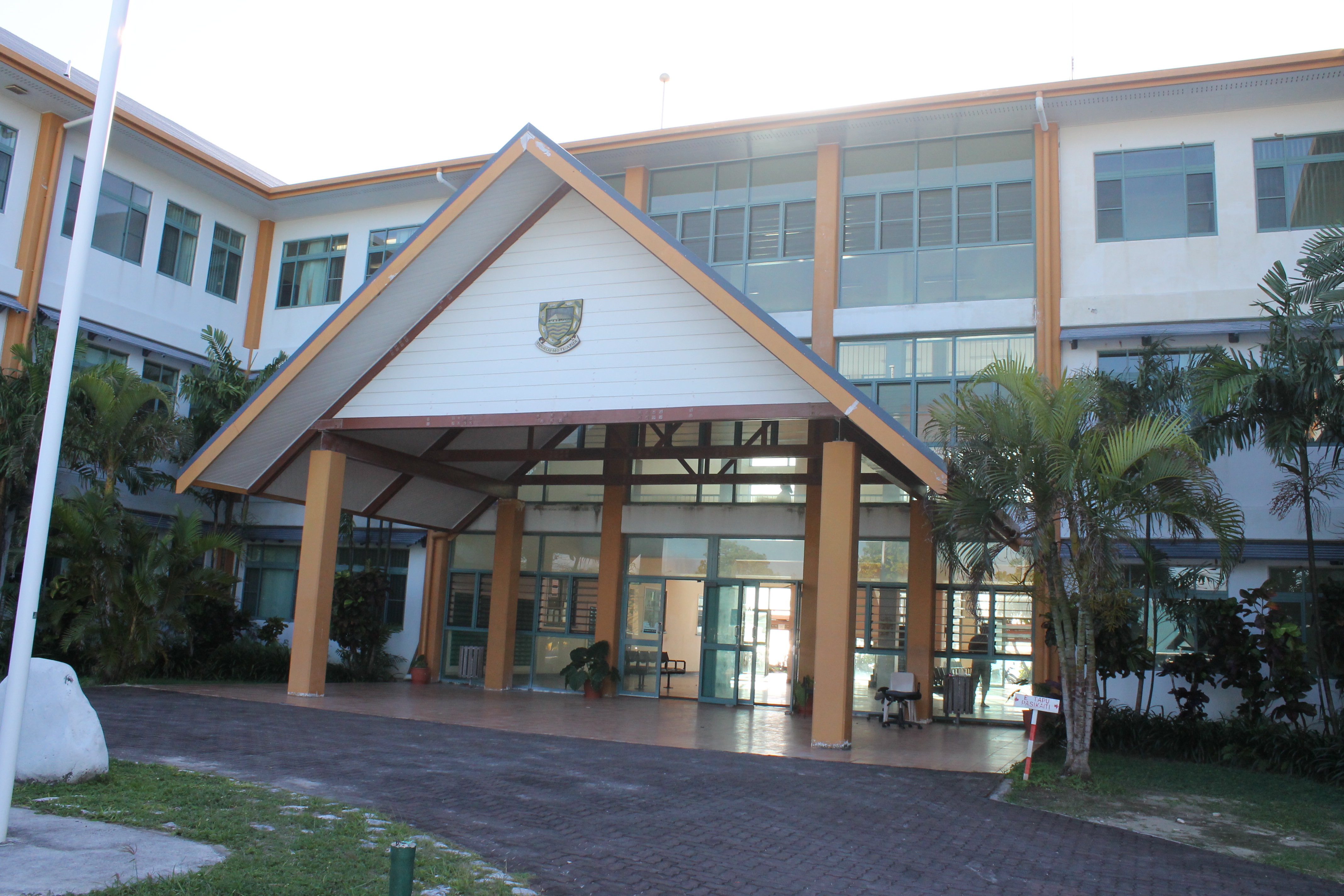
TUV: Будівля Парламенту
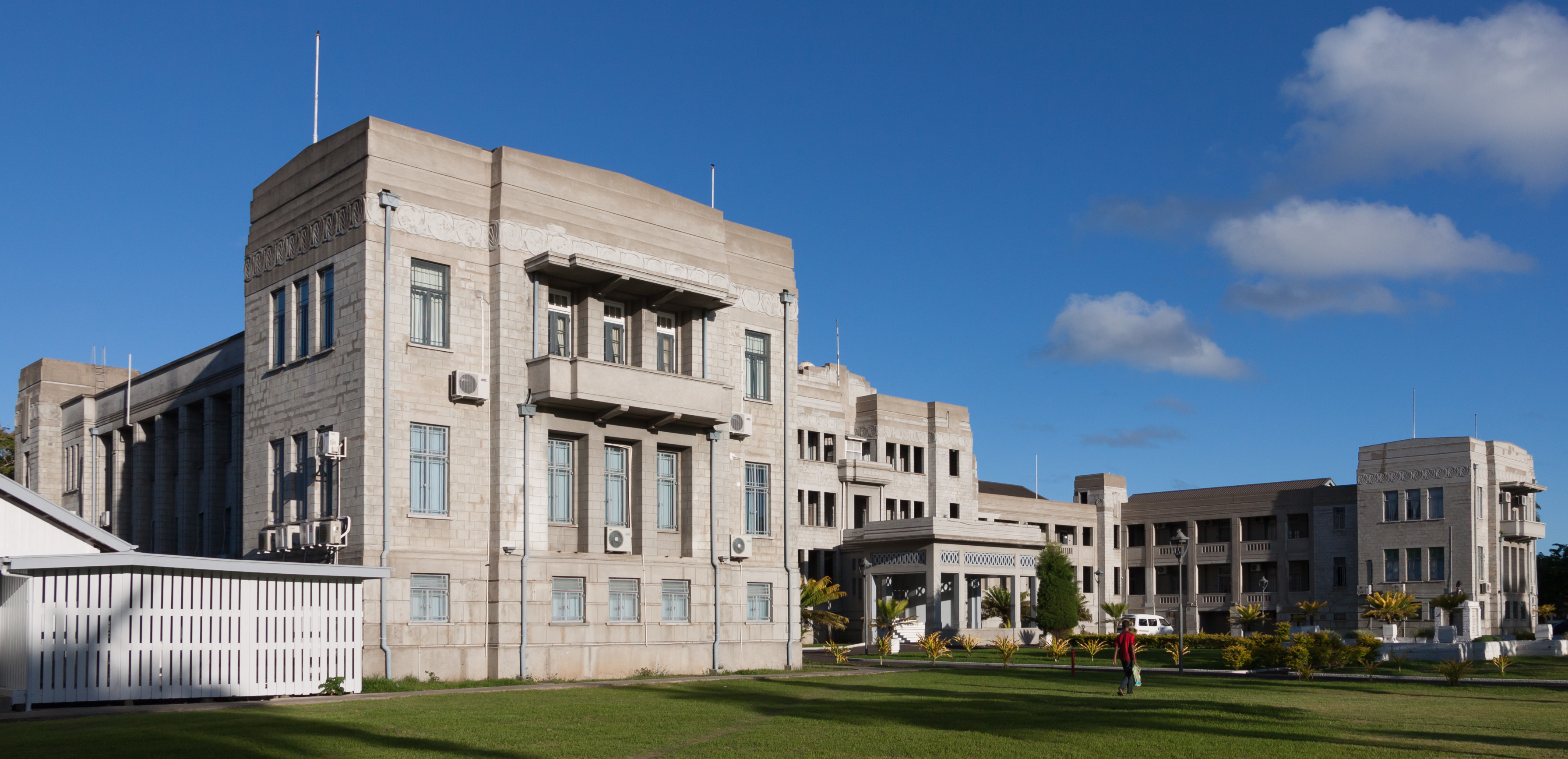
FJI: Будівля уряду (1930-ті)

- Австралія:
Будівля Парламенту (1988)
- Вануату:
Будівля Парламенту
- Кірибаті:
Будівля Парламенту (2000)
- Маршаллові Острови:
Конгрес
- Науру:
Будівля Парламенту
- Нова Зеландія:
Будівля Парламенту (1922)
- Папуа Нова Гвінея:
Національний дім Парламенту (1964)
- Самоа:
Будівля Парламенту
- Соломонові Острови:
Будівля Парламенту
- Тонга:
Будівля Парламенту
- Тувалу:
Будівля Парламенту
- Фіджі:
Будівля уряду (1930-ті)[8]

## Наднаціональні

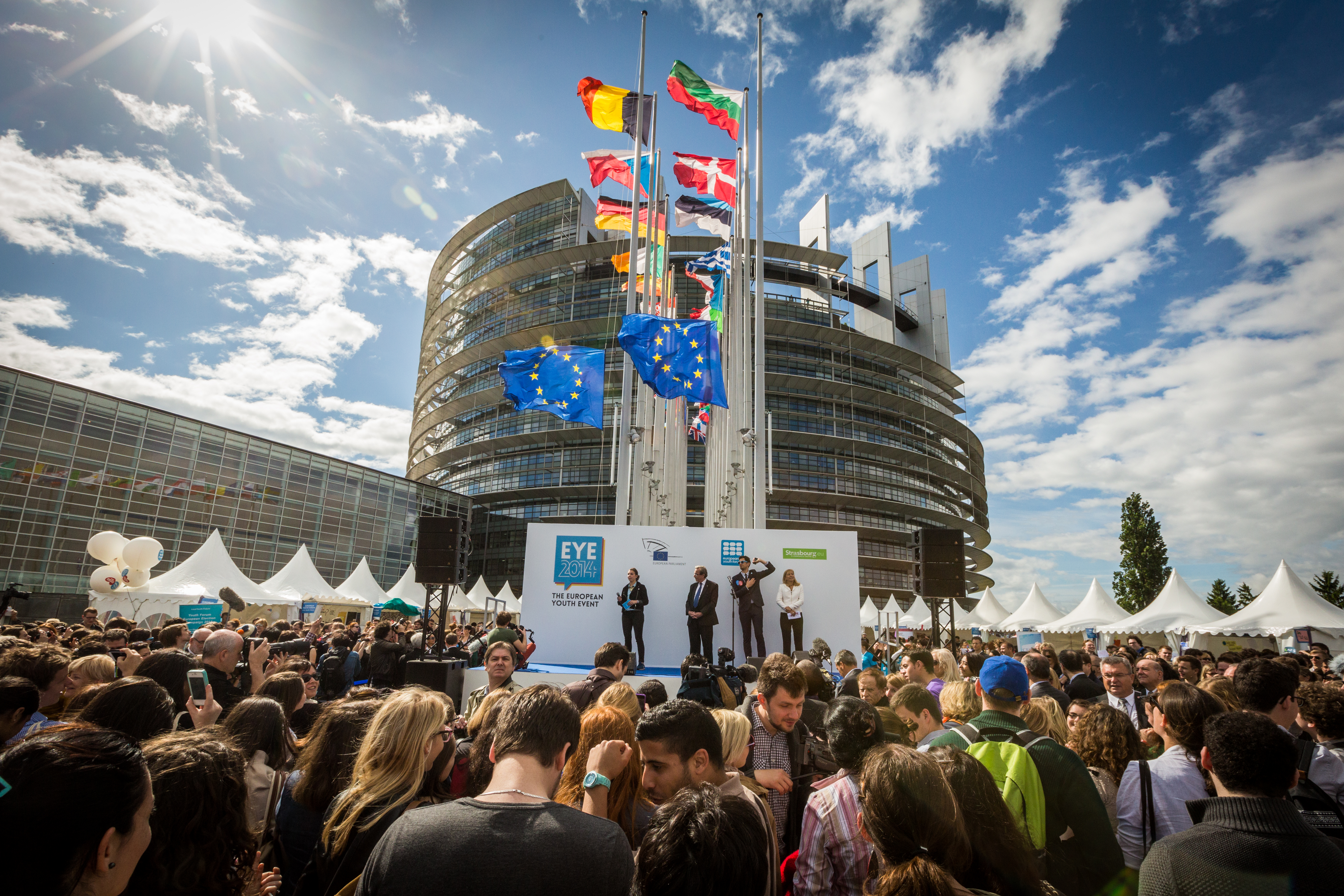
Європейський Союз: Будівля Луїса Вайса (1999, Страсбург)
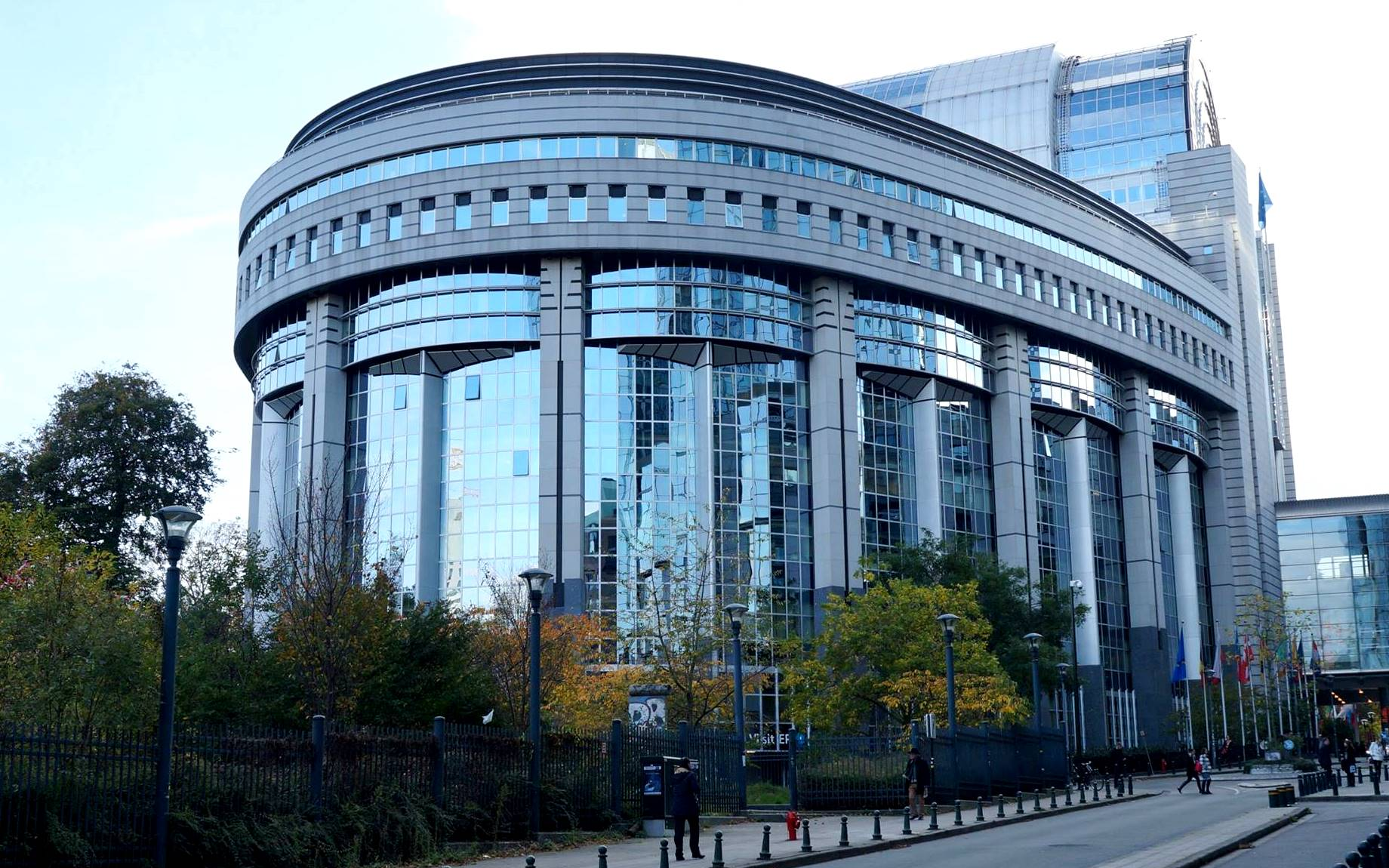
Європейський Союз: Будівля Еспас-Леопольд (1995, Брюссель)
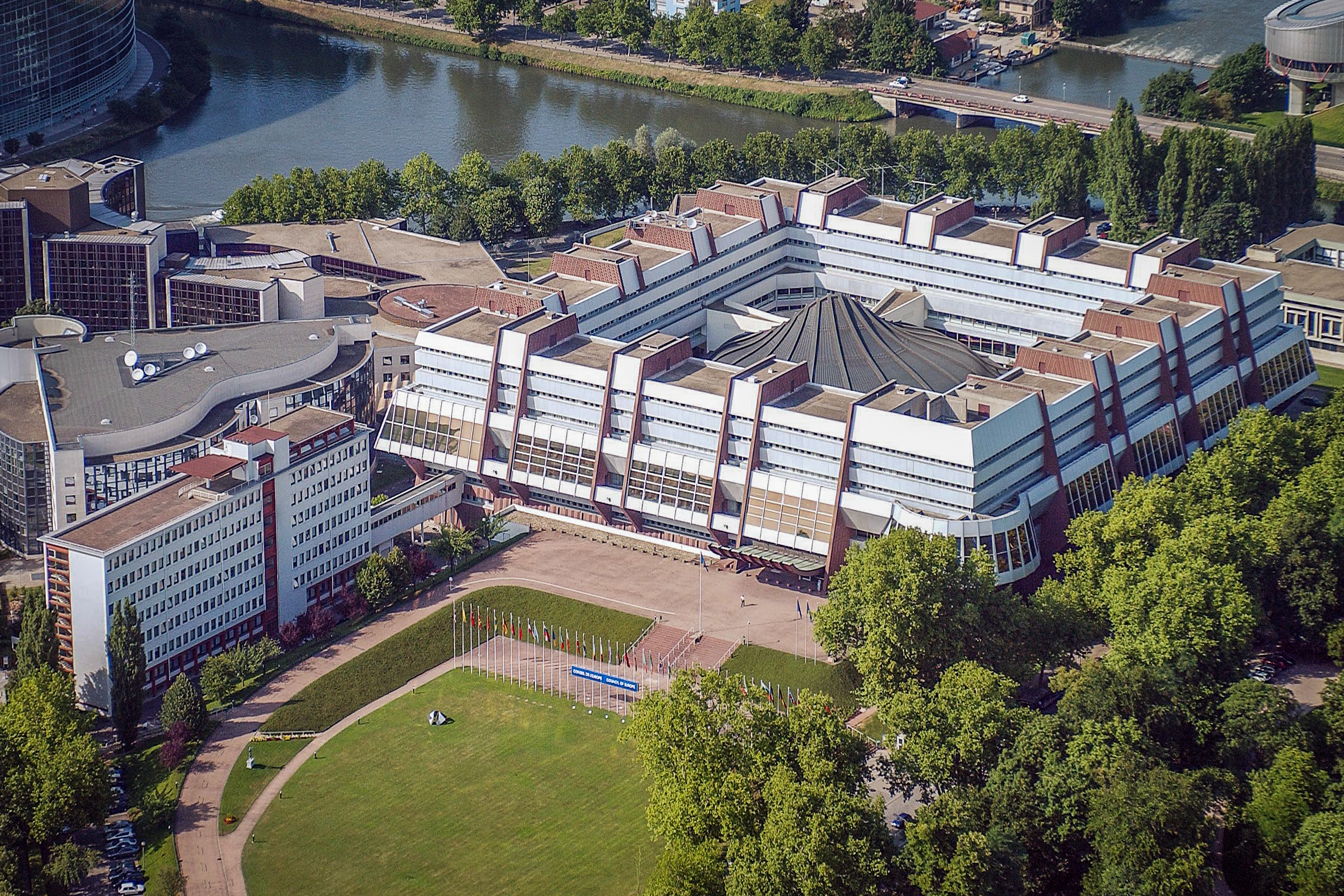
Рада Європи: Палац Європи (1977, Страсбург)
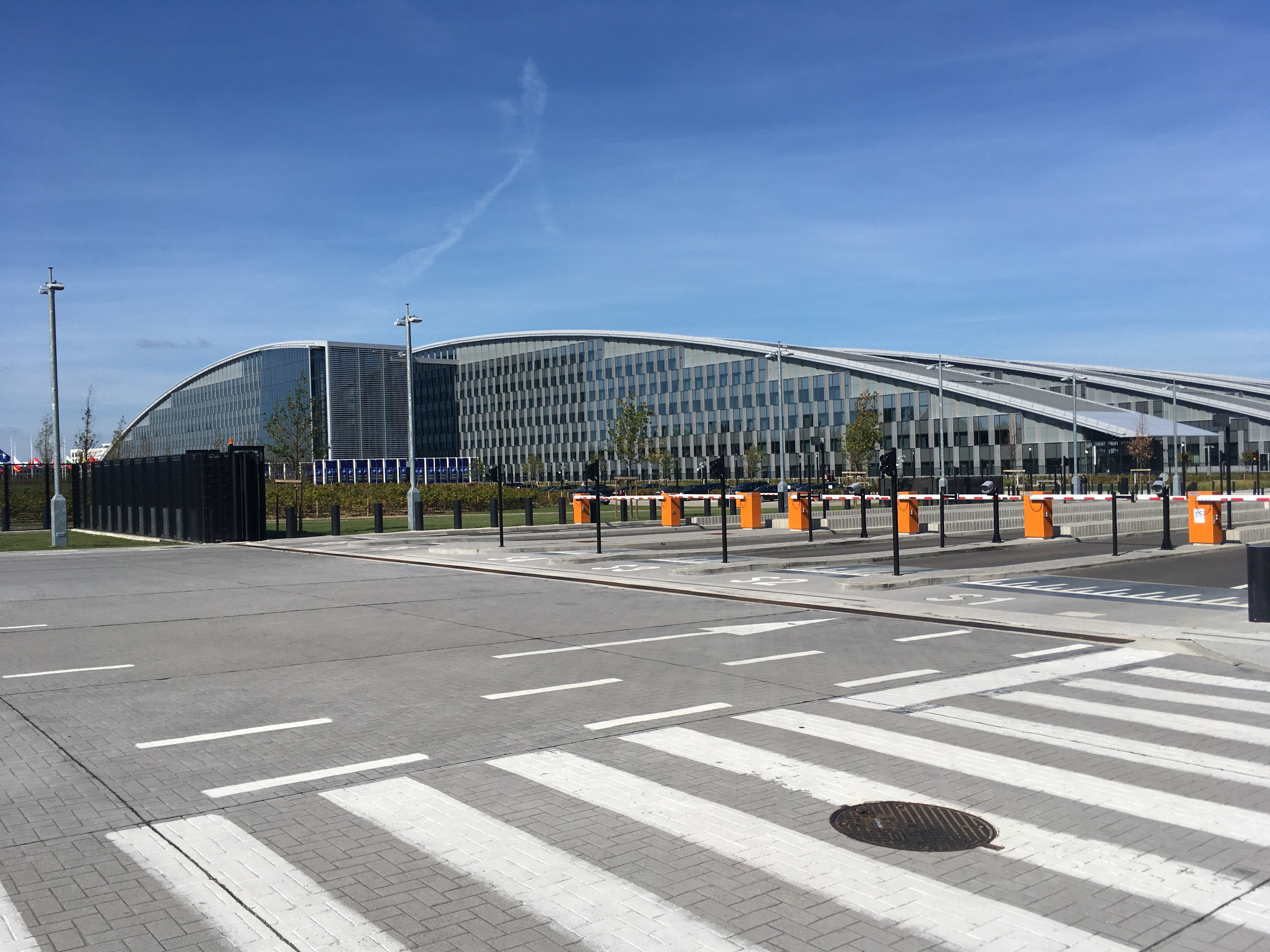
НАТО (Парламентська асамблея НАТО): Штаб-квартира НАТО (2016, Брюссель)
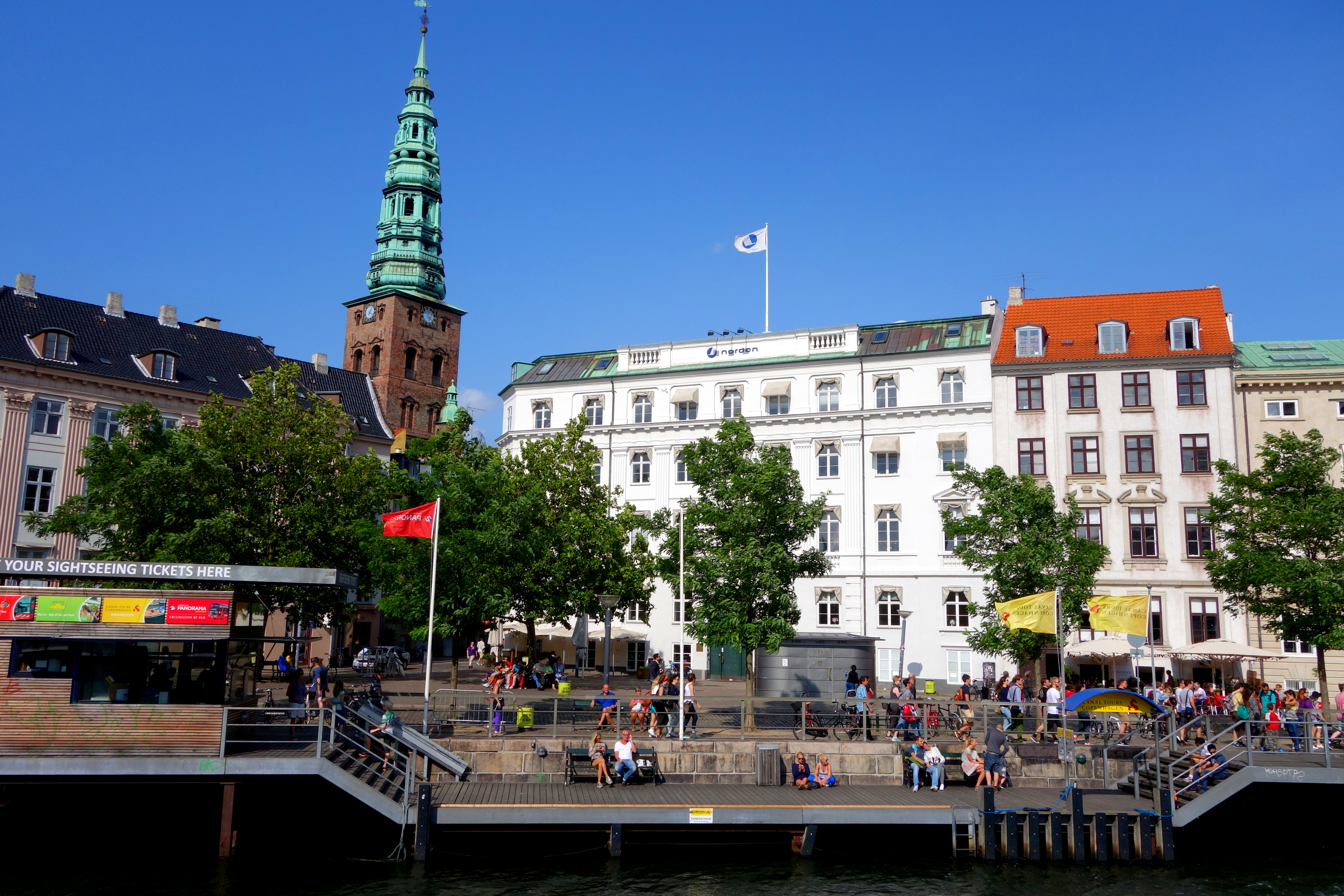
Північна рада: Штаб-квартира Північної ради (Копенгаген)

## Історичні

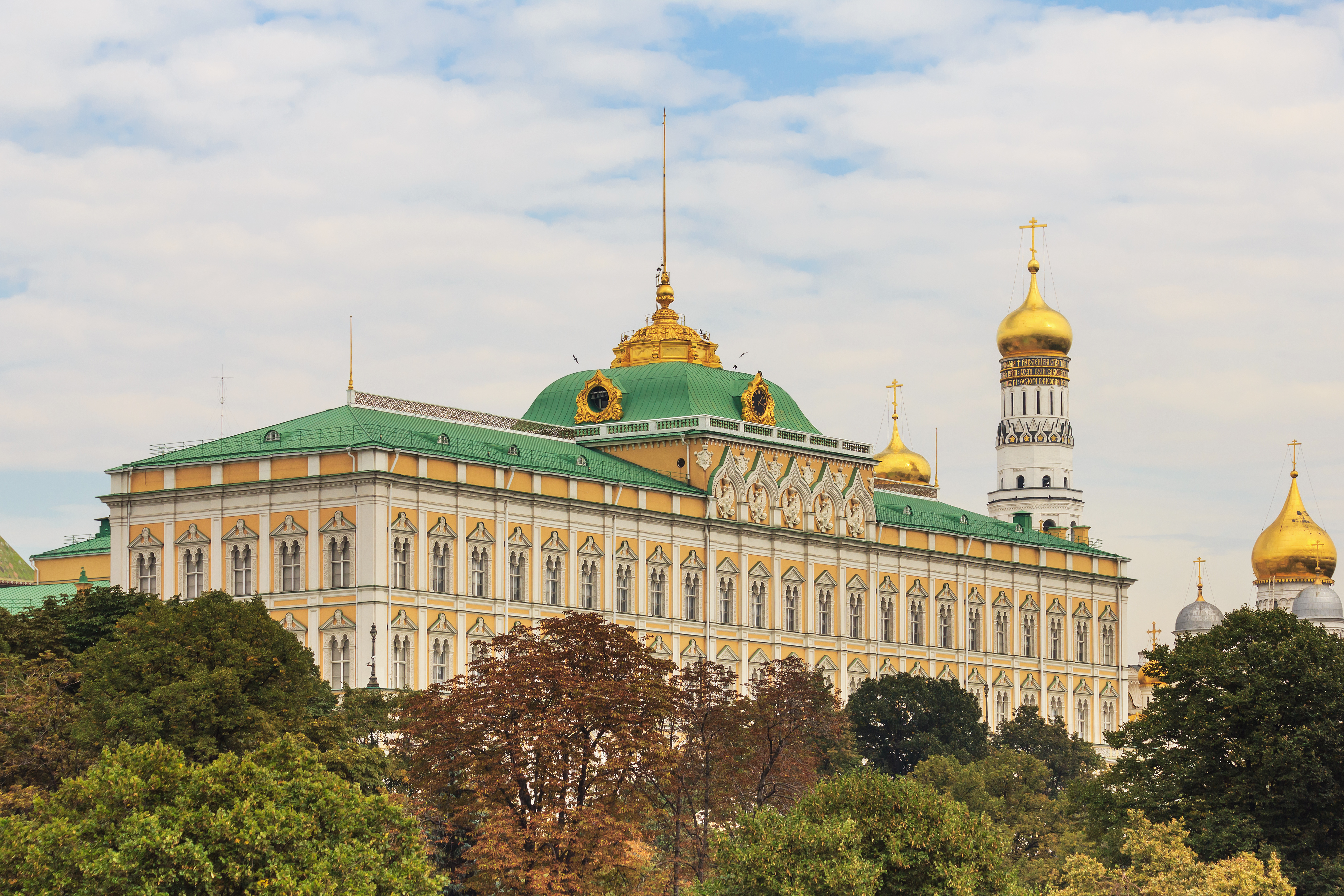
USR: Великий Кремлівський палац (1849, Москва)
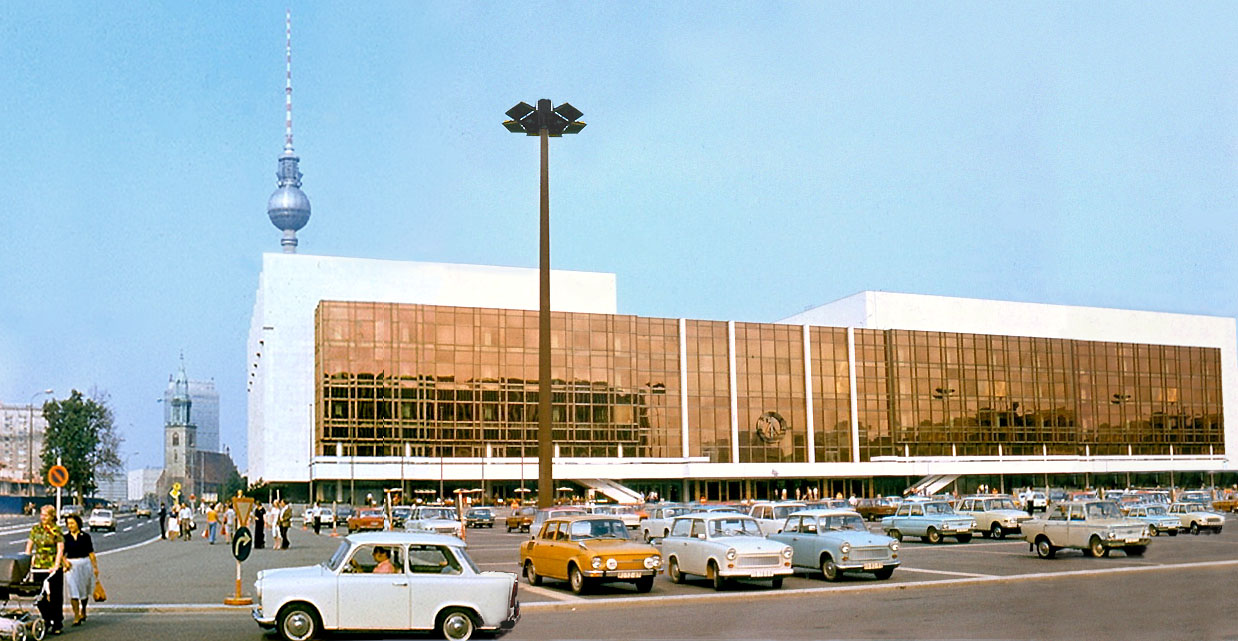
DDR: Палац Республіки (1976, Берлін)
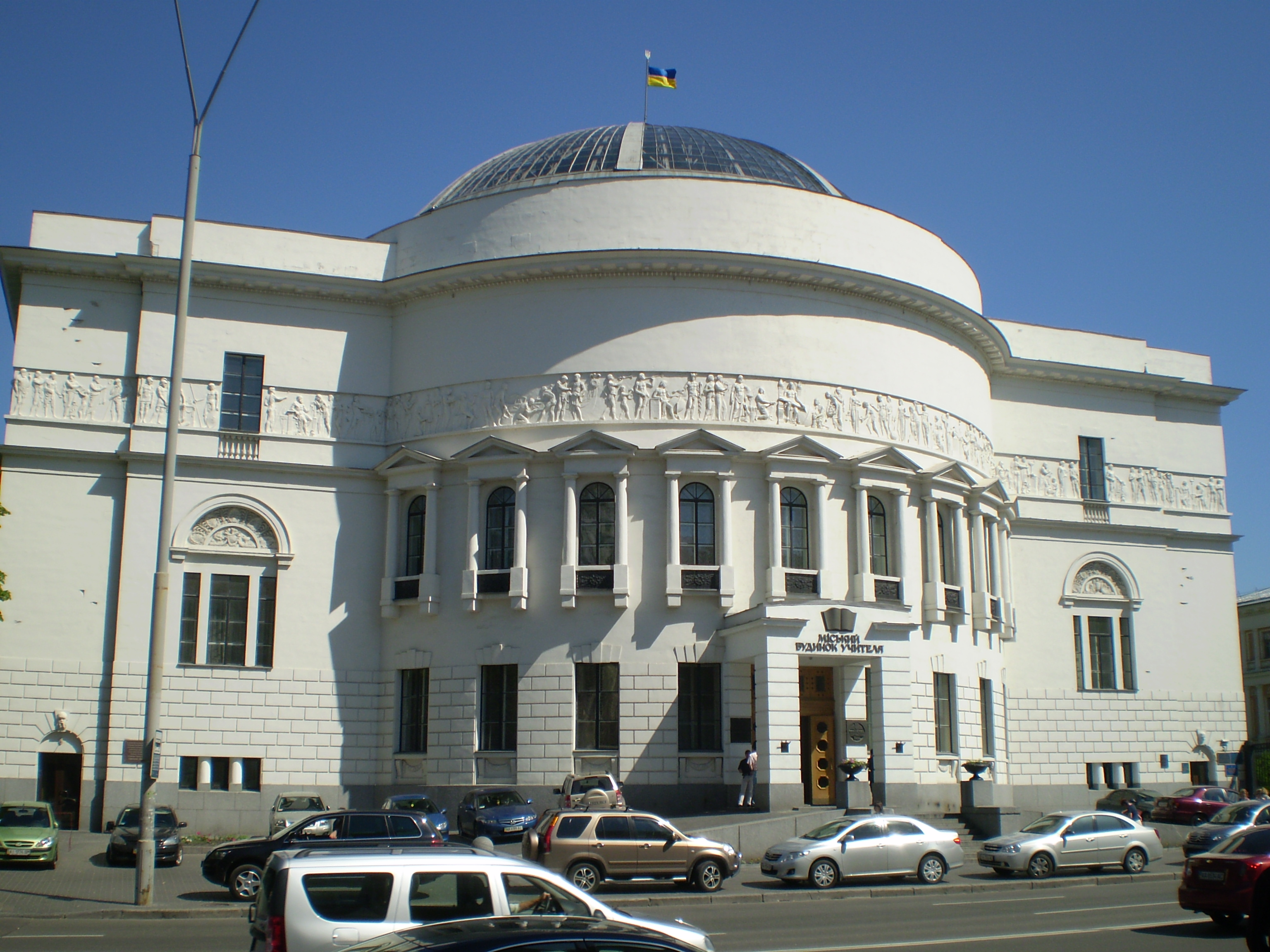
UNR: Будівля Педагогічного музею / Будинок Центральної Ради (1912, Київ)
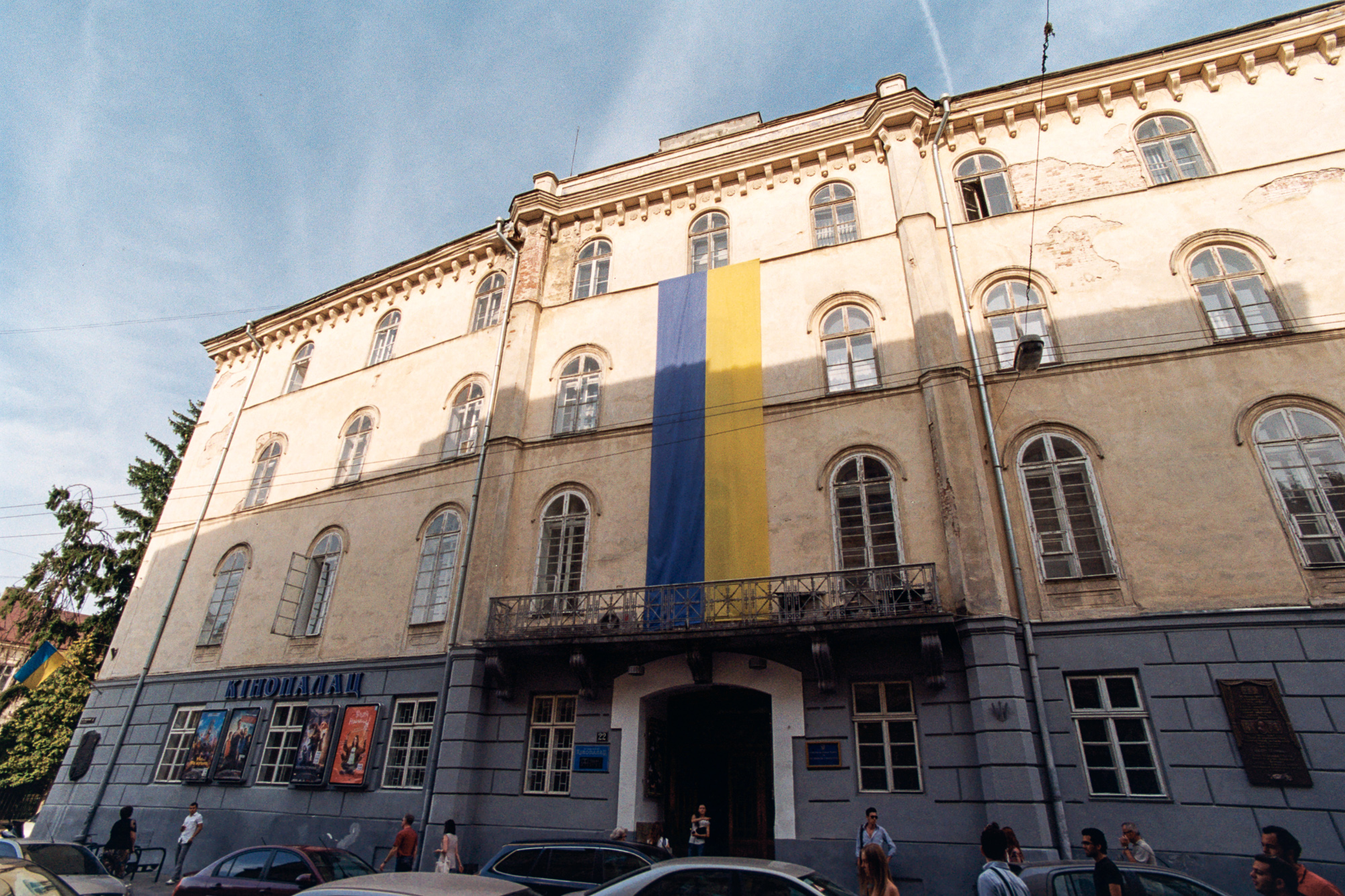
Народний Дім (Львів)

- СРСР:
Великий Кремлівський палац (1849, Москва)
- НДР:
Палац Республіки (1976, Берлін)
- УНР:
Будівля Педагогічного музею / Будинок Центральної Ради (1912, Київ)
- ЗУНР:
Народний Дім (Львів)

## Субнаціональні

### Австралія

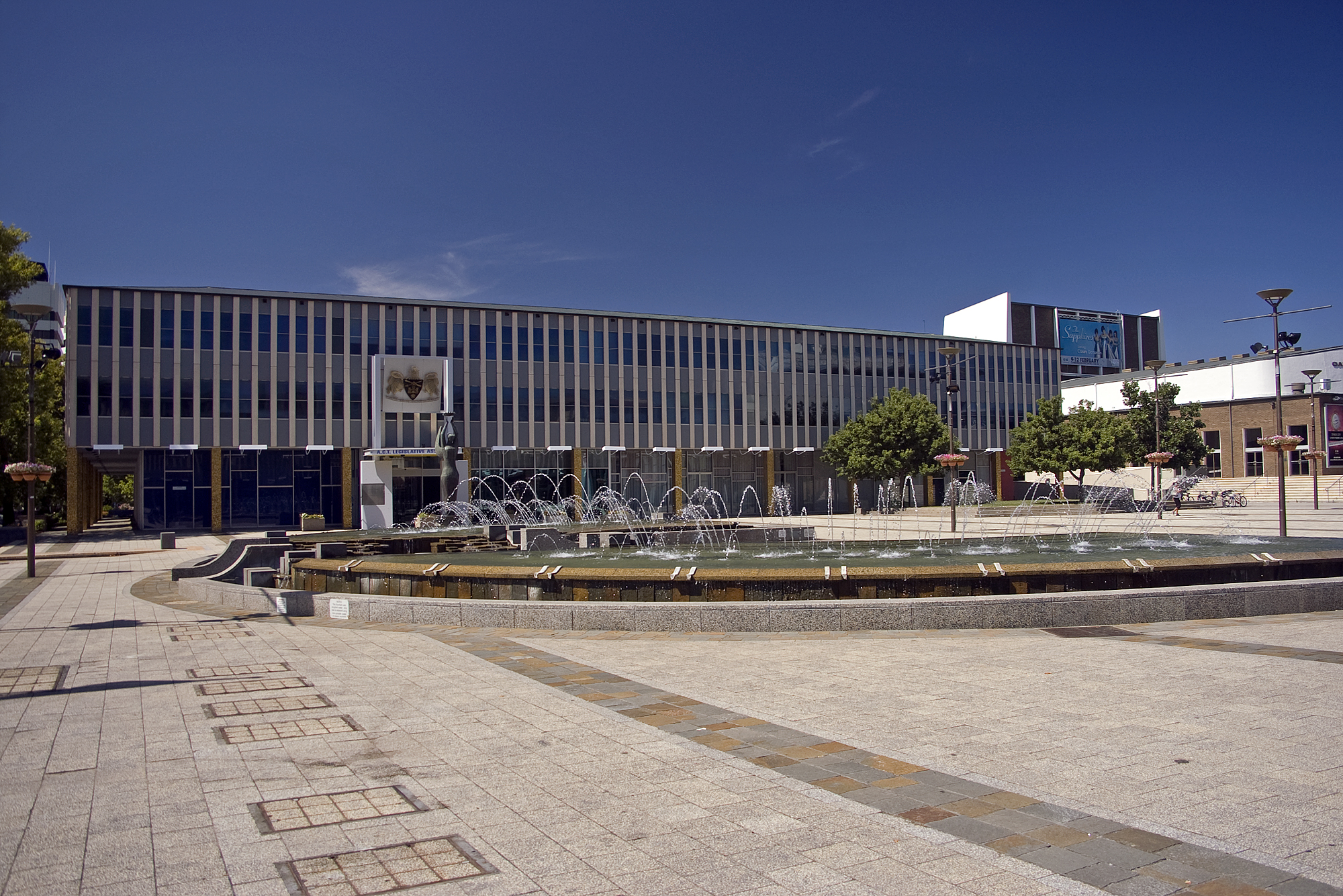
Будівля Законодавчої Асамблеї (1961)
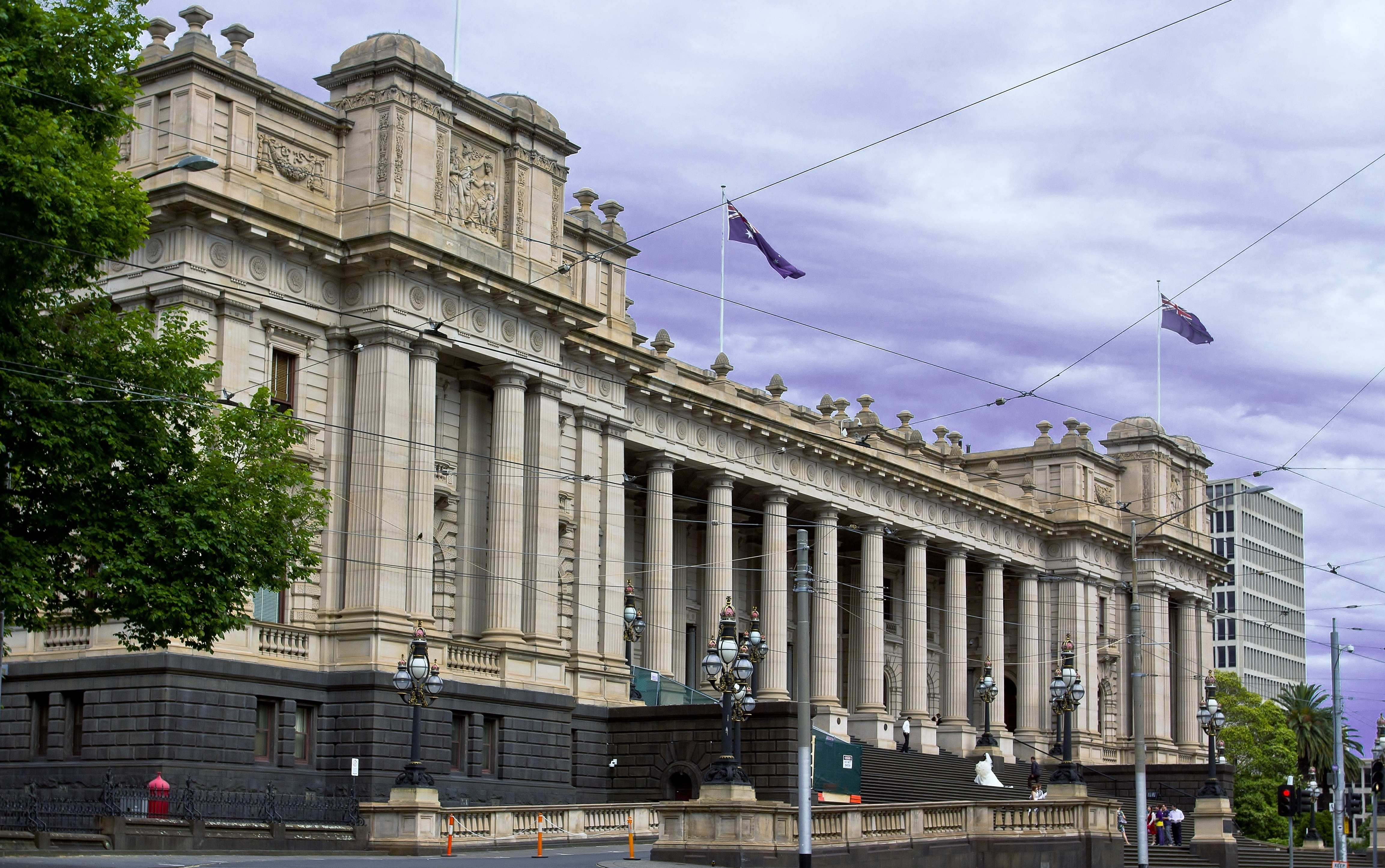
Дім Парламенту (1929)
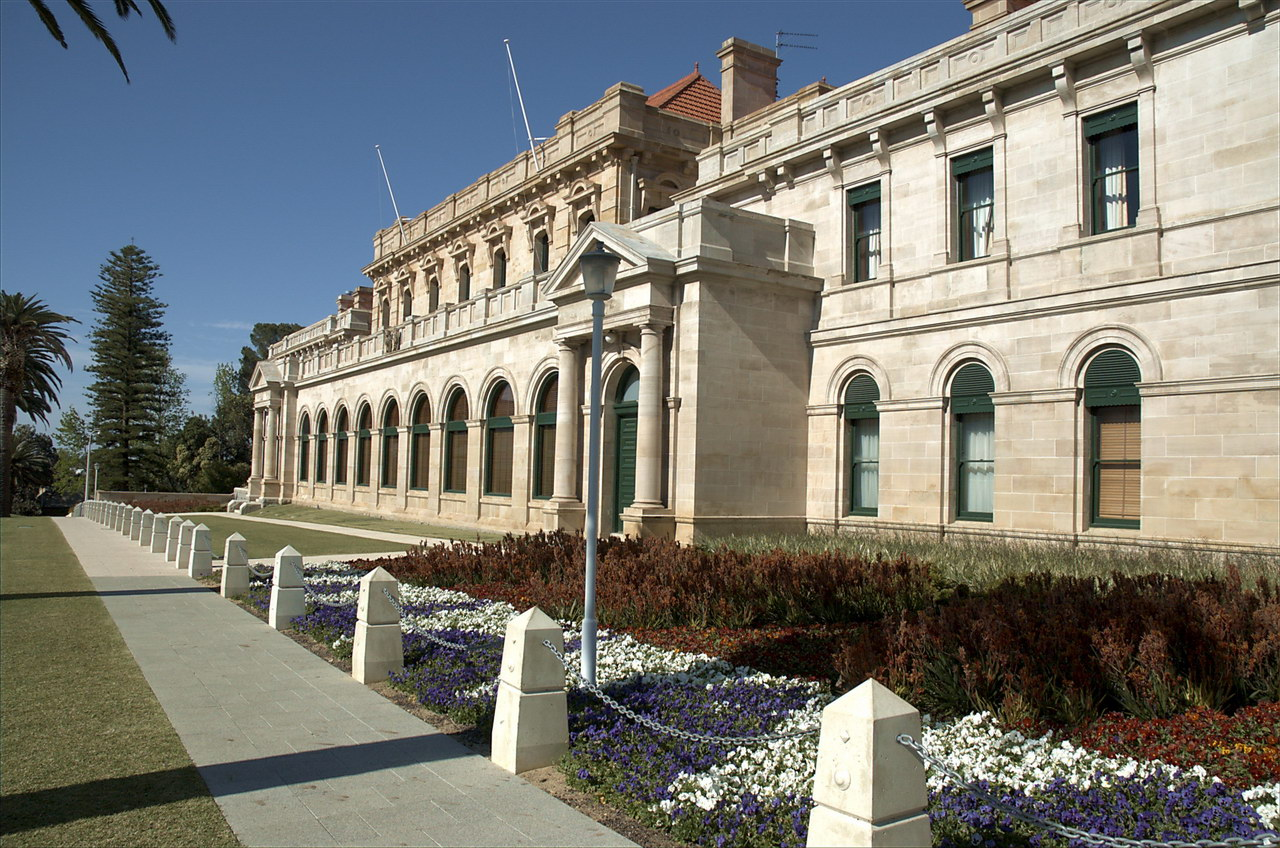
Дім Парламенту (1904)
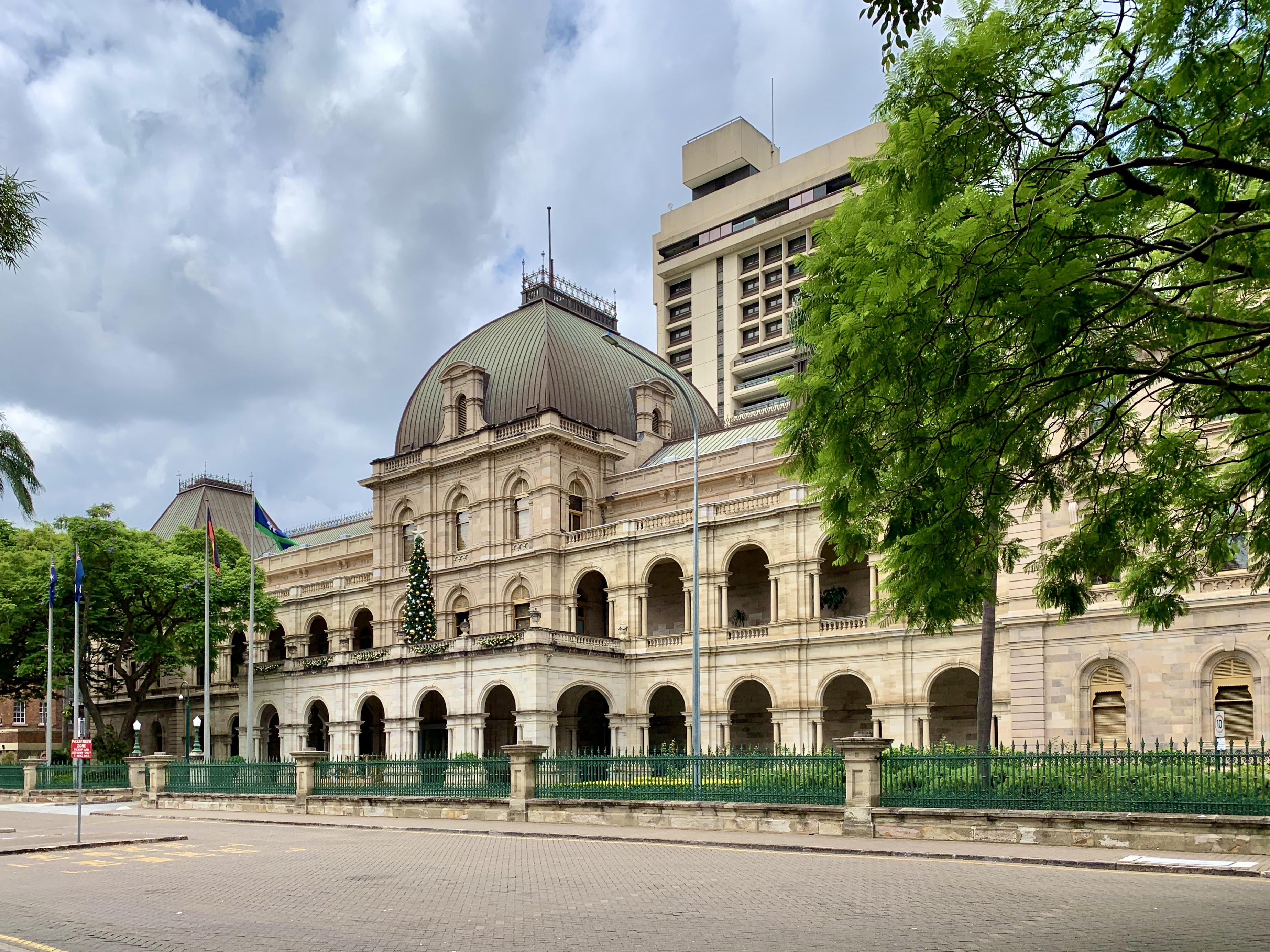
Дім Парламенту (1867)
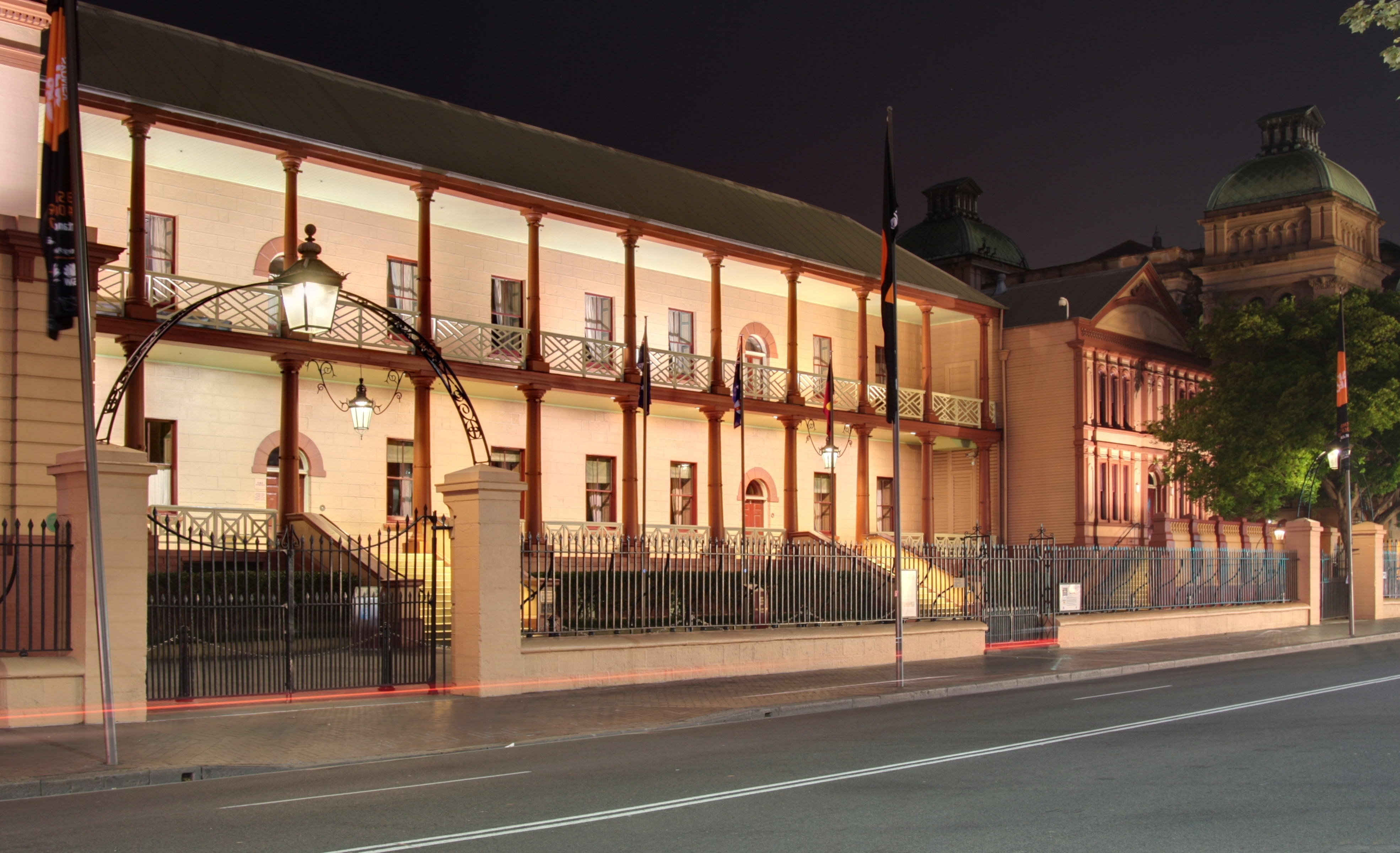
Дім Парламенту (1850-ті)
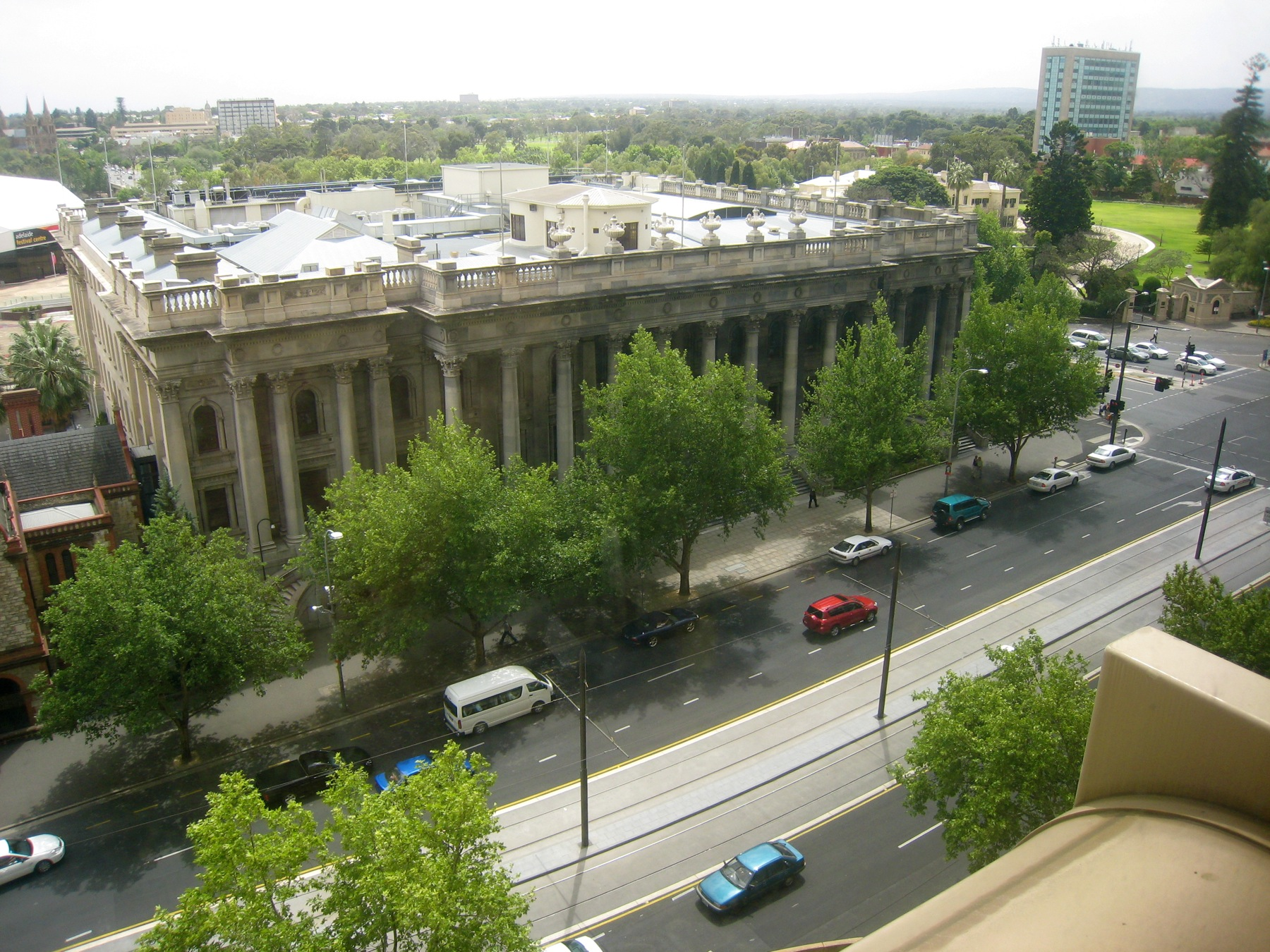
Дім Парламенту (1939)
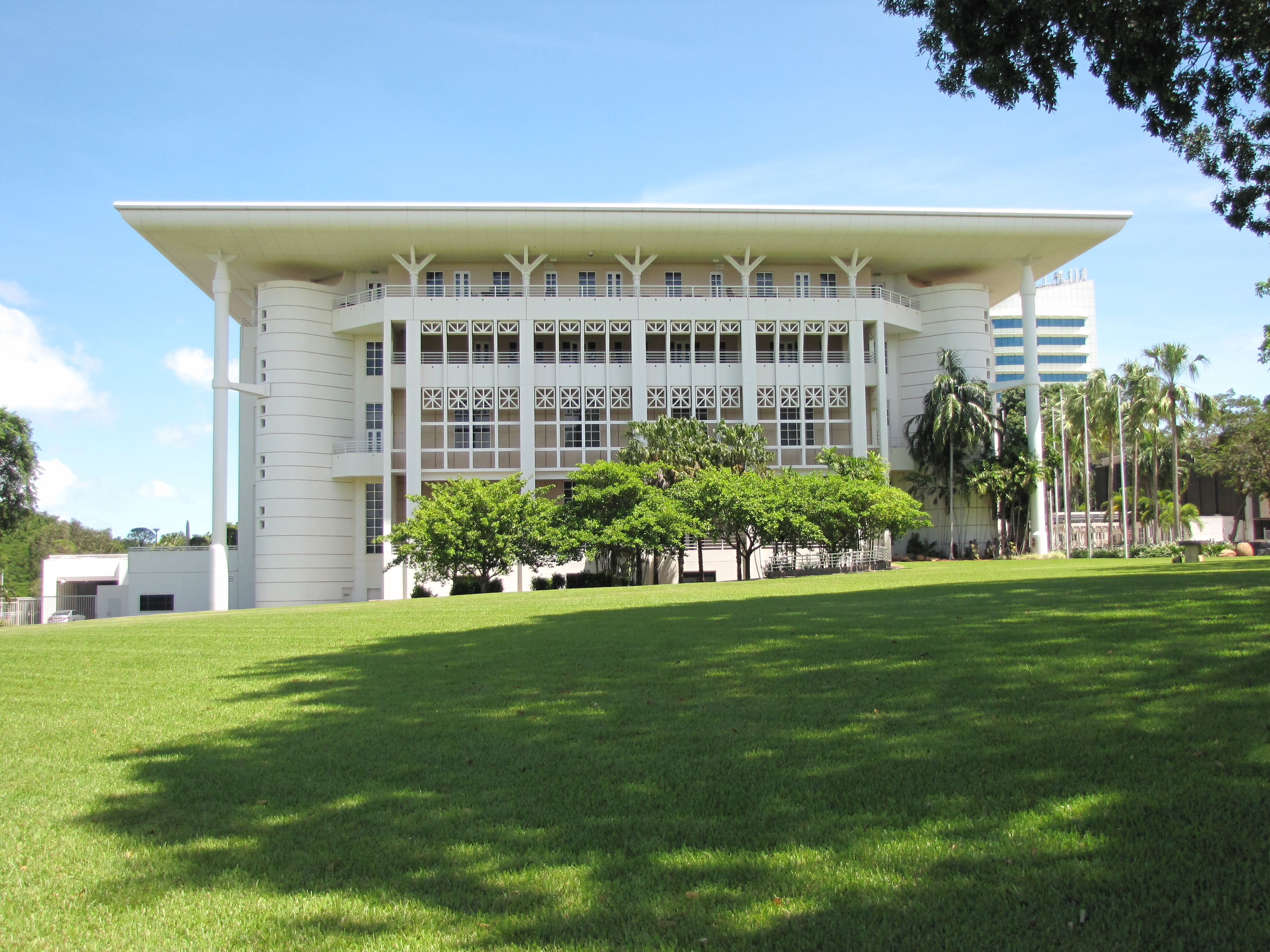
Дім Парламенту (1994)
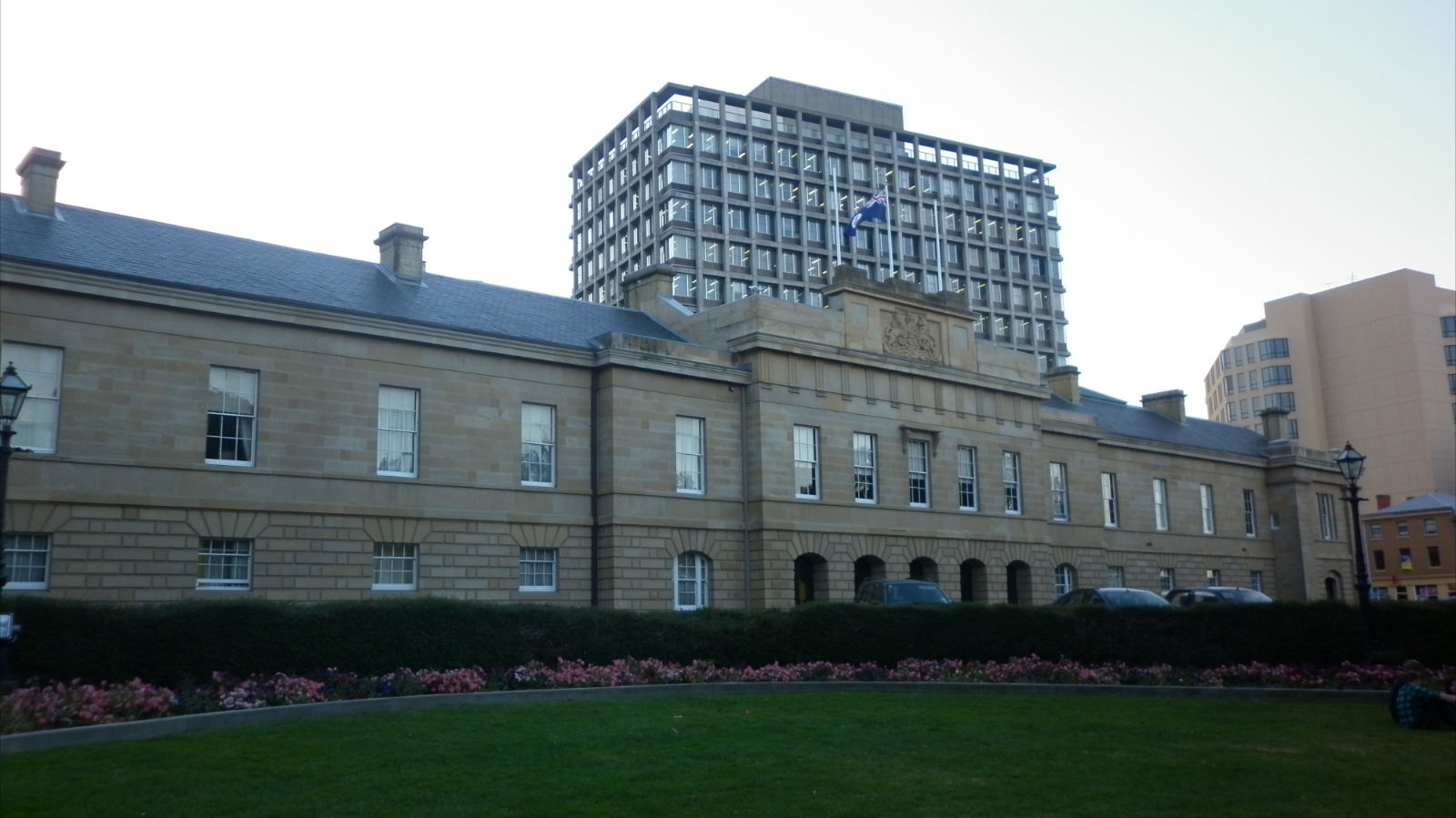
Дім Парламенту (1840)

- Австралійська столична територія:
Будівля Законодавчої Асамблеї (1961)
- Вікторія:
Дім Парламенту (1929)
- Західна Австралія:
Дім Парламенту (1904)
- Квінсленд:
Дім Парламенту (1867)
- Новий Південний Уельс:
Дім Парламенту (1850-ті)
- Південна Австралія:
Дім Парламенту (1939)
- Північна Територія:
Дім Парламенту (1994)
- Тасманія:
Дім Парламенту (1840)

### Бельгія

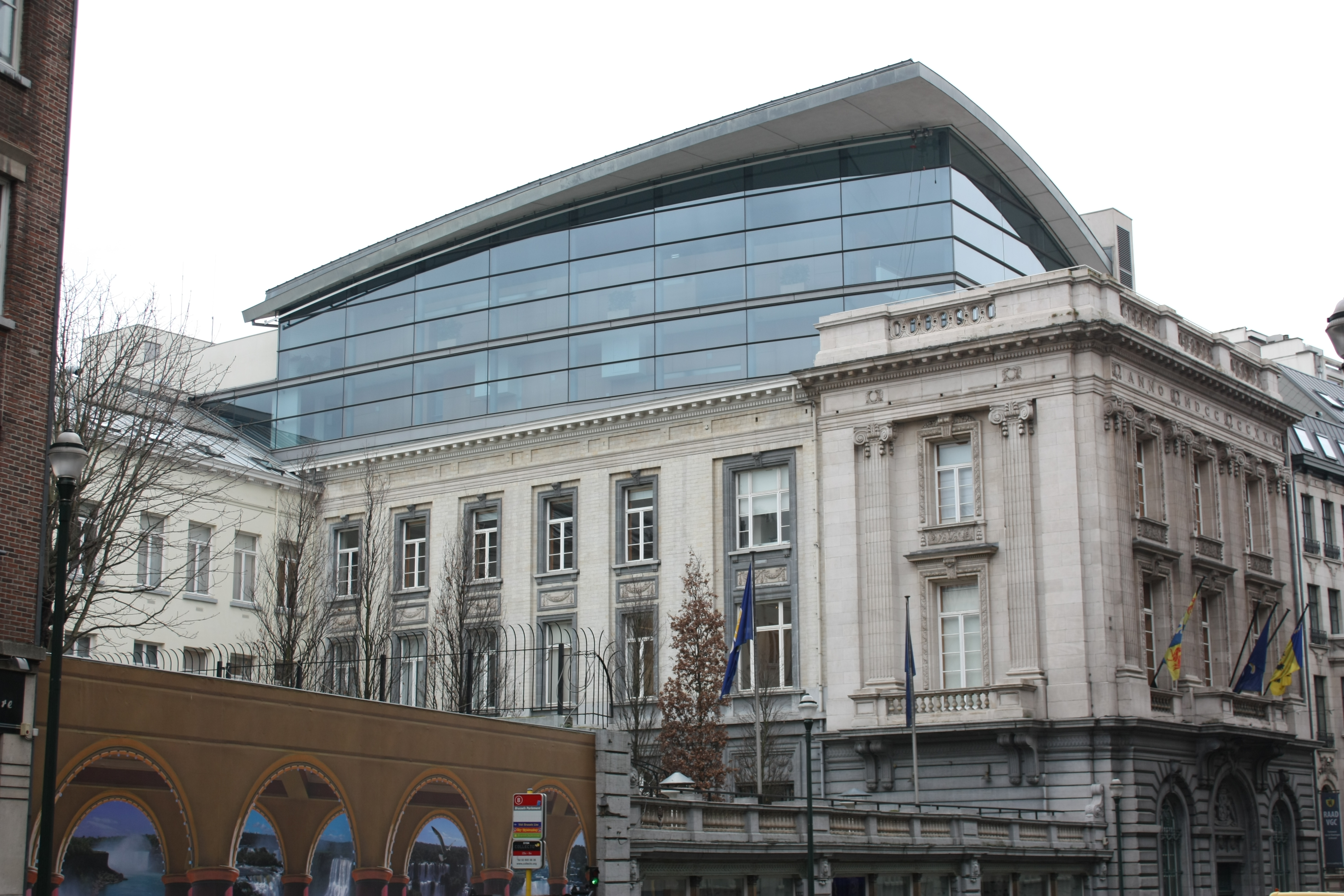
Брюссельський столичний регіон: Будівля Парламенту
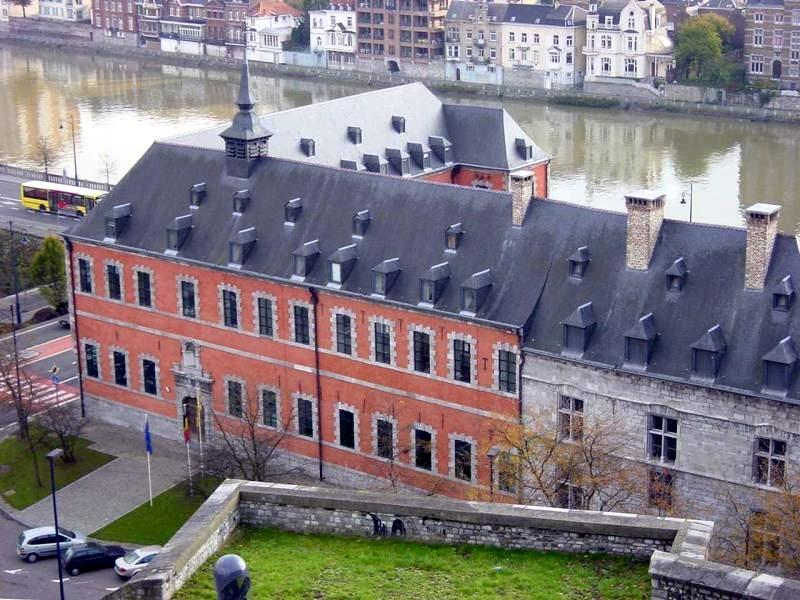
Валлонський регіон : Палац Сант-Жиль
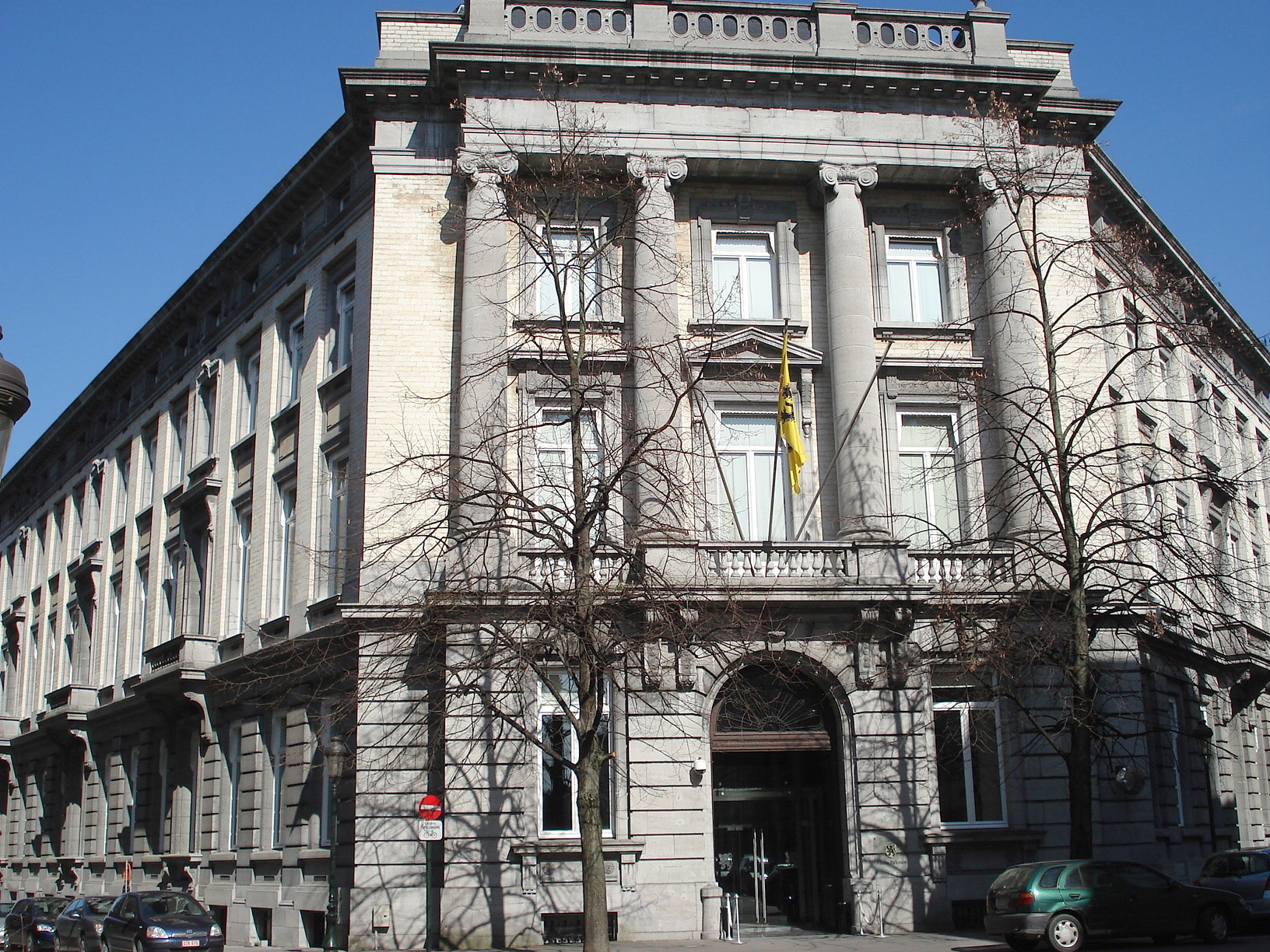
Фландрія: Будівля Парламенту
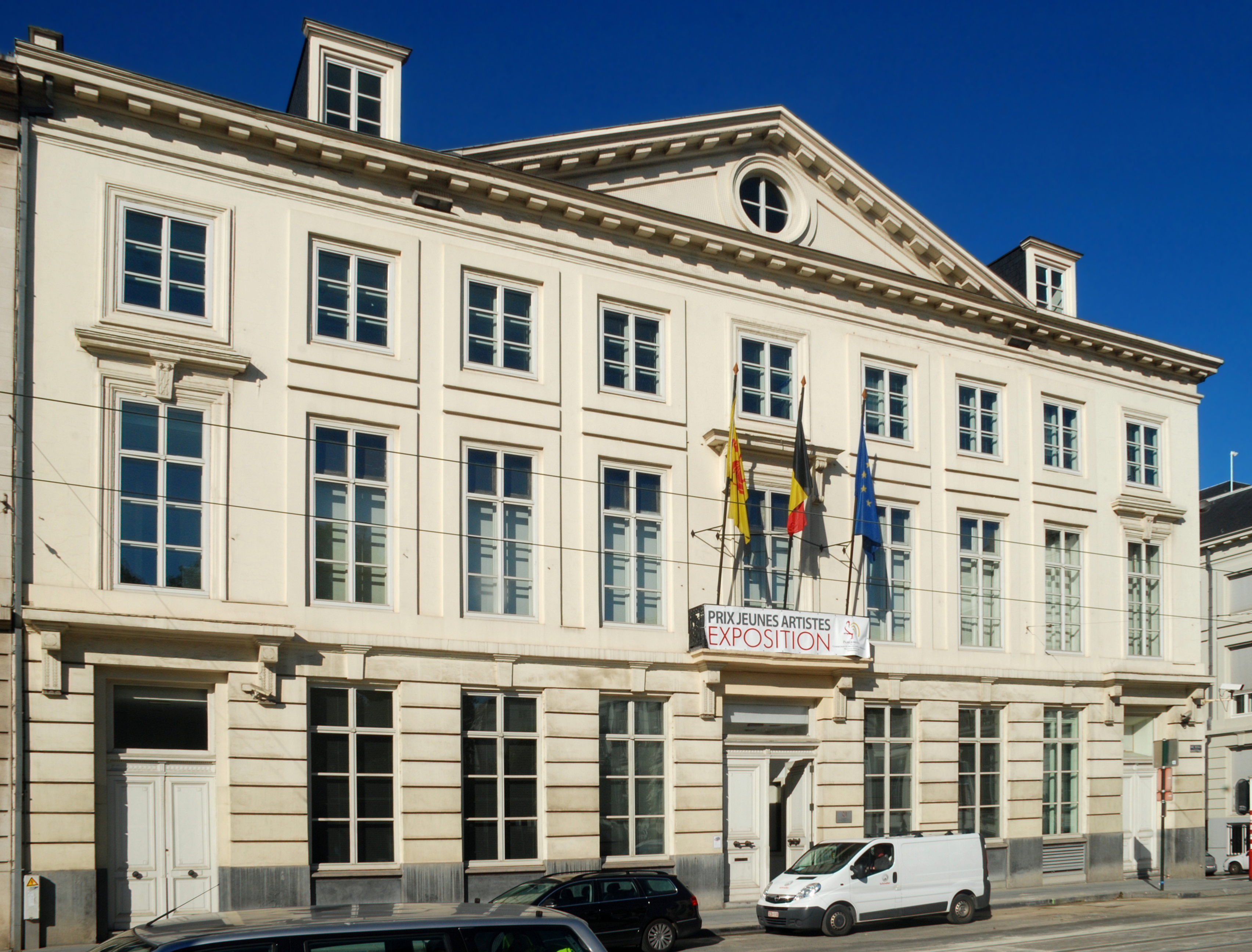
Французька громада: Палац Де-Ліньє (1777)
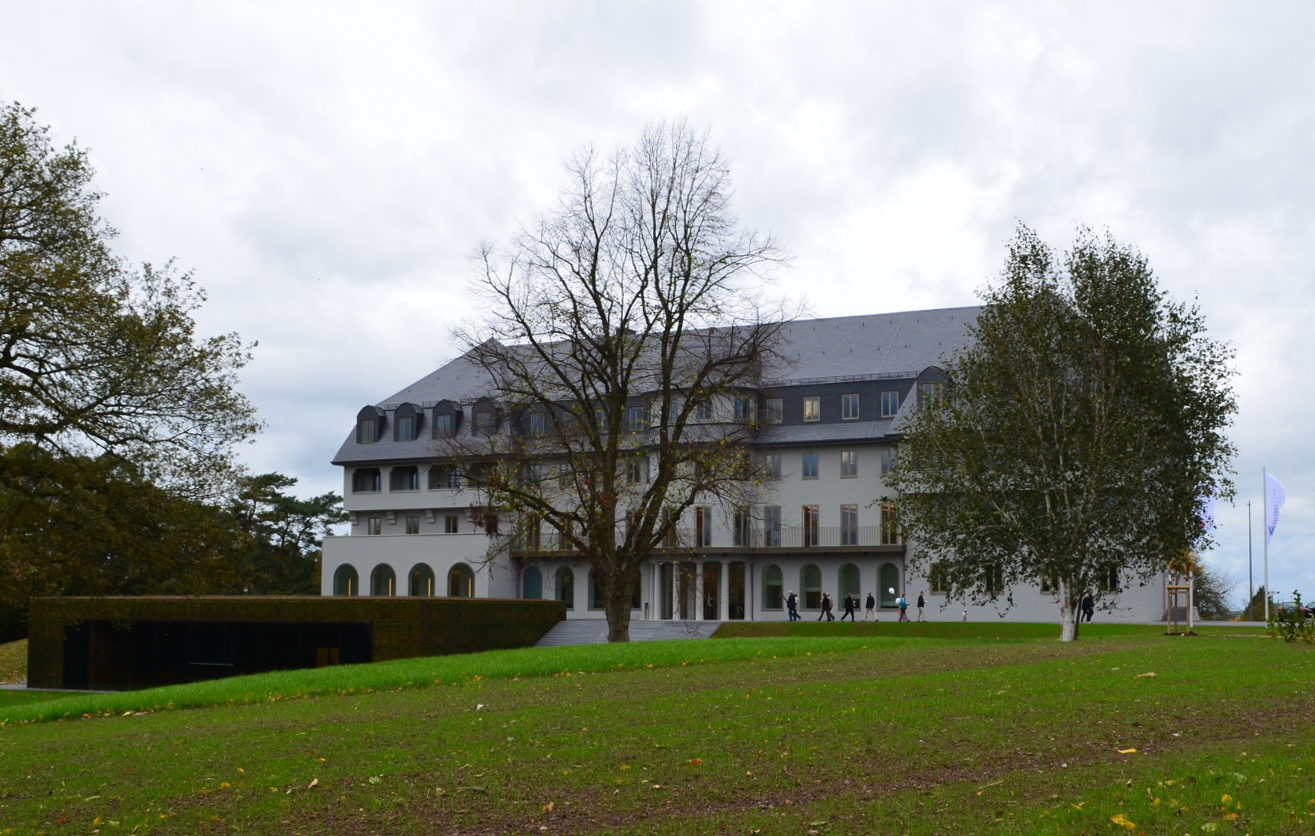
Німецькомовна громада : Будівля Парламенту

### Велика Британія

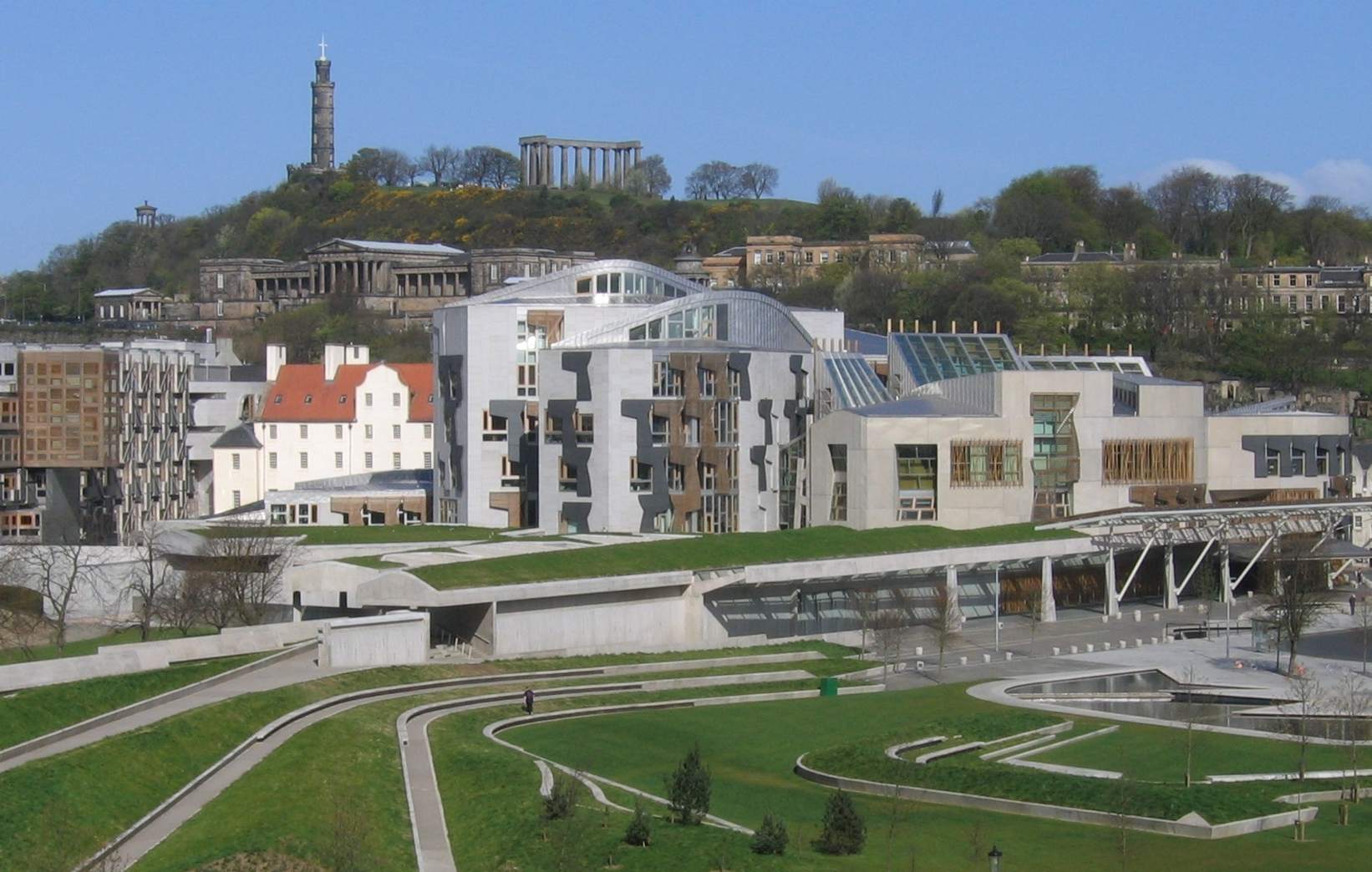
SCO: Будівля Парламенту (2004)
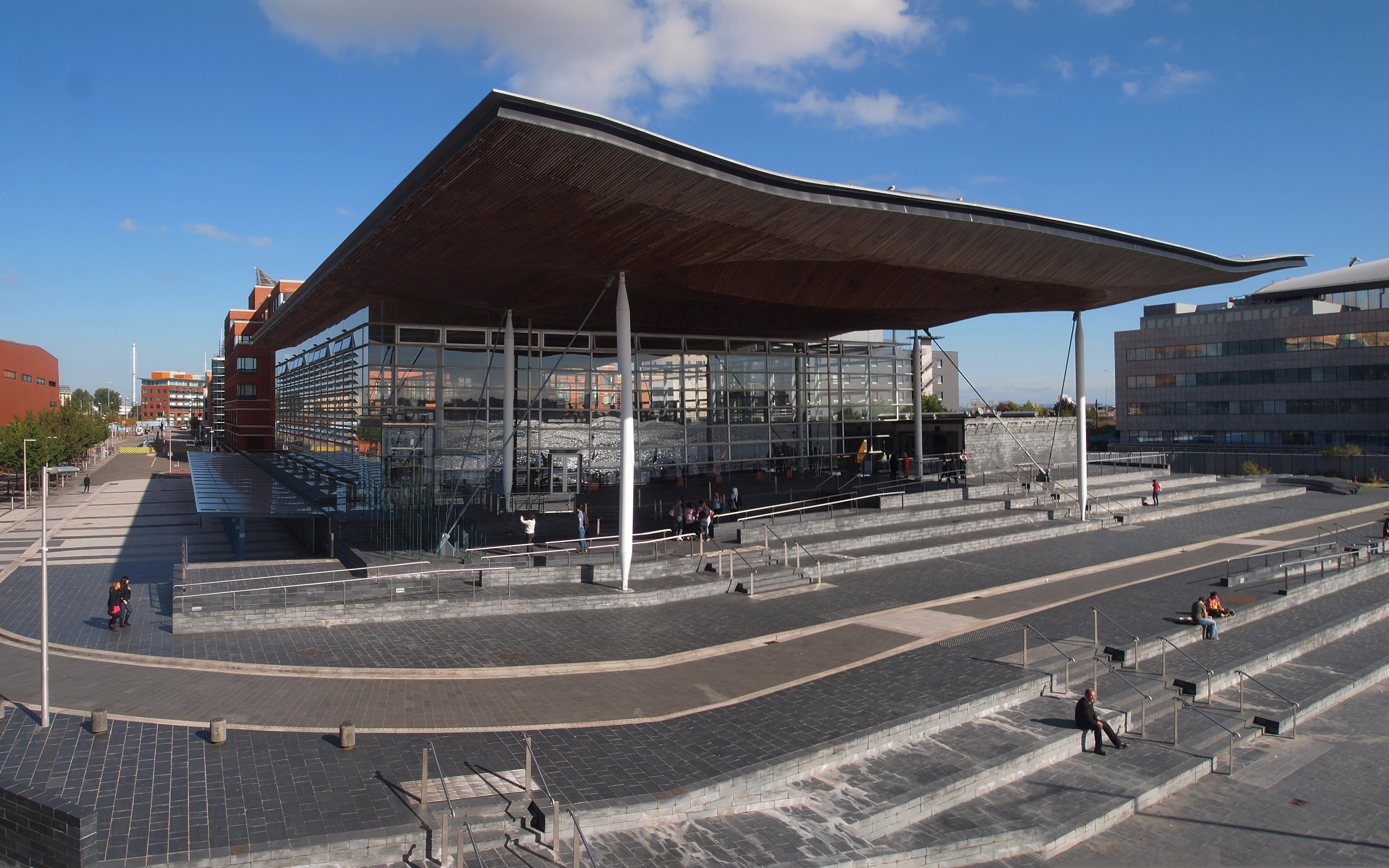
WAL: Будівля Сенедду (2006)
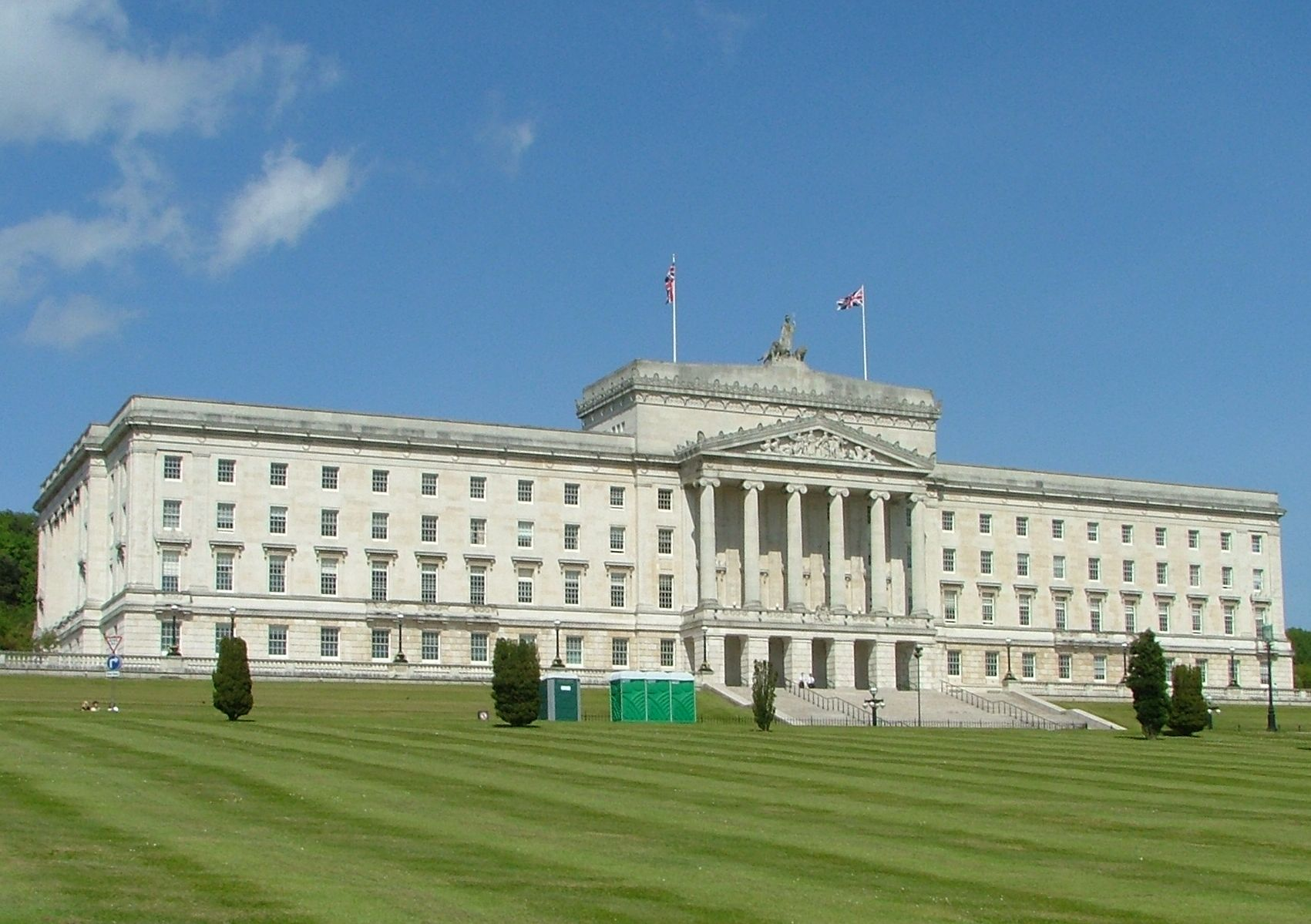
NIR: Будівля Парламенту (1933)
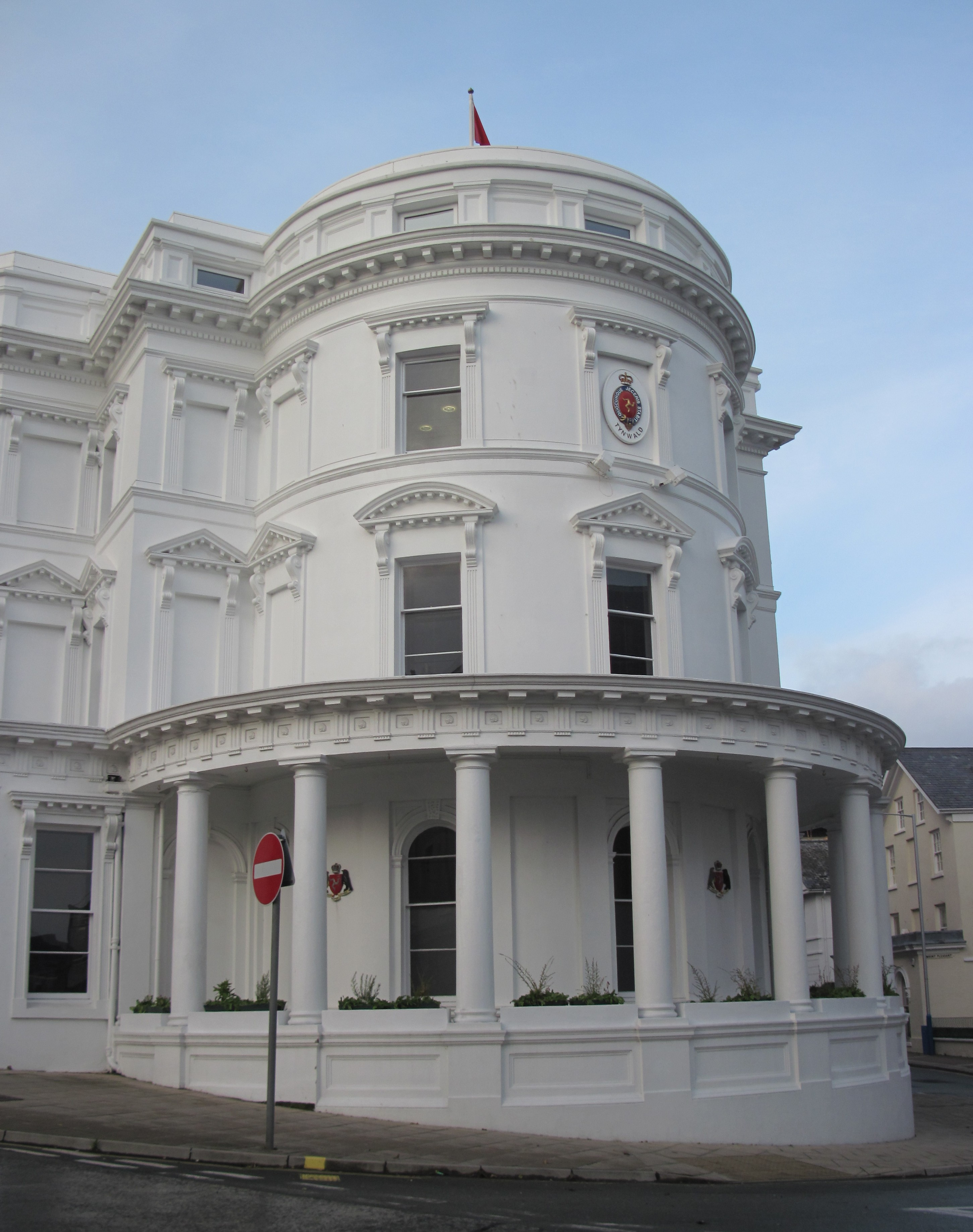
IMN: Законодавчий Дім (1887)
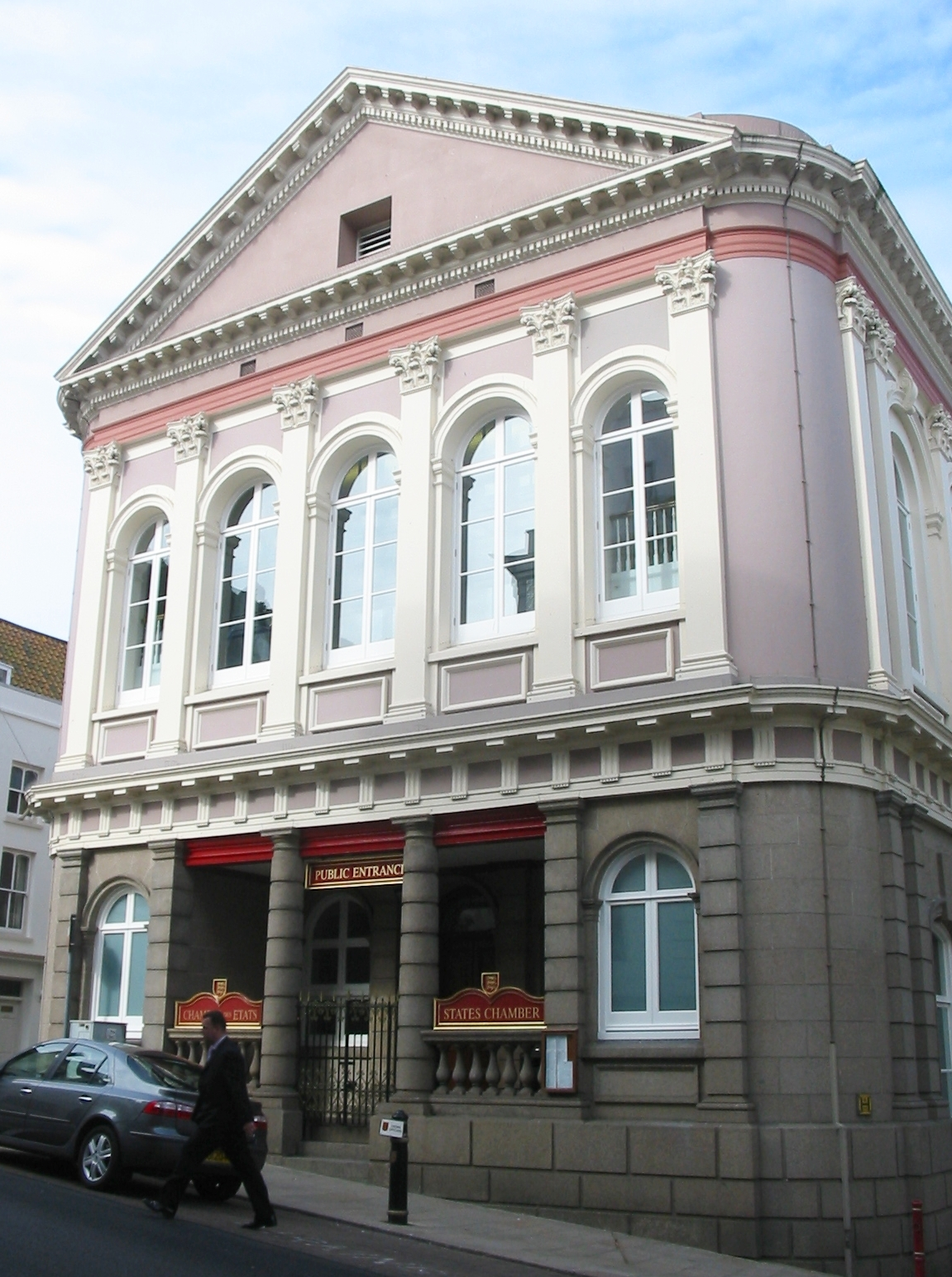
JEY: Державна Палата (1887)

- Шотландія:
Будівля Парламенту (2004)
- Уельс:
Будівля Сенедду (2006)
- Північна Ірландія:
Будівля Парламенту (1933)
- Острів Мен:
Законодавчий Дім (1887)
- Джерсі:
Державна Палата (1887)

### Канада

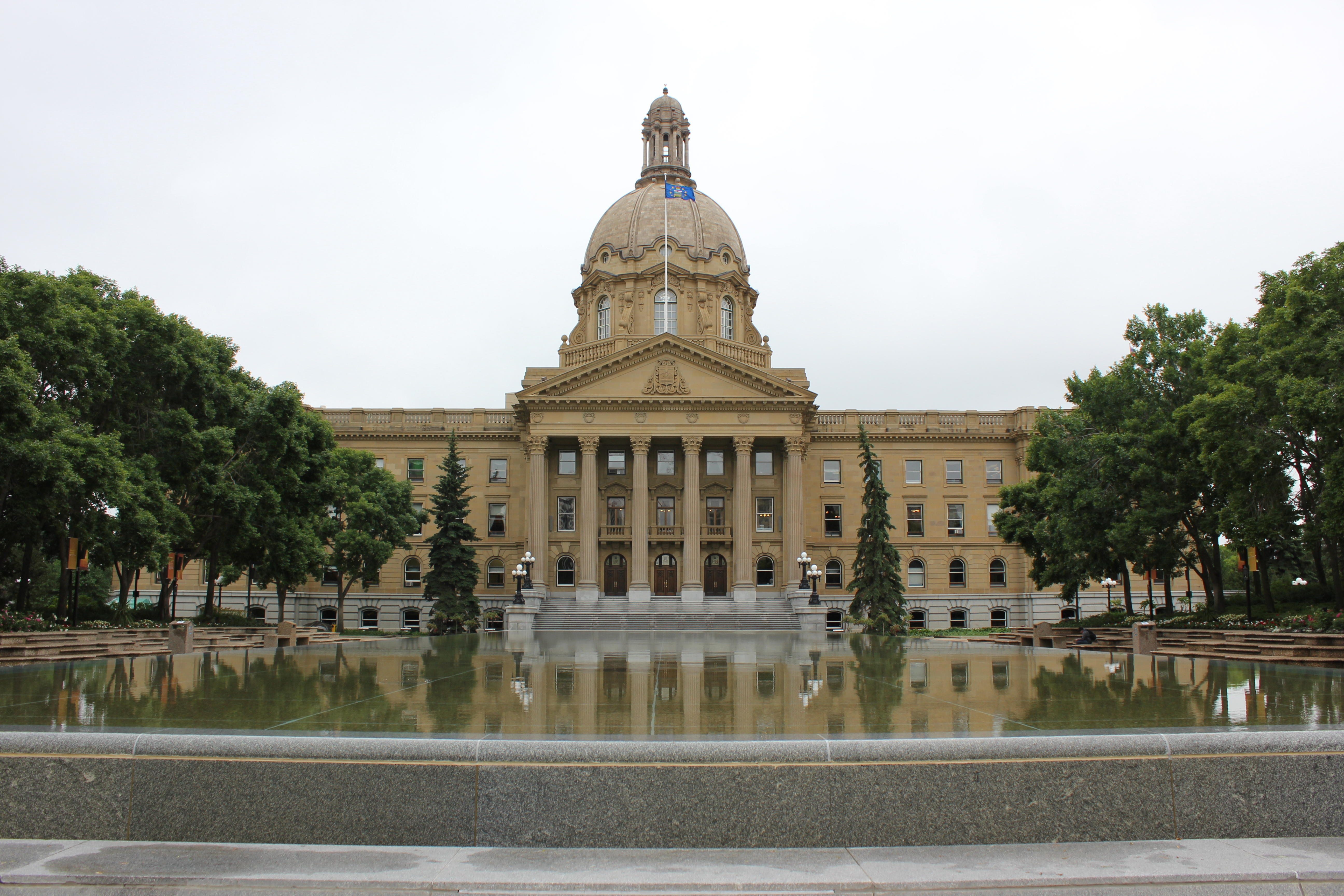
Будівля Легіслатури (1913)
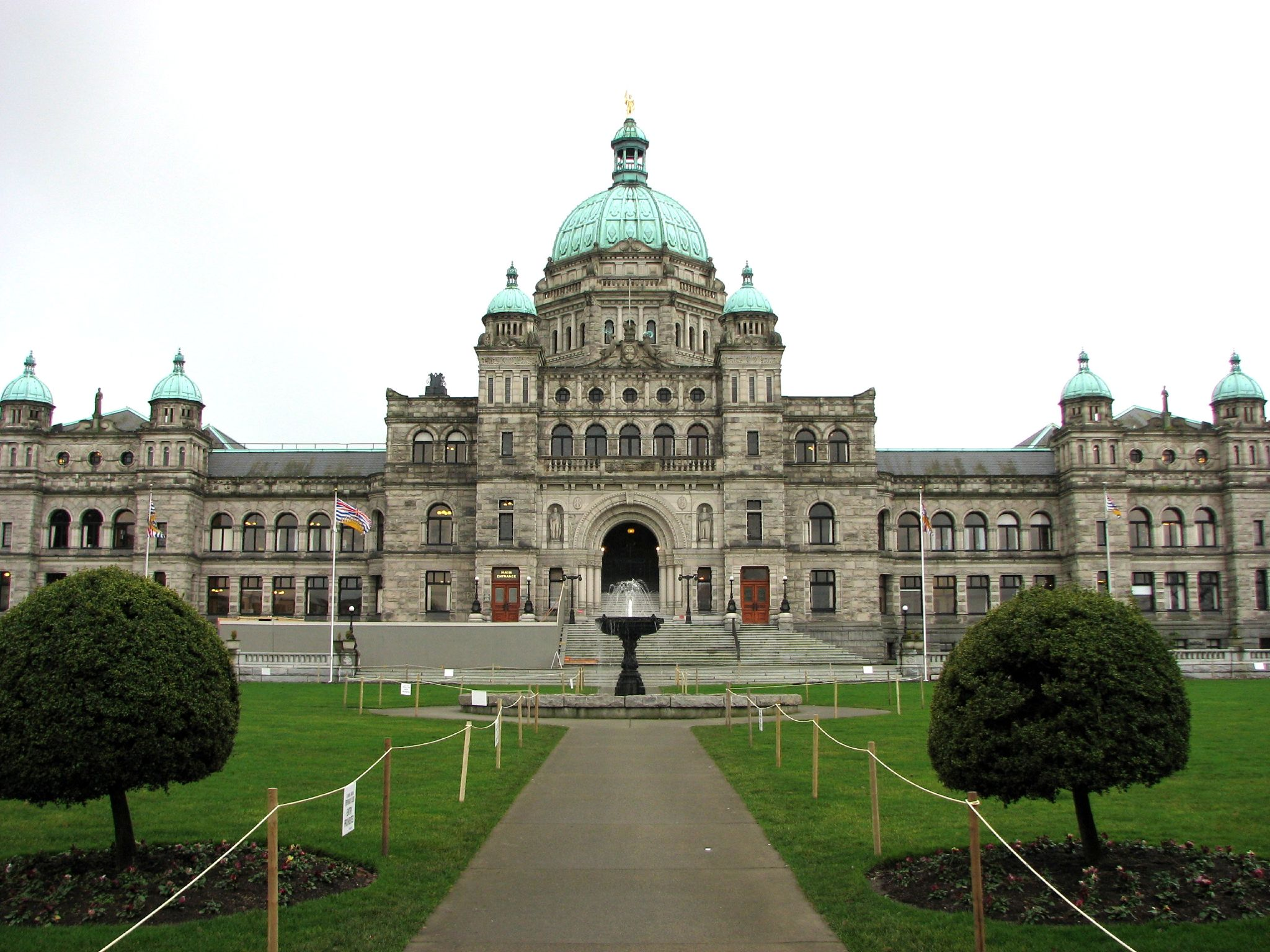
Будівля Парламенту (1897)
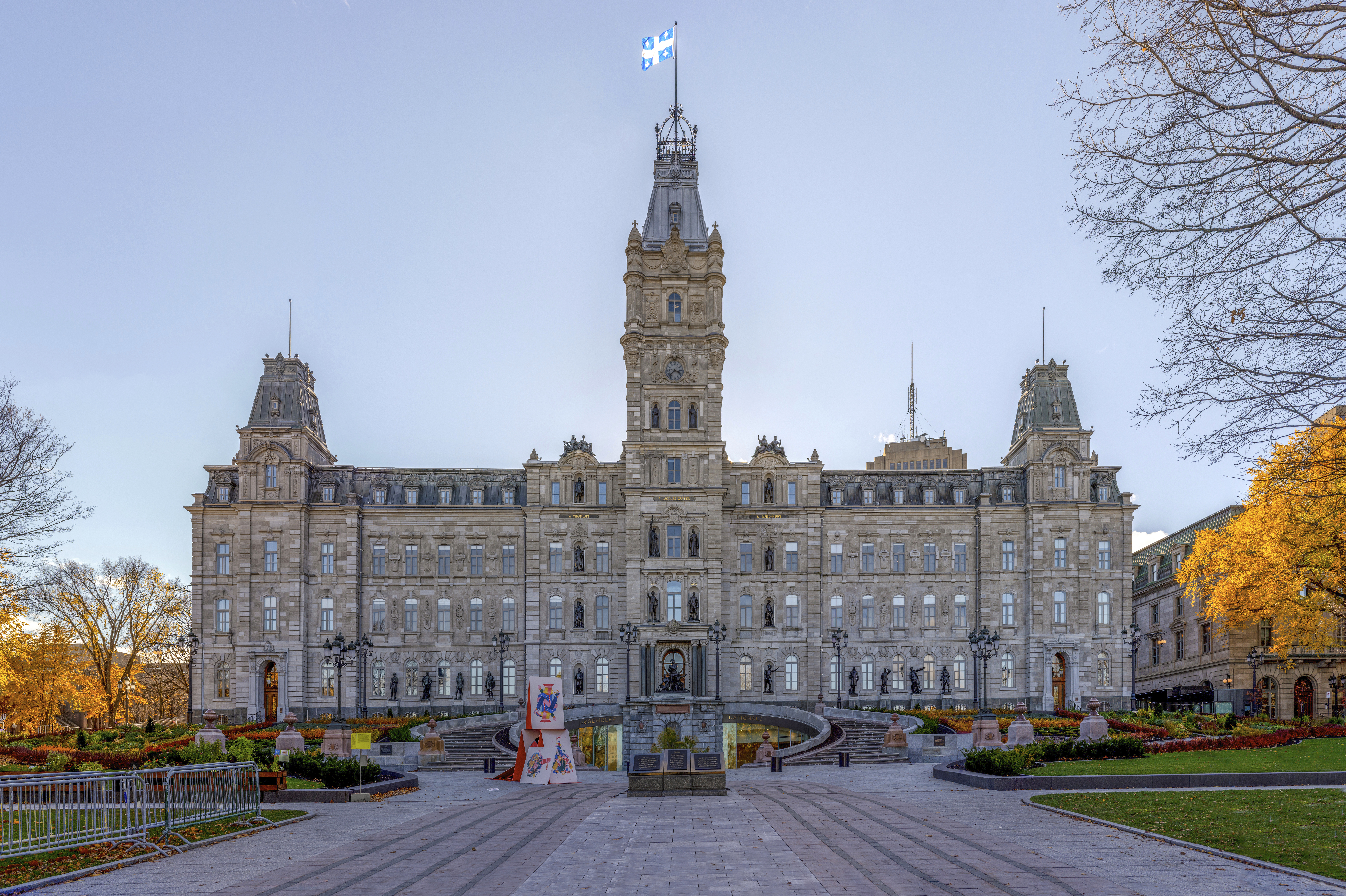
Будівля Парламенту (1886)
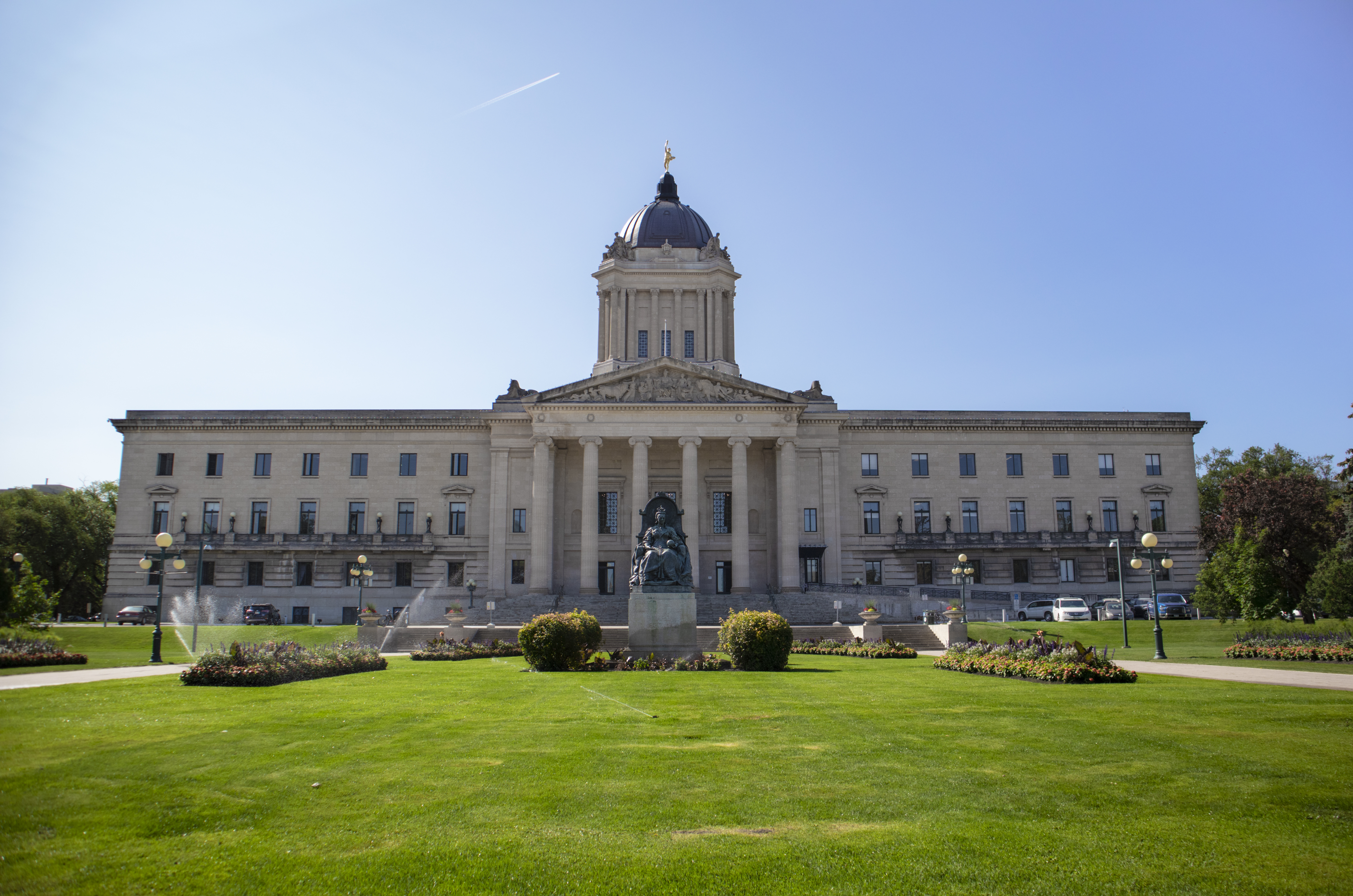
Будівля Легіслатури (1920)
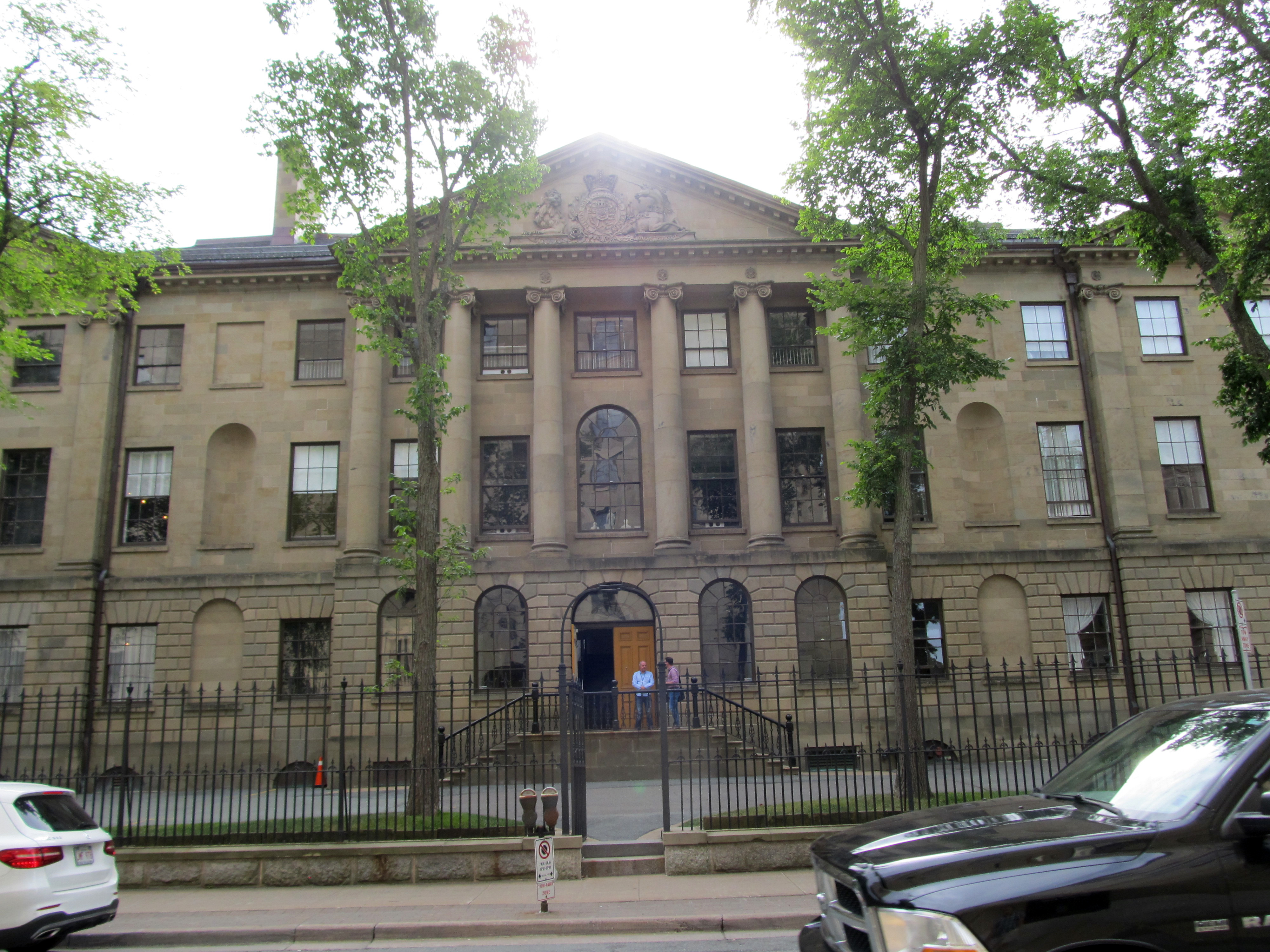
Провінс-Хаус (1819)
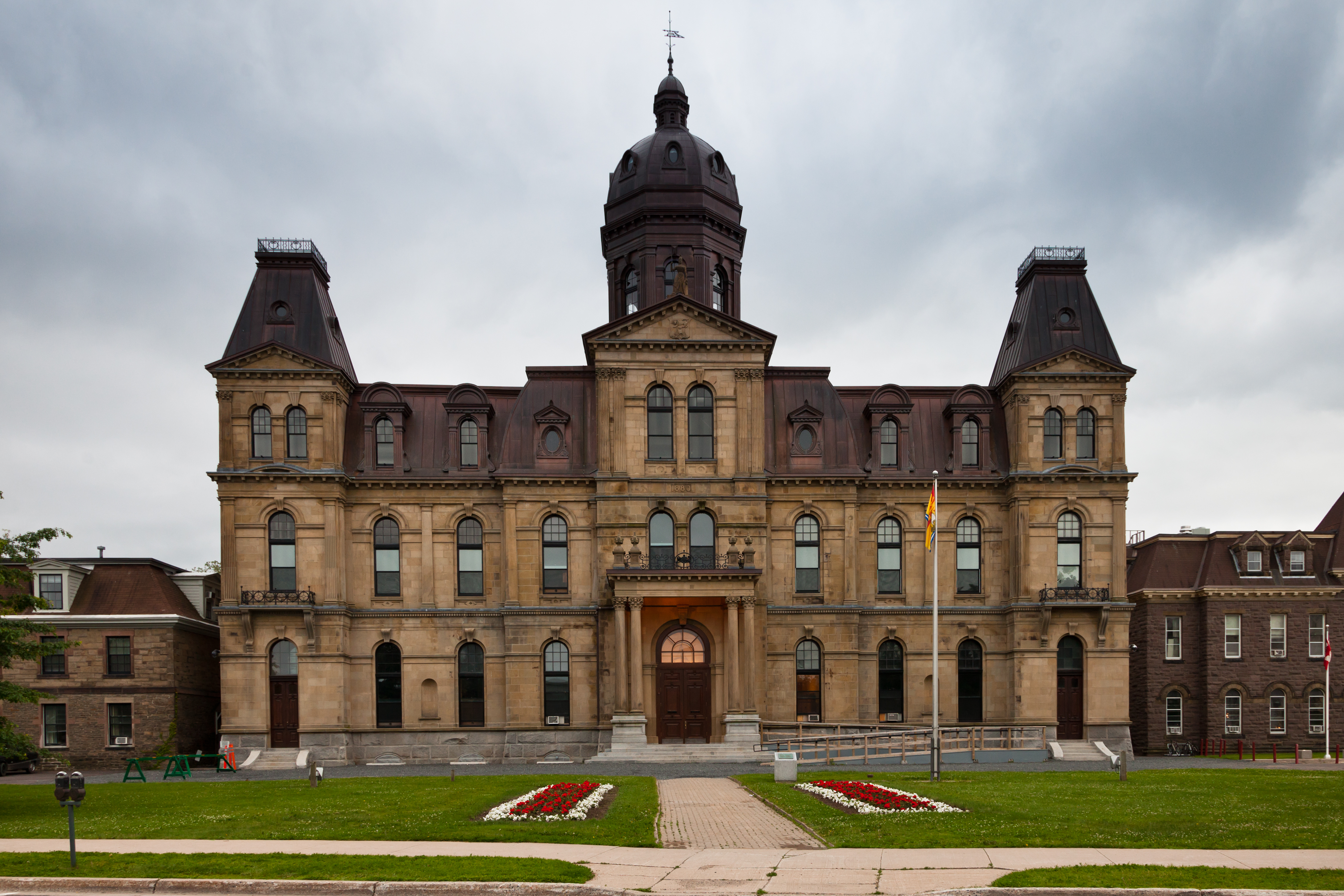
Будівля Легіслатури (1882)
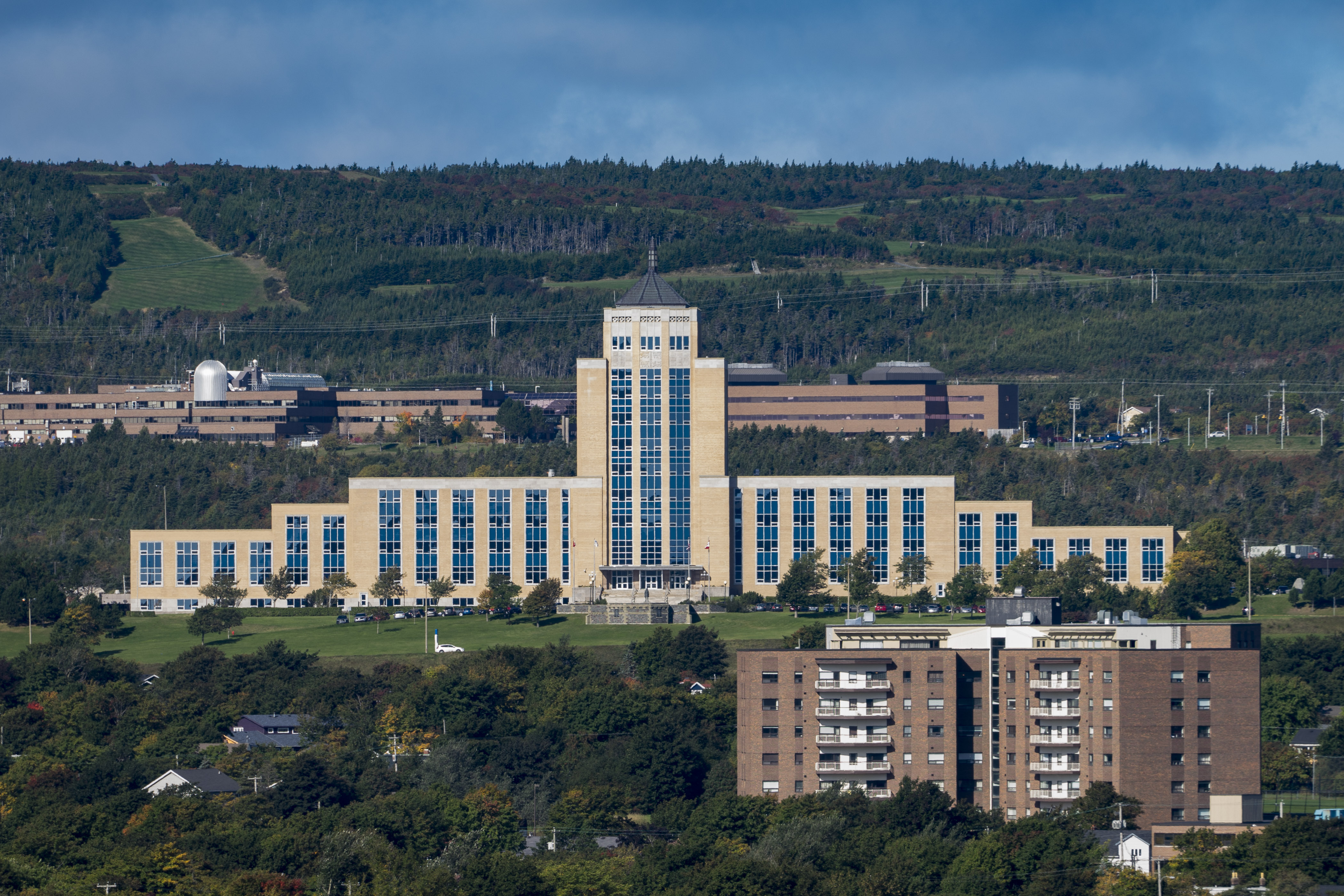
Будівля Конфедерації (1960)
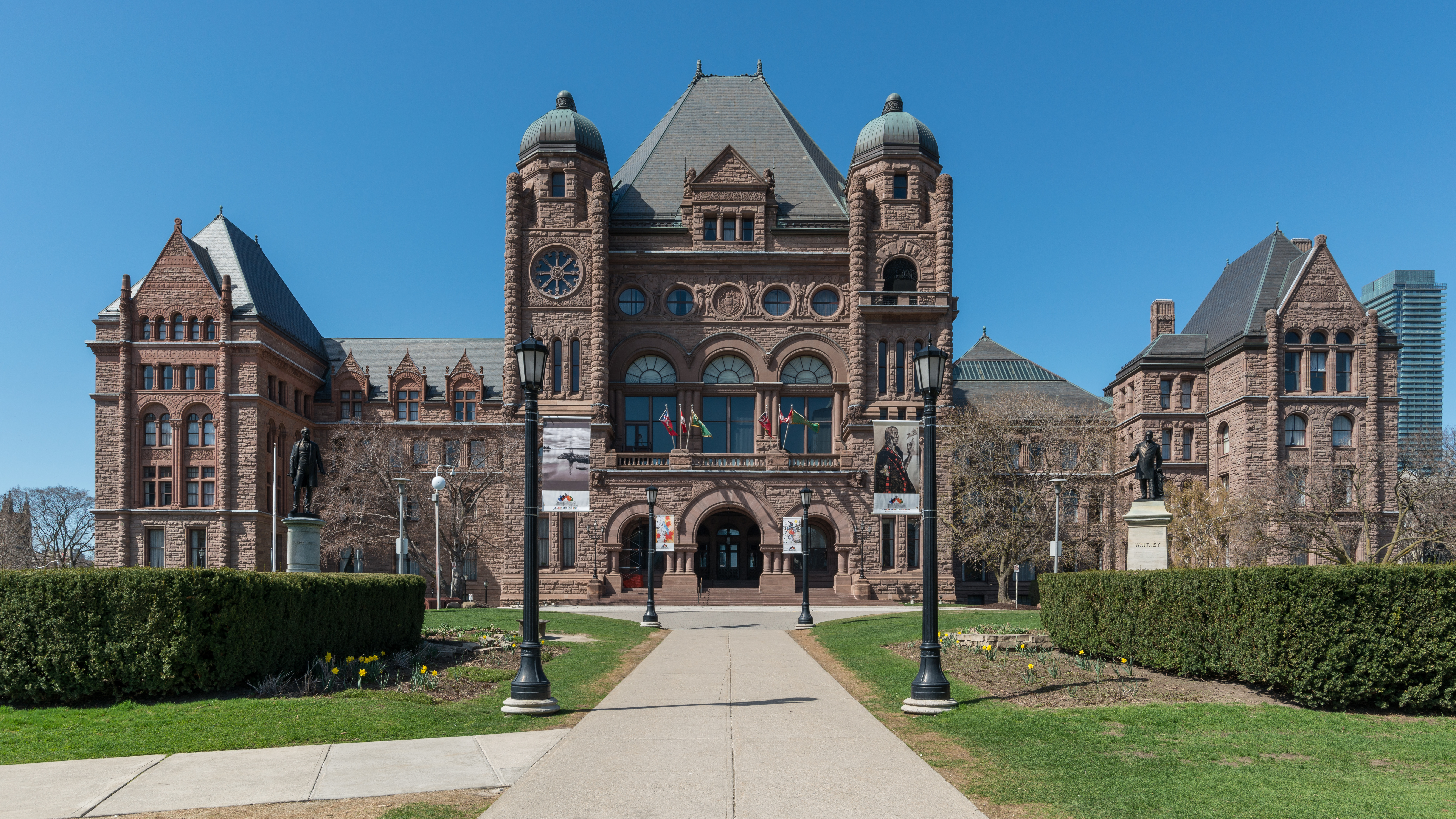
Будівля Легіслатури (1893)
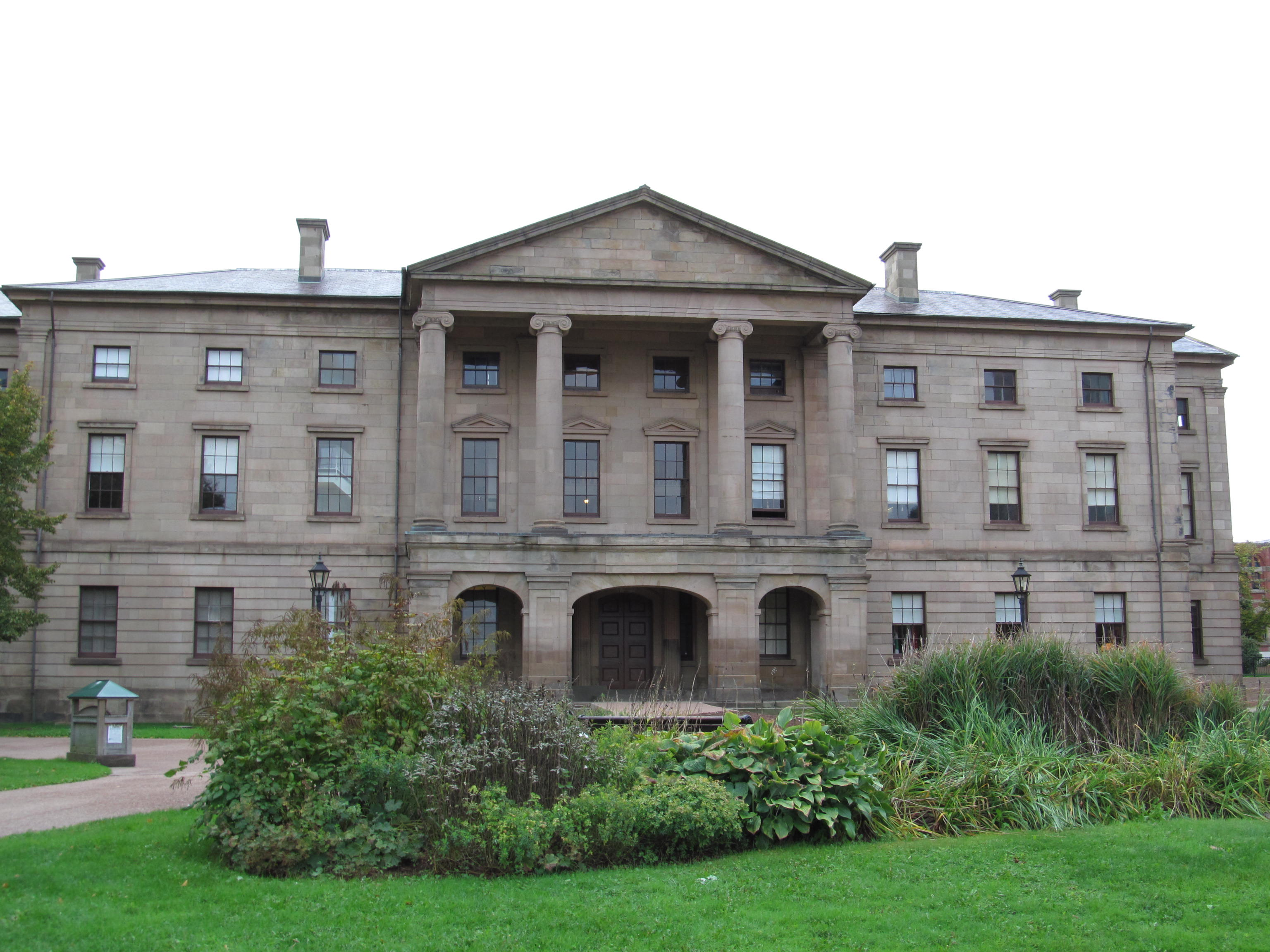
Провінс-Хаус (1847)
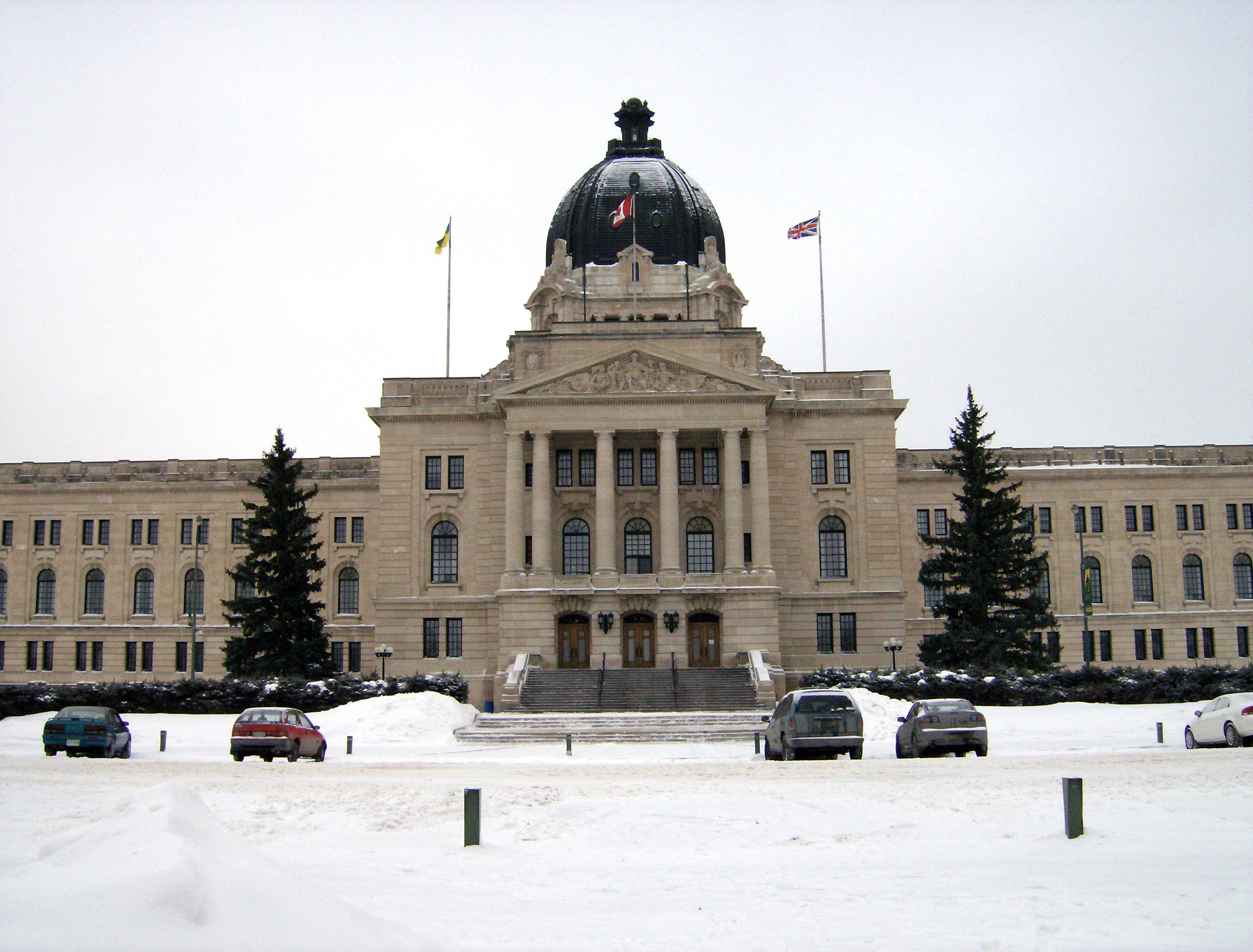
Законодавча будівля Саскачевану (1912)
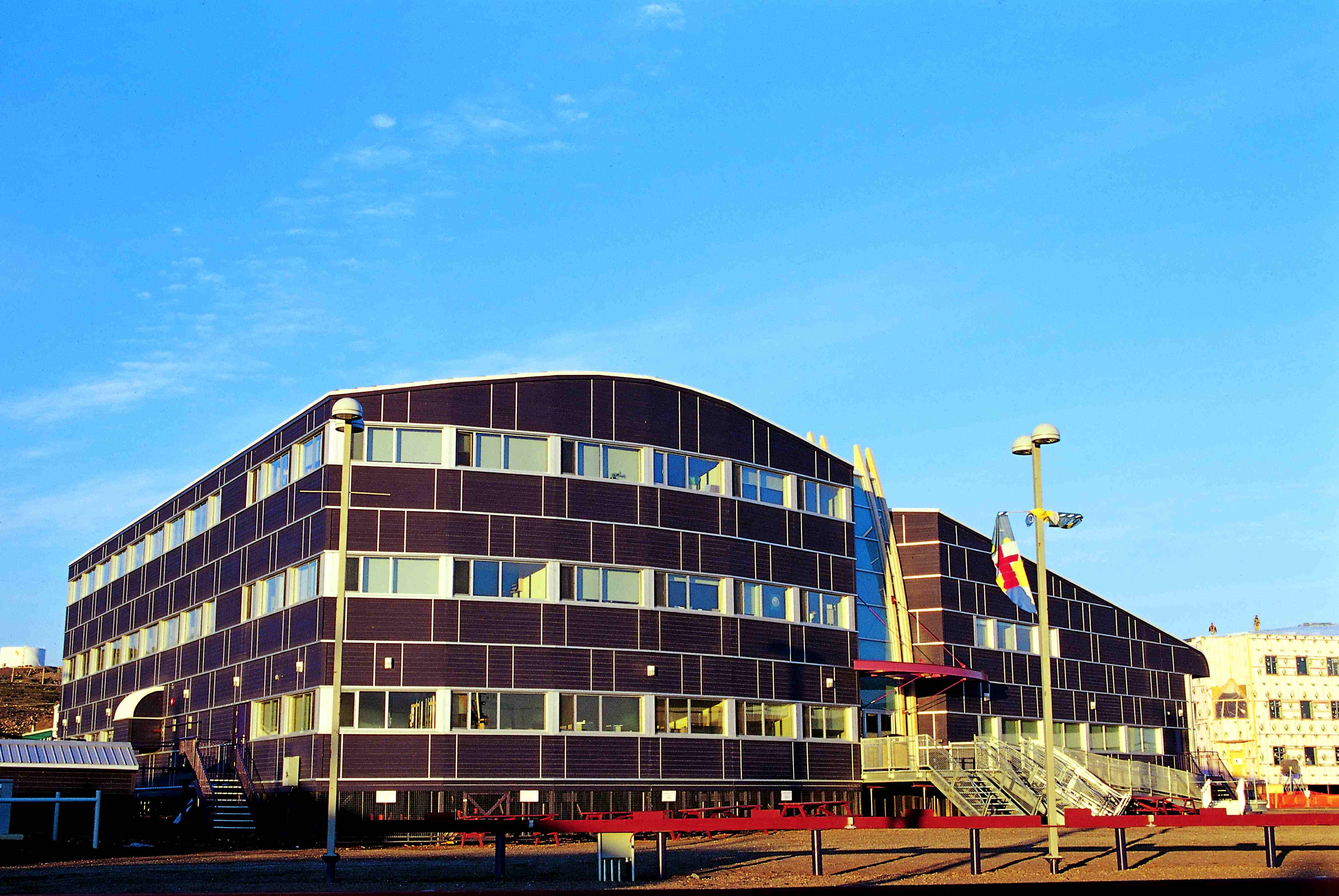
Будівля Легіслатури (1999)
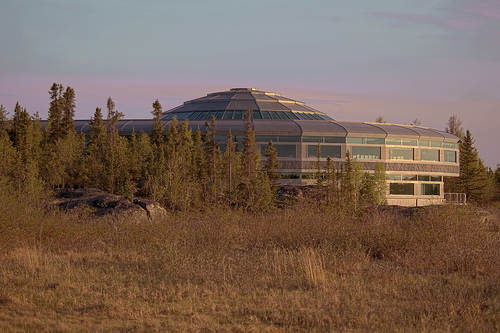
Будівля Легіслатури (1993)
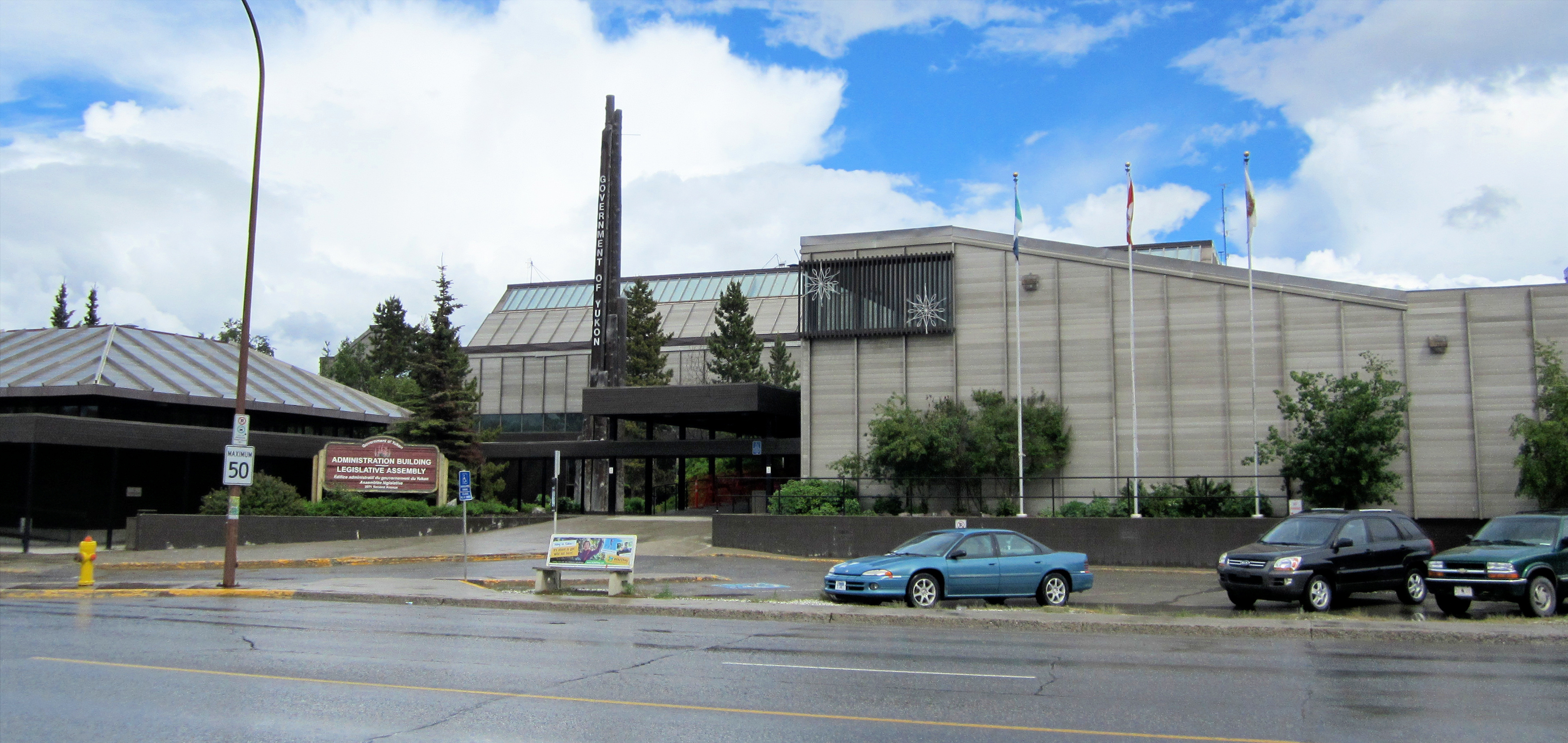
Будівля Легіслатури (1976)

- Альберта:
Будівля Легіслатури (1913)
- Британська Колумбія:
Будівля Парламенту (1897)
- Квебек:
Будівля Парламенту (1886)
- Манітоба:
Будівля Легіслатури (1920)
- Нова Шотландія:
Провінс-Хаус (1819)
- Нью-Брансвік:
Будівля Легіслатури (1882)
- Ньюфаундленд і Лабрадор:
Будівля Конфедерації (1960)
- Онтаріо:
Будівля Легіслатури (1893)
- Острів Принца Едварда:
Провінс-Хаус (1847)
- Саскачеван:
Законодавча будівля Саскачевану (1912)
- Нунавут :
Будівля Легіслатури (1999)
- Північно-Західні території :
Будівля Легіслатури (1993)
- Юкон:
Будівля Легіслатури (1976)

### Німеччина

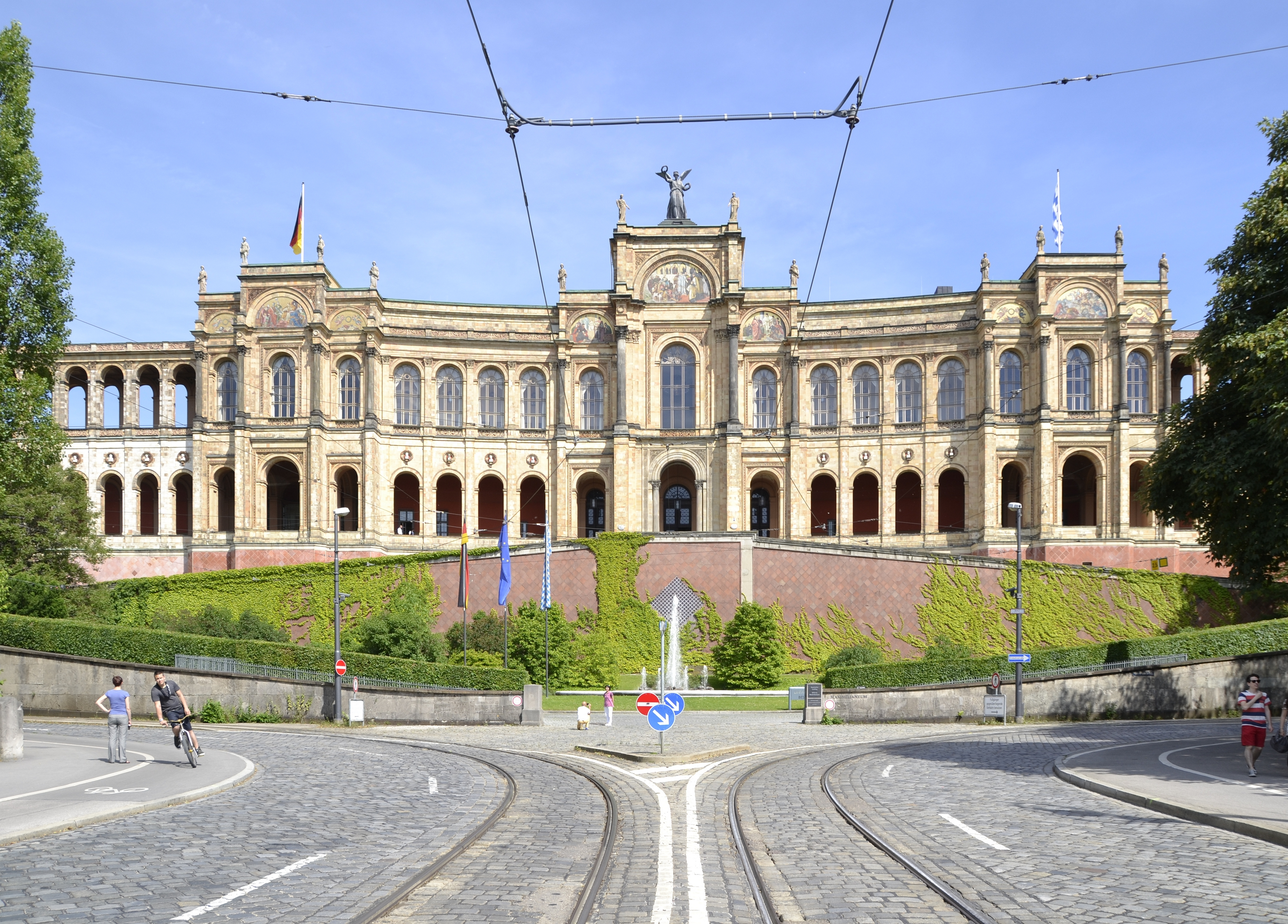
Максиміліанеум (1874)
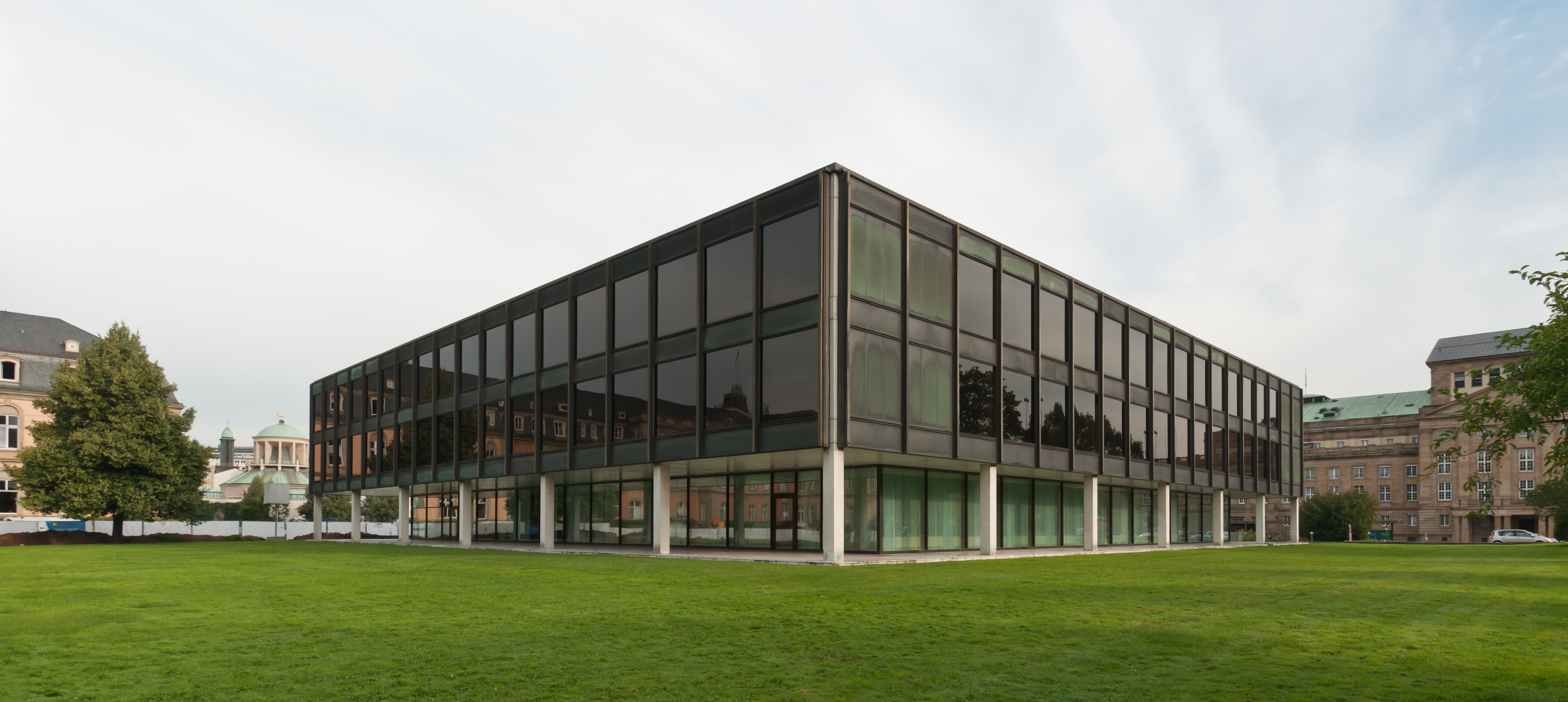
Будівля Ландтагу
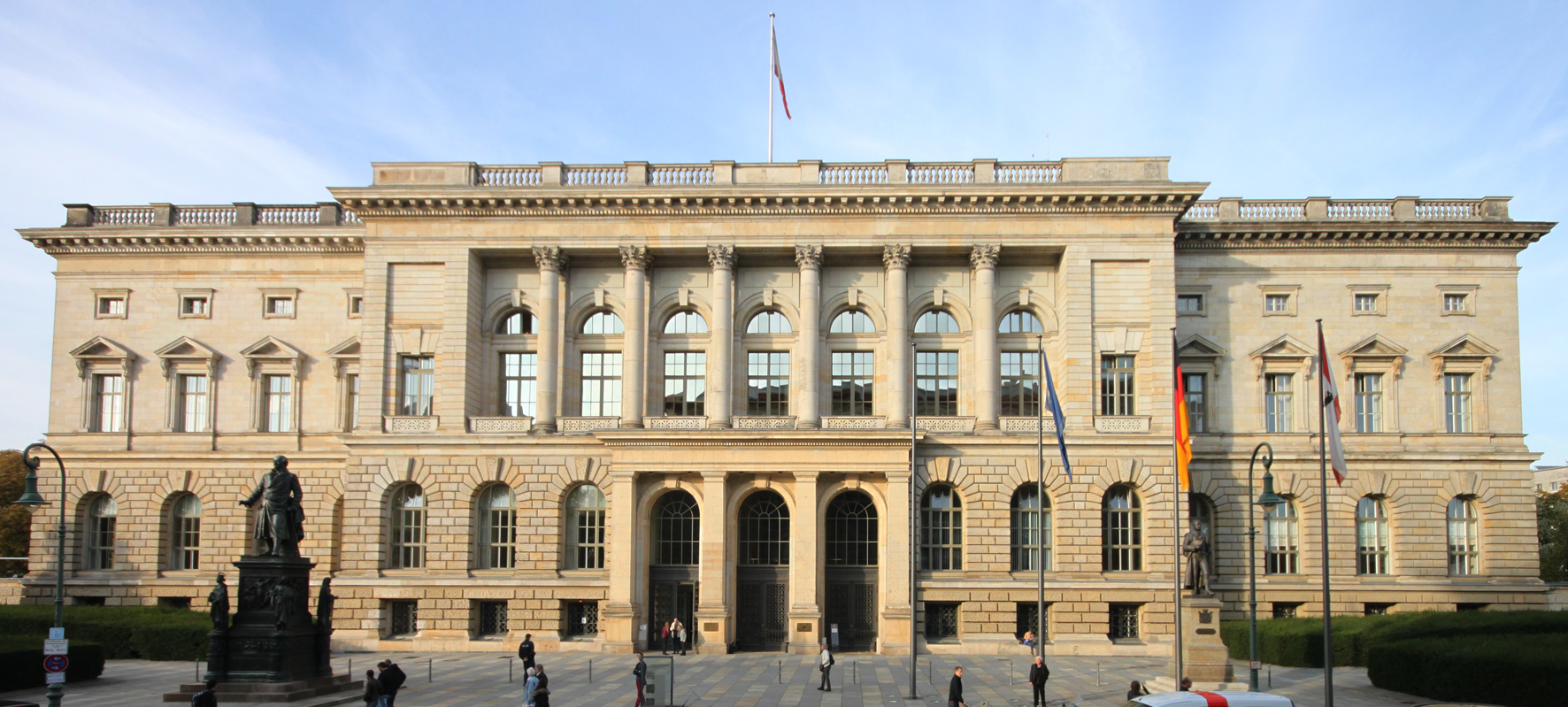
Будівля пруського парламенту (1899)
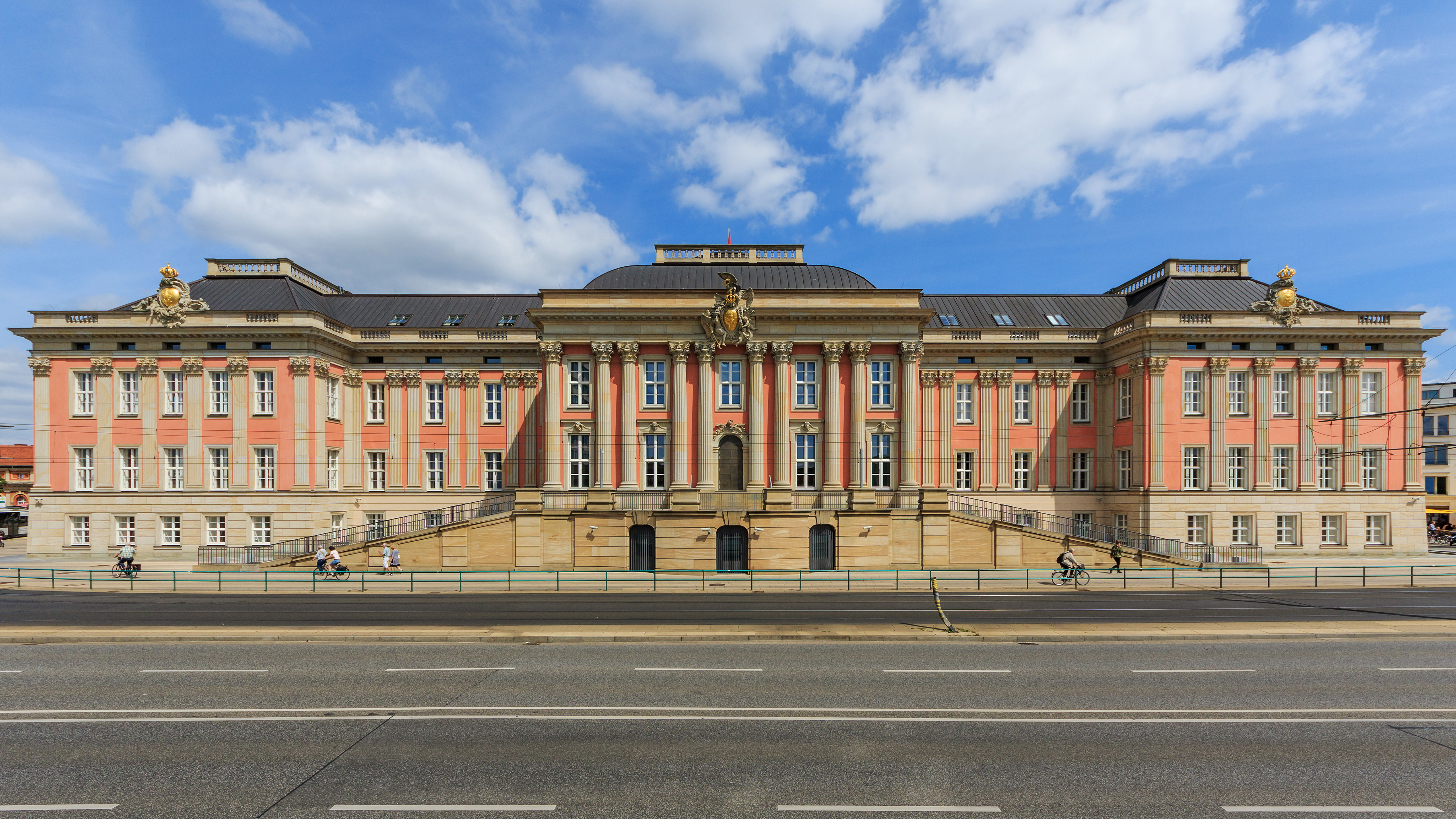
Потсдамський міський палац (1674)
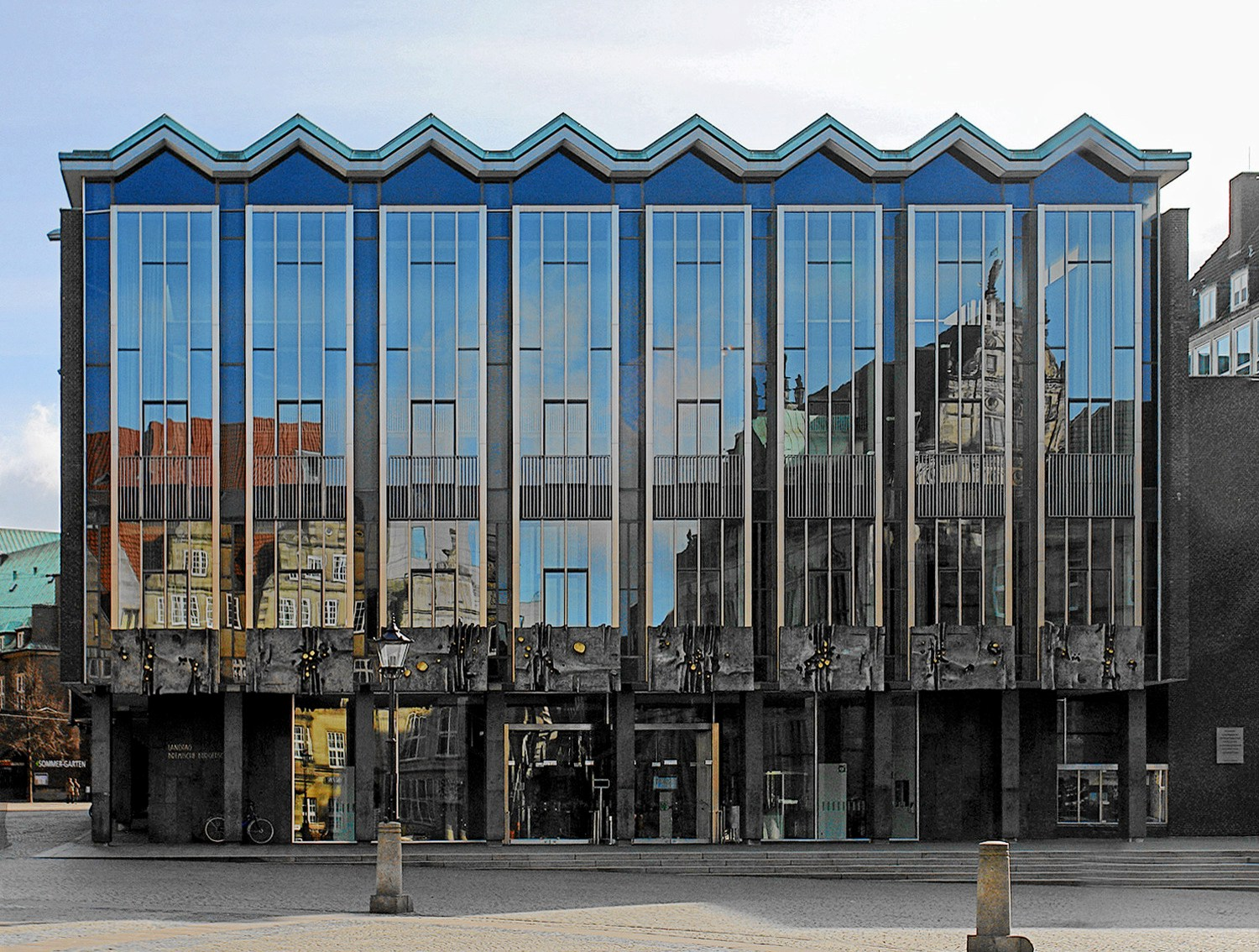
Будівля міського парламенту
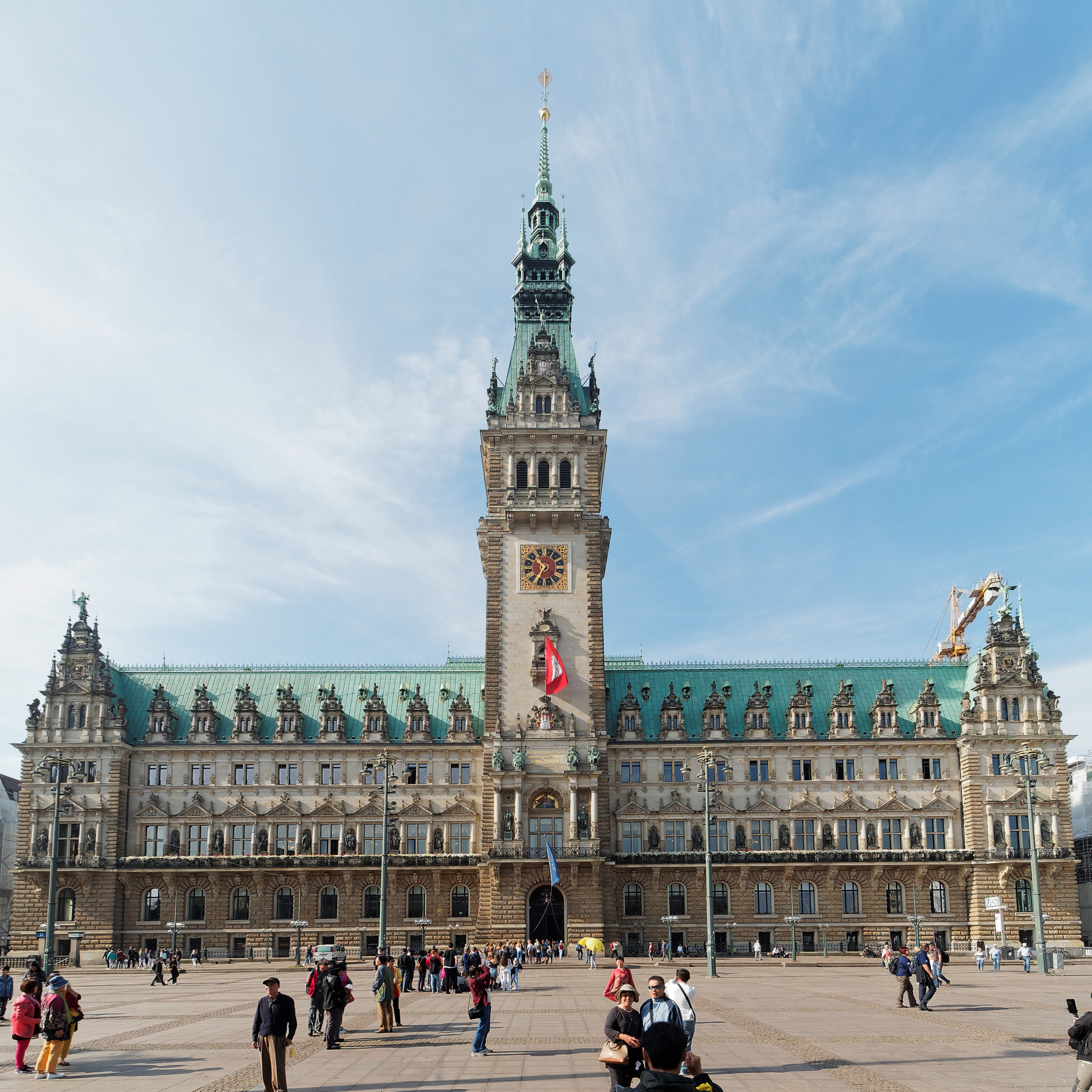
Гамбурзька ратуша (1897)
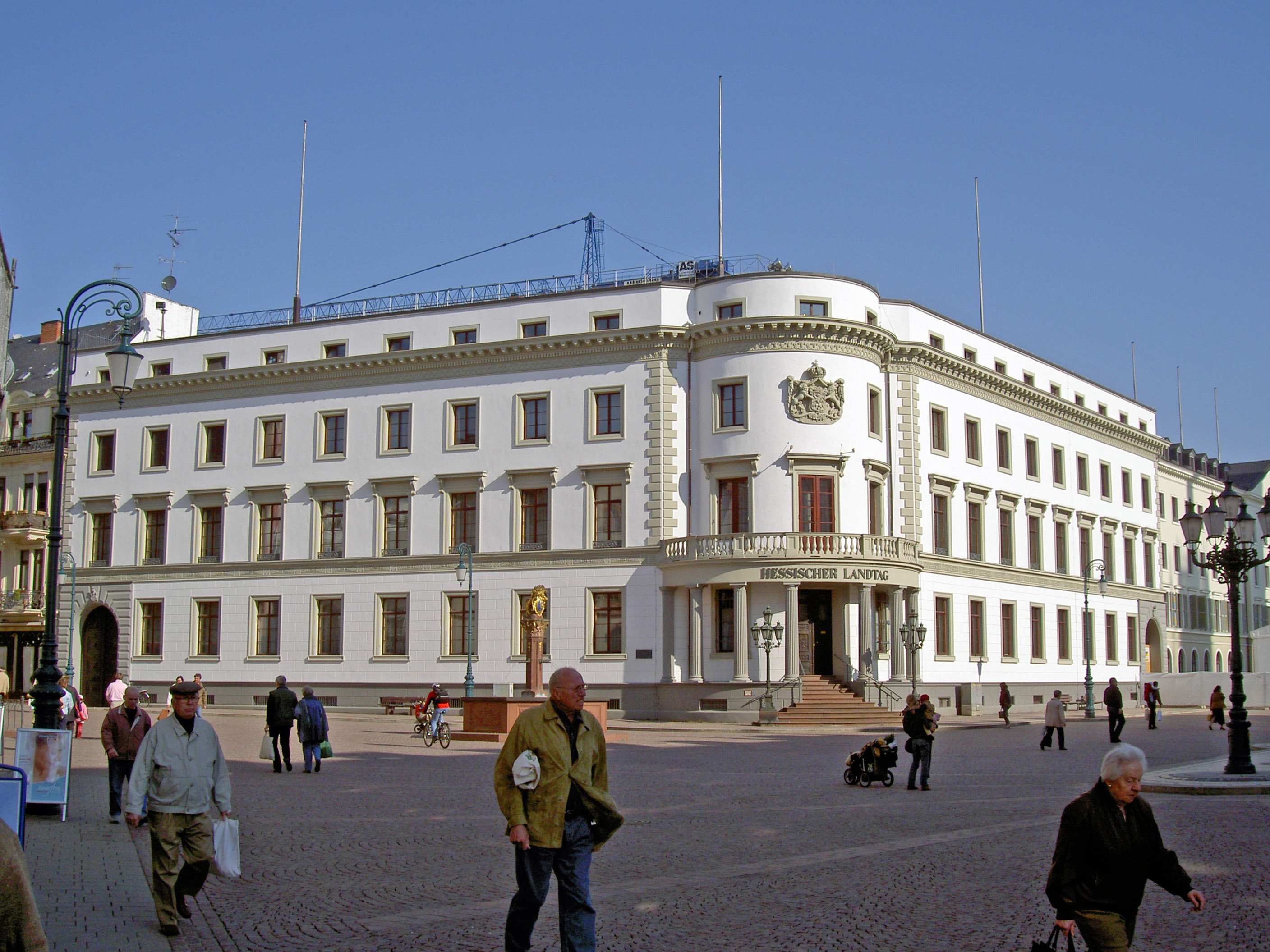
Вісбаденський міський палац (1841)
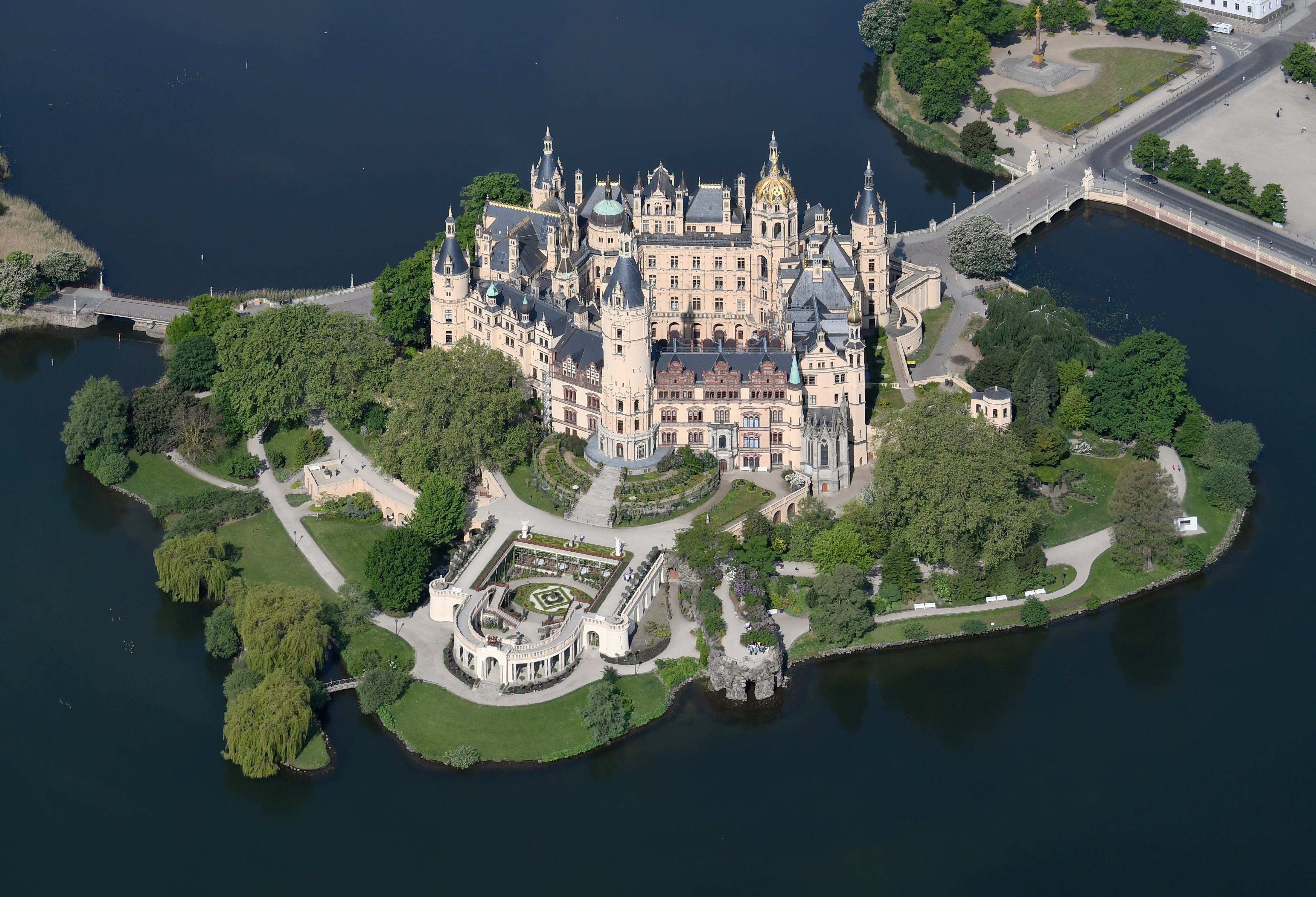
Шверінський замок (1857)
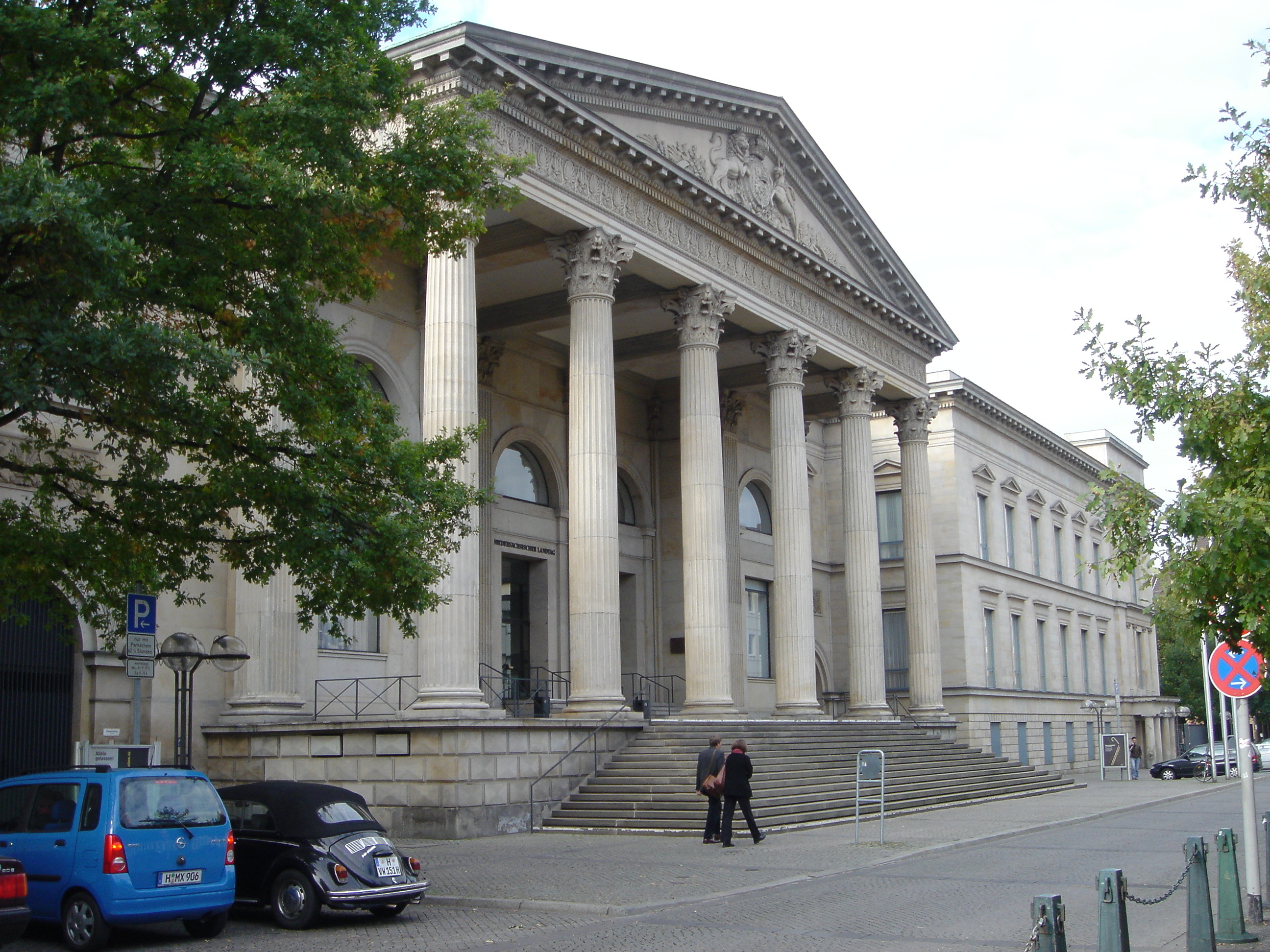
Лайнський палац (1637)
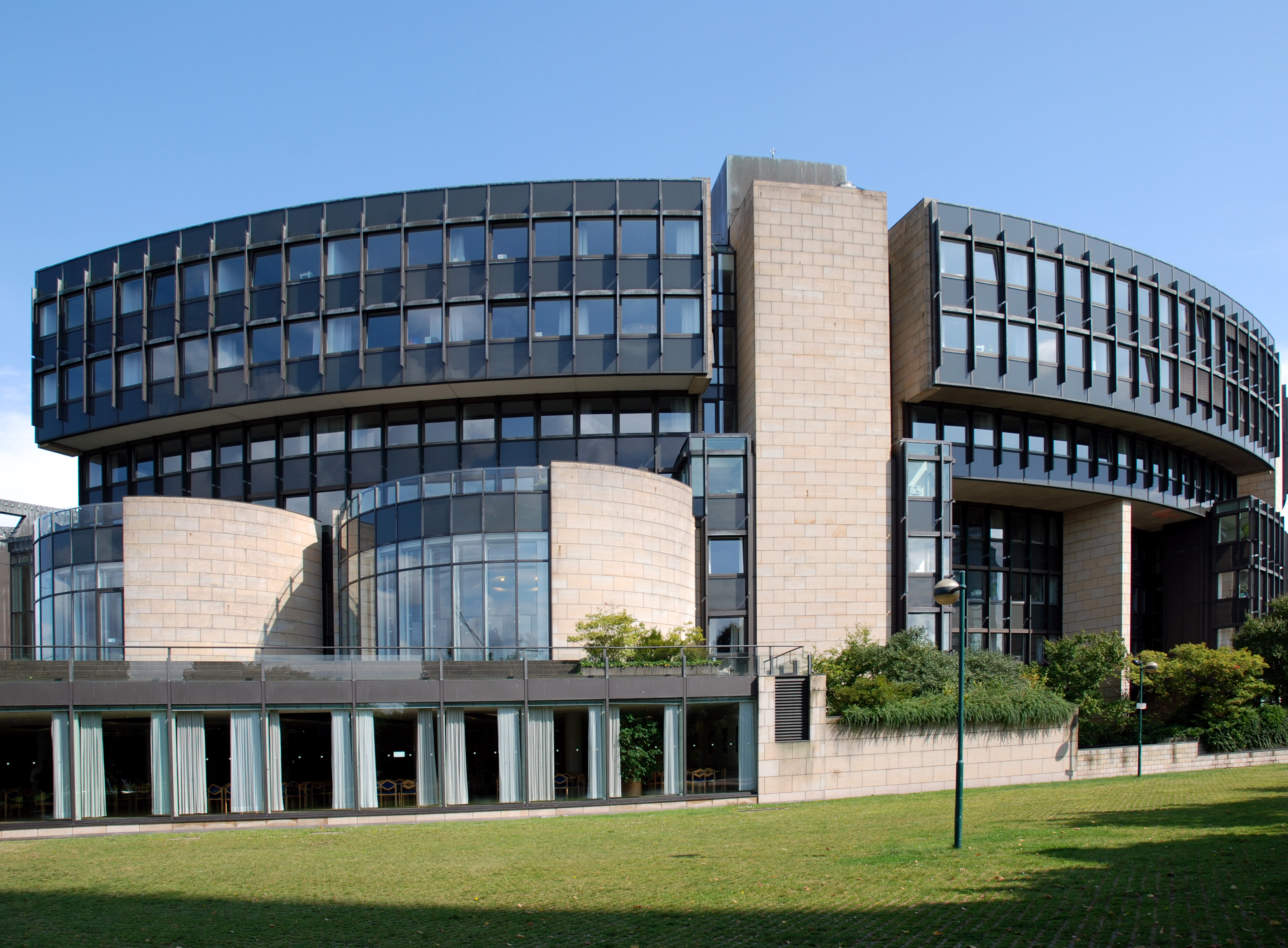
Будівля Ландтагу
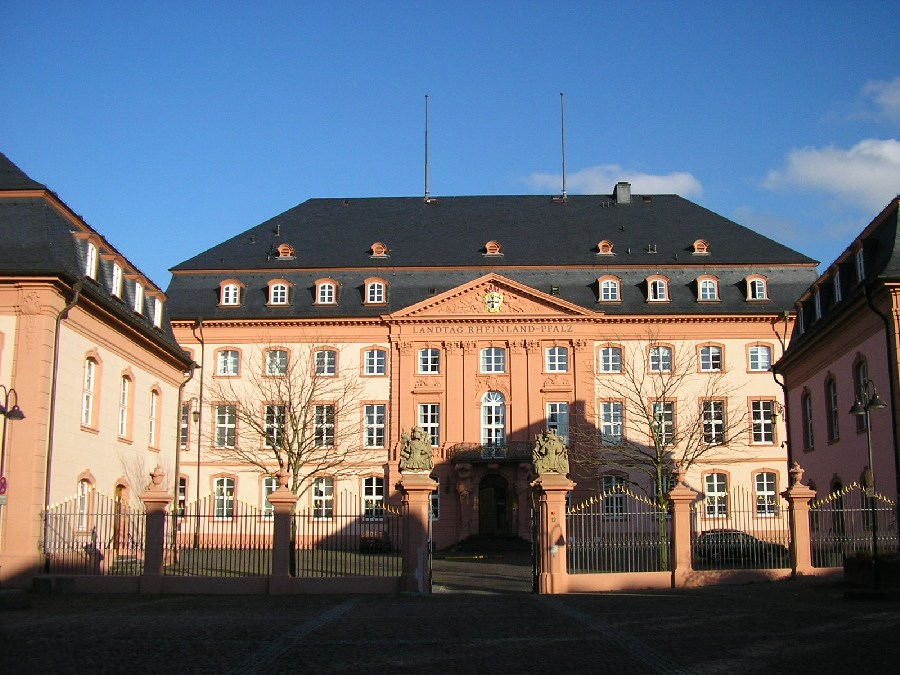
Палац Тевтонського ордену (1730)
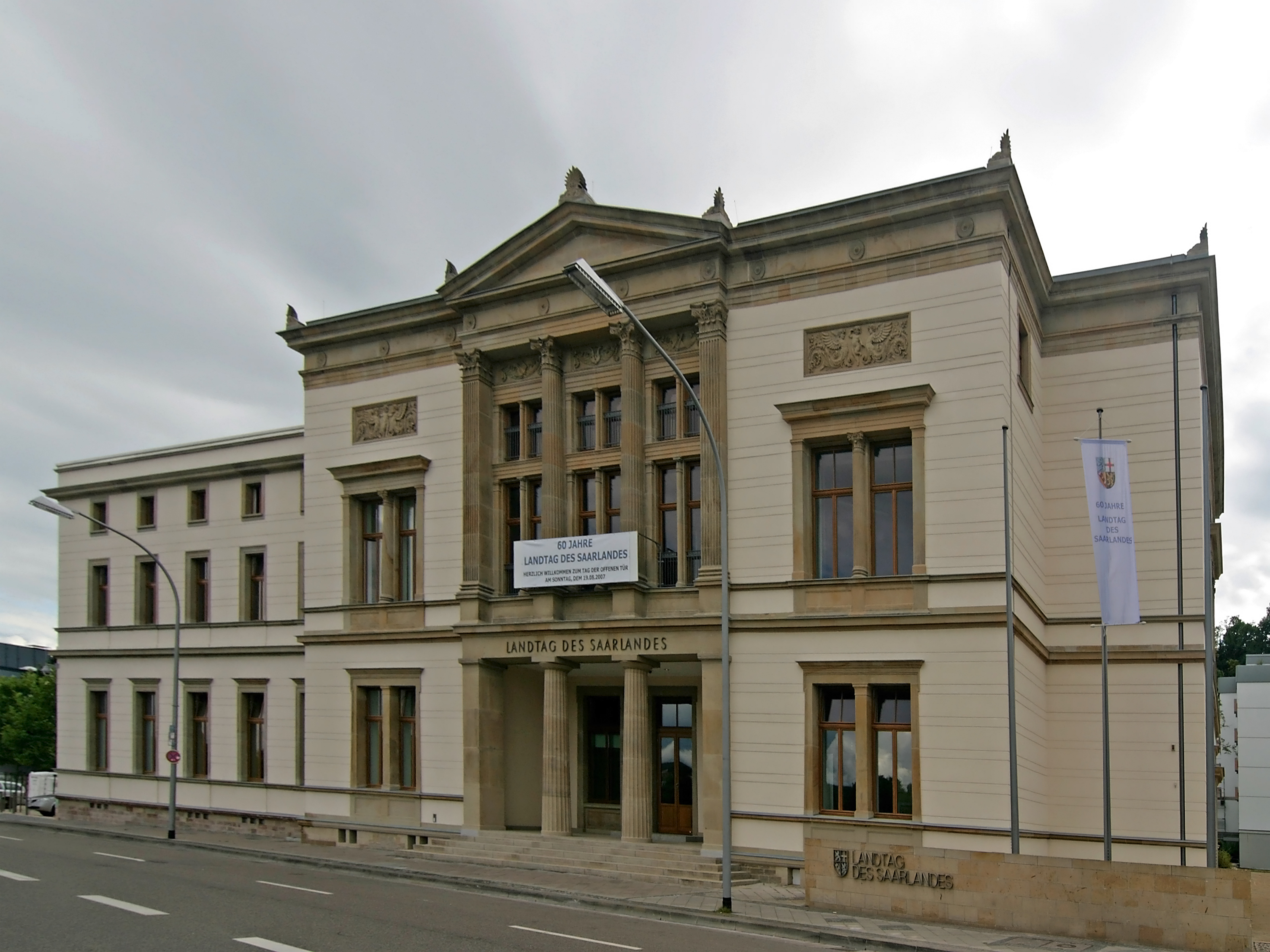
Будівля Ландтагу
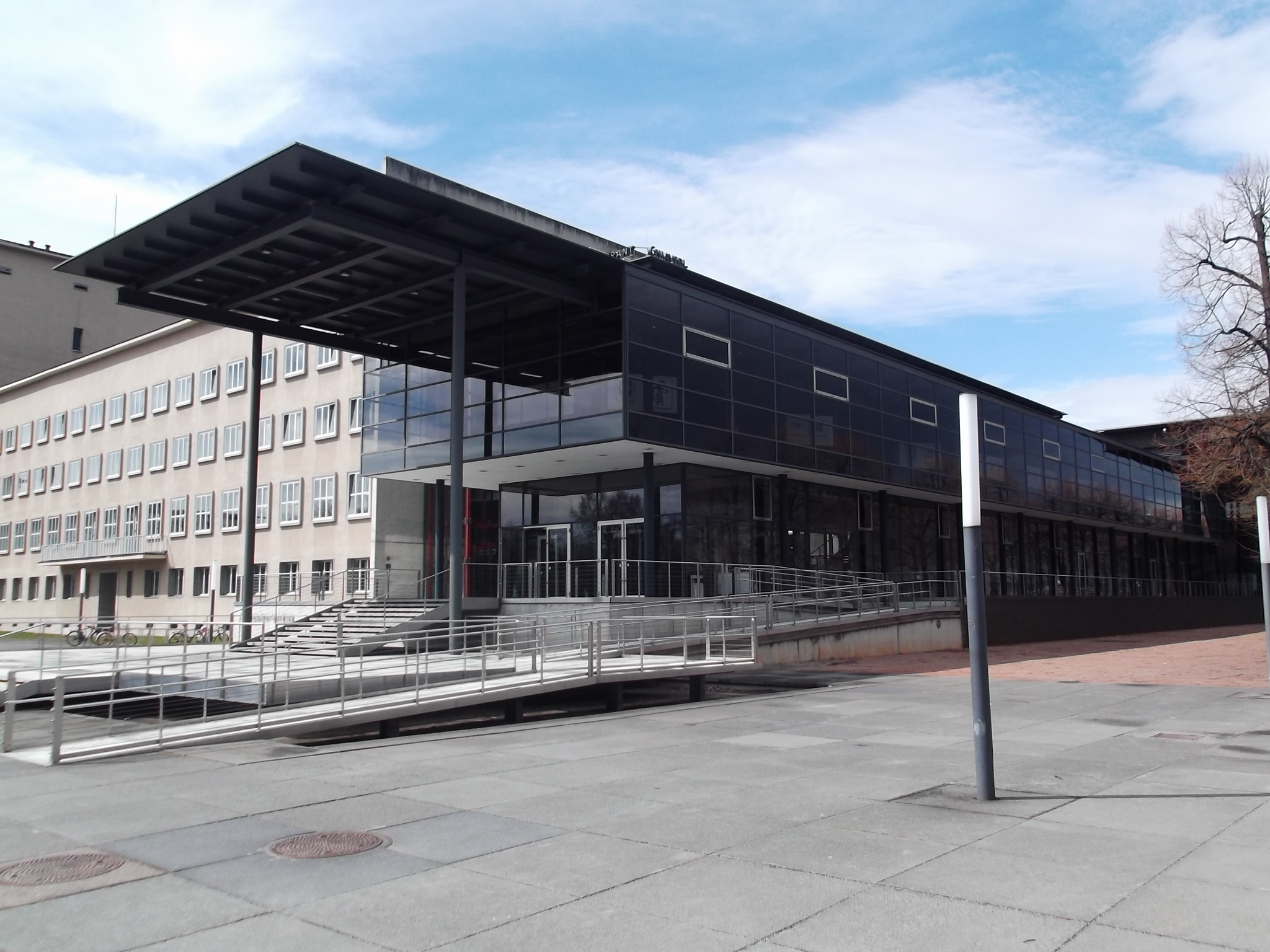
Будівля Ландтагу
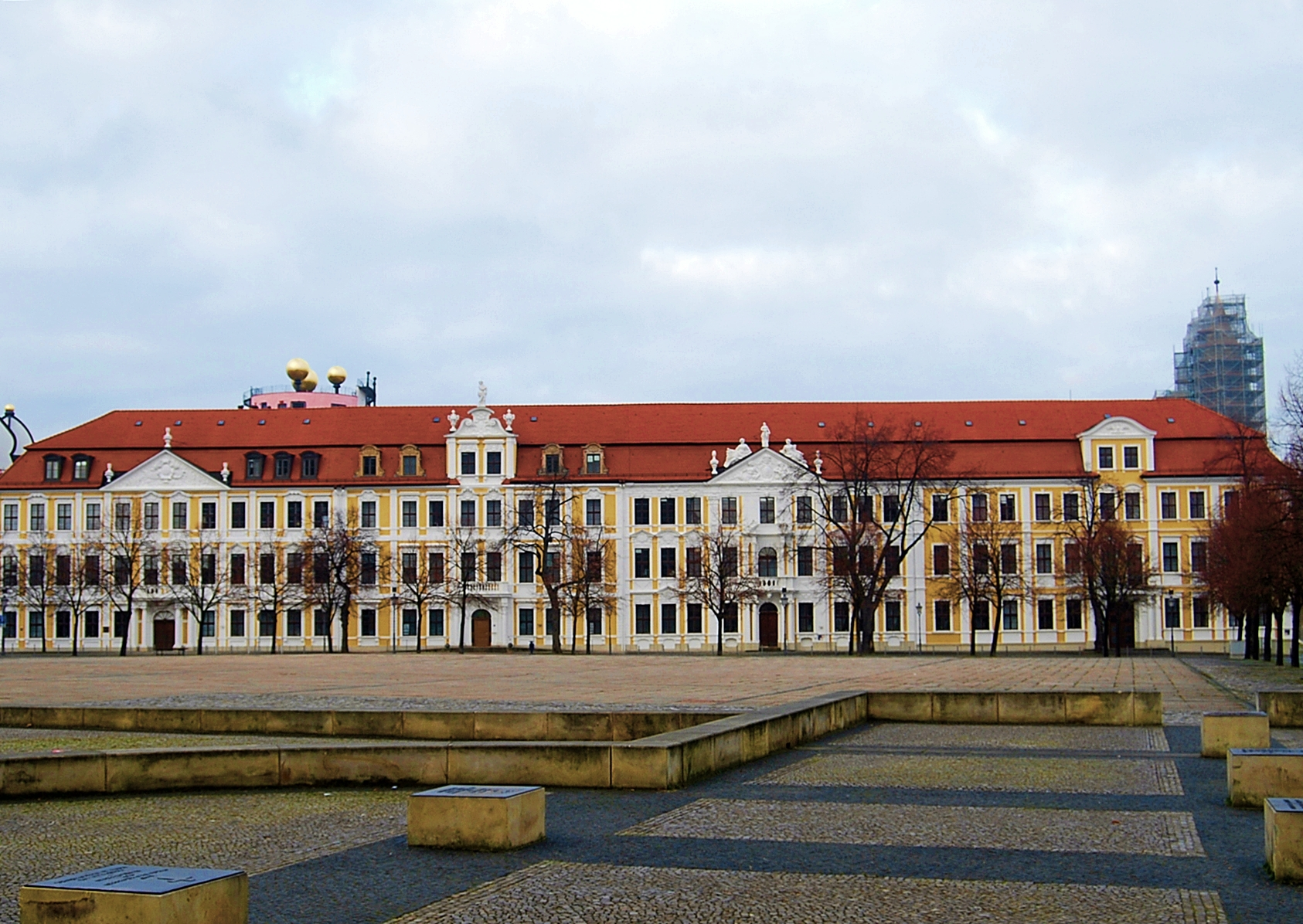
Бруннершес-Хаус
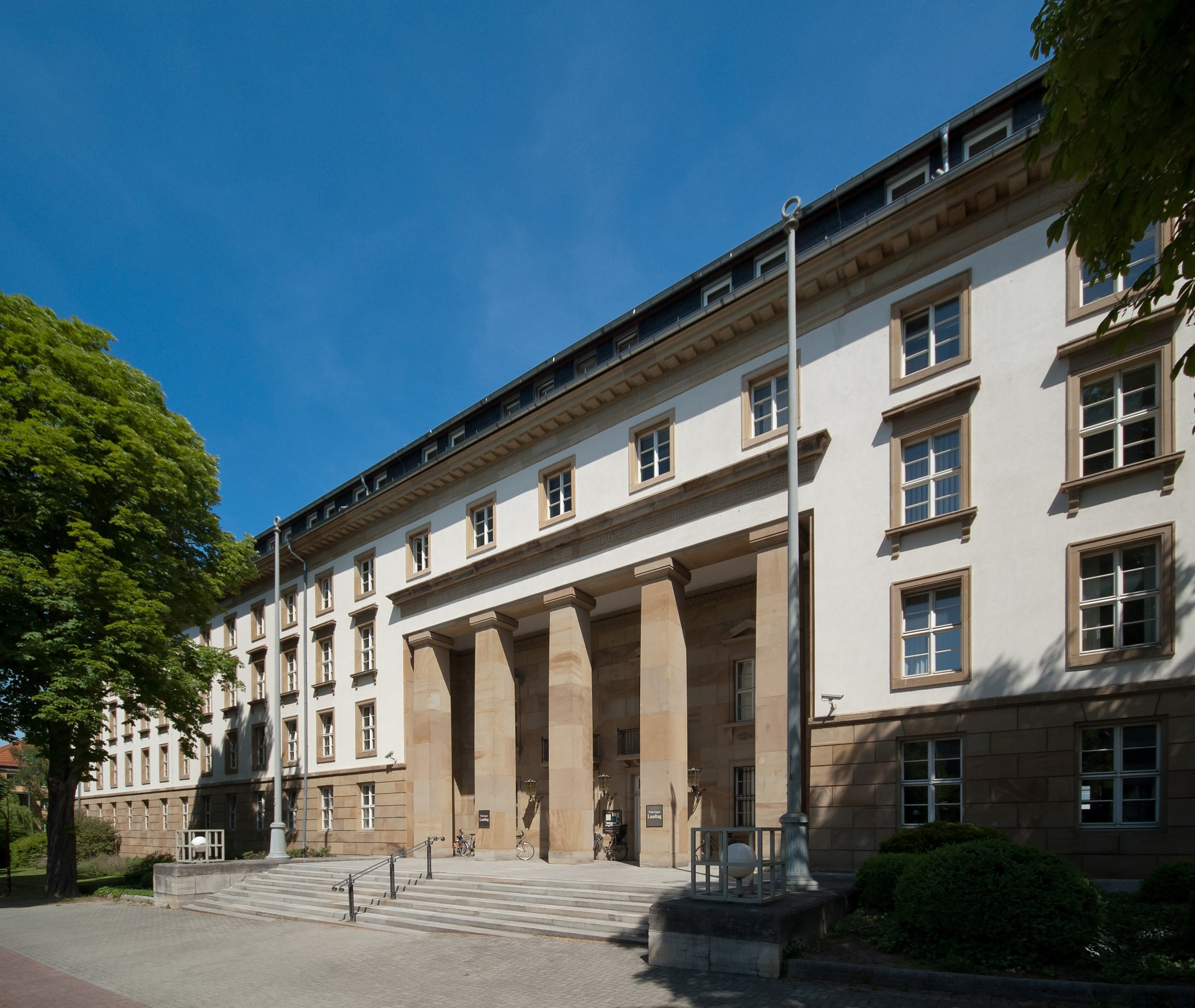
Будівля Ландтагу
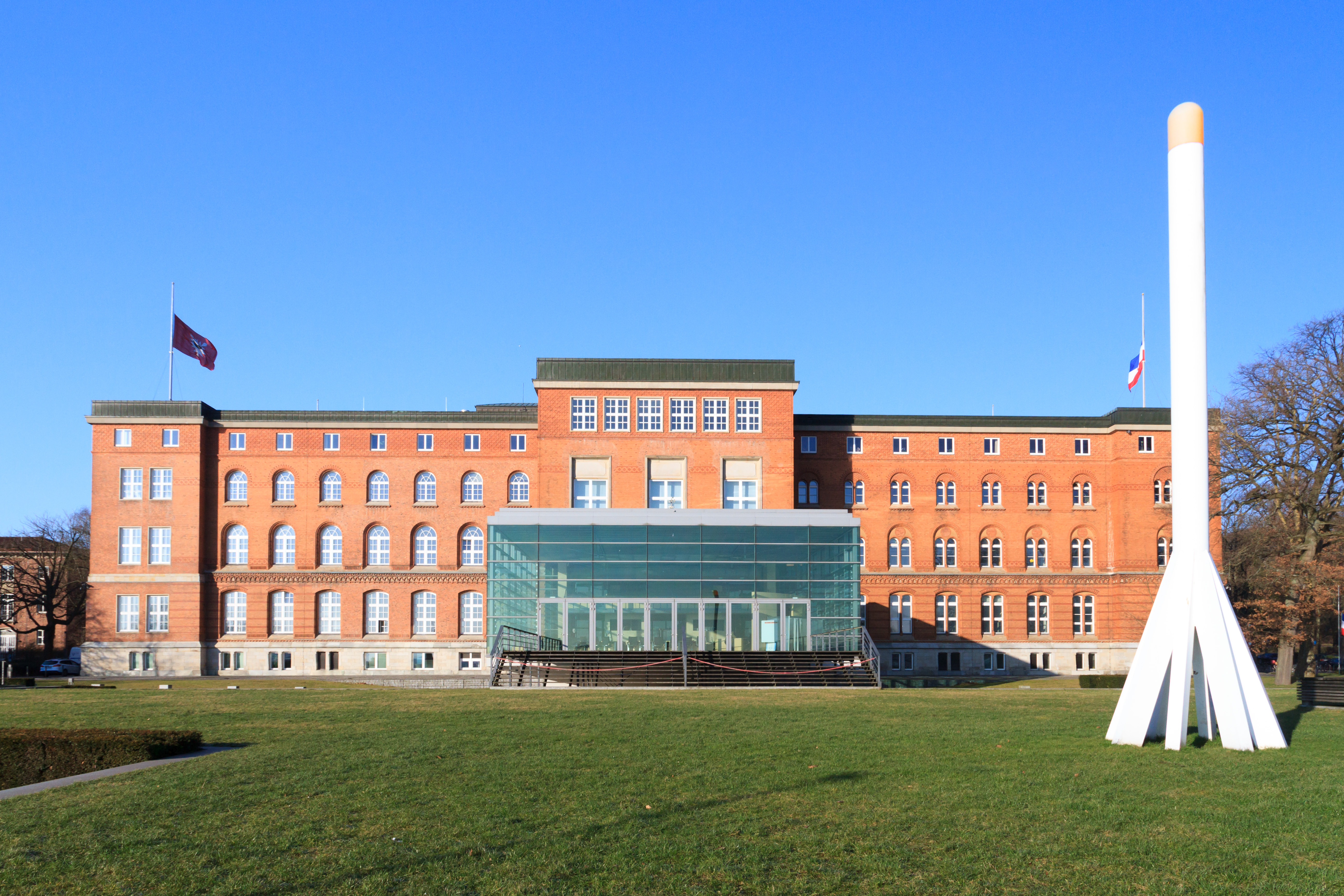
Земельний дім

- Баварія:
Максиміліанеум (1874)
- Баден-Вюртемберг:
Будівля Ландтагу
- Берлін:
Будівля пруського парламенту (1899)
- Бранденбург:
Потсдамський міський палац (1674)
- Бремен:
Будівля міського парламенту
- Гамбург:
Гамбурзька ратуша (1897)
- Гессен:
Вісбаденський міський палац (1841)
- Мекленбург-Передня Померанія:
Шверінський замок (1857)
- Нижня Саксонія:
Лайнський палац (1637)
- Північний Рейн-Вестфалія:
Будівля Ландтагу
- Рейнланд-Пфальц:
Палац Тевтонського ордену (1730)
- Саарланд:
Будівля Ландтагу
- Саксонія:
Будівля Ландтагу
- Саксонія-Ангальт:
Бруннершес-Хаус
- Тюрингія:
Будівля Ландтагу
- Шлезвіг-Гольштейн:
Земельний дім